# Warszawa
Warszawa, miasto stołeczne Warszawa (m.st. Warszawa) – stolica Polski i województwa mazowieckiego, najludniejsze miasto w kraju i drugie (po Gdańsku) pod względem powierzchni, położone w jego centralnej części, na Nizinie Środkowomazowieckiej, na Mazowszu, nad Wisłą.
Warszawa uzyskała prawa miejskie przed 1300. W 1526 została włączona do Korony Królestwa Polskiego. W 1569 mocą unii lubelskiej została ustanowiona miejscem obrad sejmów Rzeczypospolitej Obojga Narodów. Od 1573 odbywały się tam wolne elekcje. Po 1596 do Warszawy przeniesiono dwór królewski i urzędy centralne, a w 1611 w rozbudowanym Zamku Królewskim na stałe zamieszkał król Zygmunt III Waza. Miejsce obrad sejmików generalnych województwa mazowieckiego i sejmików ziemskich ziemi warszawskiej od XVI wieku do pierwszej połowy XVIII wieku. Po rozbiorach Polski przejściowo w Królestwie Prus, a następnie stolica Księstwa Warszawskiego i Królestwa Polskiego; od odzyskania niepodległości przez Polskę w 1918 roku – jej stolica. Doznała znacznych zniszczeń podczas II wojny światowej, kiedy to stała się areną walk powstańczych (najpierw w getcie, a później w całym mieście). Odbudowane po wojnie Stare Miasto zostało wpisane na listę światowego dziedzictwa UNESCO.
Jest jedynym polskim miastem, którego ustrój jest określony odrębną ustawą. Od 2002 jest gminą miejską mającą status miasta na prawach powiatu. W jej skład wchodzi 18 jednostek pomocniczych – dzielnic m.st. Warszawy.
Warszawa jest ważnym ośrodkiem naukowym, kulturalnym, politycznym oraz gospodarczym. Tutaj znajdują się siedziby m.in. Prezydenta RP, Sejmu i Senatu, Rady Ministrów oraz Narodowego Banku Polskiego. Warszawa jest także siedzibą agencji Frontex, odpowiedzialnej za bezpieczeństwo granic zewnętrznych Unii Europejskiej, oraz Biura Instytucji Demokratycznych i Praw Człowieka (ODIHR), agendy OBWE.
Think tank Globalization and World Cities (GaWC), badający wzajemne stosunki pomiędzy miastami świata w kontekście globalizacji, zaliczył Warszawę do kategorii Alpha- w 2000 roku i Alpha w 2024 roku.

## Nazwa
Nazwa miasta zaczęła pojawiać się w dokumentach w XIV wieku jako Warszewa, a od XV wieku również jako Warszowa. Najprawdopodobniej pochodzi od formy dzierżawczej imienia Warsz (skróconej formy staropolskiego imienia Warcisław lub Wrocisław). Było ono używane m.in. przez przedstawicieli rodu Rawów (Rawiczów) herbu Rawa, którzy byli właścicielami terenów w rejonie współczesnego Solca. Prawdopodobnie Warsz z rodu Rawów otrzymał w XIII wieku nadanie książęce, z którego powstała wieś nosząca jego imię.
Zmiana nazwy na Warszawa w XV wieku wynikała z mazowieckiej wymowy dialektycznej. Do końca XV wieku samogłoska -a- przechodziła w -e- po spółgłoskach miękkich (-sz- była w tamtym okresie spółgłoską miękką). W XV wieku formy z wtórnym -e- zaczęły być postrzegane jako gwarowe. Dlatego też zastępowano -e- przez -a-. Taka zmiana nie była uzasadniona etymologicznie, stąd takie formy nazywa się hiperpoprawnymi (np. siadlisko, królawski). Zmiana nazwy z Warszewa na Warszawa upowszechniła się w XVI wieku.
Legendarna etymologia wywodzi nazwę miasta od imion Warsa i jego żony Sawy.

## Położenie

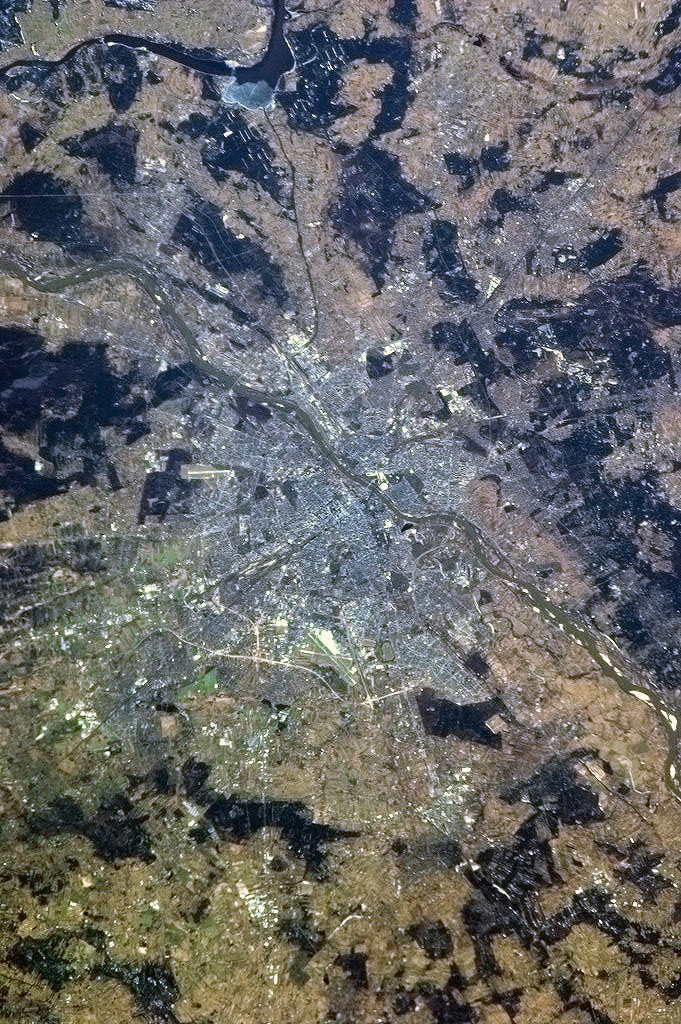
Warszawa widziana z pokładu Międzynarodowej Stacji Kosmicznej

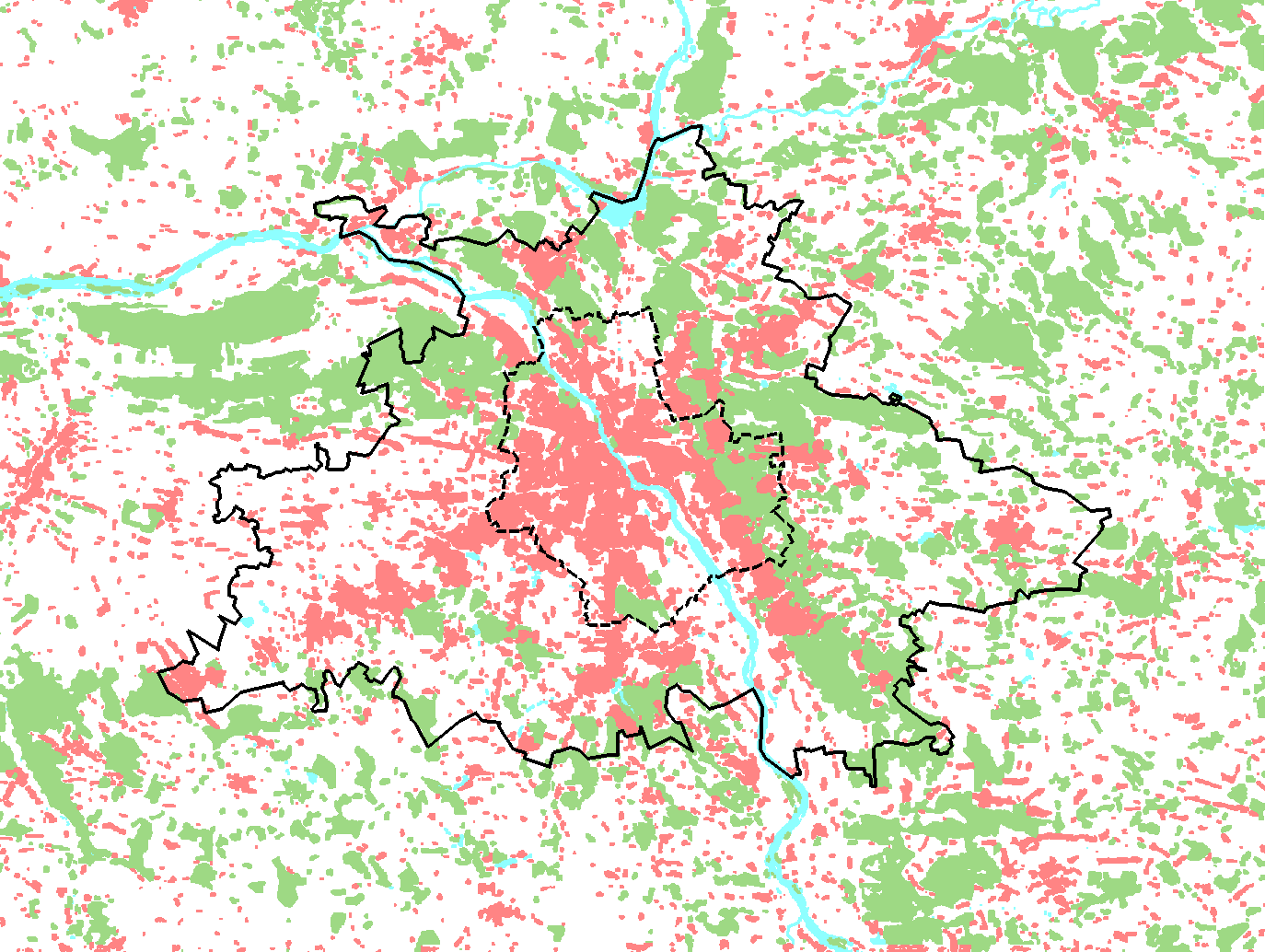
Aglomeracja warszawska

Warszawa leży w środkowym biegu Wisły, na Nizinie Środkowomazowieckiej, w odległości około 350 km od Karpat i Morza Bałtyckiego. Jest jedyną w Europie stolicą leżącą w bezpośrednim sąsiedztwie parku narodowego (Kampinoski Park Narodowy).
Miasto leży po obu stronach Wisły i jest nieznacznie wydłużone wzdłuż jej brzegów (rozciąga się na ok. 30 km w kierunku północ-południe i ok. 28 km w kierunku wschód-zachód). W obrębie miasta znajduje się 28 km biegu rzeki. Szerokość koryta Wisły waha się od 1000 m na południu do 600 m na północy, zwężając się w części środkowej w pobliżu mostu Śląsko-Dąbrowskiego do 350 m.
Lewobrzeżna część Warszawy jest w większości położona na Równinie Warszawskiej (najwyższy punkt geodezyjny na skrzyżowaniu ul. Norwida i Nakielskiej, rejon zajezdni autobusowej „Redutowa” – 115,7 m n.p.m.; porównywalne wysokości w rejonie Filtrów – 114,7 m n.p.m. przy ul. Krzyckiego).
Pozostała część miasta leży w Dolinie Środkowej Wisły oraz na Równinie Wołomińskiej (częściowo dzielnice wschodnie) i w Kotlinie Warszawskiej (częściowo dzielnice północne). Na Bielanach, Białołęce, w Wawrze i Wesołej występują porośnięte lasem, wysokie na kilka-kilkanaście metrów wydmy śródlądowe, z najwyższym naturalnym punktem wysokościowym – 122,11 m n.p.m. (w rejonie planowanej ul. Stanisława Wigury na osiedlu Groszówka w Wesołej).
Skrajne punkty Warszawy mają długość geograficzną 20°51′06″E i 21°16′16″E, a szerokość geograficzną 52°05′52″N i 52°22′05″N.
Stolica stanowi główne miasto monocentrycznej aglomeracji warszawskiej. Liczba jej mieszkańców, zależnie od sposobu zdefiniowania jej granic, wynosi od 2,6 do 3,5 mln. Jest to największe po aglomeracji śląskiej skupisko ludności w Polsce. Na obszarze aglomeracji warszawskiej znajduje się około 20 miast.

## Warunki naturalne

### Rzeźba terenu
Charakterystyczna dla krajobrazu miasta jest wysoka na 6–25 m skarpa wiślana, stanowiąca lewobrzeżną krawędź erozyjną Równiny Warszawskiej. W północnej części Warszawy skarpa biegnie w pobliżu Wisły, natomiast w południowej (Mokotów, Ursynów) odsuwa się od rzeki. Najwyższą wysokość (ok. 25 m) ma w części środkowej, na odcinku od kościoła św. Anny do Belwederu.
Na obszarze miasta znajduje się kilka wzgórz usypanych przez człowieka, m.in. Kopiec Powstania Warszawskiego (wysokość 121 m n.p.m.), Górka Szczęśliwicka (wysokość 152,0 m n.p.m. – najwyższy punkt wysokościowy w Warszawie), Kopa Cwila (wysokość 118 m n.p.m.), a także składowiska odpadów, m.in. Góra Śmieciowa na Radiowie (wysokość 144 m n.p.m.) i hałda popiołów z Elektrociepłowni Siekierki na Siekierkach.
Najniżej w Warszawie położonym punktem jest brzeg Wisły przy granicy z Jabłonną (75,6 m n.p.m.).

### Klimat
Według klasyfikacji Wincentego Okołowicza Warszawa leży w strefie klimatu umiarkowanego ciepłego przejściowego. Według uaktualnionej klasyfikacji Köppena-Geigera Warszawa leży w strefie Dfb – klimatu kontynentalnego wilgotnego.
Cechami charakterystycznymi klimatu Warszawy są dość równomierne opady o średniej wieloletniej około 519 mm/rok z maksimum w lipcu (73,2 mm) i minimum w lutym (22 mm). Średnia roczna temperatura powietrza wynosi 8,2 °C z maksimum w lipcu (18,3 °C) i minimum w styczniu (–2,2 °C).
W Warszawie wyraźnie zaznacza się wpływ dużej aglomeracji miejskiej na klimat (miejska wyspa ciepła). Objawia się to poprzez wyższe średnie temperatury w centrum miasta, częstsze opady (nagrzanie powietrza powoduje powstawanie silnych prądów wstępujących i chmur konwekcyjnych, którym towarzyszą ulewne opady i burze). Badania przeprowadzone w latach 2001–2002 pokazały, że w ciepłej porze roku średnia intensywność miejskiej wyspy ciepła w centrum Warszawy dochodziła do 2,5–3,0 °C, a w miesiącach zimowych 1,0–1,5 °C. Ze względu na większą szorstkość podłoża w centrum miasta zmniejsza się prędkość wiatru.
Z uwagi na wysoką zawartość aerozoli i zanieczyszczeń w powietrzu zwiększa się zachmurzenie oraz pogarsza się przejrzystość powietrza, co prowadzi do zmniejszania bezpośredniego promieniowania słonecznego i zwiększenia promieniowania rozproszonego. Usłonecznienie rzeczywiste (liczba godzin, podczas których dopływa do podłoża atmosfery bezpośrednie promieniowanie słoneczne) waha się średnio od ok. jednej godziny (w grudniu i styczniu) do ponad siedmiu godzin dziennie (od maja do sierpnia). Centralne części Warszawy cechują się przy tym zmniejszonym usłonecznieniem (roczna liczba godzin ze słońcem jest o ok. 100 niższa niż w dzielnicach peryferyjnych).
| Miesiąc                                                                                           | Sty  | Lut  | Mar  | Kwi  | Maj  | Cze  | Lip  | Sie  | Wrz  | Paź  | Lis  | Gru  | Roczna |
| ------------------------------------------------------------------------------------------------- | ---- | ---- | ---- | ---- | ---- | ---- | ---- | ---- | ---- | ---- | ---- | ---- | ------ |
| Średnie temperatury w dzień [°C]                                                                  | 0,4  | 2,6  | 7,1  | 14,5 | 19,7 | 22,5 | 25,3 | 24,6 | 19,4 | 13,5 | 7,4  | 2,7  | 13,4   |
| Średnie dobowe temperatury [°C]                                                                   | -1,9 | -0,4 | 3,1  | 9,4  | 14,5 | 17,5 | 20,0 | 19,2 | 14,2 | 9,1  | 4,6  | 0,5  | 9,2    |
| Średnie temperatury w nocy [°C]                                                                   | -4,7 | -3,8 | -1,2 | 4,1  | 9,1  | 12,3 | 15,0 | 14,0 | 9,4  | 4,7  | 1,5  | -2,3 | 4,9    |
| Opady [mm]                                                                                        | 36,7 | 35,6 | 28,9 | 35,3 | 58,5 | 60,7 | 84,8 | 93,2 | 44,0 | 31,5 | 36,9 | 37,9 | 584    |
| Średnia liczba dni z opadami                                                                      | 18,0 | 14,3 | 12,6 | 10,0 | 13,2 | 12,6 | 12,9 | 11,8 | 10,0 | 9,9  | 12,6 | 15,4 | 153    |
| Wilgotność [%]                                                                                    | 87   | 85   | 78   | 71   | 70   | 72   | 73   | 74   | 81   | 84   | 89   | 89   | 79     |
| Średnie usłonecznienie [h]                                                                        | 31   | 58   | 124  | 150  | 217  | 240  | 248  | 217  | 150  | 93   | 60   | 31   | 1619   |
| Źródło: climatebase (od 2000 r.), weather2travel (nasłonecznienie), pogodaiklimat.ru (wilgotność) |      |      |      |      |      |      |      |      |      |      |      |      |        |

## Historia
Historia miasta sięga IX wieku. Zasadniczy układ urbanistyczny współczesnej Warszawy ukształtował się podczas odbudowy ze znacznych zniszczeń po II wojnie światowej.

### Średniowiecze
Pierwszymi osadami powstałymi w obecnych granicach administracyjnych Warszawy były: Bródno (IX/X wiek), Kamion (II połowa XI wieku), Solec (XI wiek) i Jazdów (XIII wiek). Po zdobyciu i zniszczeniu w 1262 Jazdowa przez litewskie wojska Mendoga, książę płocki Bolesław II mazowiecki założył ok. 4 km na północ od Jazdowa nowy gród książęcy i nowe miasto (podgrodzie), które wspólnie nosiły nazwę Warszowa. Około 1300 nastąpiła lokacja miasta Stara Warszawa na prawie chełmińskim. Przywilej lokacyjny nie zachował się, stąd nie można ustalić dokładnej daty jego założenia.
Pierwsza wzmianka o Warszawie pochodzi z 23 kwietnia 1313, kiedy to miejscowość pojawiła się w tytulaturze książęcej Siemowita II. W 1339 Warszawa została wybrana na miejsce procesu polsko-krzyżackiego o Pomorze i Kujawy. W 1402 powstała Dziekania, pierwsza warszawska jurydyka
W 1406 książę Janusz I przeniósł z Czerska do Warszawy kapitułę kolegiacką, w wyniku czego miasto stało się ośrodkiem władzy świeckiej i duchownej. W 1408, w związku z szybkim rozwojem Starej Warszawy, na północ od miasta lokowano Nową Warszawę. Z 1427 pochodzą pierwsze udokumentowane wiadomości o Żydach mieszkających w Starej Warszawie.

### XVI–XVIII wiek

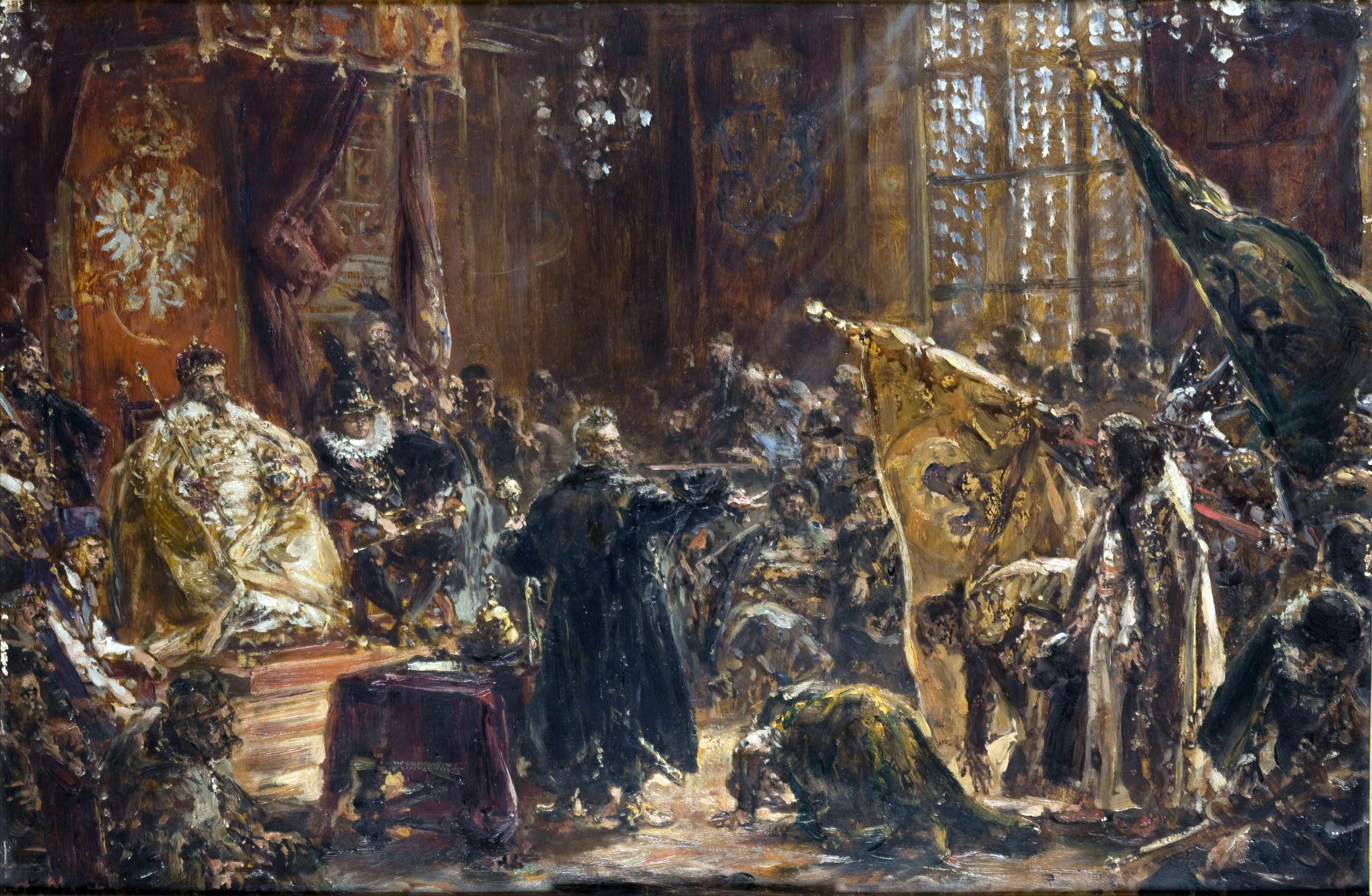
Hołd cara Wasyla IV Szujskiego przed Zygmuntem III Wazą na sejmie warszawskim 1611 roku

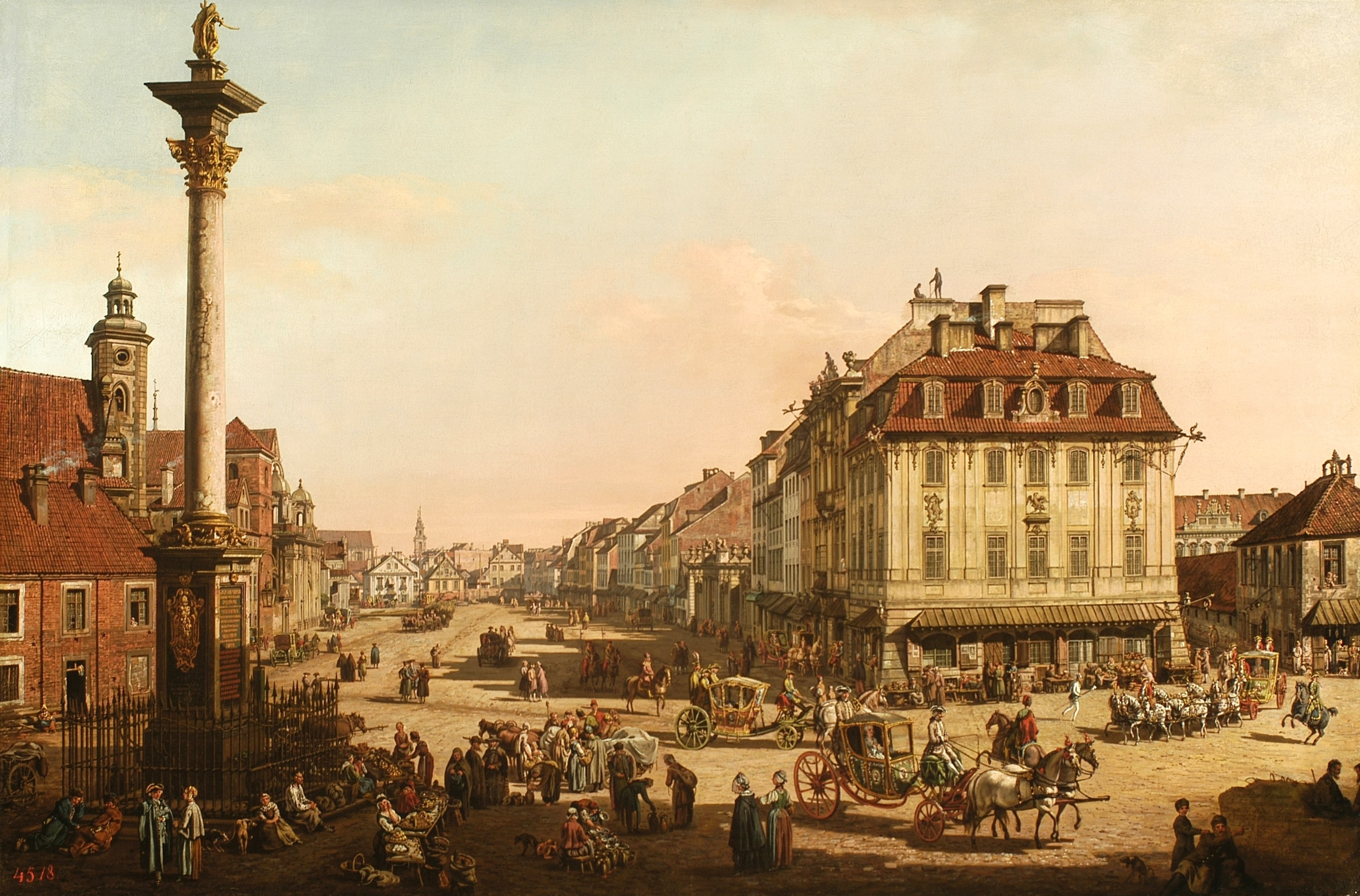
Bernardo Bellotto, Krakowskie Przedmieście od strony Bramy Krakowskiej, 1767–1768

Rizzi Zannoni, Plan de Varsovie, 1772

W 1526, po śmierci księcia Janusza III, Księstwo Mazowieckie wraz z Warszawą zostało włączone do Korony Królestwa Polskiego.
W 1527 roku Warszawa uzyskała przywilej de non tolerandis Judaeis. Uchwalona w 1559 ustawa sejmowa zezwoliła szlachcie na zakup nieruchomości w miastach, co zapoczątkowało rozwój jurydyk.
W 1569 podczas sejmu walnego w Lublinie podjęto decyzję o stałym odbywaniu w Warszawie sejmów walnych Rzeczypospolitej. Była ona bardzo dogodnie położona w stosunku do stolic obydwu zjednoczonych państw, Krakowa i Wilna, u zbiegu szlaków handlowych, nad główną spławną rzeką Korony, którą łatwo można było dostać się do mającego bardzo duże znaczenie gospodarcze Gdańska. Istotną rolę odegrał także fakt, że miasto znajdowało się na Mazowszu, które stosunkowo niedawno zostało włączone do Korony i było postrzegane jako neutralne w relacjach polsko-litewskich. Jego kandydatura jako miejsca sejmów walnych była więc łatwiejsza do zaakceptowania przez Litwinów. Ogółem w Warszawie odbyło się 145 sejmów walnych (w Piotrkowie 38, w Krakowie 29, a w Grodnie 11).
W 1573 oddano do użytku pierwszy stały most na Wiśle w Warszawie – most Zygmunta Augusta.
Korzystne położenie geograficzne zadecydowało także o wyznaczeniu Warszawy jako miejsca elekcji królów. W 1573 na polach wsi Kamion pod Warszawą miała miejsce pierwsza wolna elekcja. W tym samym roku miała miejsce konfederacja warszawska w sprawie uprawomocnienia tolerancji religijnej w Rzeczypospolitej. W 1575 na polach podwarszawskiej wsi Wielka Wola odbyła się elekcja Anny Jagiellonki i Stefana Batorego. Od tego czasu Wielka Wola stała się stałym miejscem elekcji królów polskich.
W Warszawie do końca życia rezydowała Anna Jagiellonka, dość często przebywali tam również królowie Zygmunt II August i Stefan Batory. Po pożarze Zamku na Wawelu, chcący znajdować się jak najbliżej Szwecji Zygmunt III Waza wybrał w 1596 Warszawę jako miejsce rezydencji królewskiej. Przeniesiono tam również z Krakowa urzędy centralne, czyli urzędy marszałkowski, kanclerski i podskarbiński, które zostały umieszczone w rozbudowanym po 1598 na rozkaz króla Zamku Królewskim. Sam Zygmunt III Waza na stałe zamieszkał w Zamku po powrocie z kampanii smoleńskiej w 1611 W ten sposób Warszawa, nazywana oficjalnie „miastem rezydencjonalnym Jego Królewskiej Mości”, stała się centralnym punktem wielkiego, wielonarodowościowego państwa, de facto jego stolicą (stolicą de iure pozostał Kraków). Wzrost politycznego znaczenia miasta, w którym stale znajdował się dwór królewski i odbywały sejmy, spowodował wzrost liczby i zamożności jego mieszkańców, rozwój terytorialny i powstanie wielu nowych budynków.
W latach 1621–1624 Stara i Nowa Warszawa oraz najgęściej zabudowane przedmieścia zostały otoczone wałem Zygmuntowskim. W 1648 prawa miejskie otrzymała Praga.
Okres szybkiego rozwoju Warszawy przerwała wojna polsko-szwedzka (1655–1658) podczas której była ona trzykrotnie okupowana przez obce wojska. Zniszczone miasto odbudowano, powstały tam liczne rezydencje magnackie oraz obiekty sakralne. Pomimo kryzysu, chaosu i zniszczeń spowodowanych przez wojnę północną oraz klęsk elementarnych i kryzysu politycznego (konfederacja warszawska, wojna o sukcesję) Warszawa w okresie panowania Sasów przeżywała rozwój terytorialny i architektoniczny, m.in. powstało wtedy wielkie założenie urbanistyczne, Oś Saska. W 1727 król August II Mocny udostępnił mieszkańcom część Ogrodu Saskiego, który stał się pierwszym parkiem publicznym w Warszawie.
W 1740 Stanisław Konarski założył Collegium Nobilium. Siedem lat później, bracia biskupi Józef Andrzej i Andrzej Stanisław Załuscy otworzyli dla publiczności bibliotekę z jednym z największych księgozbiorów w Europie. W 1765 powstał Teatr Narodowy (pierwszy teatr publiczny) i założono Szkołę Rycerską. W 1770 wokół miasta usypano okopy Lubomirskiego
Mimo bardzo trudnej sytuacji politycznej, za panowania Stanisława Augusta Poniatowskiego zwołano w Warszawie Sejm Czteroletni (1788–1792) zaś 3 maja 1791 uchwalono konstytucję Rzeczypospolitej.

### 1795–1918

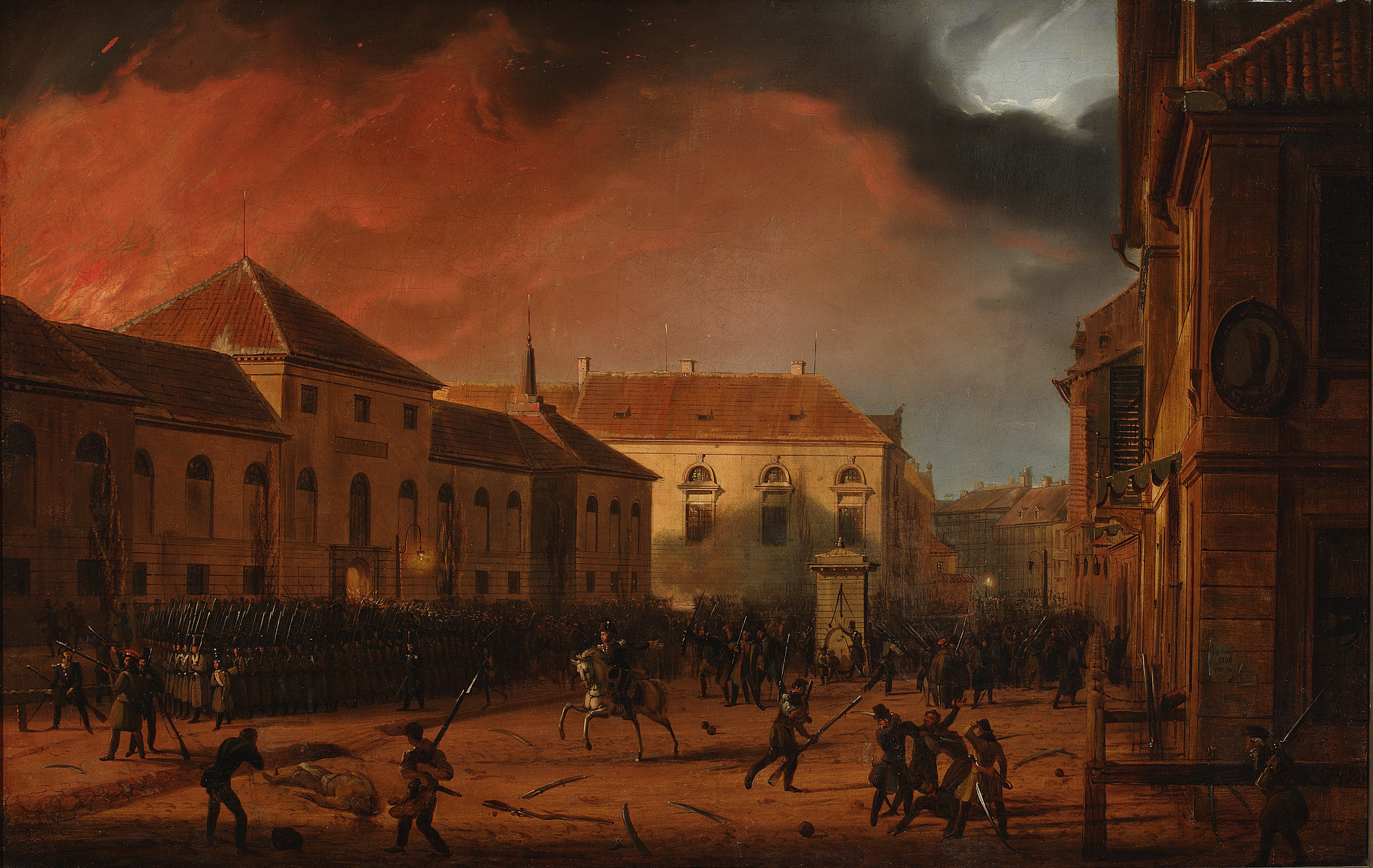
Marcin Zaleski, Wzięcie Arsenału, 1831

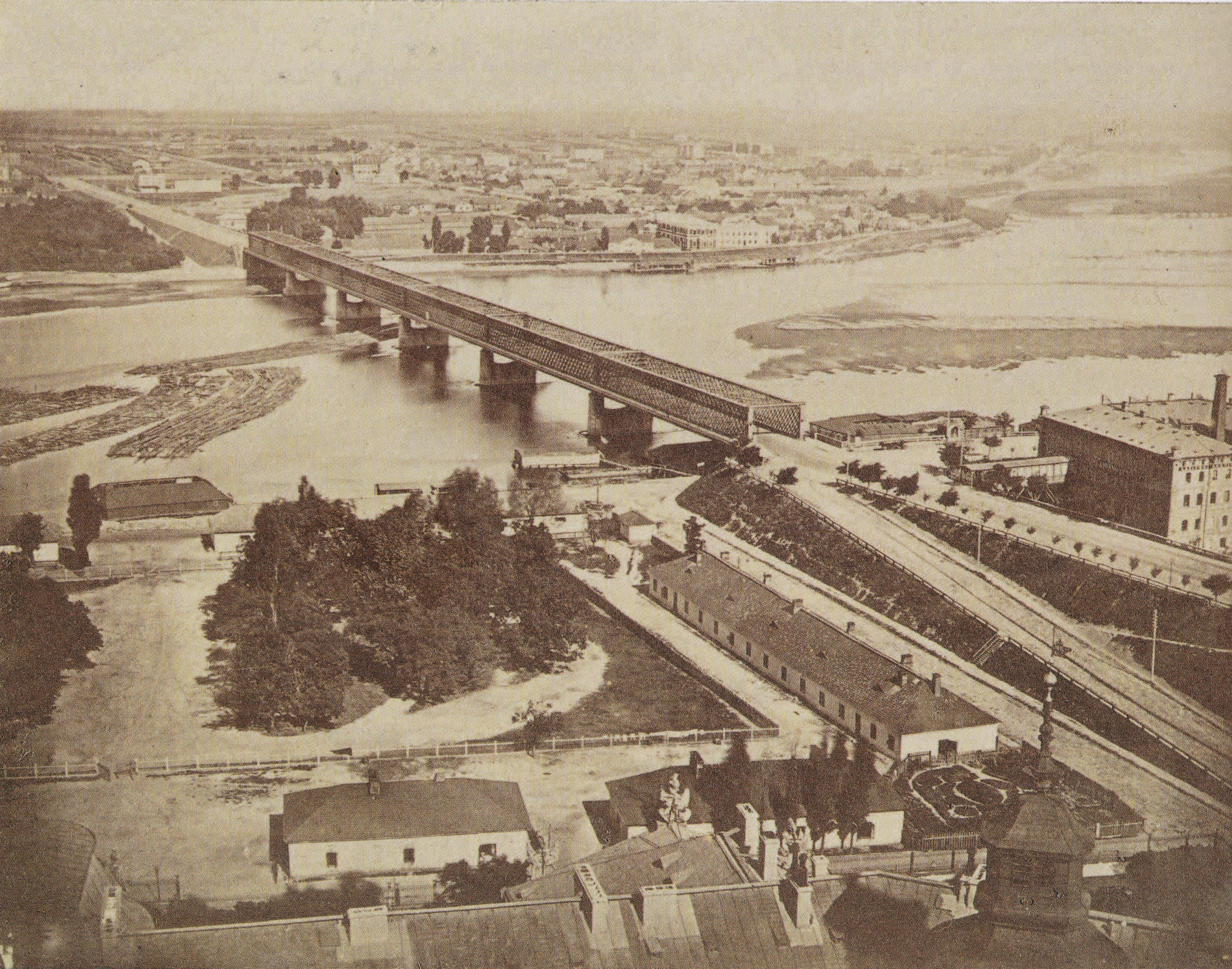
Most Kierbedzia, pierwszy warszawski stalowy most na Wiśle, na fotografii Konrada Brandla (1873)

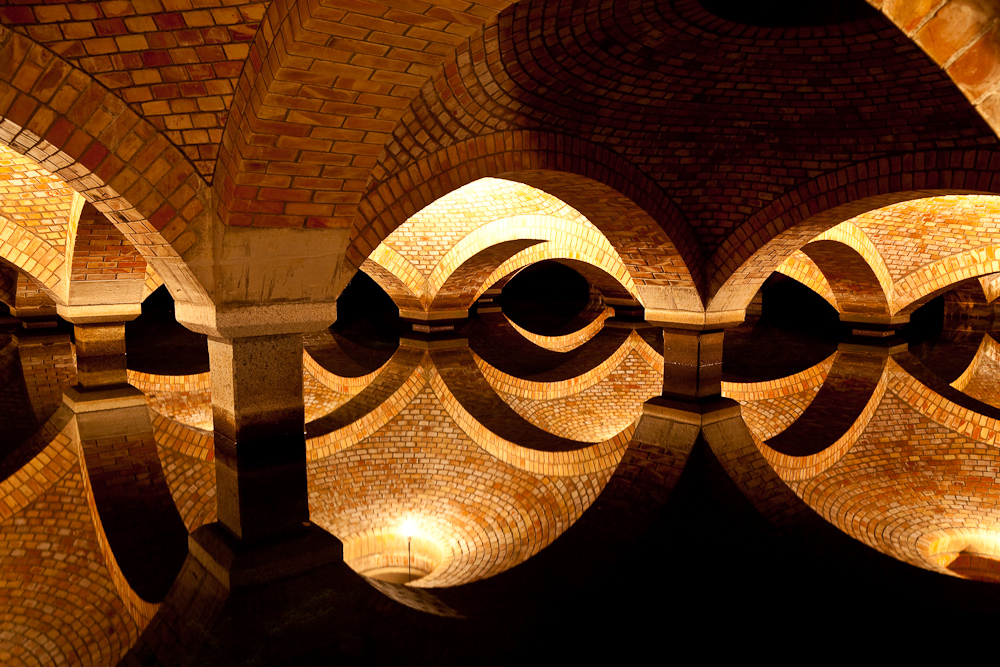
Filtry Lindleya, 1883–1886; hale filtrów powolnych (2009)

Po upadku I Rzeczypospolitej w wyniku klęski insurekcji kościuszkowskiej (u jego schyłku miała miejsce rzeź ludności praskiej przez wojska rosyjskie) oraz III rozbioru w 1795 roku Warszawę włączono do Królestwa Prus. Została ona ogłoszona stolicą prowincji Prus Południowych (zarządzanej wcześniej z Poznania). W 1798 roku w wyniku starań władz pruskich bullą papieża Piusa VI erygowano diecezję warszawską, podnosząc Warszawę do godności biskupiej, a kolegiatę św. Jana – katedralnej.
W 1806 Warszawę zajęły wojska Napoleona i w 1807 miasto stało się stolicą Księstwa Warszawskiego.
Podczas kongresu wiedeńskiego w 1815 obrano Warszawę na stolicę Królestwa Polskiego. W architekturze i sztuce dominował klasycyzm. W 1816 na mocy dekretu króla Aleksandra I utworzony został Królewski Uniwersytet Warszawski z 5 wydziałami – Teologii, Prawa, Medycyny, Filozofii, Nauki i Sztuk Pięknych. W mieście powstały organizacje patriotyczne (m.in. Związek Wolnych Polaków, Towarzystwo Patriotyczne) i konspiracja przeciw zaborcy, który łamał konstytucję.
Patriotyczne środowiska warszawskie przygotowały powstania narodowowyzwoleńcze: 29 listopada 1830 wybuchło powstanie listopadowe, a w latach 1863–1864 trwało powstanie styczniowe. W czasie powstania listopadowego 1830 Warszawa była siedzibą władz powstańczych (Rząd Tymczasowy). W 1831 wokół Warszawy miały miejsce nierozstrzygnięte i zwycięskie przez powstańców bitwy (m.in. pod Olszynką Grochowską, Wawrem, Białołęką), jednakże (m.in. po ataku na Wolę) powstanie zostało stłumione przez Rosjan wspartych posiłkami z Prus. W nocy z 15 na 16 sierpnia 1831, w wyniku wystąpień sierpniowych, śmierć poniosło kilkadziesiąt osób.
W 1834 utworzono zawodową straż pożarną – Warszawską Straż Ogniową. W 1837 roku Warszawa utraciła tytuł miasta stołecznego. W 1845 oddano do użytku pierwszy odcinek linii kolejowej do Grodziska, będący częścią Drogi Żelaznej Warszawsko-Wiedeńskiej.
W okresie powstania styczniowego 23 stycznia 1863 Warszawa była siedzibą powstańczego Rządu Narodowego. Po upadku powstania zniesiono Sejm, wojsko polskie i konstytucję, konfiskowano dobra, więziono, zsyłano na Syberię, zamknięto Uniwersytet i Towarzystwo Przyjaciół Nauk, wprowadzono stan wojenny. Warszawa stała się do 1905 twierdzą. Represjom towarzyszyła rusyfikacja. W Warszawie powstało kilka cerkwi prawosławnych, w tym w latach 1894–1912 monumentalny sobór św. Aleksandra Newskiego na placu Saskim. Jednocześnie rozbudowywano infrastrukturę kolejową. Warszawa stała się ważnym węzłem kolejowym na przecięciu europejskich magistral kolejowych: Kolei Warszawsko-Wiedeńskiej (1848), Kolei Warszawsko-Petersburskiej (1862), Kolei Warszawsko-Terespolskiej (1867) oraz Kolei Nadwiślańskiej (1877). Ponadto wybudowano także kolej obwodową i wąskotorową (do Piaseczna).
Od 1856 zaczęto na szerszą skalę stosować oświetlenie gazowe, w miejsce wcześniej stosowanych lamp olejowych. Dostawy gazu zapewniała wybudowana w tym samym roku Gazownia Warszawska. W latach 1859–1864 wybudowano most Kierbedzia, pierwszy stalowy most na Wiśle. W 1862 roku utworzono Muzeum Narodowe. W 1881 w kamienicy przy ul. Próżnej 10 amerykańskie towarzystwo International Bell Telephone uruchomiło pierwszą centralę telefoniczną. W 1883 z inicjatywy prezydenta miasta Sokratesa Starynkiewicza rozpoczęto budowę zaprojektowanego przez Williama Lindleya jednego z najnowocześniejszych w Europie systemów wodociągów i kanalizacji. W 1897 roku Warszawa liczyła 626 tys. mieszkańców i była największym po Petersburgu i Moskwie miastem w Cesarstwie Rosyjskim.
Podczas I wojny światowej wycofujące się na wschód wojska rosyjskie wysadziły 5 sierpnia 1915 wszystkie cztery warszawskie mosty (Kierbedzia, Poniatowskiego oraz obydwa mosty przy Cytadeli). Do listopada 1918 roku Warszawa znajdowała się pod okupacją niemiecką. Charakteryzowało ją ożywienie życia politycznego i pewna swoboda w życiu kulturalnym. Jednocześnie bezwzględna eksploatacja gospodarcza miasta spowodowała upadek przemysłu, handlu i sektora finansowego oraz pauperyzację jego mieszkańców.
8 kwietnia 1916 generał-gubernator Hans Hartwig von Beseler wydał rozporządzenie zwiększające (od 1 kwietnia tego roku) ponad trzykrotnie powierzchnię miasta, z 3273 do 11 483 ha (bez Wisły, z rzeką – do 12 100 ha). Do miasta przyłączono w całości dwie gminy: Mokotów i Czyste, a także Czerniaków i Siekierki (z gminy Wilanów), folwark Rakowiec (z gminy Pruszków), Młociny, Kaskadę, Marymont, Potok i Powązki (z gminy Młociny), Pelcowiznę, Ustronie, Nowe Bródno, Targówek i Utratę (z gminy Bródno) oraz Grochów I, Grochów II i Kępę Gocławską (z gminy Wawer).

### 1918–1939
11 listopada 1918 Rada Regencyjna przekazała Józefowi Piłsudskiemu władzę wojskową w Warszawie (14 listopada 1918 również pełnię władz cywilnych w stolicy) i naczelne dowództwo sił zbrojnych. W konsekwencji Warszawa stała się stolicą II Rzeczypospolitej.
W okresie 13–26 sierpnia 1920, w czasie trwającej wówczas wojny polsko-bolszewickiej (mającej na celu m.in. podporządkowanie Polski ZSRR i ekspansję komunizmu na Zachód), na przedpolach Warszawy i okolicznych terenach rozegrała się Bitwa Warszawska. Punktem zwrotnym walk była bitwa pod Radzyminem, po której kontrofensywa Piłsudskiego zadecydowała o zwycięstwie.
W okresie międzywojennym miał miejsce rozwój przestrzenny Warszawy, spowodowany m.in. koniecznością wzniesienia nowych gmachów publicznych na potrzeby administracji młodego państwa. Szczególne zasługi dla rozwoju stolicy położył komisaryczny prezydent Stefan Starzyński. Powstały nowe osiedla na Żoliborzu, Saskiej Kępie, Mokotowie, nowa siedziba Muzeum Narodowego, dokonano renowacji pałacu Blanka, Arsenału, pałacu Brühla, odkryto średniowieczne mury Warszawy, nastąpił rozwój infrastruktury (rozbudowa komunikacji miejskiej, przygotowanie projektu budowy mostu Piłsudskiego i sieci metra, modernizacja tras wylotowych Warszawy, modernizacja szpitali). Ponadto założono nowe parki (m.in. park Sowińskiego i park Dreszera).
Miasto od XIX wieku było dużym skupiskiem ludności żydowskiej, która zamieszkiwała głównie dzielnicę północną. W 1938 w Warszawie mieszkało 368 394 Żydów, co stanowiło 29,1% mieszkańców stolicy.

### II wojna światowa

Granice Warszawy współcześnie i w 1939

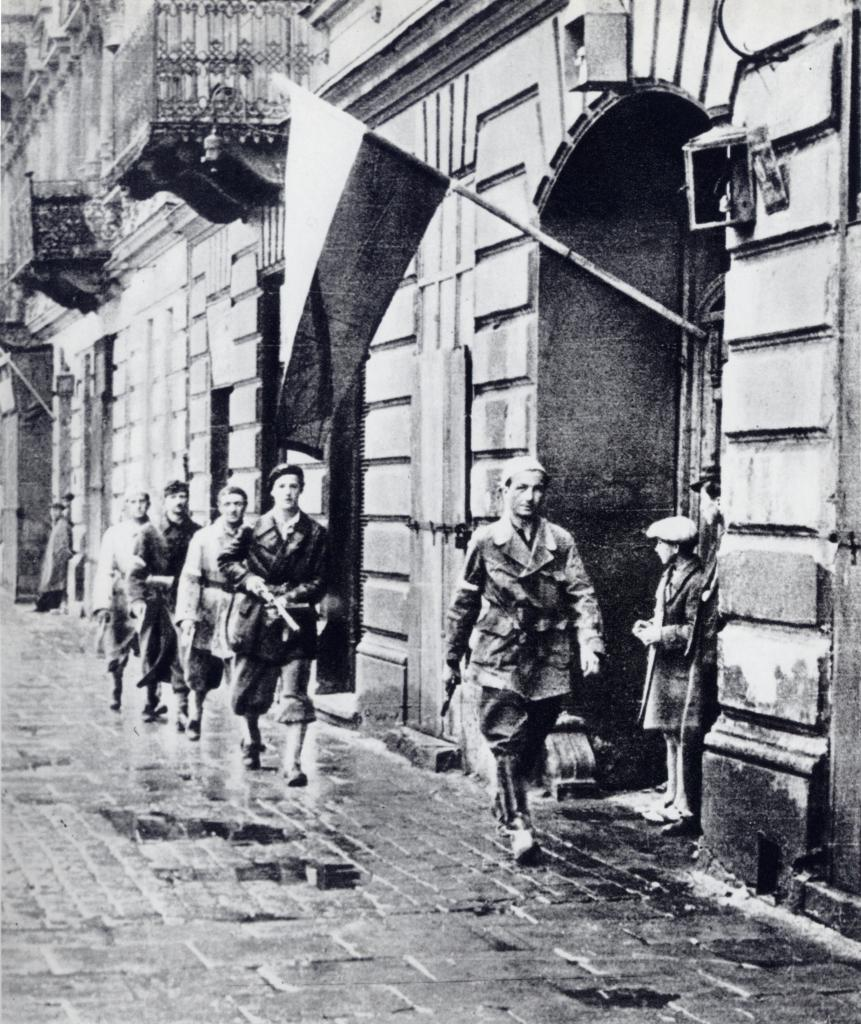
Powstanie warszawskie, pierwsze dni sierpnia 1944. Patrol żołnierzy z batalionu „Pięść” pod dowództwem Stanisława Jankowskiego ps. „Agaton” w drodze z Woli do Śródmieścia

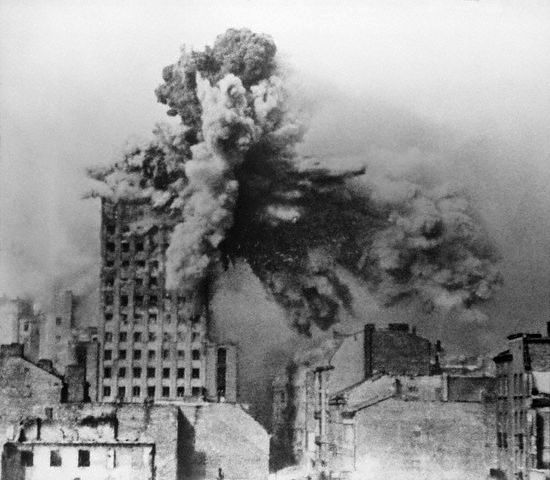
Powstanie warszawskie – moment trafienia Prudentialu dwutonowym pociskiem z moździerza Karl Gerät uwieczniony przez Sylwestra Brauna (28 sierpnia 1944)

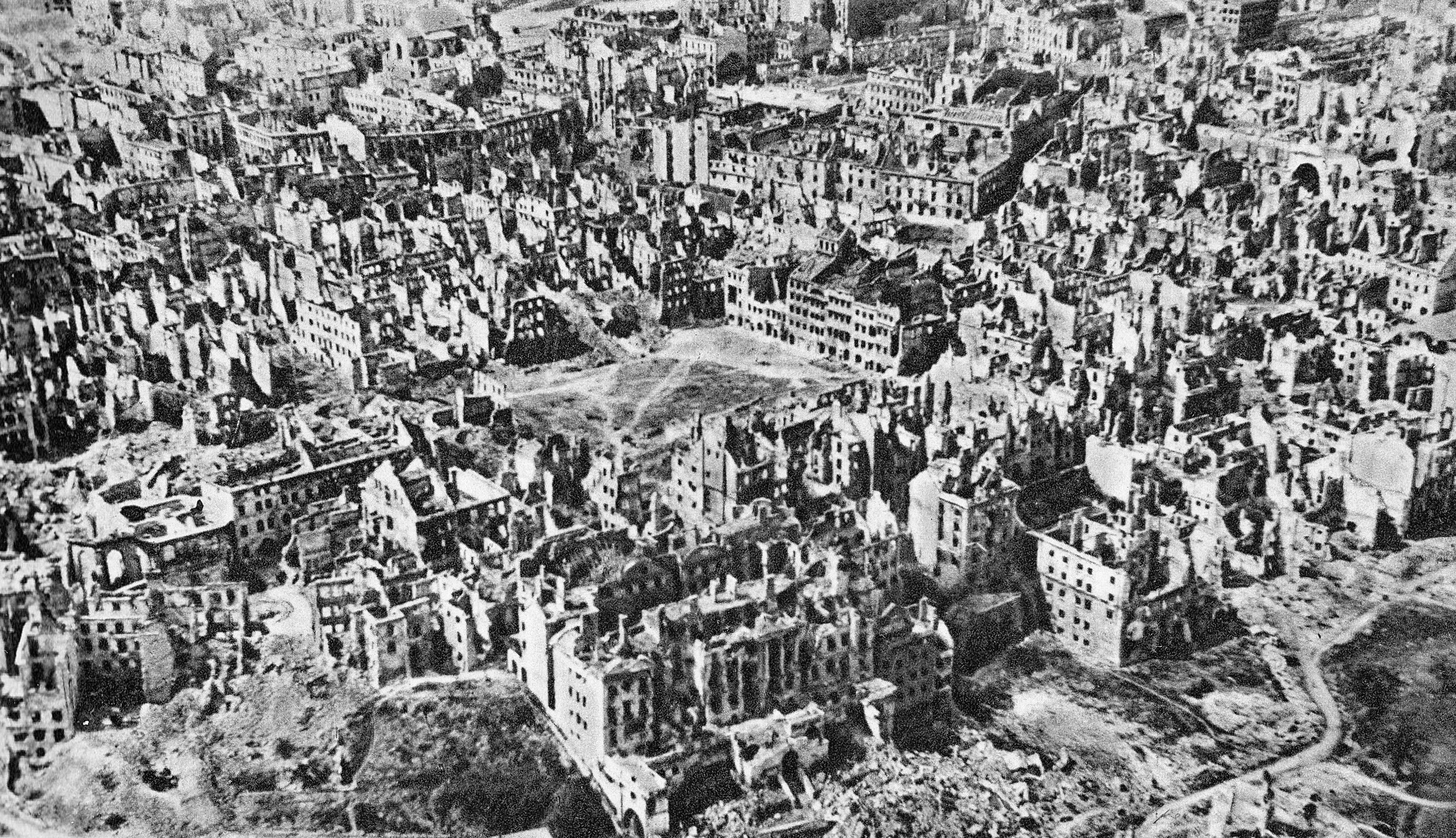
Ruiny Starego i Nowego Miasta (1945)

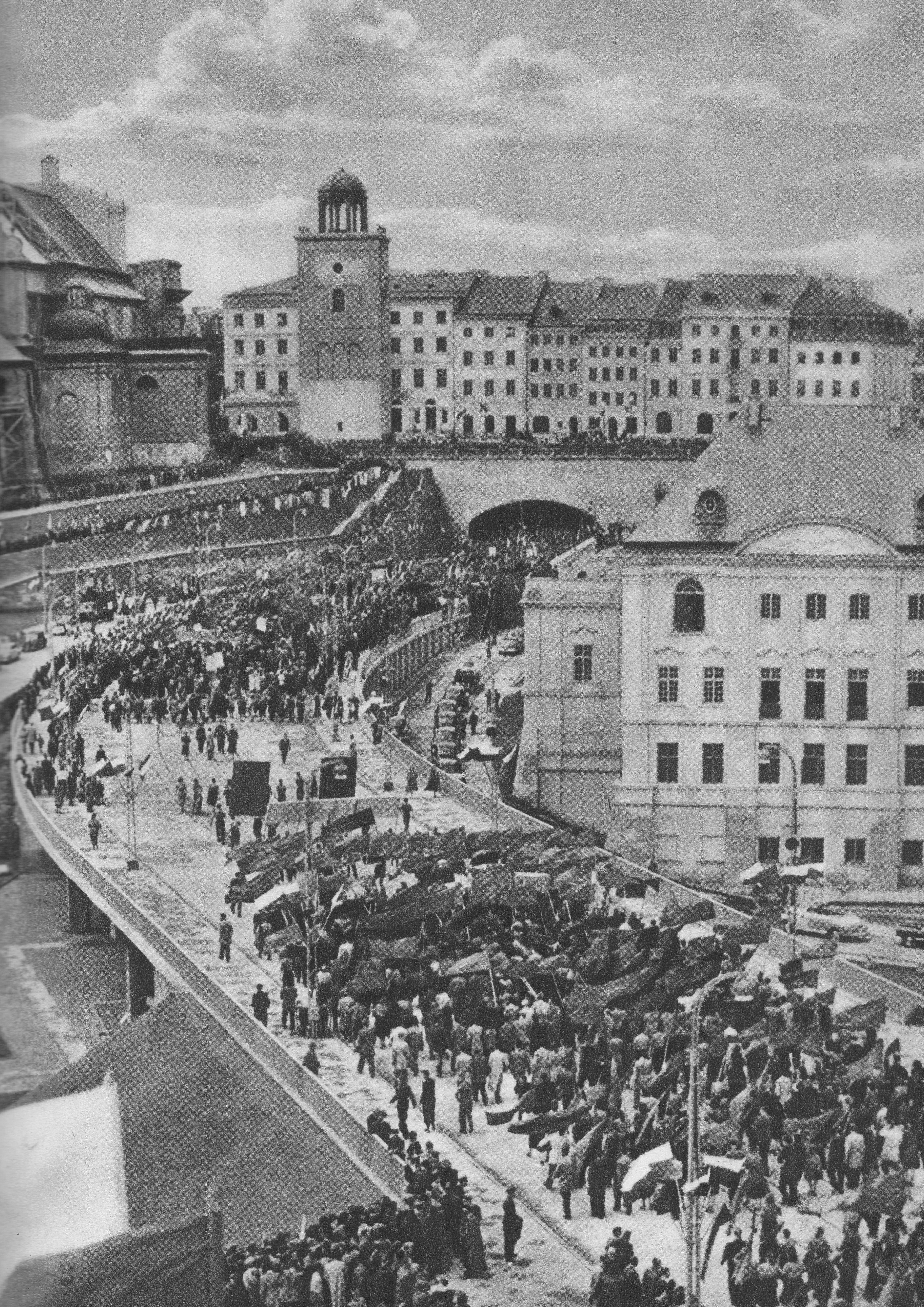
Otwarcie Trasy W-Z, pierwszej dużej inwestycji komunikacyjnej w powojennej Warszawie (1949)

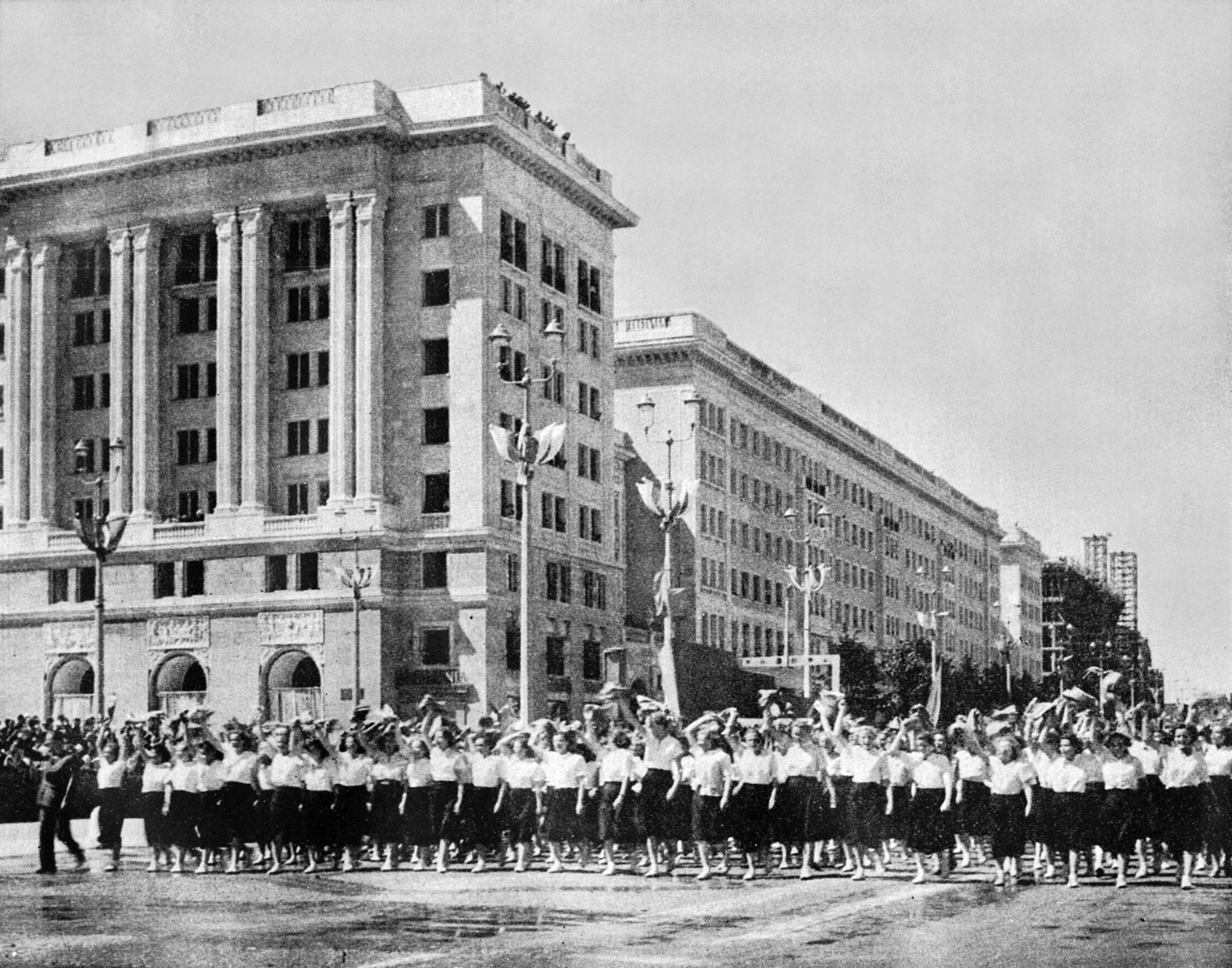
Uroczyste otwarcie Marszałkowskiej Dzielnicy Mieszkaniowej (1952)

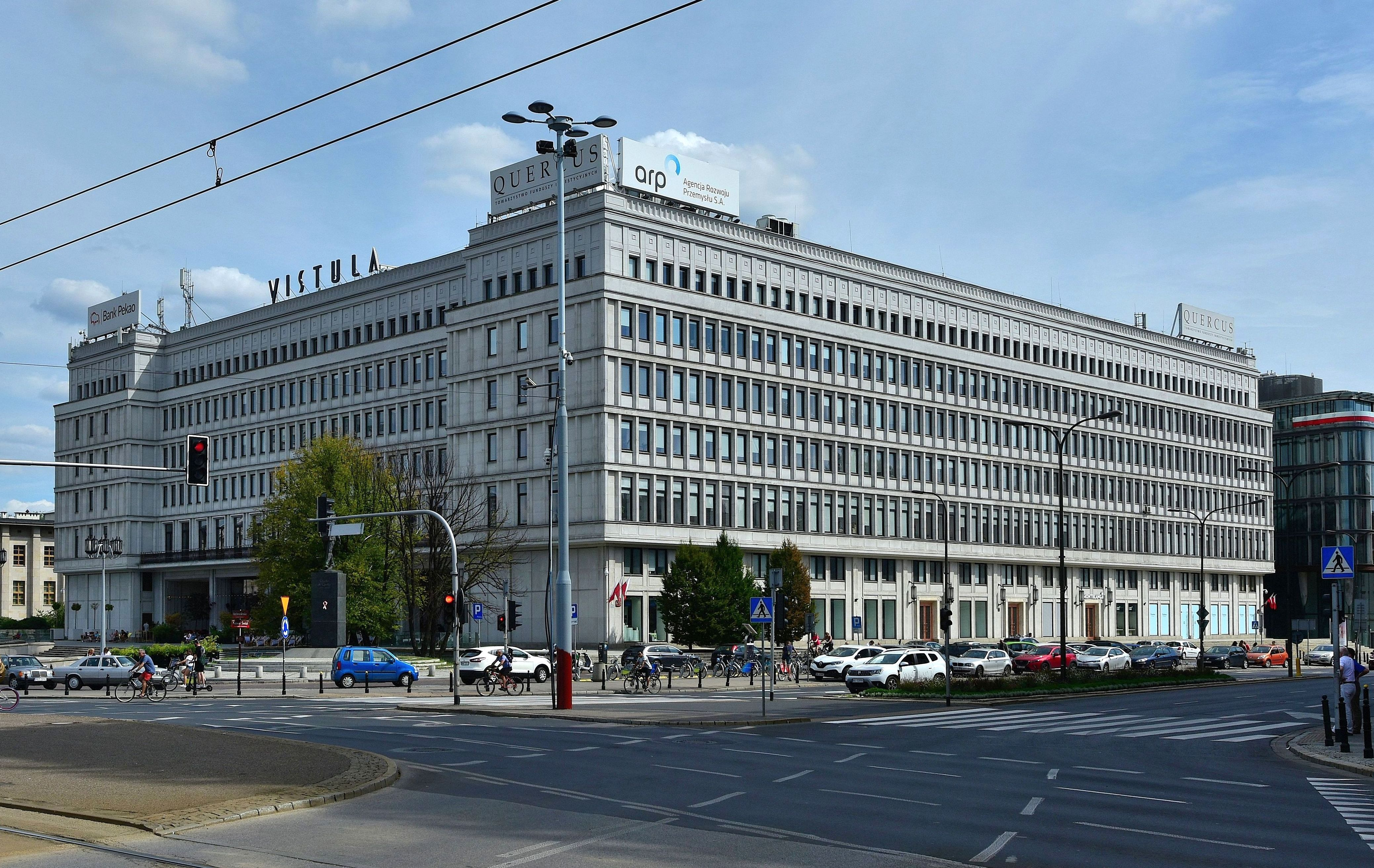
Gmach Komitetu Centralnego Polskiej Zjednoczonej Partii Robotniczej, w latach 1991–2000 siedziba Giełdy Papierów Wartościowych

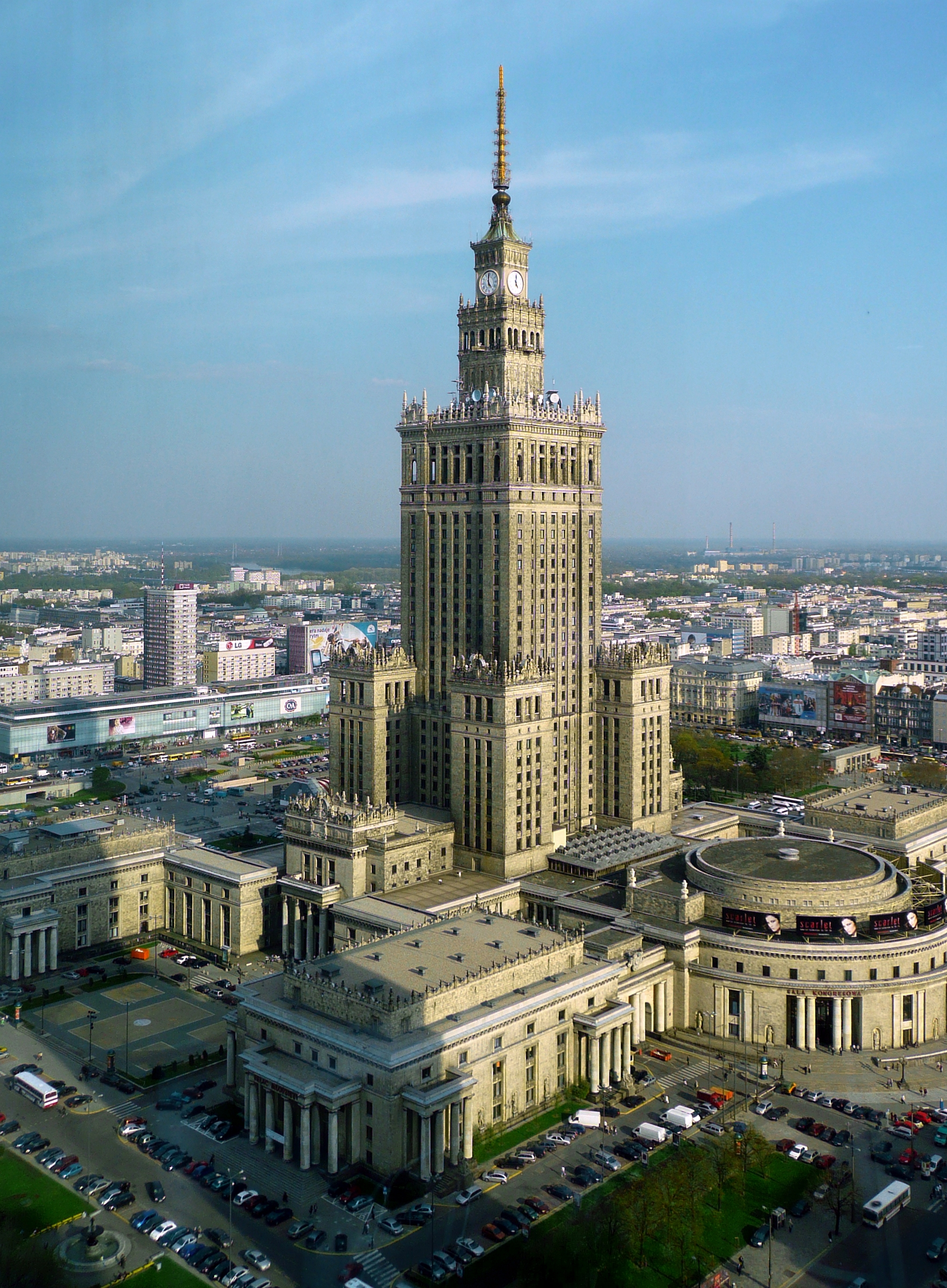
Wzniesiony w latach 1952–1955 Pałac Kultury i Nauki

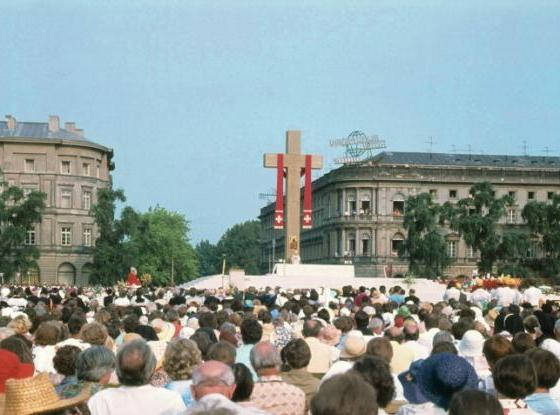
Msza odprawiona przez Jana Pawła II na placu Zwycięstwa (1979)

1 września 1939 niemiecka Luftwaffe rozpoczęła bombardowanie Warszawy. Dowództwo nad obroną stolicy powierzono gen. Walerianowi Czumie (od 3 września komendantowi obrony miasta) oraz gen. Juliuszowi Rómmlowi (od 8 września dowódcy Armii Warszawa). Komisarzem Cywilnym przy Dowództwie Obrony Warszawy został komisaryczny prezydent Stefan Starzyński. Bohaterska obrona miasta z dużym udziałem ludności cywilnej zakończyła się kapitulacją 28 września.
W październiku 1939 Warszawa stała się siedzibą władz dystryktu warszawskiego, jednej z czterech (od 1941 pięciu) jednostek administracyjnych Generalnego Gubernatorstwa ze stolicą w Krakowie. Celem Niemców było zmniejszenie i zgermanizowanie miasta (m.in. plan Pabsta). Środkiem do jego realizacji była masowa eksterminacja warszawian (egzekucje, wywózki do obozów koncentracyjnych i obozu zagłady w Treblince) oraz wywózki na przymusowe roboty do Rzeszy.
W 1939 Warszawa była największym skupiskiem Żydów w Europie, a na świecie – największym po Nowym Jorku. Według spisu ludności żydowskiej przeprowadzonego 28 października 1939 w Warszawie mieszkało wtedy 359 827 Żydów. W pierwszych latach okupacji stali się oni głównym celem niemieckiego terroru. W październiku 1940 utworzono getto, które zostało zamknięte i odizolowane od reszty miasta w listopadzie tego roku. Od lipca do września 1942 ok. 75% mieszkańców getta wywieziono i wymordowano w komorach gazowych w obozie zagłady w Treblince. W 1943, po powstaniu, getto zostało zlikwidowane. W trakcie powstania mieszkańców dzielnicy zamkniętej wymordowano lub wywieziono do obozu zagłady w Treblince i obozów w dystrykcie lubelskim, a cały teren dzielnicy zamkniętej zrównano z ziemią, do czego byli wykorzystywani więźniowie z utworzonego w lipcu 1943 obozu koncentracyjnego KL Warschau.
Mimo niemieckiego terroru od początku okupacji Warszawa stanowiła centrum ruchu oporu i walki z okupantem. Intensywność i różnorodność form, m.in. formowanie wojska, masowe akcje zbrojne, mały i duży sabotaż, tajna działalność oświatowo-kulturalna, ratowanie dzieł sztuki, działalność rozmaitych ośrodków kierowniczych i działających w konspiracji stronnictw i grup politycznych uczyniły Warszawę siedzibą władz Polskiego Państwa Podziemnego i Komendy Głównej Armii Krajowej.
Terror okupanta niemieckiego z jednej i niebezpieczeństwo ekspansji dyktatury stalinowskiej z drugiej strony były powodem zorganizowania przez AK w ramach akcji „Burza” powstania warszawskiego, które wybuchło 1 sierpnia 1944 roku i objęło całą lewobrzeżną Warszawę. Trwało ono 63 dni, oprócz powstańców z okupantem walczyła także znaczna część ludności cywilnej. O upadku zdecydowała oprócz braku dostatecznej pomocy z zewnątrz, wzmożona eksterminacja ludności przez nazistów (m.in. rzezie na Woli i Ochocie).
Po kapitulacji powstania, Niemcy nakazali opuszczenie miasta, a zabudowę systematycznie niszczyli. Po stronie polskiej zginęło 16 tys. powstańców i około 150 tys. ludności cywilnej. Szacuje się, że podczas wojny zginęło ok. 700 tys. osób.
15 września 1944 Armia Czerwona wraz z 1 Armią Wojska Polskiego zdobyły prawobrzeżną Warszawę.
W październiku 1944 na gruzach zburzonego miasta Niemcy rozpoczęli budowę Festung Warschau (Twierdzy Warszawa). W wyniku rozpoczętej 14 stycznia 1945 ofensywy, 17 stycznia 1945 wojska radzieckie i Ludowe Wojsko Polskie opanowały lewobrzeżną Warszawę, kończąc niemiecką okupację miasta.
W 1944 ze względu na zniszczenia rozważano przeniesienie stolicy państwa do Krakowa, Łodzi lub Poznania. W grudniu 1944 w Lublinie podjęto uchwałę o odbudowie Warszawy. 1 lutego 1945 roku w Warszawie po raz pierwszy zebrał się Rząd Tymczasowy Rzeczypospolitej Polskiej. 14 lutego 1945 utworzono Biuro Odbudowy Stolicy, 3 maja 1945 otwarto wystawę Warszawa oskarża, a 11 czerwca 1945 utworzono Społeczny Fundusz Odbudowy Stolicy.
Według szacunków historyków, podczas oblężenia Warszawy we wrześniu 1939 zniszczono ok. 10% zabudowy miasta, ok. 12% w czasie likwidacji getta w 1943, ok. 25% podczas powstania warszawskiego, a kolejne ok. 30% w wyniku burzenia miasta już po kapitulacji powstania. Zagładzie uległo 782 z 957 zabytków architektury, a 141 zostało uszkodzonych.

### Po 1945 roku
Po zakończeniu działań wojennych szacowano, że w mieście zalegało między 20 a 30 milionów m³ gruzu.
Odbudowano historyczne Stare i Nowe Miasto, Trakt Królewski oraz wiele obiektów zabytkowych. Poza historycznym śródmieściem budowano w duchu modernizmu i socrealizmu, czego przykładami są m.in. nowe osiedla na Kole i Mokotowie oraz Pałac Kultury i Nauki. Do 1949 odbudowano m.in. mosty kolejowe i drogowe i zbudowano Trasę W-Z. W lipcu 1949 prezydent Bolesław Bierut ogłosił plan sześcioletni odbudowy Warszawy. W maju 1951 Rada Ministrów zmieniła granice administracyjne miasta. Obszar Warszawy wzrósł ze 144 km² do 362 km², a liczba mieszkańców z 673 tys. do 819 tys.
Konstytucja Polskiej Rzeczypospolitej Ludowej z 1952 w art. 90 jako pierwsza określiła Warszawę jako stolicę Polski. W maju 1955 w pałacu Rady Ministrów (od 1994 Pałac Prezydencki) został podpisany Układ Warszawski.
W kolejnych latach Warszawa otrzymała sieć nowych arterii komunikacyjnych (m.in. Wisłostradę, Trasę Łazienkowską, Trasę Toruńską), wzniesiono Dworzec Centralny. Nastąpiła silna industrializacja (m.in. przemysł samochodowy, metalurgiczny, elektroniczny, farmaceutyczny, budowlany, odzieżowy, spożywczy) i urbanizacja (osiedla mieszkaniowe m.in. Bródno, Jelonki, Tarchomin, Targówek, Ursynów).
Przez cały okres PRL-u w Warszawie kształtował się ruch opozycyjny. Rozwijała się współczesna awangarda w sztuce, oprócz „Zachęty” nowymi wielkimi centrami sztuki nowoczesnej stały się m.in. Centrum Sztuki Współczesnej w Zamku Ujazdowskim, Galeria Foksal. W 1971 rozpoczęła się odbudowa Zamku Królewskiego. 2 czerwca 1979 w Warszawie rozpoczęła się pierwsza pielgrzymka papieża Jana Pawła II. Od 6 lutego do 5 kwietnia 1989 w Pałacu Rady Ministrów toczyły się obrady Okrągłego Stołu, które zapoczątkowały transformację ustrojową w Polsce.
W 1990 przeprowadzono demokratyczne wybory przedstawicieli rad siedmiu dzielnic (Żoliborz, Wola, Ochota, Mokotów, Śródmieście, Praga-Północ, Praga-Południe). W 1994 roku dokonano reformy administracyjnej stolicy. Pierwszymi prezydentami miasta po okresie PRL byli kolejno Stanisław Wyganowski, Mieczysław Bareja, Marcin Święcicki, Paweł Piskorski i Wojciech Kozak. Po uchwaleniu w 2002 nowej ustawy warszawskiej, Warszawa stała się jednolitą gminą miejską na prawach powiatu, która jest częścią województwa mazowieckiego składającą się z 18 dzielnic. Pierwszym prezydentem Warszawy według nowego ustroju został Lech Kaczyński. Od 2006 do 2018 funkcję tę pełniła pierwsza kobieta na tym stanowisku, Hanna Gronkiewicz-Waltz.
Po 1990 roku nastąpił rozwój budownictwa, miasto stało się ważnym centrum finansowym i siedzibą inwestorów krajowych i zagranicznych. Spośród wielu inwestycji infrastrukturalnych do największych zalicza się m.in. budowę metra (pierwsza linia oddana do użytku w 1995 a centralny odcinek drugiej linii w 2015), mostu Siekierkowskiego, Stadionu Narodowego, obwodnicy Warszawy, Oczyszczalni Ścieków „Czajka” i rozbudowę Lotniska Chopina.

## Odznaczenia
- Krzyż Srebrny Orderu Wojennego Virtuti Militari (1939)[129][130] za bohaterską obronę miasta we wrześniu 1939[131],
- Order Krzyża Grunwaldu I klasy (1945)[132][133] za bohaterską i niezłomną postawę stolicy w latach 1939–1945 w walce z hitlerowskim najeźdźcą[131],
- Medal Międzynarodowej Honorowej Nagrody Pokoju (1951) za wkład Warszawy w utrwalanie pokoju między narodami[131]
- Order Budowniczych Polski Ludowej (1970)[125][131] nadany w uznaniu wielkiej roli Warszawy w życiu całego narodu[134],
- Krzyż Armii Krajowej (1974) za niezłomną postawę ludności Warszawy w latach okupacji i za bohaterski udział w walce o wolność w powstaniu warszawskim[134],
- Krzyż Wielki Orderu Odrodzenia Polski (1985), nadany w 40. rocznicę wyzwolenia Warszawy w uznaniu jej szczególnej roli jako doniosłego symbolu życia narodowego[134],
- Krzyż Niepodległości z mieczami[135],
- Warszawski Krzyż Powstańczy[136],
- Miasto-ratownik (ukraiński tytuł honorowy; 2025)[137][138].

## Demografia

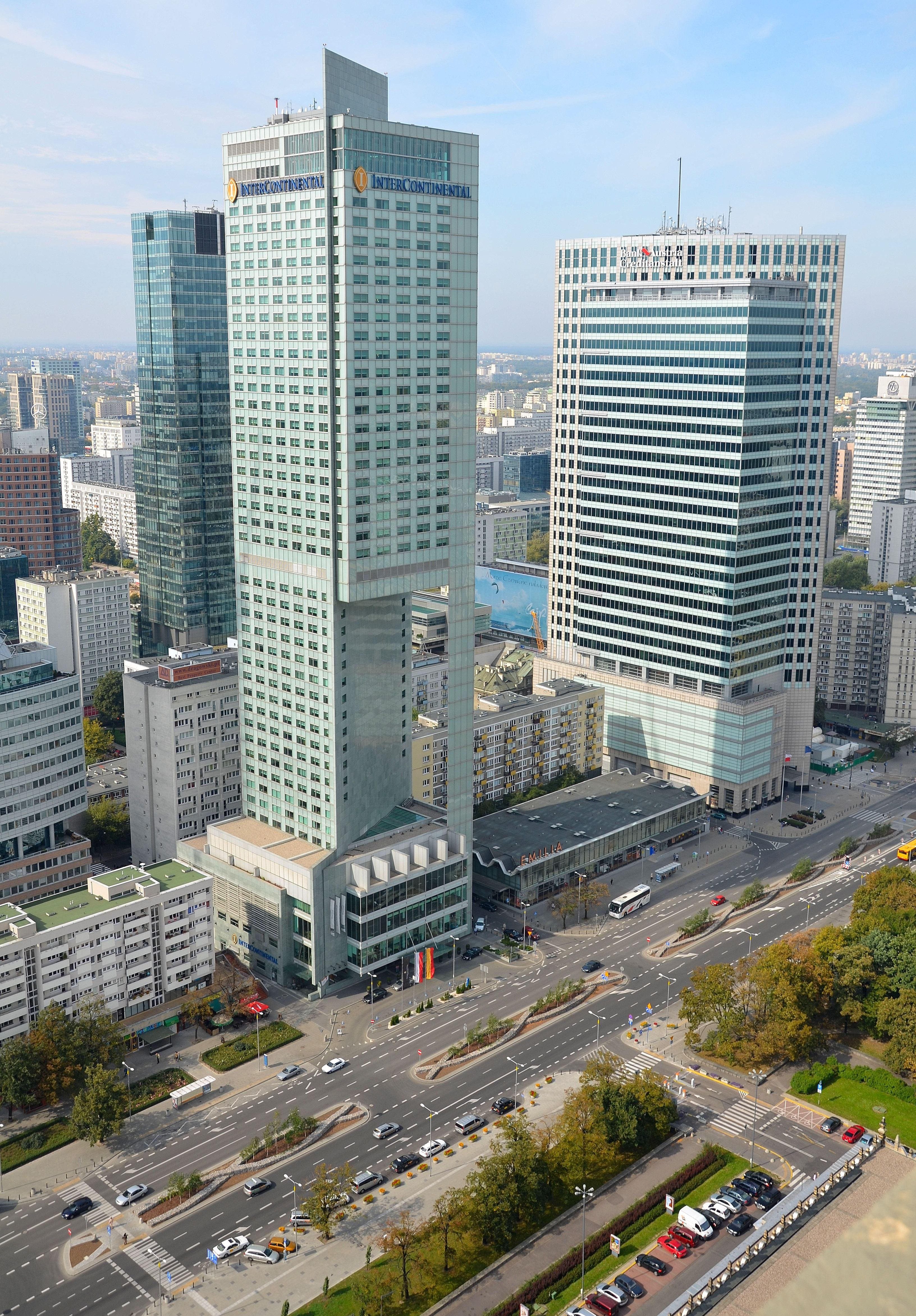
Fragment śródmieścia z hotelem InterContinental i biurowcami Rondo 1 i Warsaw Financial Center

Warszawa jest największym polskim miastem pod względem liczby ludności (1 863 845 mieszkańców według GUS, stan na 31 grudnia 2024 r.). Liczba osób zameldowanych w mieście jest jednak niższa niż liczba osób podawana przez GUS.
Szacowana całkowita liczba mieszkańców spędzająca noc w mieście wynosi w przybliżeniu 1,91–1,96 mln osób. Również według szacunków Mazowieckiego Biura Planowania Regionalnego z 2014 r. liczba ludności Warszawy była wyższa o 118–221 tys. od danych w rejestrach. Ponadto wiele osób codziennie dojeżdża do Warszawy z obszaru metropolitalnego, Łodzi i Radomia. Liczba ludności przebywająca w granicach miasta w ciągu dnia szacowana jest na 2,41–2,46 mln.
Warszawa poniosła duże straty ludnościowe w wyniku II wojny światowej z 1,289 mln mieszkańców w 1939 do 478 755 w 1946 Na początku lat 50. XX wieku przyrost ludności rocznie wynosił ok. 5–7% (ok. 45–60 tys. osób wobec 41 tys. nowych mieszkań w ramach planu sześcioletniego oddanych w latach 1950–1955), wprowadzono więc ograniczenia meldunkowe obowiązujące w Warszawie, w których wyniku tempo migracji spadło (w 1976 wynosiło 22 tys. ludzi). W okresie ograniczeń meldunkowych po liberalizacji przepisów możliwe stało się meldowanie m.in. współmałżonków stałych mieszkańców miasta, wybitnych fachowców itp. Ograniczenia te wpłynęły na rozwój miejscowości podwarszawskich, gdzie osiedlali się ludzie przybywający z całej Polski i niespełniający wymagań ustawowych. Usunięcie ograniczeń meldunkowych spowodowało ponowny niekontrolowany napływ ludności do miasta.

## Administracja

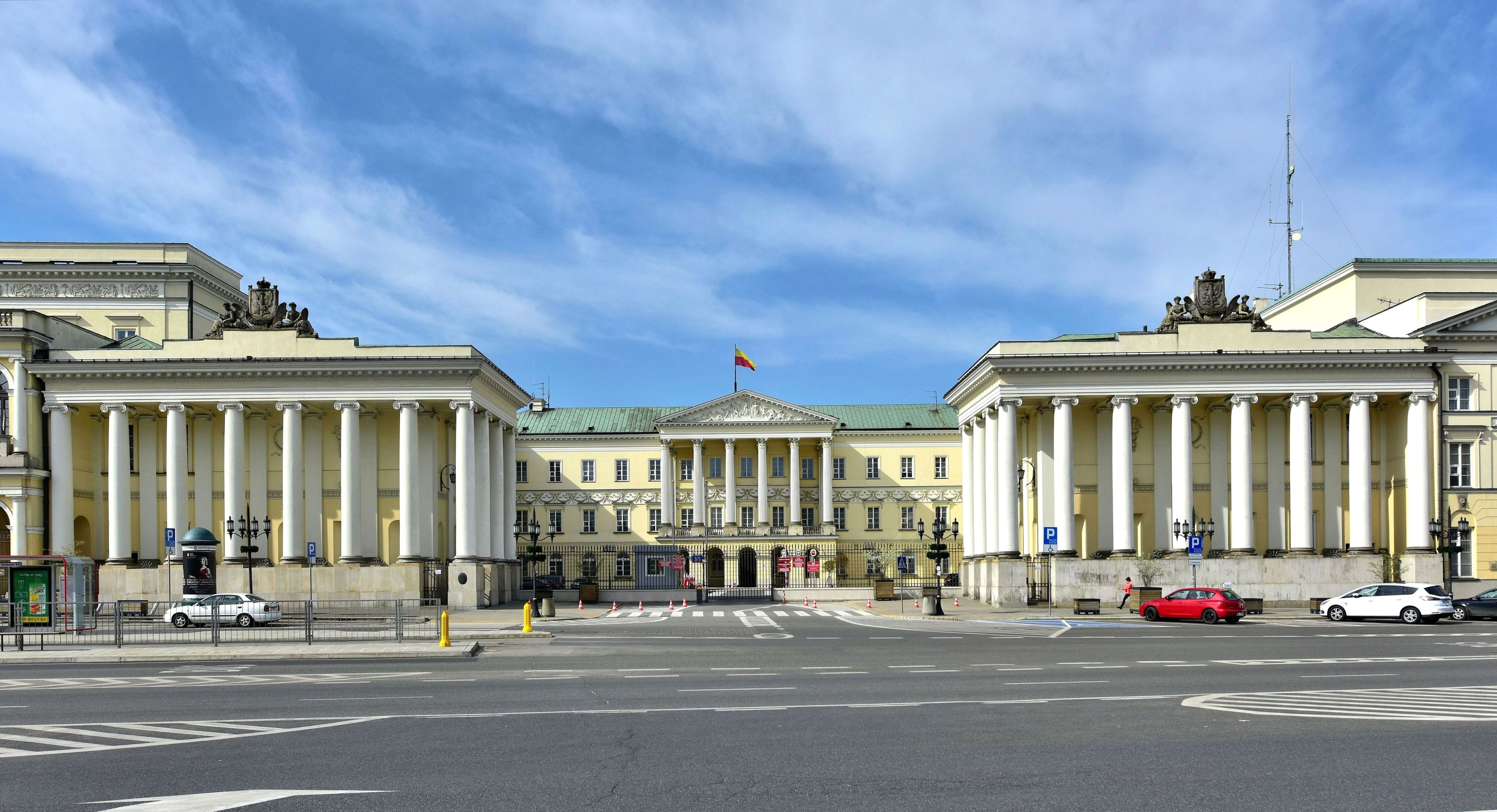
Pałac Komisji Rządowej Przychodów i Skarbu – siedziba Prezydenta m.st. Warszawy

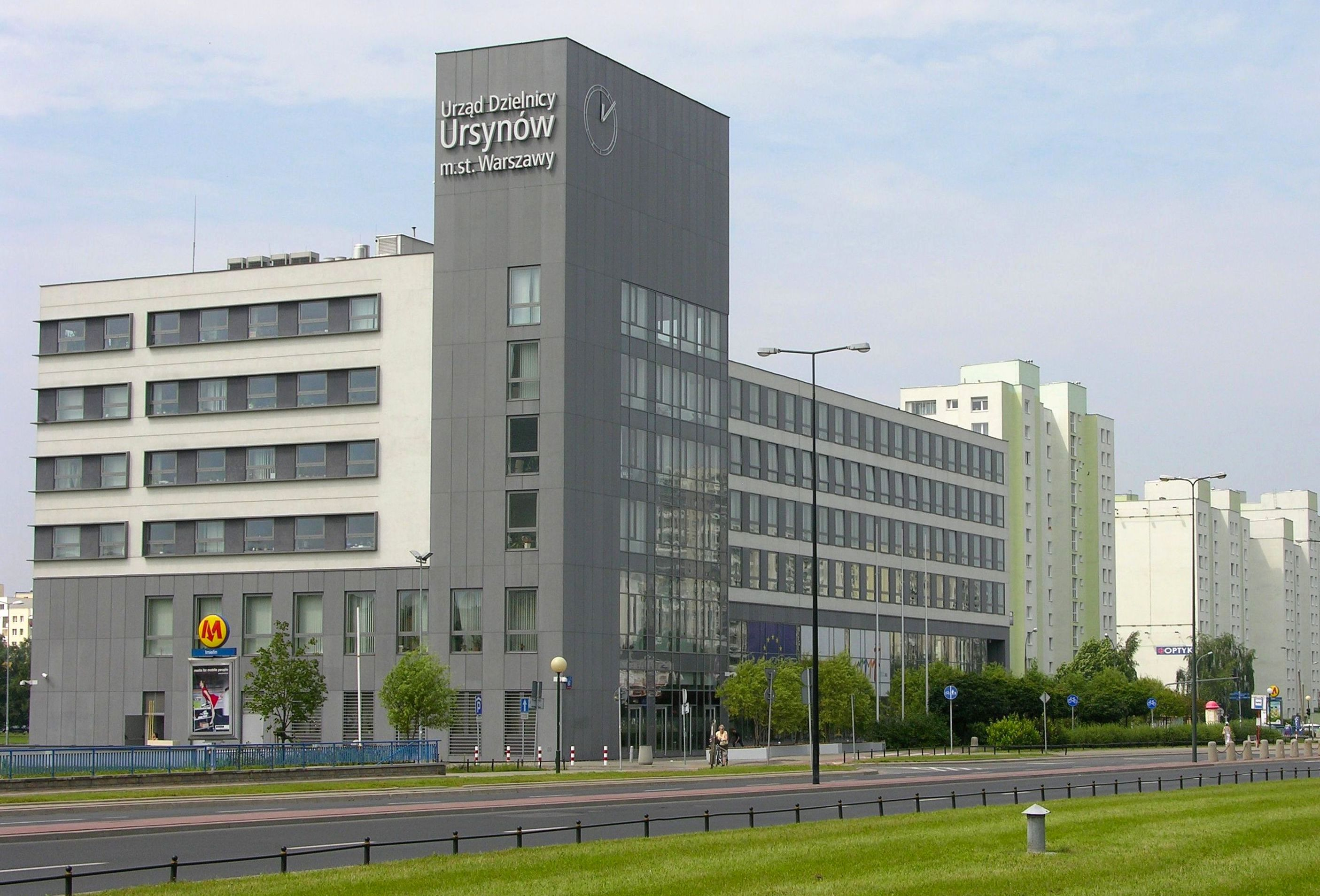
Urząd Dzielnicy Ursynów, jednej z 18 dzielnic – jednostek pomocniczych m.st. Warszawy

### Symbole Warszawy

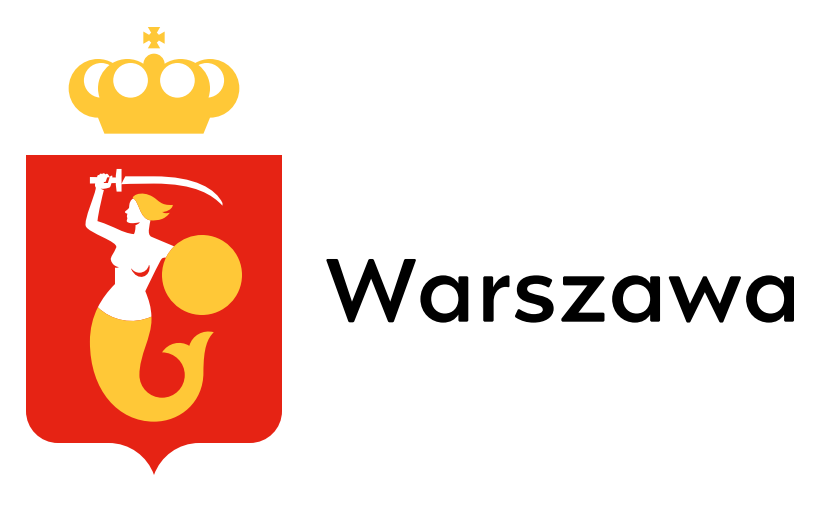
Znak promocyjny Warszawy (od 2022)

Herbem m.st. Warszawy jest wizerunek syreny. Aktualnie stosowany wzór herbu został przyjęty przez Radę m.st. Warszawy we wrześniu 1937 i wprowadzony po zatwierdzeniu przez Ministerstwo Spraw Wewnętrznych w styczniu 1938.
Barwami m.st. Warszawy są kolory: żółty i czerwony. Zostały wprowadzone w 1938 wraz z nowym wzorem herbu.
Od 2008 codziennie o 11.15 z Wieży Zegarowej (Zygmuntowskiej) Zamku Królewskiego na trzy strony świata grany jest hejnał warszawski.

### Samorząd
Warszawa jest jedynym dużym polskim miastem, którego ustrój jest określony odrębną ustawą.
18 maja 1990 Sejm uchwalił ustawę o ustroju Warszawy. 27 maja 1990 wyborach samorządowych mieszkańcy Warszawy wybrali swoich przedstawicieli do siedmiu gmin–dzielnic. Na prezydenta Rada m.st. Warszawy wybrała urbanistę Stanisława Wyganowskiego, który pełnił już tę funkcję od 27 stycznia 1990 na mocy decyzji premiera Tadeusza Mazowieckiego.
25 marca 1994 Sejm uchwalił kolejną ustawę o ustroju miasta stołecznego, wprowadzającą w stolicy podział na 11 niezależnych gmin, a największa z nich – gmina Warszawa-Centrum – dzieliła się dodatkowo na 7 dzielnic. Władzę stanowiącą prawo i pełniącą funkcję kontrolną stanowiło 19 rad: Rada Warszawy, 11 rad gmin i 7 rad dzielnic, do których wraz z wejściem w życie w 1999 reformy podziału administracyjnego kraju i utworzeniem powiatu warszawskiego doszła kolejna – rada powiatu.
Po kolejnej nowelizacji ustawy warszawskiej z 2002 Warszawa stała się jednolitą gminą na prawach powiatu, składającą się z 18 jednostek pomocniczych – dzielnic. Prezydent Warszawy jest odtąd wybierany nie przez Radę m.st. Warszawy, ale w wyborach bezpośrednich, przez mieszkańców. Pierwszym prezydentem wybranym w ten sposób i pełniącym tę funkcję w nowym ustroju miasta był Lech Kaczyński. Burmistrzowie dzielnic są wybierani przez rady dzielnic.
Zakres działania władz miasta, władz dzielnic i zasady gospodarki finansowej określa Statut m.st. Warszawy, przyjęty przez Radę Warszawy w dniu 10 stycznia 2008.
Warszawa jest członkiem Związku Miast Polskich.

### Prezydent Warszawy
Prezydent m.st. Warszawy jest wybierany bezpośrednio przez mieszkańców stolicy na podstawie Kodeksu wyborczego. Do prerogatyw prezydenta należy m.in. zarządzanie własnością miejską oraz nadzorowanie pracy wszystkich podległych mu samorządów dzielnicowych. Prezydent stolicy jest także zwierzchnikiem służbowym pracowników miejskich jednostek organizacyjnych oraz służb, inspekcji i straży m.st. Warszawy. – zakres obowiązków Prezydenta m.st. Warszawy określa Ustawa z dnia 15 marca 2002 r. o ustroju miasta stołecznego Warszawy.
- Prezydent Warszawy
  - Rafał Trzaskowski (PO) – od 22 listopada 2018[155][156]
- zastępcy prezydenta[157]:
  - Renata Kaznowska (PO) – od 14 września 2016[158]
  - Aldona Machnowska-Góra – od 18 listopada 2020[159][160][161]
  - Tomasz Mencina – od 11 września 2024[162]
  - Jacek Wiśnicki (Polska 2050) – od 2 stycznia 2025[163]

### Rada m.st. Warszawy i rady dzielnic

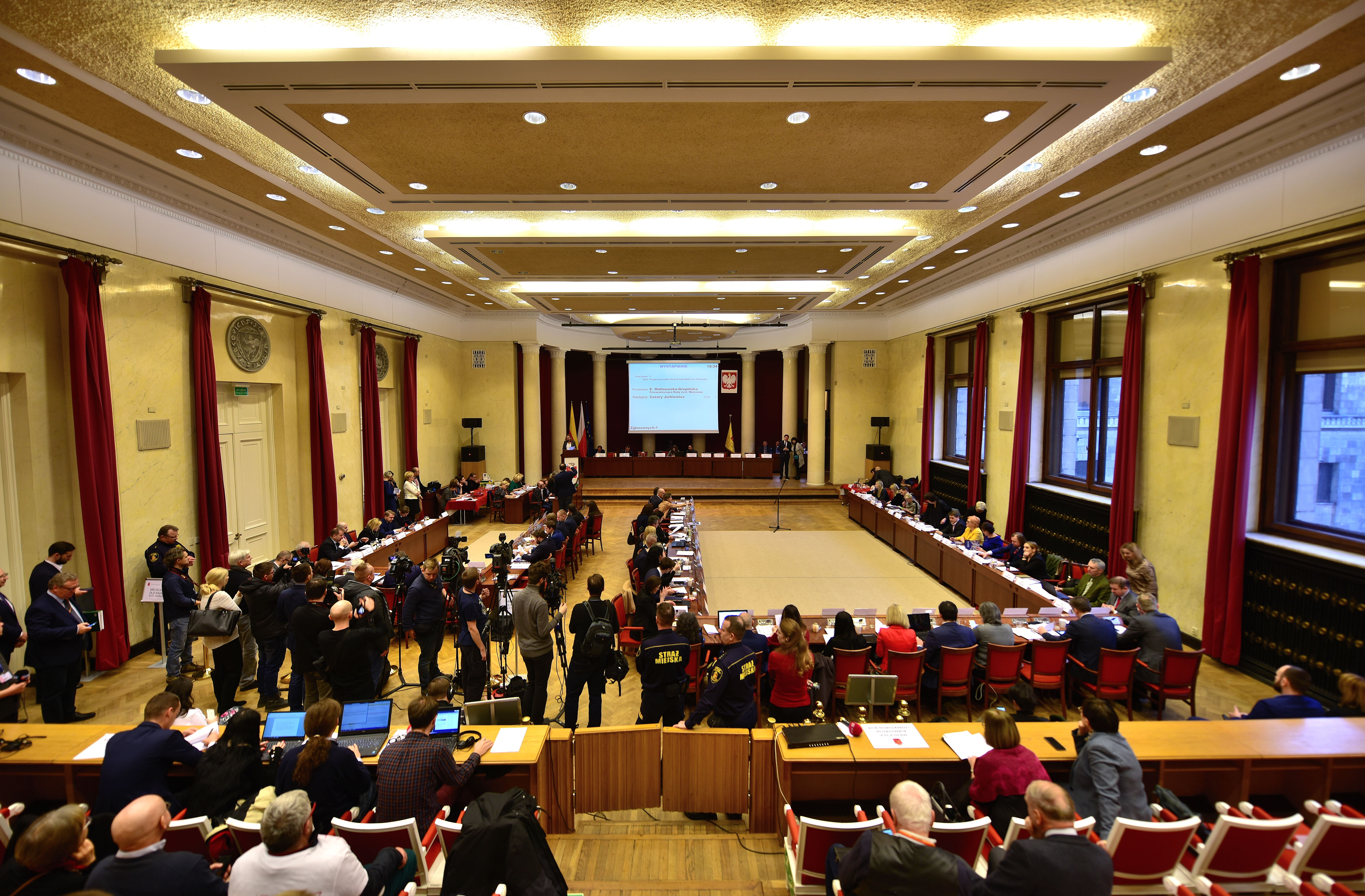
Sesja Rady m.st. Warszawy w Sali Warszawskiej w Pałacu Kultury i Nauki

Ustawa warszawska zniosła poprzednio istniejące gminy i ustanowiła w Warszawie jeden organizm miejski na prawach powiatu, z Radą miasta stołecznego Warszawy jako organem stanowiącym prawo i sprawującym kontrolę.
W Radzie m.st. Warszawy zasiada 60 radnych, którzy są wybierani w wyborach bezpośrednich i proporcjonalnych co 5 lat. W Radzie utworzono kilkanaście komisji, których zadaniem jest nadzór nad poszczególnymi dziedzinami życia. Przewodniczącą Rady jest Ewa Malinowska-Grupińska.
Wszystkie decyzje Rady podejmowane są zwykłą większością głosów w obecności co najmniej połowy ustawowego składu Rady.
Każda z 18 dzielnic Warszawy posiada własną radę dzielnicy. Pełnią one funkcje stanowiące i kontrolne oraz zarządzają szkołami i własnością miejską na podległym im obszarze. Na czele rady dzielnicy stoi przewodniczący, ponadto wybiera ona burmistrza. Łącznie w radach warszawskich dzielnic i w Radzie m.st. Warszawy zasiada 480 radnych.

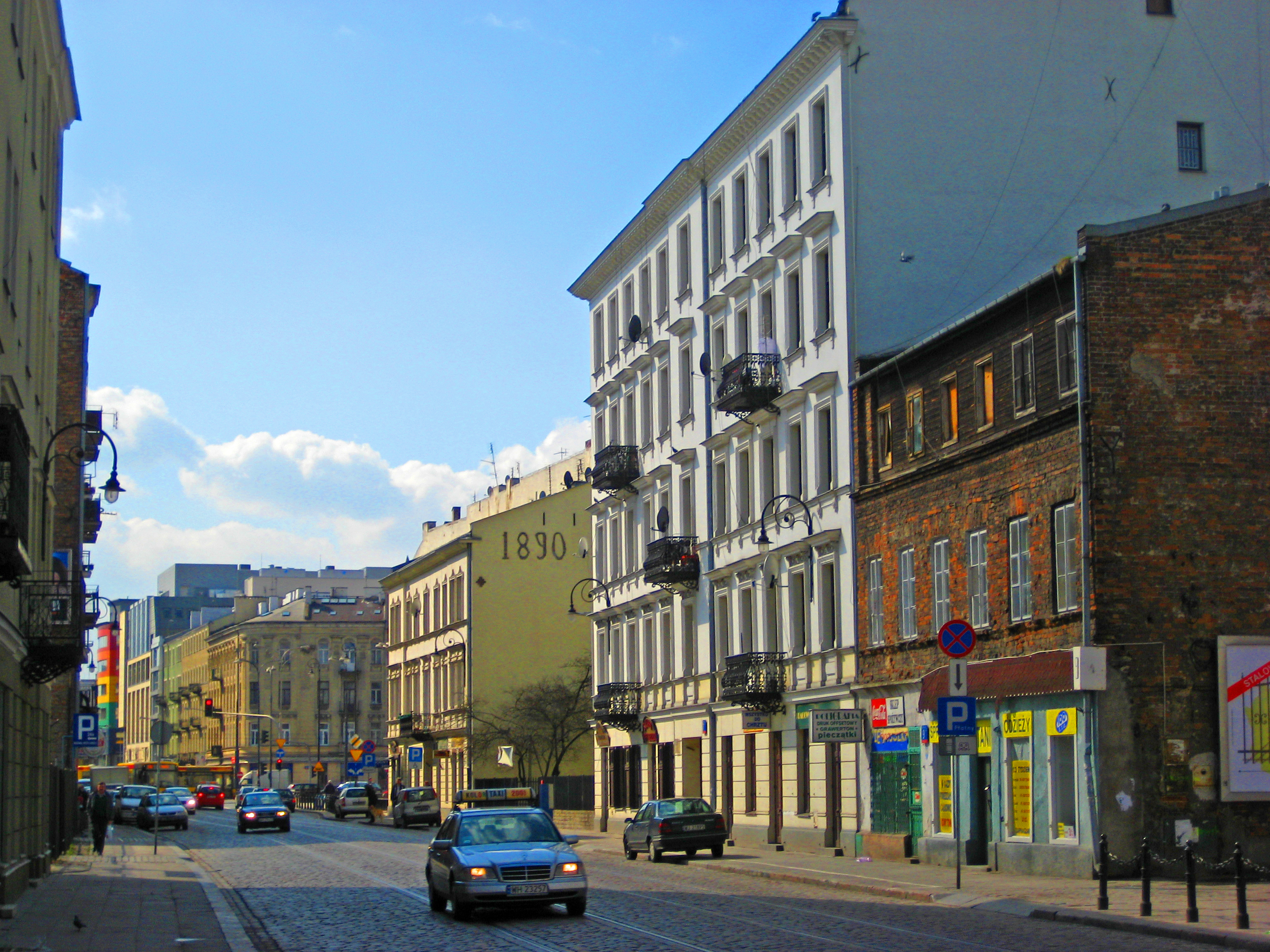
Ulica Ząbkowska na Pradze-Północ

| Ugrupowanie                      | Kadencja 2002–2006 | Kadencja 2006–2010 | Kadencja 2010–2014 | Kadencja 2014–2018   | Kadencja 2018–2024        | Kadencja 2024–2029        |
| -------------------------------- | ------------------ | ------------------ | ------------------ | -------------------- | ------------------------- | ------------------------- |
| Prawo i Sprawiedliwość           | 24                 | 22                 | 17                 | 24                   | 19                        | 15                        |
| Sojusz Lewicy Demokratycznej     | 20                 | 11 (LiD)           | 10                 | 2 (SLD Lewica Razem) | 1 (SLD Lewica Razem)      | 8 (Lewica)                |
| Platforma Obywatelska            | 8                  | 27                 | 33                 | 33                   | 40 (Koalicja Obywatelska) | 37 (Koalicja Obywatelska) |
| Liga Polskich Rodzin             | 6                  | –                  | –                  | –                    | –                         | –                         |
| Samoobrona                       | 1                  | –                  | –                  | –                    | –                         | –                         |
| KWW Julii Pitery                 | 1                  | –                  | –                  | –                    | –                         | –                         |
| Warszawska Wspólnota Samorządowa | –                  | –                  | –                  | 1                    | –                         | –                         |

### Młodzieżowa Rada m.st. Warszawy
Z dniem 1 grudnia 2009 Rada m.st. Warszawy powołała Młodzieżową Radę m.st. Warszawy.
Młodzieżową Radę m.st. Warszawy tworzą uczniowie – przedstawiciele młodzieżowych rad z 18 dzielnic miasta wybierani co 2 lata. Każdej z dzielnic przysługują 2 mandaty w Radzie. Swoich 2 przedstawicieli delegują do niej także przedstawiciele szkół i placówek oświatowych, w stosunku, do których zadania organu prowadzącego wykonuje Biuro Edukacji Urzędu m.st. Warszawy.
Celem działania Rady jest m.in. podejmowanie działań na rzecz zaspokajania potrzeb i oczekiwań młodych mieszkańców miasta, integrowanie środowisk młodzieżowych oraz upowszechnianie idei społeczeństwa obywatelskiego wśród młodzieży. Rada m.in. przedstawia swoje opinie w sprawach dotyczących młodzieży wobec organów administracji samorządowej. Ma także prawo do wyrażania opinii o projektach uchwał Rady m.st. Warszawy oraz kierowania wniosków do komisji Rady w sprawach dotyczących najmłodszych mieszkańców stolicy.

### Podział administracyjny

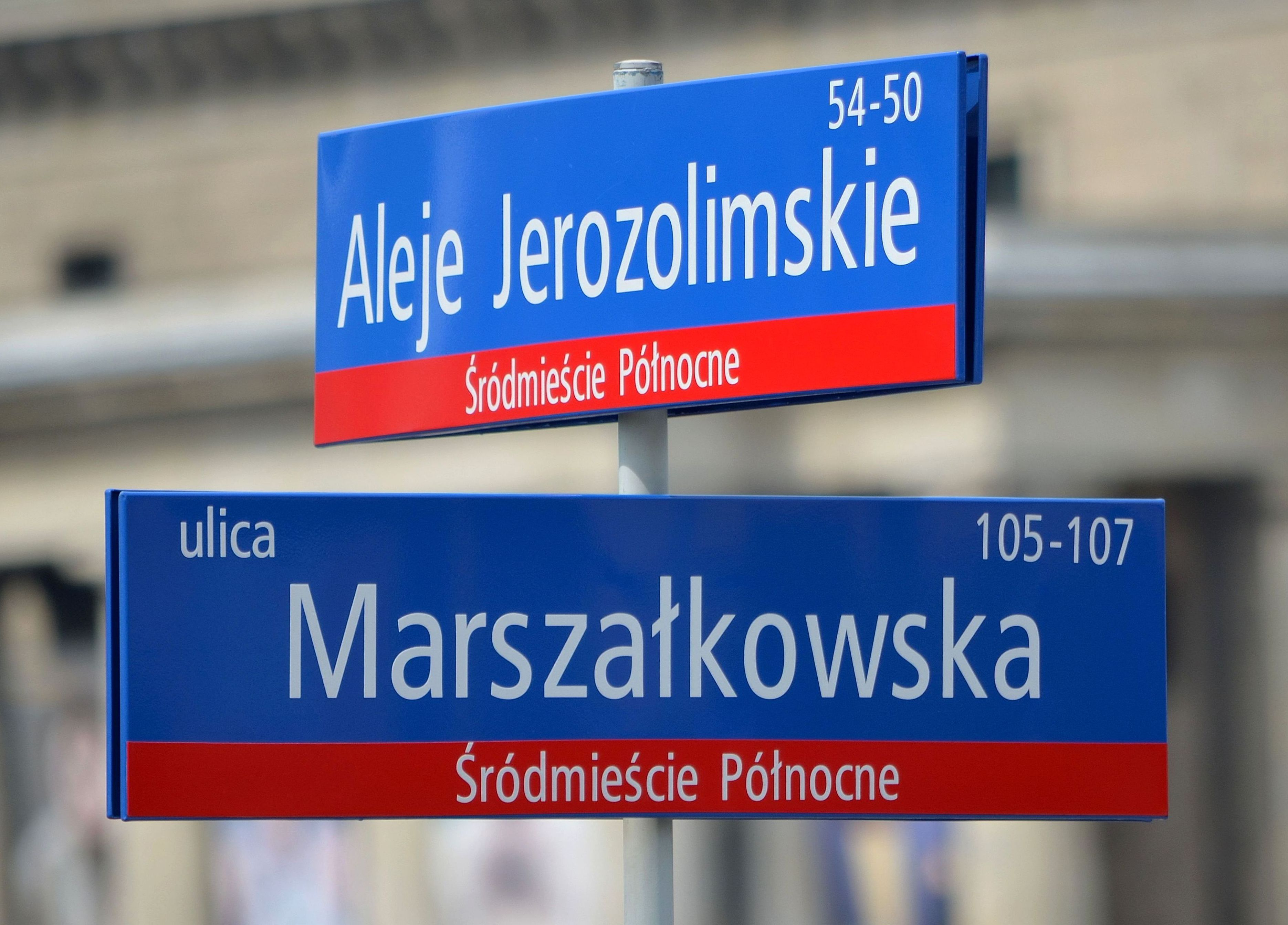
Miejski System Informacji – przykład oznakowania skrzyżowania

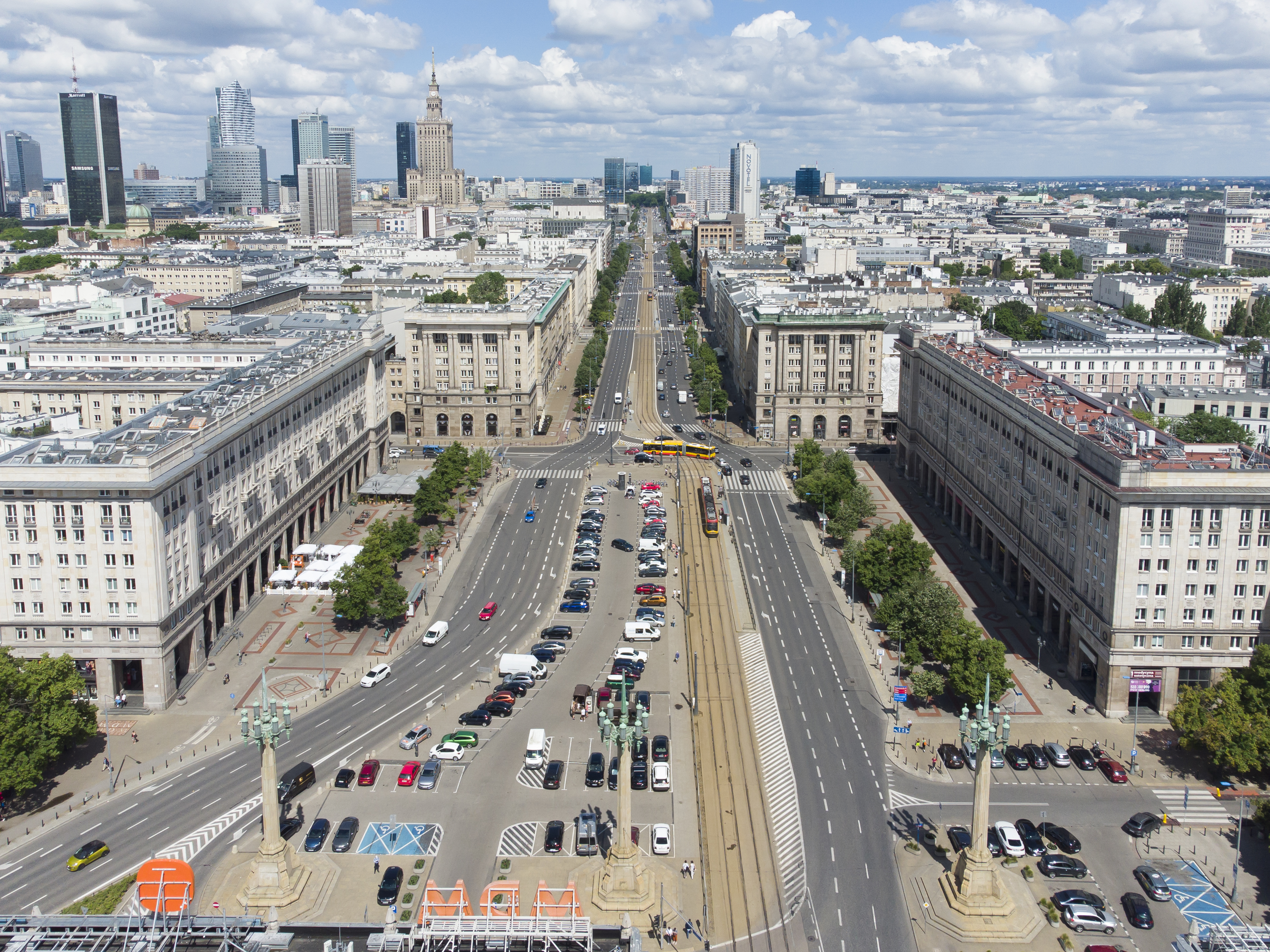
Śródmieście, na pierwszym planie plac Konstytucji

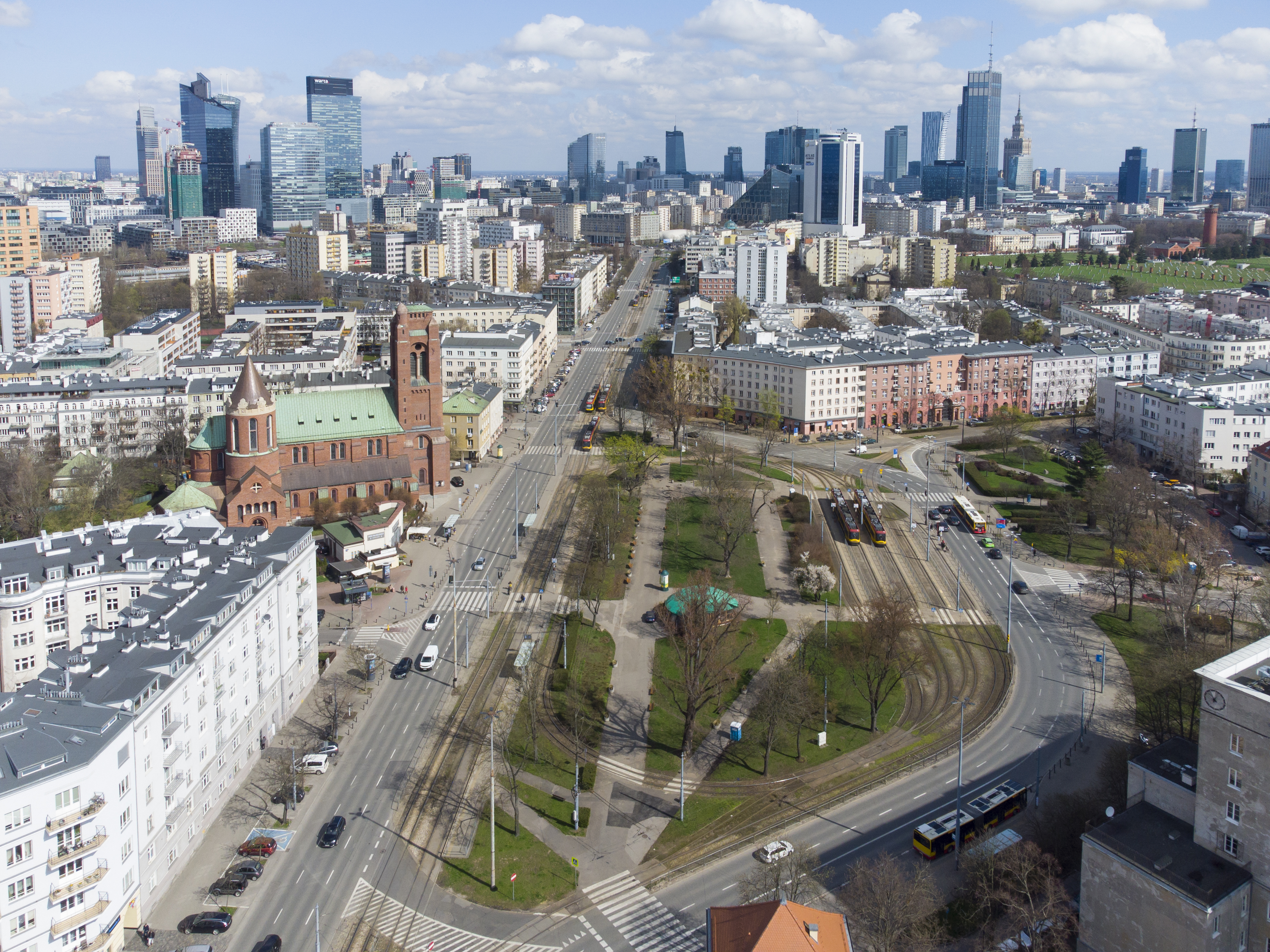
Fragment Ochoty i Śródmieścia, na pierwszym planie plac Narutowicza

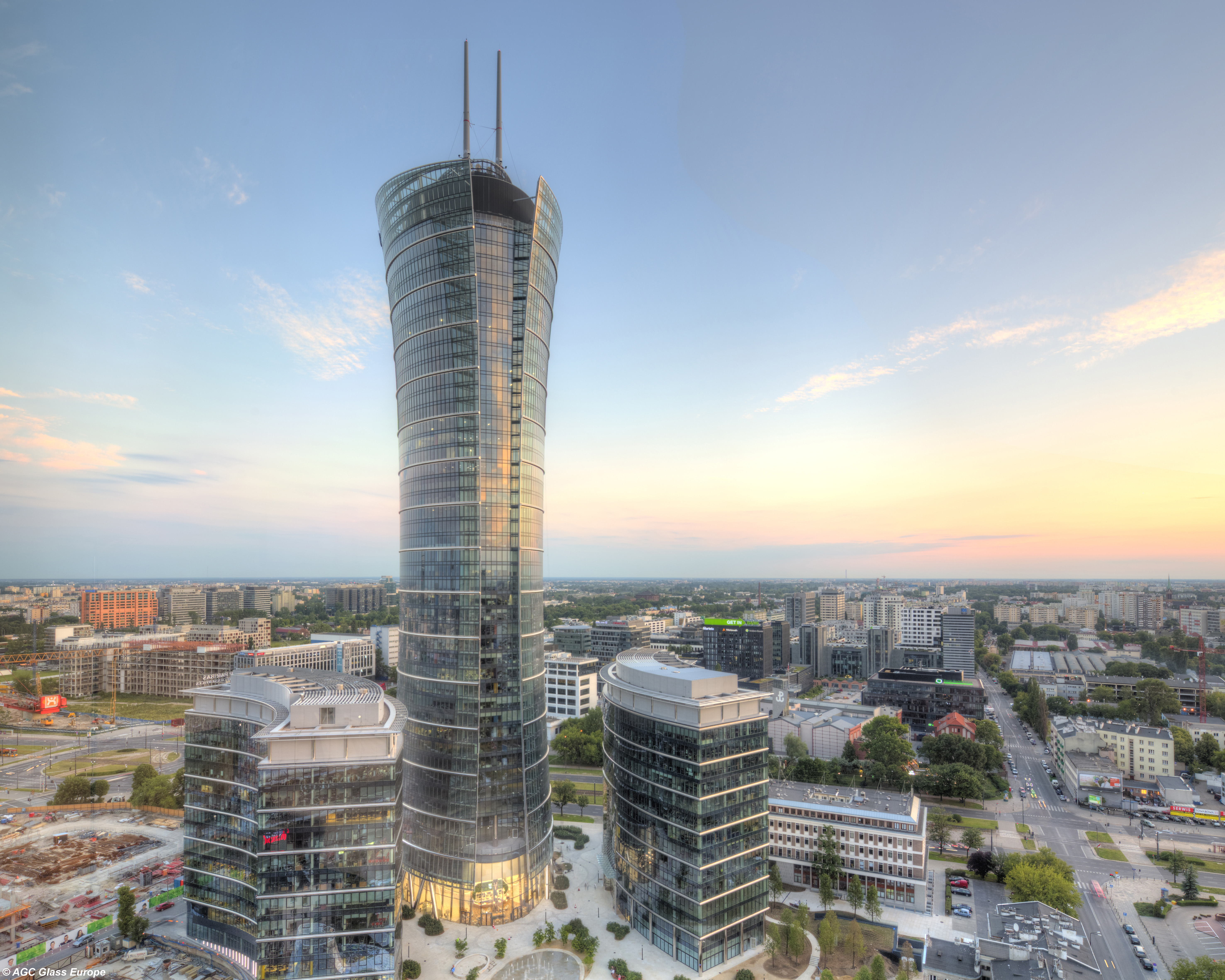
Południowa Wola i Ochota, na pierwszym planie wieżowiec Warsaw Spire

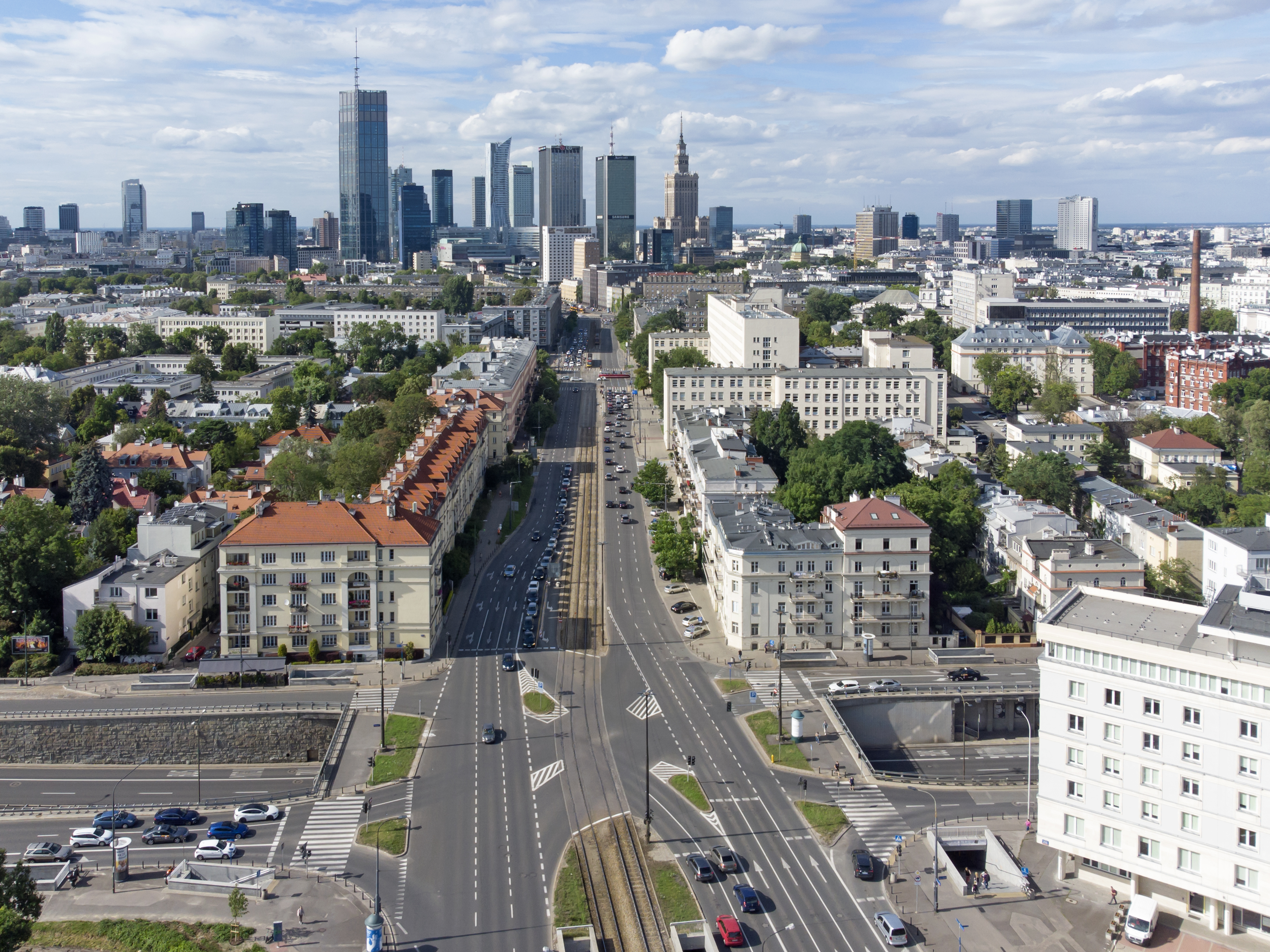
Ochota i Śródmieście

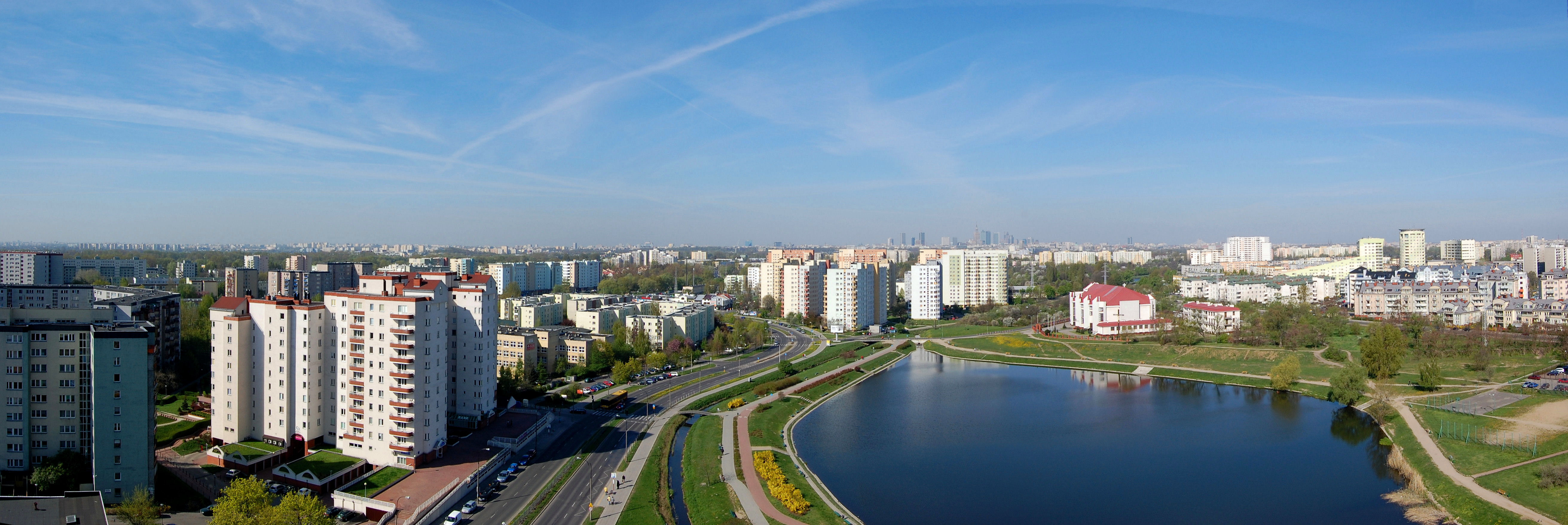
Praga-Południe

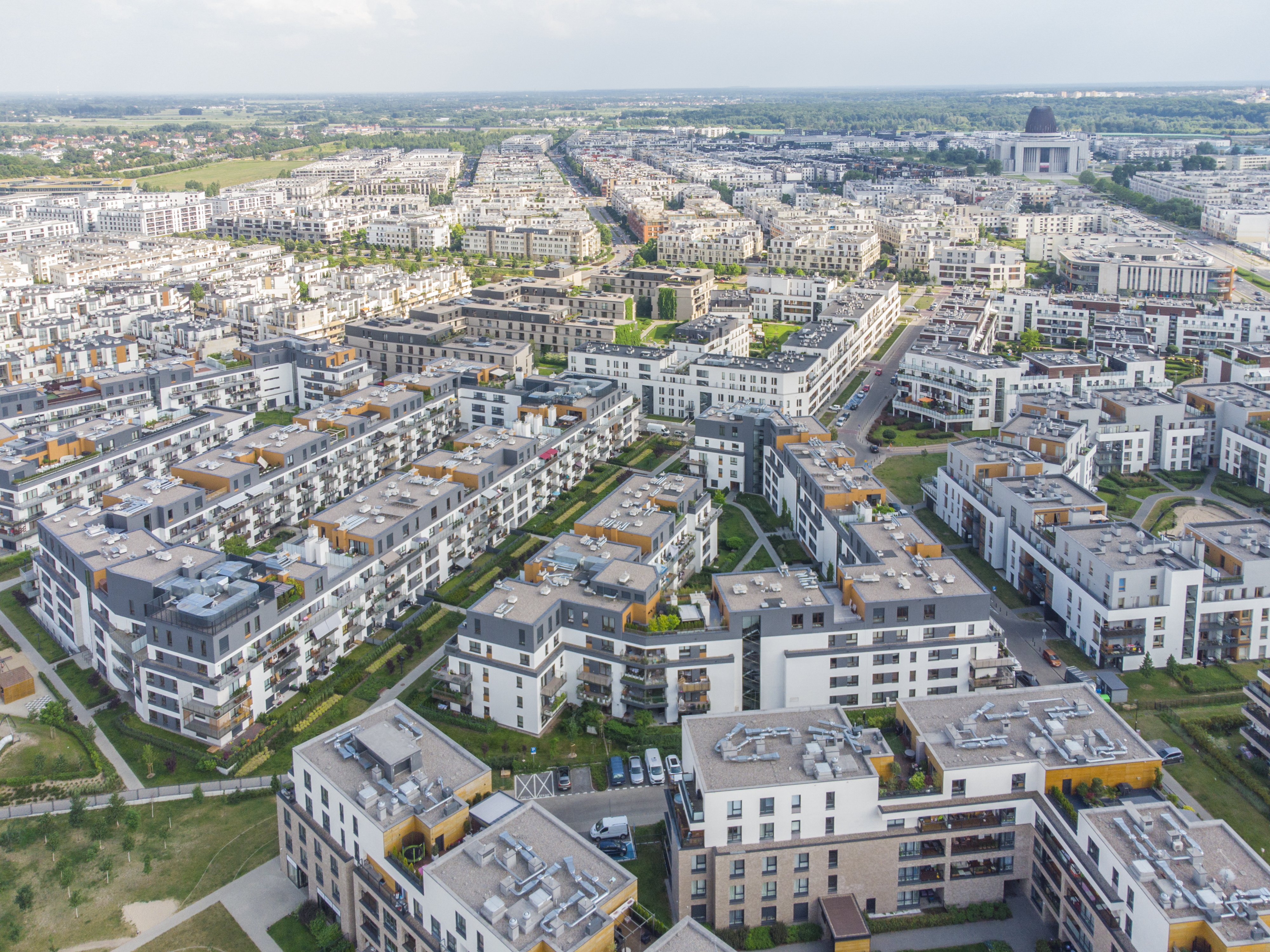
Wilanów

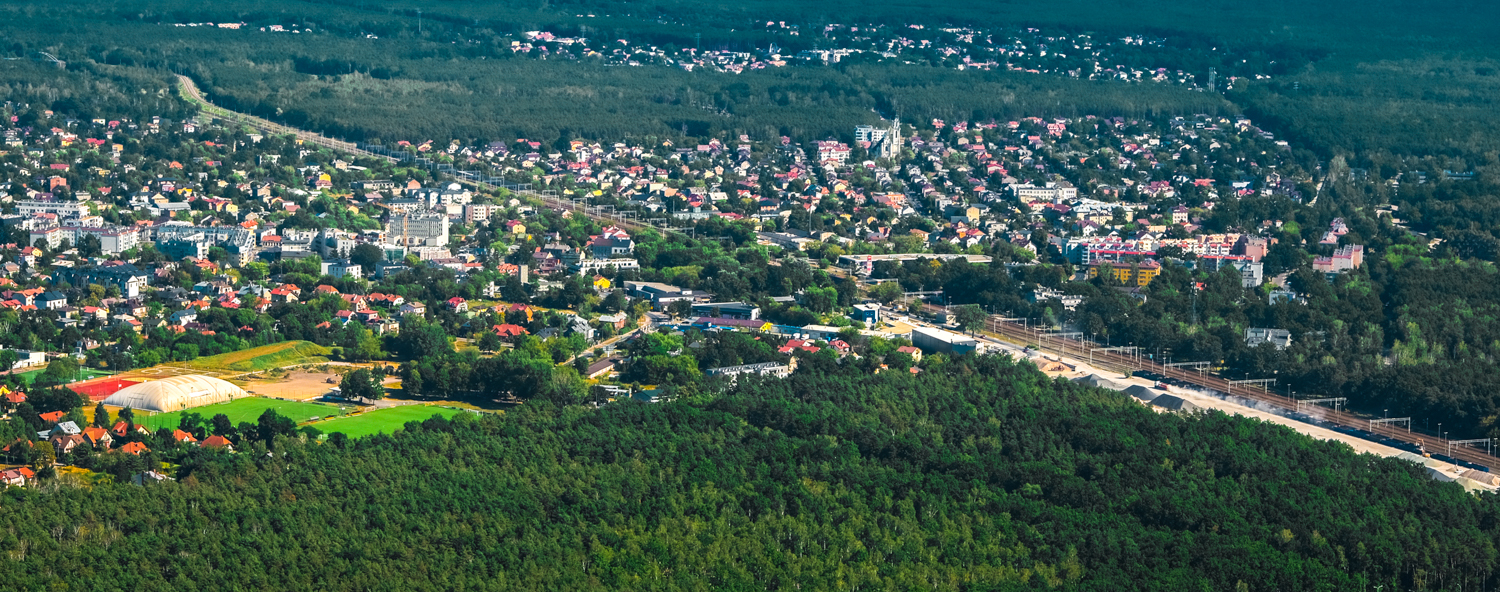
Rembertów

Podobnie jak przed wojną, w 1945 Warszawa była miastem wydzielonym, czyli województwem miejskim. W styczniu 1945 miasto podzielono na pięć dzielnic, a w 1951 na 11 dzielnic. 1 stycznia 1960 wszedł w życie nowy podział administracyjny Warszawy na 7 dzielnic. Były to Mokotów, Ochota, Praga-Południe, Praga-Północ, Śródmieście, Wola i Żoliborz.
Po reformie administracyjnej w 1975 w Warszawie – podobnie jak w Krakowie, Poznaniu i Wrocławiu – zachowano podział na dzielnice. Po wydarzeniach czerwcowych do dzielnicy Ochota włączono w ramach represji zbuntowany Ursus.
| Dzielnica      | Liczba mieszkańców (1.01.2024) | Gęstość zaludnienia [osób/km²](1.01.2024) | Powierzchnia [km²](1.01.2024) |
| -------------- | ------------------------------ | ----------------------------------------- | ----------------------------- |
| Mokotów        | 226 519                        | 6367                                      | 35,42                         |
| Praga-Południe | 185 810                        | 8303                                      | 22,38                         |
| Białołęka      | 158 749                        | 2175                                      | 73,00                         |
| Wola           | 150 319                        | 7805                                      | 19,26                         |
| Ursynów        | 149 775                        | 3420                                      | 43,79                         |
| Bielany        | 131 420                        | 4064                                      | 32,34                         |
| Bemowo         | 129 188                        | 5178                                      | 24,95                         |
| Targówek       | 123 067                        | 5058                                      | 24,33                         |
| Śródmieście    | 97 983                         | 6293                                      | 15,57                         |
| Wawer          | 88 512                         | 1095                                      | 79,71                         |
| Ochota         | 79 357                         | 8164                                      | 9,72                          |
| Ursus          | 69 574                         | 7441                                      | 9,35                          |
| Praga-Północ   | 59 632                         | 5273                                      | 11,31                         |
| Żoliborz       | 58 625                         | 6921                                      | 8,47                          |
| Wilanów        | 52 472                         | 1429                                      | 36,73                         |
| Włochy         | 50 143                         | 1751                                      | 28,63                         |
| Wesoła         | 26 632                         | 1161                                      | 22,94                         |
| Rembertów      | 24 822                         | 1286                                      | 19,30                         |

Od kwietnia 1990 dotychczasowych 7 dzielnic warszawskich uzyskało status gmin miejskich i nowe nazwy, przy czym gminy te nie były osobnymi miastami, a łącznie tworzyły jedno miasto. W 1994 dokonano zmiany gmin-dzielnic – 7 dotychczasowych zastępując 11.
W wyniku zmian wprowadzonych przez ustawę warszawską z 2002, Warszawa stanowi obecnie jedną gminę mającą status miasta na prawach powiatu. Istniejące wcześniej dzielnice gminy Warszawa-Centrum, gminy warszawskie oraz przyłączona do stolicy gmina Wesoła zostały przekształcone w 18 jednostek pomocniczych – dzielnic m.st. Warszawy. Dzielnice, chociaż są wyodrębnione instytucjonalnie i funkcjonalnie, posiadają ograniczone kompetencje samorządowe i nie posiadają osobowości prawnej. Nazwę każdej dzielnicy, jej granice, zadania i kompetencje oraz zasady i tryb funkcjonowania jej organów określa statut nadany przez Radę m.st. Warszawy.
Najgęściej zaludnioną dzielnicą jest Praga-Południe, a najrzadziej Wawer. Średnia dla całego miasta wynosi 3599 osób/km² (stan na 1 stycznia 2024).

### Inne instytucje

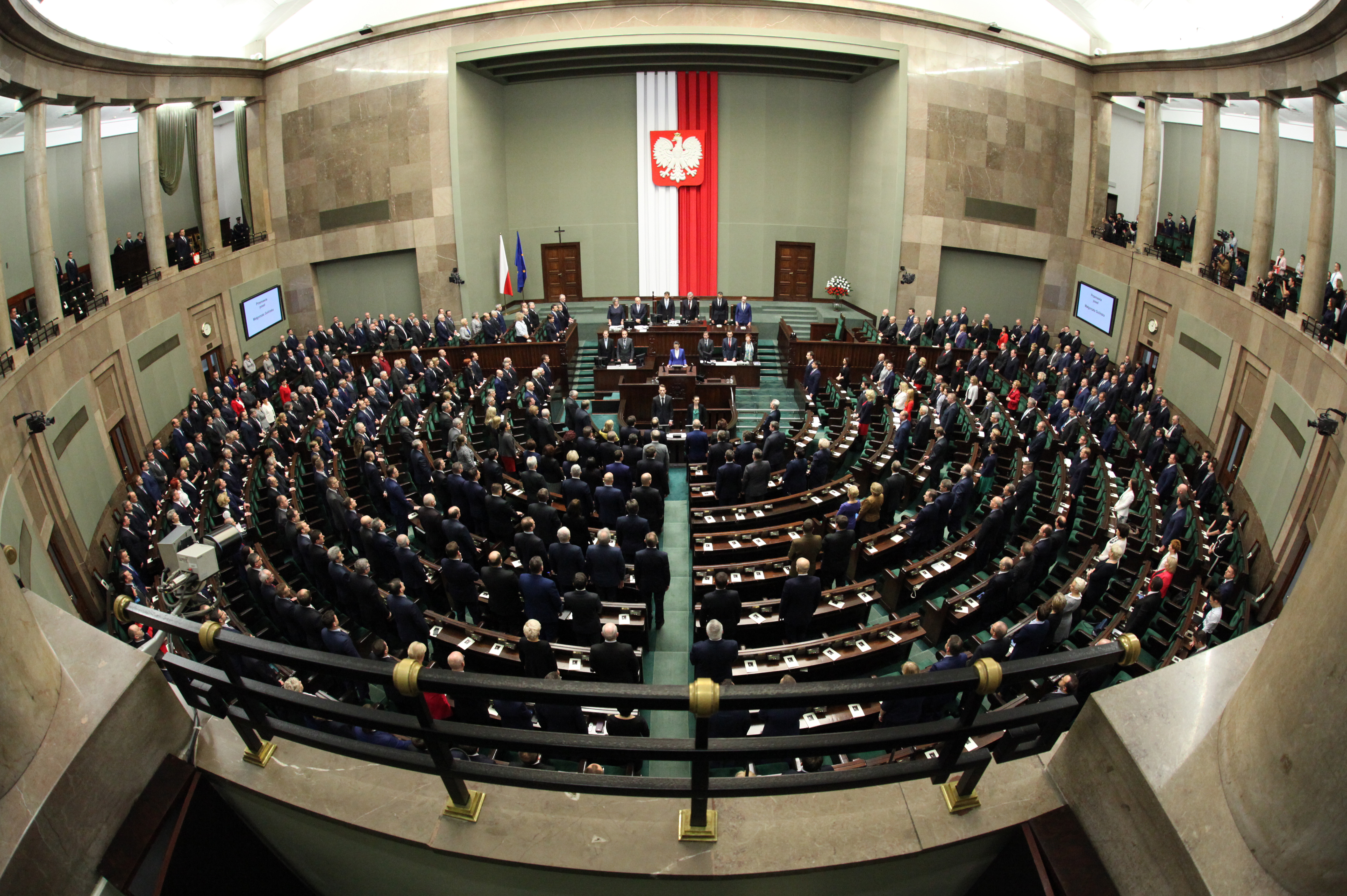
Sala Posiedzeń Sejmu

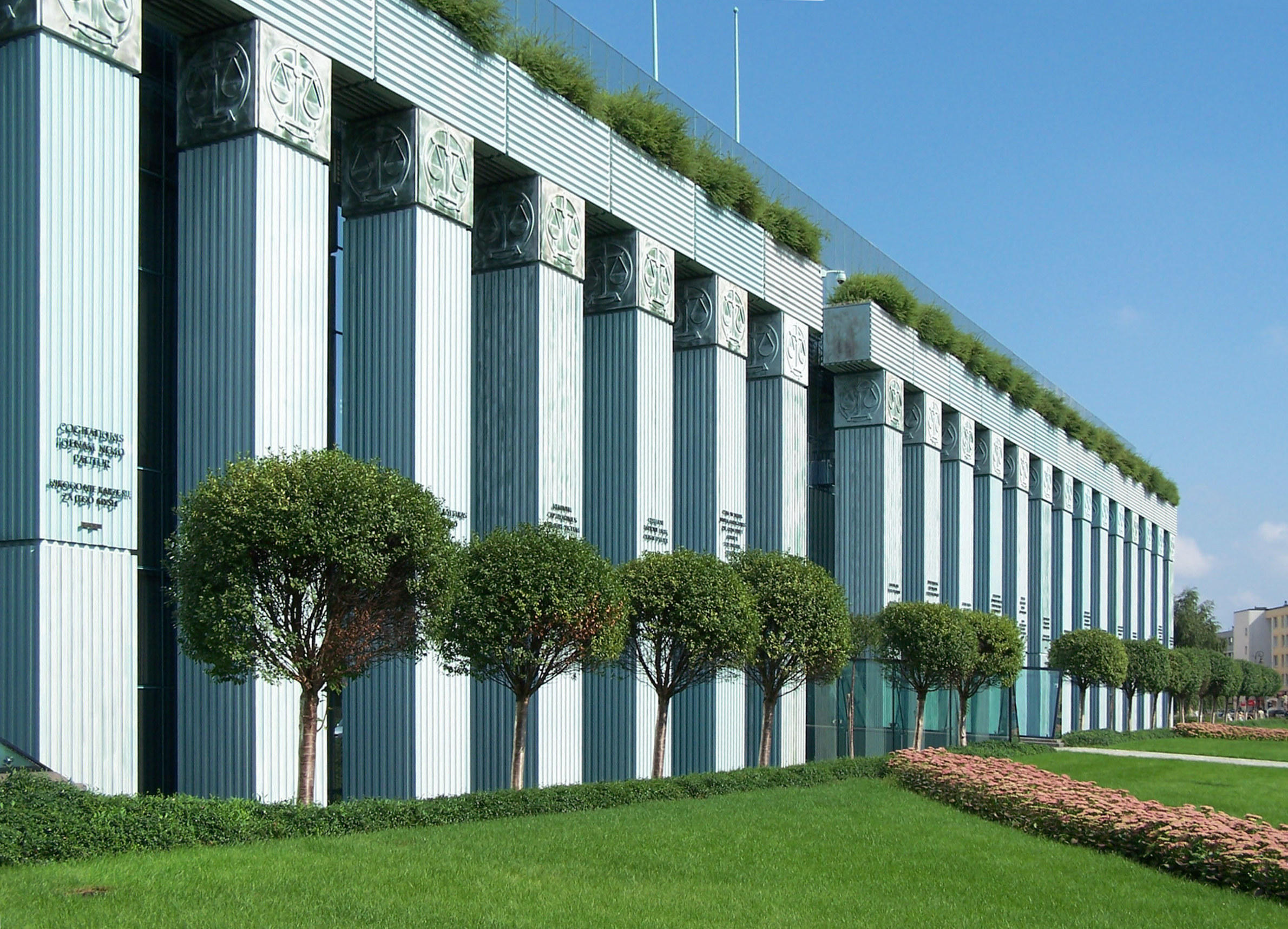
Gmach Sądu Najwyższego

Warszawa jako stolica kraju jest siedzibą większości centralnych krajowych organów władzy, ministerstw, urzędów i instytucji centralnych.
Jest także siedzibą agencji Frontex odpowiedzialnej za bezpieczeństwo granic zewnętrznych Unii Europejskiej, Biura Instytucji Demokratycznych i Praw Człowieka (ODIHR), agendy OBWE, a także przedstawicielstw dyplomatyczno-konsularnych.

### Strategie rozwoju miasta
W 2005 przyjęto Strategię rozwoju miasta stołecznego Warszawy do 2020 r. Kolejną strategię, pod nazwą #Warszawa2030, przyjęto w 2018. W 2024 podjęto uchwałę o rozpoczęciu prac nad strategią rozwoju m.st. Warszawy 2040+.

### Barometr Warszawski
W celu poznania opinii warszawian na różne tematy związane głównie z jakością życia w mieście, od 2003 na zlecenie Urzędu m.st Warszawy na losowej reprezentatywnej próbie mieszkańców stolicy przeprowadzane jest badanie nazywane Barometrem Warszawskim.

## Urbanistyka i architektura

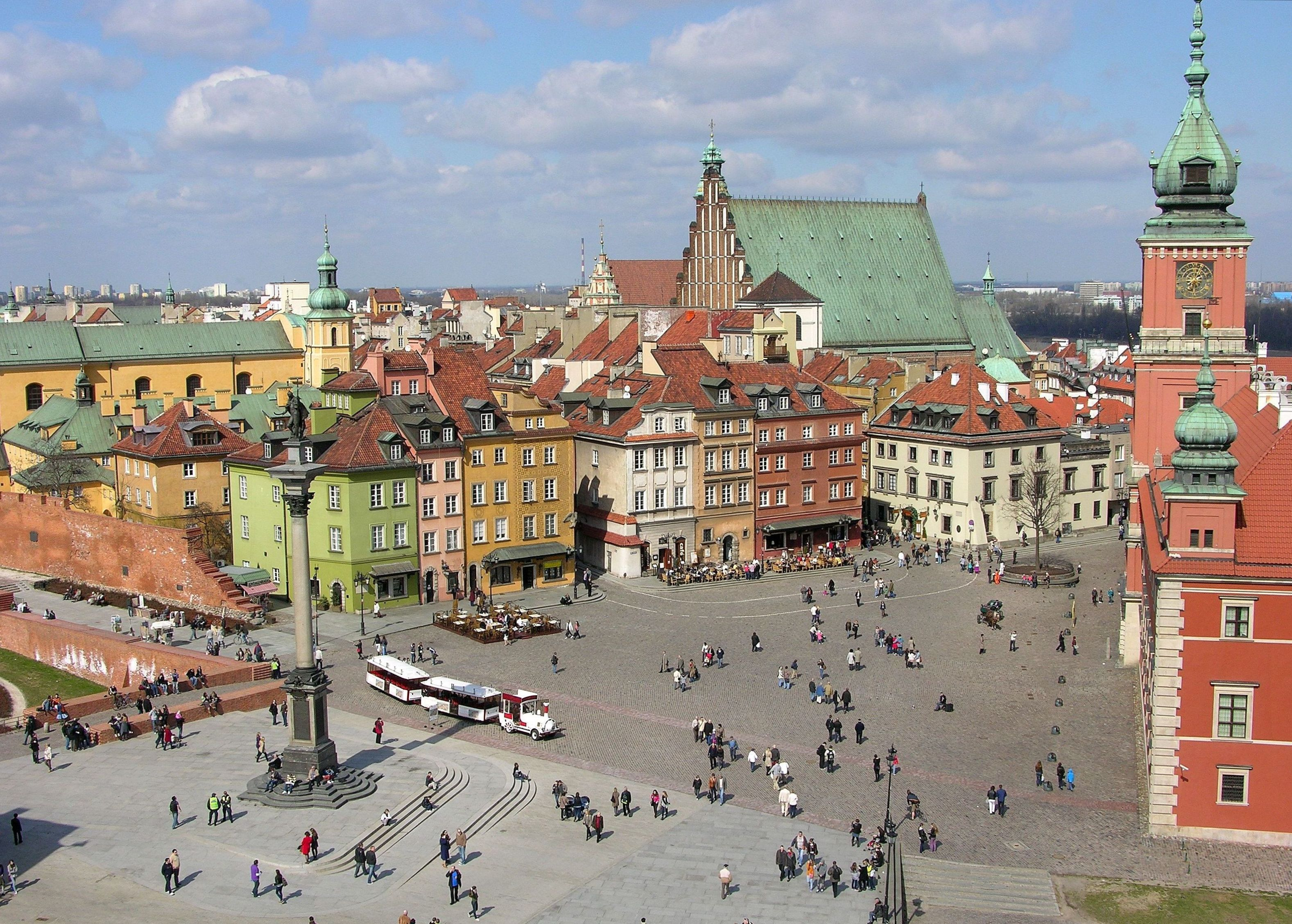
Plac Zamkowy widziany z wieży kościoła św. Anny

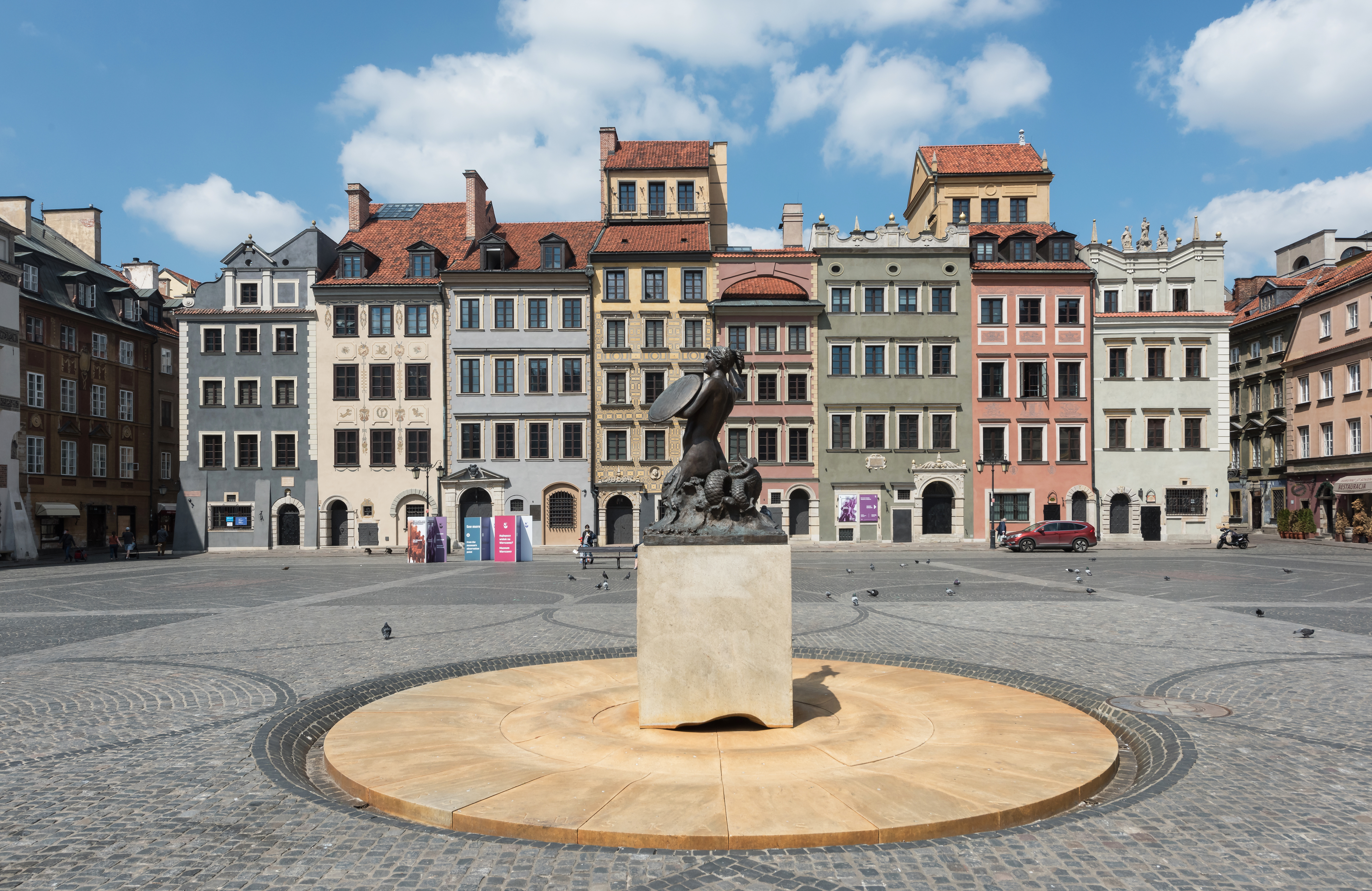
Połączone kamienice po stronie Dekerta Rynku Starego Miasta, siedziba główna Muzeum Warszawy. Na pierwszym planie pomnik Syreny, jednego z symboli miasta

Historyczna zabudowa Warszawy wielokrotnie była niszczona podczas wojen. Szczególnie ucierpiała podczas II wojny światowej. Miasto odbudowano dużym wysiłkiem społeczeństwa całego kraju. Za wzorcową uznaje się rekonstrukcję Starego Miasta, które 2 września 1980 zostało umieszczone na liście światowego dziedzictwa UNESCO jako wyjątkowy przykład całkowitej rekonstrukcji zespołu historycznego. Rekonstrukcję prowadziło Biuro Odbudowy Stolicy, którego akta (14 679 teczek) w 2011 wpisano na listę Pamięć Świata prowadzoną przez UNESCO.
Władze komunistyczne przyczyniły się jednak do dalszych zniszczeń – burzono całe kwartały zabudowy (rejon Pałacu Kultury i Nauki), wyburzano dobrze zachowane budynki z XIX i początków XX wieku, a elewacje pozbawiano zdobień, uznawanych za burżuazyjny przeżytek. Niejednokrotnie zniekształcano przedwojenny układ urbanistyczny. W późniejszym okresie kolejnym władzom brakowało wizji rozwoju przestrzennego miasta i konsekwencji w planowaniu przestrzennym.

### Własność gruntów i dekret Bieruta
26 października 1945 roku wydany został Dekret o własności i użytkowaniu gruntów na obszarze m.st. Warszawy, potocznie nazywany Dekretem Bieruta. Na mocy dekretu na własność gminy m.st. Warszawy przechodziły wszelkie grunty w przedwojennych granicach miasta (ok. 14 146 ha). Dekret w założeniach miał ułatwić odbudowę stolicy. Dotychczasowi właściciele mogli składać wnioski o przyznanie wieczystej dzierżawy, jednak nie wszyscy zdołali złożyć takie wnioski, a niektórych wniosków nie rozpatrywano i ich własność odbierano, łamiąc dekret. W praktyce odebrano od ok. 25 tys. prywatnych właścicieli (według różnych źródeł) od 20 do 40 tys. nieruchomości.
Po upadku PRL dekret Bieruta pozostał w mocy, nie przeprowadzono systemowej reprywatyzacji, poszczególne nieruchomości były i są zwracane po długotrwałych procesach sądowych. Wskutek braku ustawy reprywatyzacyjnej w Warszawie skupowano roszczenia od przedwojennych właścicieli. Obecnie ok. 2/3 gruntów w przedwojennych granicach miasta objęte są ujawnionymi lub potencjalnymi roszczeniami. Nieuregulowanie własności gruntów bardzo utrudnia procesy inwestycyjne i rozwój miasta.
Do rozwiązania kwestii własnościowej niezbędne jest zaangażowanie władz państwowych i środków z budżetu państwa (dekret Bieruta był aktem prawa stanowionym przez ówczesną władzę ustawodawczą – prezydenta Krajowej Rady Narodowej). Wartość przewidywanych odszkodowań (przy wysokości 20% wartości utraconych nieruchomości) szacuje się obecnie na ok. 15 mld zł, co znacznie przekracza roczny budżet miasta. Tylko w ciągu 5 miesięcy 2012 roku wojewoda mazowiecki wypłacił 52 mln zł odszkodowań, a Urząd m.st. Warszawy – 70 mln. W latach 1990–2015 złożono ponad 7 tys. wniosków reprywatyzacyjnych, dokonano ponad 4 tys. zwrotów, a miasto wypłaciło na odszkodowania ponad 1,13 mld zł.
Prace nad ustawą reprywatyzacyjną zapowiadano od początku transformacji ustrojowej w Polsce (w 2001 projekt ustawy uchwalony przez Sejm RP został zawetowany przez Prezydenta RP Aleksandra Kwaśniewskiego) i kilkakrotnie wstrzymywano. Dopiero w 2016 uchwalono małą ustawę prywatyzacyjną.
Po kilku głośnych sprawach, w których decyzje reprywatyzacyjne budziły kontrowersje, powołana została Komisja do spraw usuwania skutków prawnych decyzji reprywatyzacyjnych dotyczących nieruchomości warszawskich, wydanych z naruszeniem prawa.
W czerwcu 2021 prezydent RP podpisał nowelizację Kodeksu Postępowania Administracyjnego zamykającą drogę prawną podważania decyzji administracyjnych związanych m.in. z Dekretem Bieruta, tym samym ograniczając liczbę roszczeń reprywatyzacyjnych.

### Plany zagospodarowania przestrzennego
Na dzień 8 kwietnia 2025 roku w Warszawie obowiązywały 384 miejscowe plany zagospodarowania przestrzennego, które obejmowały obszar ponad 24 532 hektarów, co stanowiło 47,44% powierzchni stolicy. Udział obowiązujących planów miejscowych w pokryciu dzielnic największy był na Żoliborzu (95,21%), a najmniejszy na Bielanach (22,00%). W trakcie opracowywania było 172 postępowań planistycznych, których łączna powierzchnia wynosiła 11 758 hektarów (22,74% powierzchni miasta).

### Najwyższe budynki i budowle

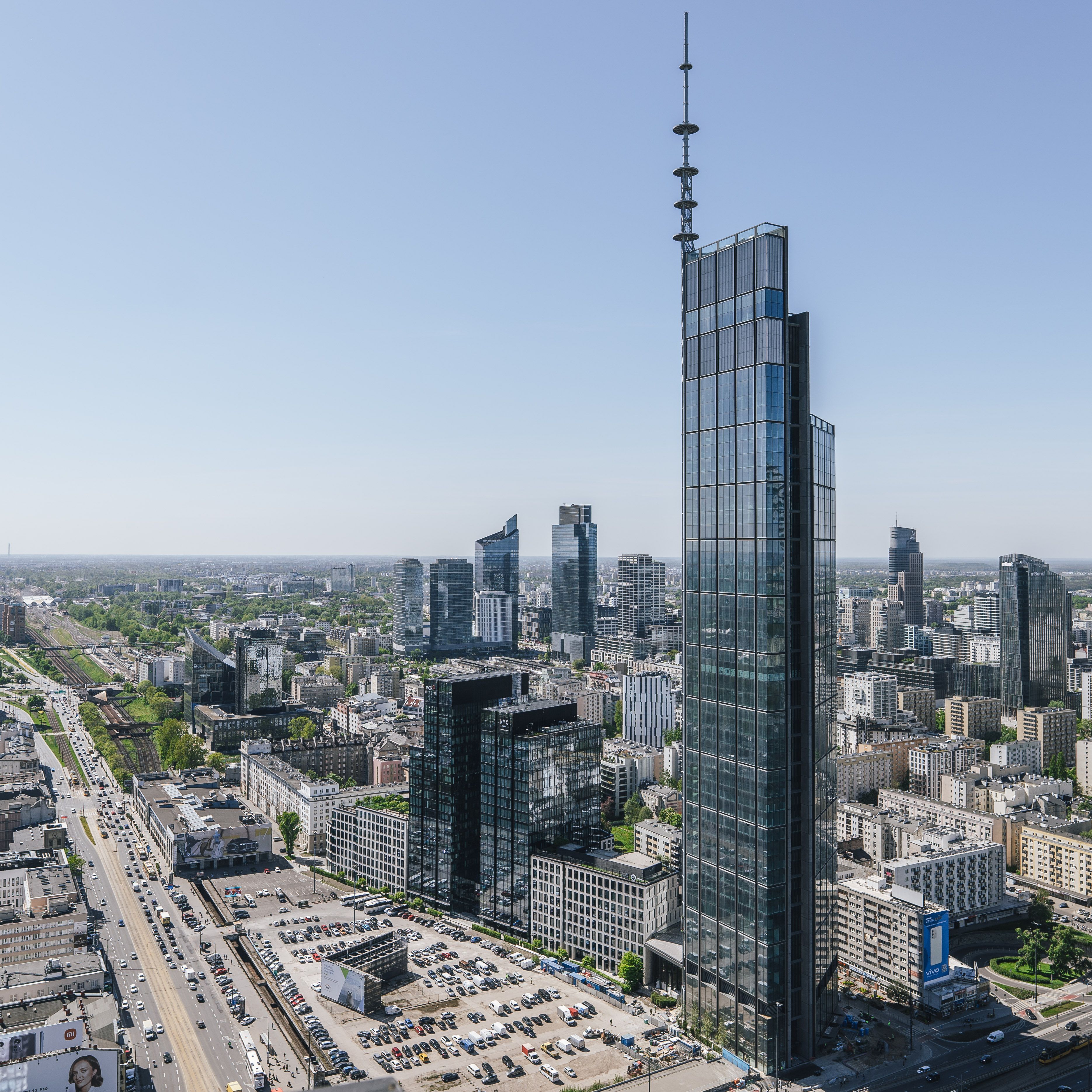
Kompleks biurowy Varso

Historia wysokościowców w Warszawie sięga początku XX w., kiedy to wzniesiono wysoki na ponad 51 metrów budynek Towarzystwa Akcyjnego Telefonów Cedergren, nazywany po 1922 PAST-ą od skrótu nazwy drugiego właściciela tj. Polskiej Akcyjnej Spółki Telefonicznej (PAST). W latach 1931–1933 zbudowano Prudential (66 m).
W latach 1952–1955 wzniesiono Pałac Kultury i Nauki o wysokości 237 metrów. W 1966 roku rozpoczęto budowę "Złocistego Wieżowca", zwanego obecnie "Błękitnym Wieżowcem" (120 m.), także w latach 60 XX. wieku wybudowano Dom Studencki „Riviera” (80 m.) oraz trzy punktowce mieszkalne, wchodzące w skład Ściany Wschodniej o wysokości blisko 80 metrów. W latach 70. XX. zaczęto budować wysokościowce, takie jak hotel „Forum” (111 m.), Intraco I (138 m.), Intraco II (150 m.) oraz Centrum LIM (170 m.).
Najwyższym budynkiem w Warszawie jest budowany w latach 2016-2022 wieżowiec Varso Tower, który ma łącznie (wraz z iglicą) 310 metrów i jest najwyższym budynkiem w Unii Europejskiej oraz piątym co do wysokości w Europie.
Najwyższą budowlą w Warszawie jest komin Ciepłowni Kawęczyn (300 m.).

## Zabytki

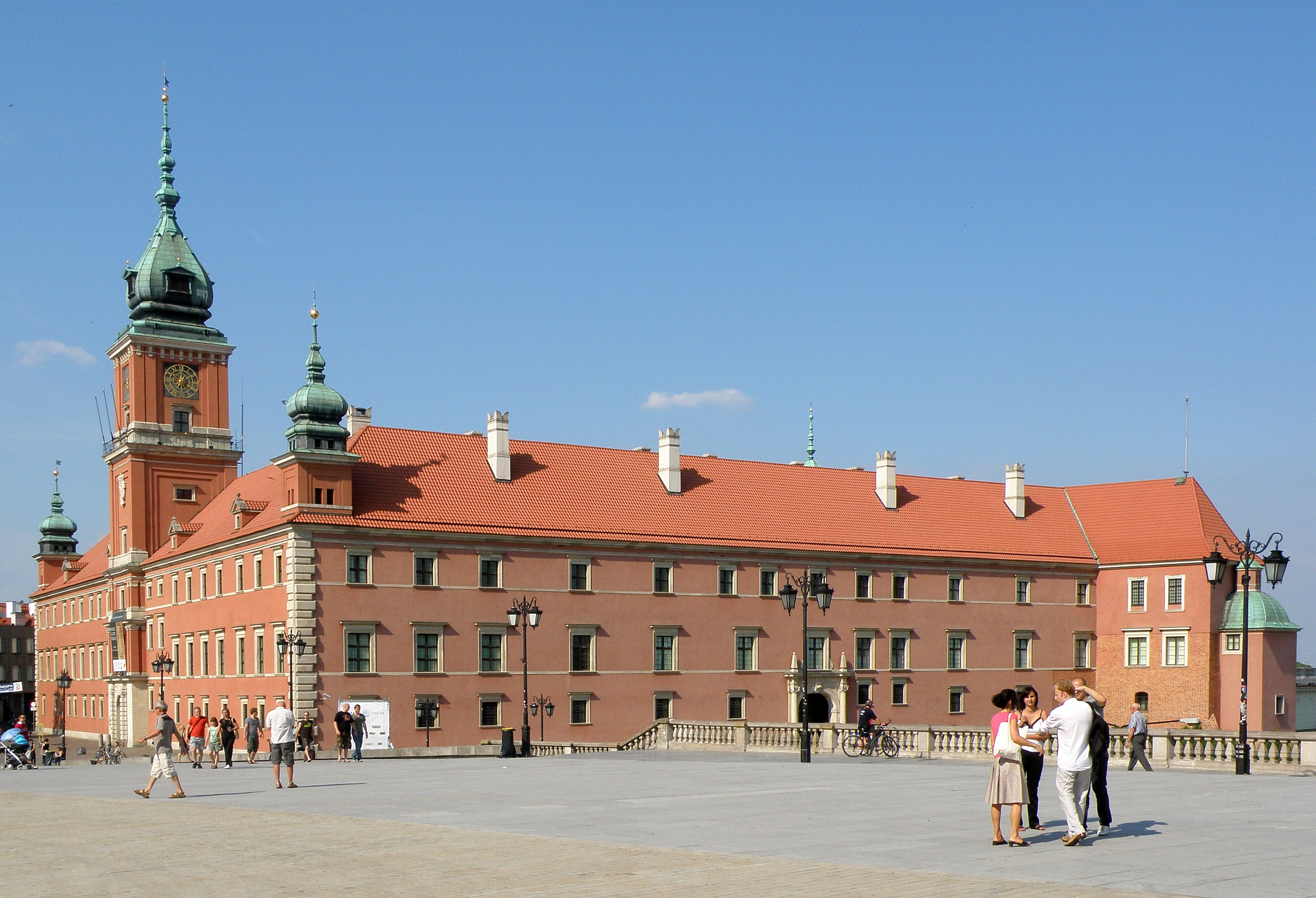
Zamek Królewski

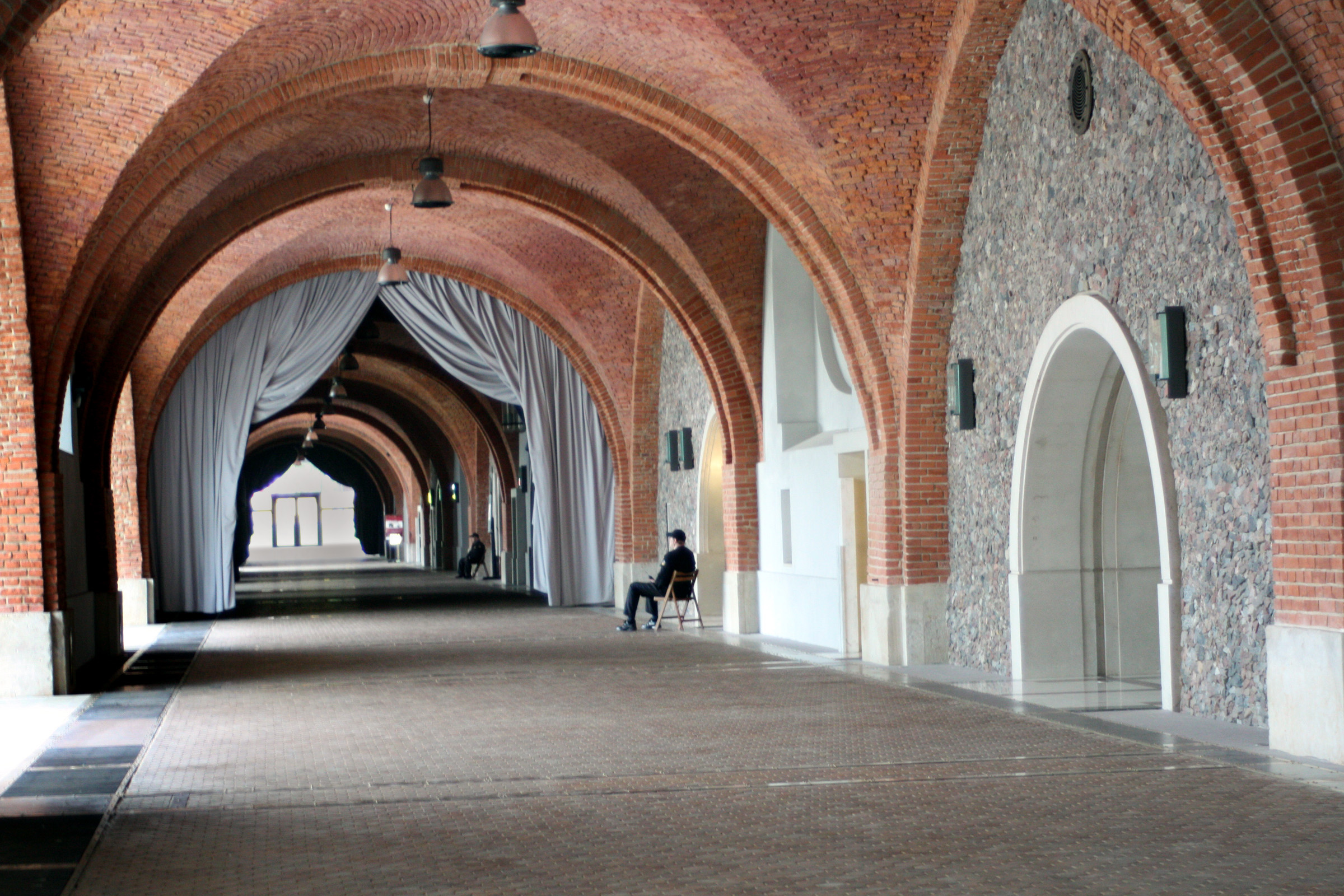
Arkady Kubickiego

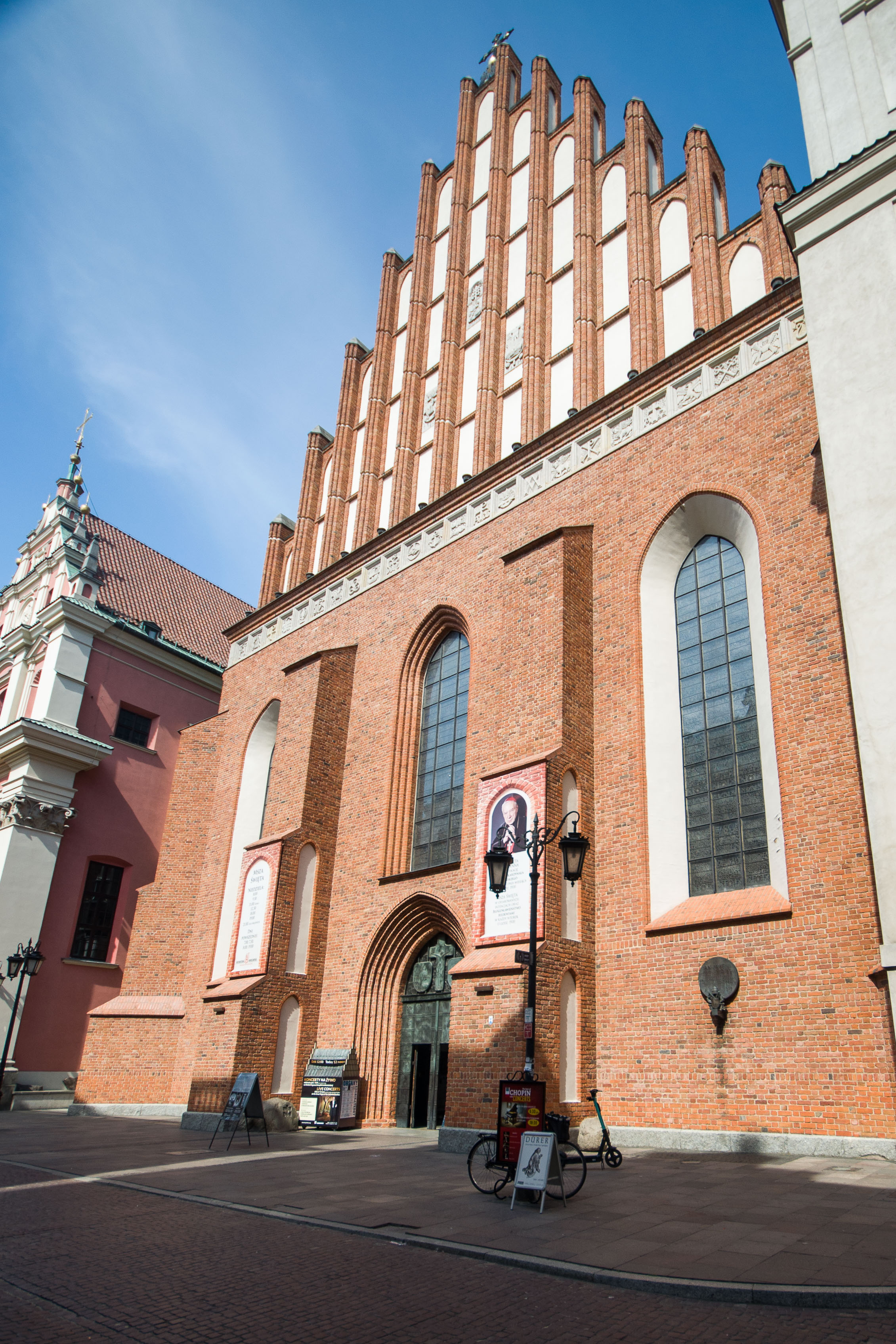
Bazylika archikatedralna św. Jana Chrzciciela na Starym Mieście. Na dalszym planie kościół Jezuitów – sanktuarium Matki Bożej Łaskawej

Historyczne centrum Warszawy zostało w 1980 wpisane na listę światowego dziedzictwa UNESCO. Do rejestru zabytków wpisano natomiast m.in. układy urbanistyczne i zespoły budowlane, dzieła architektury i budownictwa, dzieła budownictwa obronnego, obiekty techniki, cmentarze, parki, ogrody oraz zabytki archeologiczne. W rejestrze zabytków nieruchomych w 2006 wpisanych było ok. 1300 obiektów z obszaru Warszawy.
Większość zniszczonych podczas wojny zabytków odbudowano, choć niekiedy zmieniono ich wygląd względem przedwojennego. Do takich budynków należy m.in. Zamek Królewski. Istnieje jednak w stolicy wiele cennych budynków, które przetrwały wojnę bez większych zniszczeń, jak Pałac w Wilanowie, kościół Wizytek i kościół pokarmelicki pw. Wniebowzięcia NMP przy Krakowskim Przedmieściu czy Pałac Prezydencki.

### Zamek Królewski i plac Zamkowy
Zamek Królewski, będący wcześniej jedną z głównych rezydencji książąt mazowieckich w obecnym stanie jest wierną rekonstrukcją barokowej budowli z XVII i XVIII wieku, dzieła m.in. Matteo Castellego, następnie Joachima Jaucha, Gaetana Chiaveriego, Carla Friedricha Pöppelmanna, Dominika Merliniego. Pomimo zniszczeń w latach 1939 i 1944, dzięki systematycznym ewakuacjom zachował się bogaty wystrój sal (m.in. Balowa, Audiencjalna, Tronowa, Marmurowa) z XVIII wieku, w tym liczne dzieła sztuki związane z dworem króla Stanisława Augusta (m.in. zespół wedut Canaletta, poczet królów Polski Marcella Bacciarellego, ponadto obrazy Rembrandta Uczony przy pulpicie i Dziewczyna w kapeluszu). Od strony południowej do Zamku przylega barokowy pałac Pod Blachą, dzieło Jakuba Fontany budowane do 1730 roku. Przed zamkiem wznosi się kolumna Zygmunta III Wazy ustawiona w 1644 (Clemente Molli, Augustyn Locci, i Constantino Tencalla). W obrębie placu zachowały się kamienice z XVI-XVIII wieku m.in. zespół czterech kamienic np. pod 1/13 i Mansjonaria.

### Stare Miasto
Z okresu średniowiecza, do dziś zachował się zespół zabytków (większość w znacznym stopniu zrekonstruowanych). Utrzymał się układ urbanistyczny z regularnym rozmieszczeniem ulic i centralnie położonym rynkiem. W jego obrębie gotycka archikatedra (wcześniej fara staromiejska i kolegiata) Świętego Jana Chrzciciela, wielokrotnie rozbudowywana, przebudowywana, po ostatniej wojnie zrekonstruowana w stylu gotyku mazowieckiego. Wewnątrz ocalał późnogotycki krucyfiks z początku XVI wieku, ponadto fragmenty wystroju (m.in. kaplica Baryczkowska) z XVII i XVIII wieku. Miejsce pochówku książąt mazowieckich, królów, prezydentów i ważnych osobistości Polski (m.in. Stanisław August Poniatowski, Henryk Sienkiewicz, Ignacy Jan Paderewski, August Hlond, Stefan Wyszyński). Obok barokowy dawny kościół Jezuitów, z najwyższą na Starówce wieżą. Ponadto dawny kościół Augustianów pw. św. Marcina, przebudowany w XVIII wieku w duchu baroku.
Na terenie Starego Miasta powstawała zwarta zabudowa dla miejskiego patrycjatu, z XV–XVIII wieku charakteryzująca się spójnością form architektonicznych. Tworzą ją kamienice, głównie trzy- i czterokondygnacyjne z trzema traktami wewnątrz i dwu-, trój- i czteroosiowymi elewacjami z prostokątnymi oknami i ozdobnymi portalami (wiele z nich ocalało zawieruchę wojenną). Ponadto kamienice charakteryzują się wysokimi dachami z lukarnami na poddaszu, ponadto część z nich dodatkowe nadbudówki (latarnie) służące do oświetlenia schodów mieszczących się w środkowym trakcie. Część elewacji kamienic zachowała dekorację elewacji. Najwięcej tego typu dzieł znajduje się przy Rynku Starego Miasta (m.in. kamienice Winklerowska, Fukierów, pod Świętą Anną, Falkiewicza, Baryczków, Długoszowa) oraz przy innych ulicach np. kamienice Pod Okrętem, zespół kamienic przy ulicy Kanonia.
Stare Miasto otoczone jest murami obronnymi (XIII–XVI wiek) z basztą Prochową i Barbakanem.

### Nowe Miasto

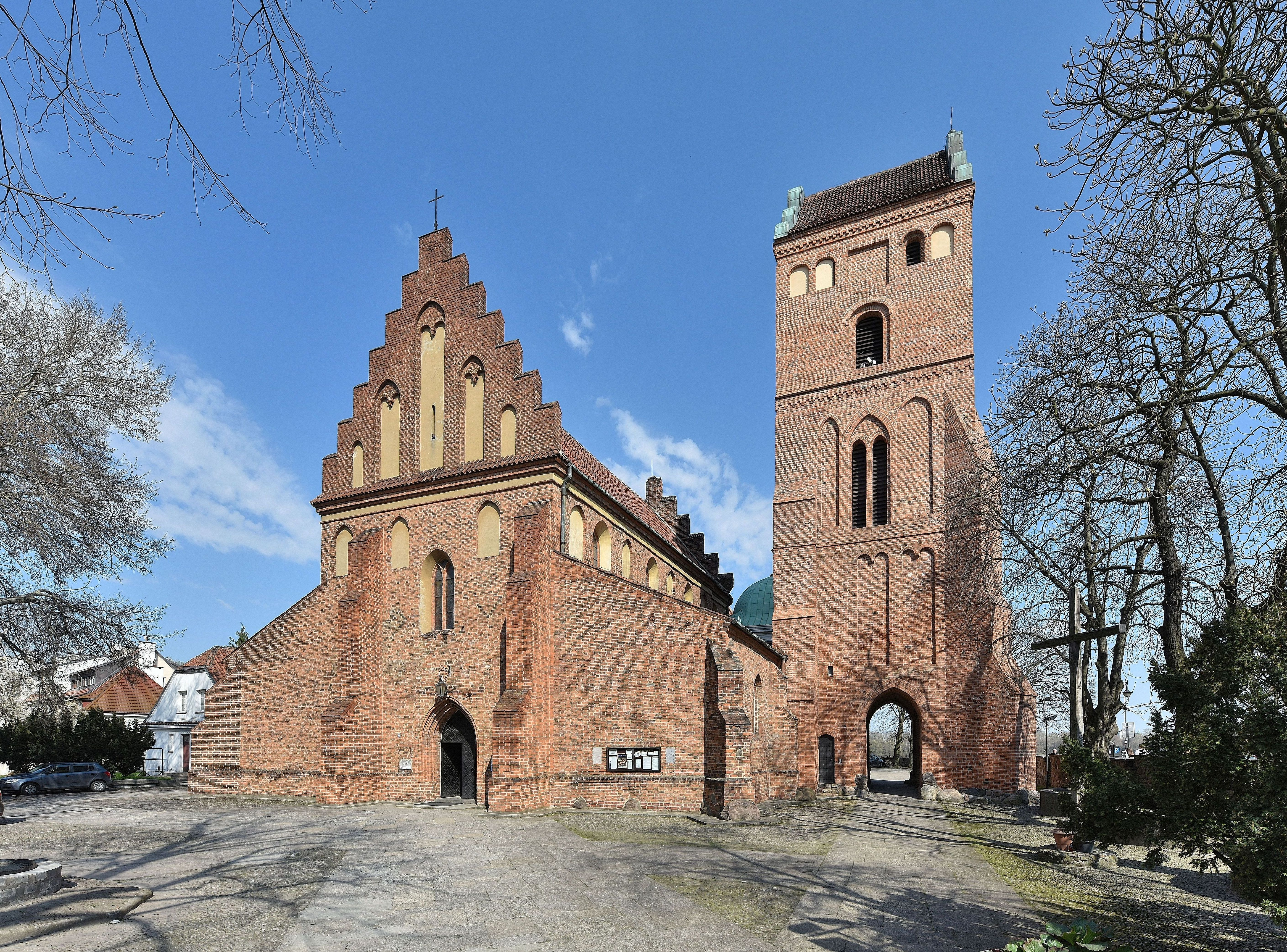
Kościół Nawiedzenia Najświętszej Marii Panny, najstarsza zachowana świątynia na Nowym Mieście

Ukształtowana wzdłuż traktu do Zakroczymia Nowa Warszawa (obecne Nowe Miasto) uzyskała w 1408 przywilej książęcy wyłączający ją spod jurysdykcji wójta Starej Warszawy. Po II wojnie światowej odbudowano kościół parafialny Nawiedzenia Najświętszej Marii Panny (XV wiek) wraz z wolnostojącą dzwonnicą. Pozostałe kościoły Nowego Miasta wzniesiono w stylu barokowym. Kościół Świętego Jacka (Dominikanów) posiada XVII-wieczne prezbiterium o formach gotyckich. Wewnątrz zachował się częściowo wystrój barokowy (m.in. kaplica Kotowskich proj. Tylmana z Gameren, zespół rzeźb, w tym Ecce Homo Antoniego Osińskiego). Przy Rynku Nowego Miasta kościół i klasztor sakramentek proj. Tylmana z Gameren (w kościele zachował się nagrobek Marii Karoliny z Sobieskich). Kościół Franciszkanów (proj. Karol Bay, Jakub Fontana i inni) zachował XVIII-wieczne ołtarze z XVII-wiecznymi obrazami (m.in. przeniesiony z Lubiąża Chrystus w Ogrójcu Michaela Willmanna). Z dawnych rezydencji magnackich zachowały się barokowe pałace Raczyńskich z 1786 roku (proj. Jan Chrystian Kamsetzer), Sapiehów z 1731–1736 (proj. Jan Zygmunt Deybel) oraz klasycystyczny pałac Sierakowskiego (proj. Jakub Kubicki).

### Śródmieście

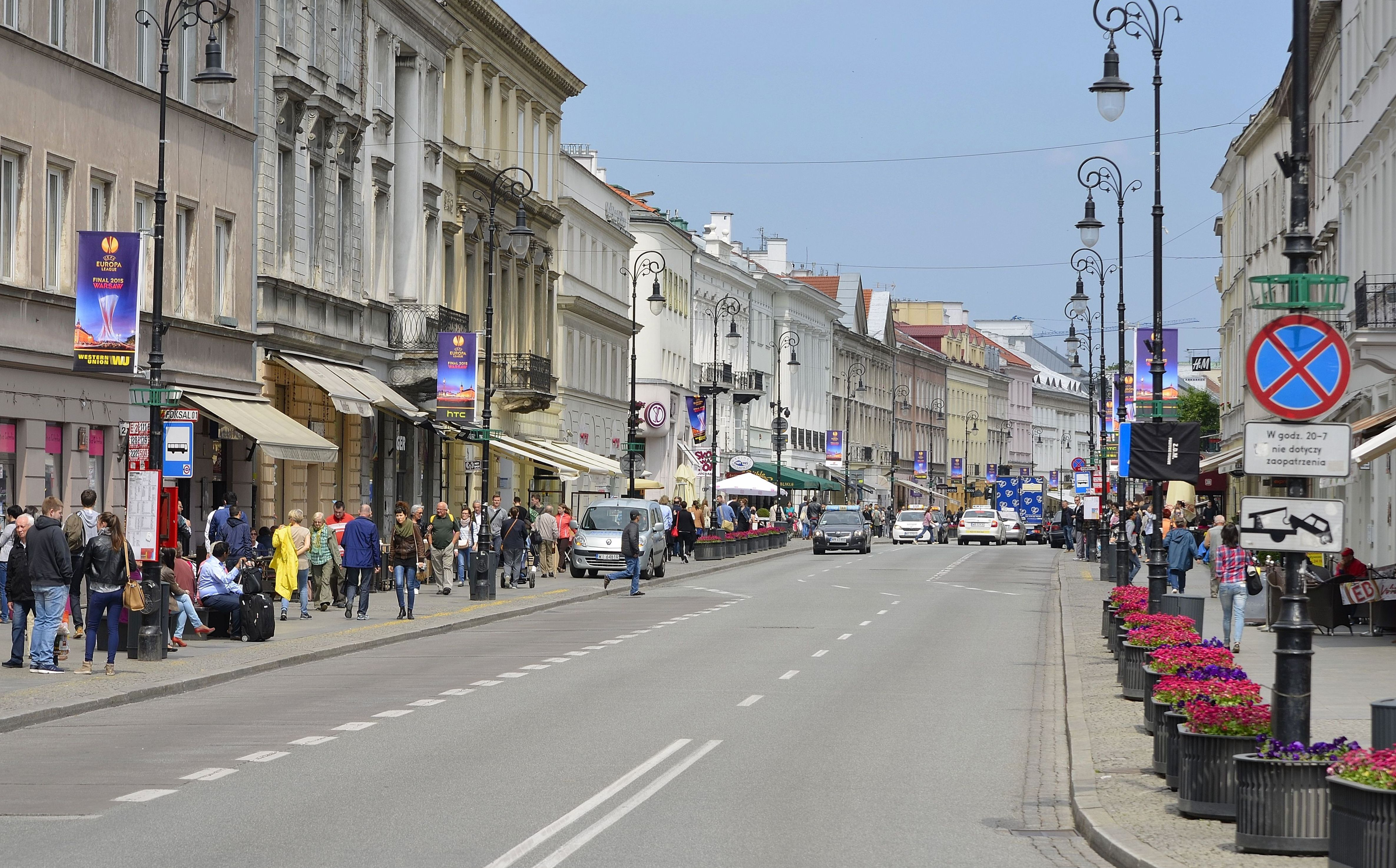
Ulica Nowy Świat, fragment Traktu Królewskiego

W obrębie Śródmieścia zachowały się do dziś zespoły zabytkowe tworzące poszczególne ulice (m.in. Trakt Królewski, Długa, Miodowa) i place (m.in. Teatralny, Bankowy, Krasińskich). Zespoły te składają się z obiektów sakralnych, rezydencjonalnych i mieszkalnych, pochodzących głównie z okresu baroku i klasycyzmu.

#### Trakt Królewski

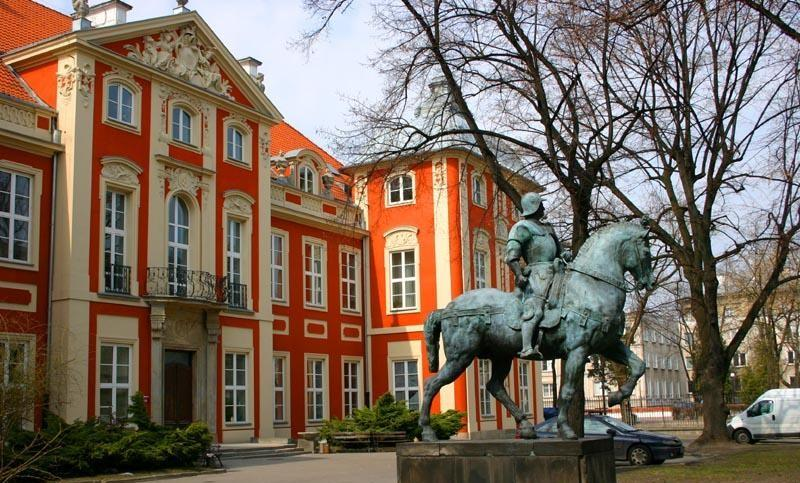
Pałac Czapskich i pomnik Bartolomeo Colleoniego

Trakt Królewski rozpoczyna się od placu Zamkowego, biegnie ulicami Krakowskie Przedmieście, Nowy Świat, Alejami Ujazdowskimi i prowadzi do rezydencji królewskich w Łazienkach i Wilanowie. Przy Krakowskim Przedmieściu przeważa zabudowa barokowa z XVII–XVIII wieku (kościoły i rezydencje magnackie), a ponadto zachował się cenny zespół budowli klasycystycznych (głównie pałace) i eklektycznych (hotele i kamienice czynszowe) z XIX stulecia. Jednolity, klasycystyczny charakter nadano zabudowie ulicy Nowy Świat (do Alei Jerozolimskich).
Kościół Świętej Anny (dawny kościół bernardynów, obecnie kościół akademicki) barokowo-klasycystyczny zachował fragmenty gotyckie (sklepienia kryształowe w dawnych zabudowaniach klasztornych, fragmenty prezbiterium) i renesansowe (kaplice boczne). Kościół karmelitów bosych (seminaryjny) barokowy (proj. Isidoro Affaita i Efraim Szreger) zachował niemal kompletny barokowy wystrój wnętrza z XVII-XVIII wieku. Kościół Wizytek z XVIII w. (proj. m.in. Gaetano Chiaveri, Efraim Szreger i Jakub Fontana) z bogato zdobioną fasadą i wystrojem wnętrza (rzeźby Jana Jerzego Plerscha, obrazy Tadeusza Kuntzego). Monumentalny kościół Świętego Krzyża (Misjonarzy) z XVIII wieku (proj. m.in. Józef Szymon Bellotti, Jakub Fontana), późnobarokowy zachował mimo zniszczeń wystrój z XVIII wieku. Zespół epitafiów znanych Polaków (m.in. Stanisława Małachowskiego, Władysława Reymonta i Fryderyka Chopina). Przed fasadą figura Chrystusa niosącego krzyż z 1858 (autor Andrzej Pruszyński). Pośrodku placu Trzech Krzyży klasycystyczny kościół Świętego Aleksandra (proj. Piotr Aigner). Spośród dzieł architektury rezydencjonalnej wyróżniają się barokowe i klasycystyczne pałace: Czapskich (1680–1707, przebudowany w XVIII i XIX wieku), Potockich (XVIII wiek), Koniecpolskich (1643, Constantino Tencalla, przebudowany przez Piotra Aignera w XIX wieku), zespół budynków Uniwersytetu Warszawskiego, z pałacami Kazimierzowskim (XVII i XIX wiek, projekt Giovanni Trevano przebudowany przez Dominika Merliniego), Tyszkiewiczów (schyłek XVIII wieku, według projektu Stanisława Zawadzkiego) i Uruskich (1844–1847 rok, projekt Andrzej Gołoński). Przy Nowym Świecie wznosi się Pałac Staszica (1820–1823 rok, projekt Antonio Corazzi). Spośród budynków mieszkalnych wyróżnia się zespół barokowych kamienic w końcowym ciągu Krakowskiego Przedmieścia nieopodal placu Zamkowego, m.in. Roesena (nr 83), Wilhelma Duponta (nr 85), Prażmowskich (nr 87) oraz kamienica Aleksandra Johna. Cennym przykładem historyzmu są dwa neorenesansowe hotele: Europejski i Bristol (projektu odpowiednio Henryka i Władysława Marconiego). Przy Królewskim Trakcie zachowały się także zabytkowe pomniki: barokowa figura Matki Boskiej Pasawskiej w Warszawie z XVII wieku, księcia Józefa Poniatowskiego i Mikołaja Kopernika, wykonane przez Berthela Thorvaldsena oraz Adama Mickiewicza autorstwa Cypriana Godebskiego.

#### Oś Saska
Cennym przykładem barokowej i klasycystycznej architektury i urbanistyki jest Oś Saska powstała na zlecenie króla Augusta II Sasa, w znacznym stopniu przekształcona w XIX wieku i podczas odbudowy po ostatniej wojnie. Dawny, barokowy pałac Saski (1713–1748, proj. Carl Friedrich Pöppelmann i Joachim Daniel Jauch) przebudowany w stylu klasycystycznym w latach 1839–1842 przez Adama Idźkowskiego zachował się do dziś fragmentarycznie (Grób Nieznanego Żołnierza). W zachodniej części na placu Za Żelazną Bramą klasycystyczny pałac Lubomirskich w Warszawie (lata 1791–1793, proj. Joachim Hempel). W obrębie ogrodu 21 barokowych rzeźb muz i cnót (Jan Jerzy Plersch).

#### Plac Teatralny i okolice

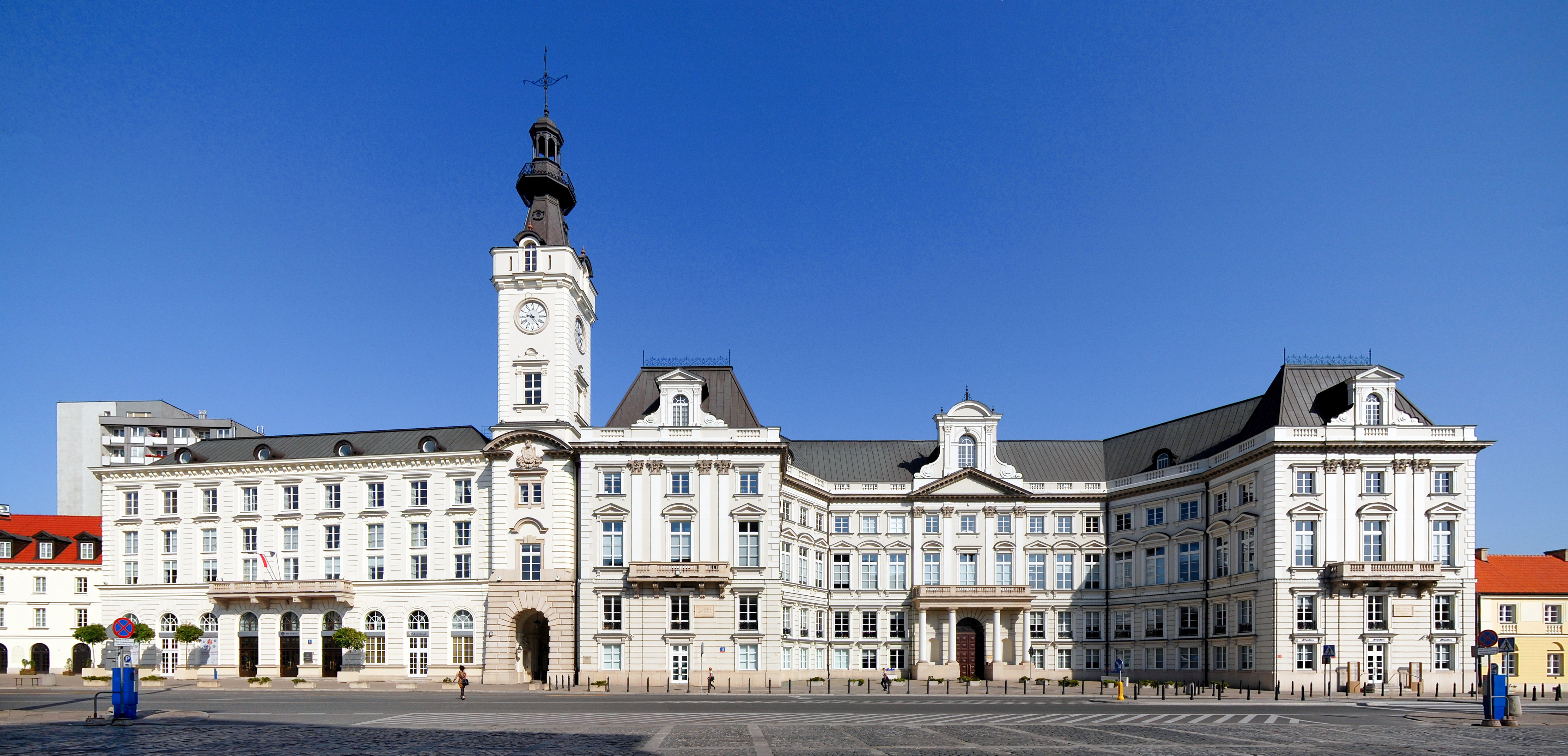
Pałac Jabłonowskich, dawny ratusz miasta Warszawy. Zrekonstruowany w 1997 i przeznaczony na siedzibę banków

Plac Teatralny jest cennym zespołem zabytkowym z okresu klasycyzmu, powstały na miejscu barokowego Marywilu – zespołu zabudowań z rezydencją dla królowej Marii Kazimiery. Zachodnią część zamyka bryła teatru zaprojektowana przez Antonia Corazziego i wzniesiona w latach 1825–1833 mieszcząca Operę Narodową i Teatr Narodowy. Naprzeciwko m.in. późnobarokowy pałac Jabłonowskich i dawny kościół Kanoniczek zbudowany w stylu klasycystycznym. W obecnym stanie pierzeja, przy której wznoszą się oba obiekty, jest wierną rekonstrukcją z lat 90. XX w. W okolicach m.in. przy ulicy Senatorskiej znajdują się dawny kościół Reformatów (XVII–XVIII w.) oraz pałace: Błękitny (XVIII i XIX w.), Blanka (XVIII w. proj. Szymon Bogumił Zug), Mniszchów (XVIII–XIX w.), Małachowskich (XVIII–XIX w.), Biskupów Krakowskich (XVIII w.), Prymasowski (XVII–XVIII wiek).

#### Plac Bankowy
Po wojnie na placu odbudowano trzy klasycystyczne monumentalne gmachy wzniesione w latach 20. XIX wieku według projektu Antonia Corazziego: budynek Giełdy i Banku Polskiego oraz pałace: Ministra Skarbu i Komisji Rządowej Przychodów i Skarbu.

#### Powiśle i Solec

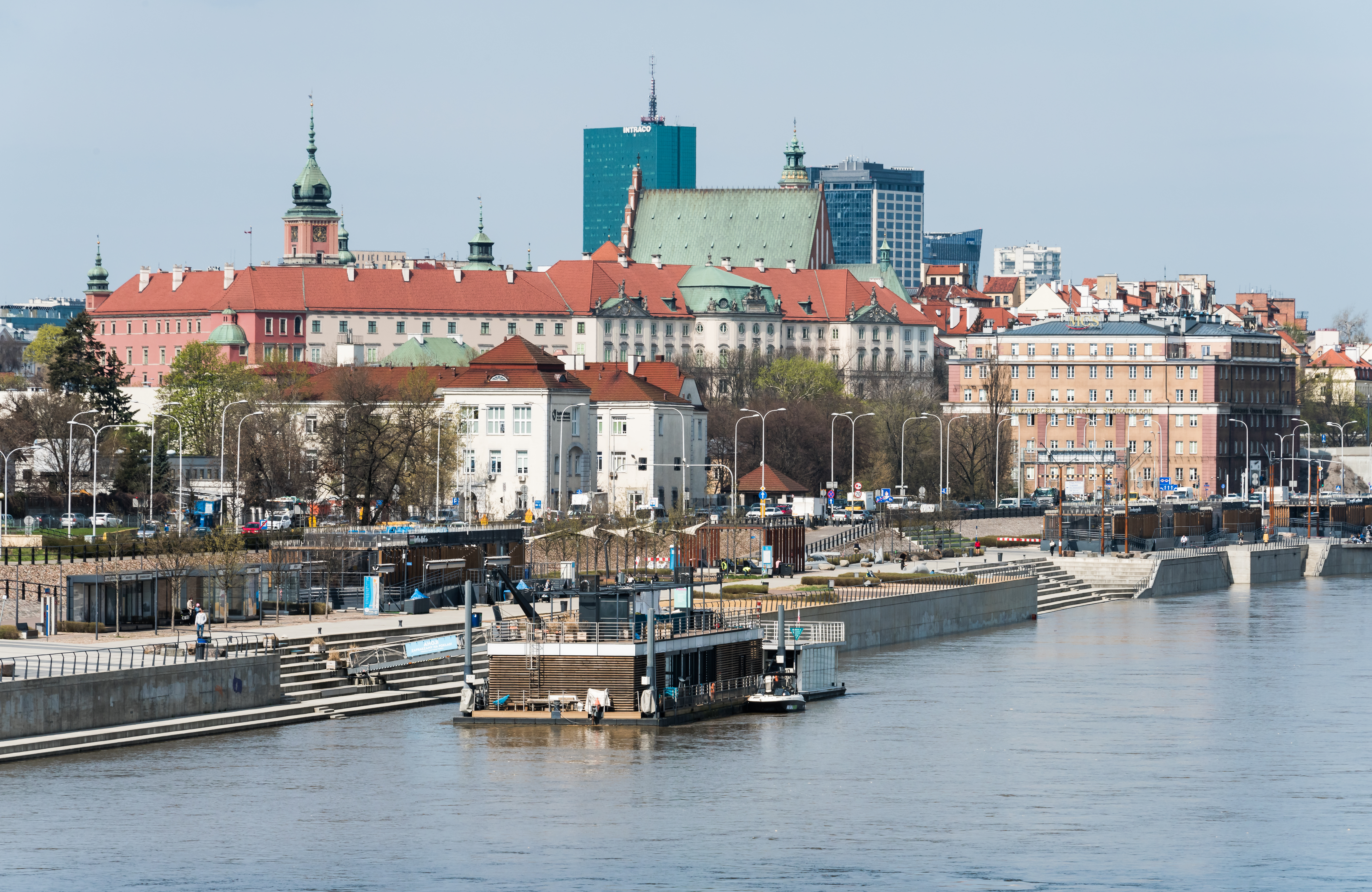
Bulwary wiślane widziane z mostu Świętokrzyskiego

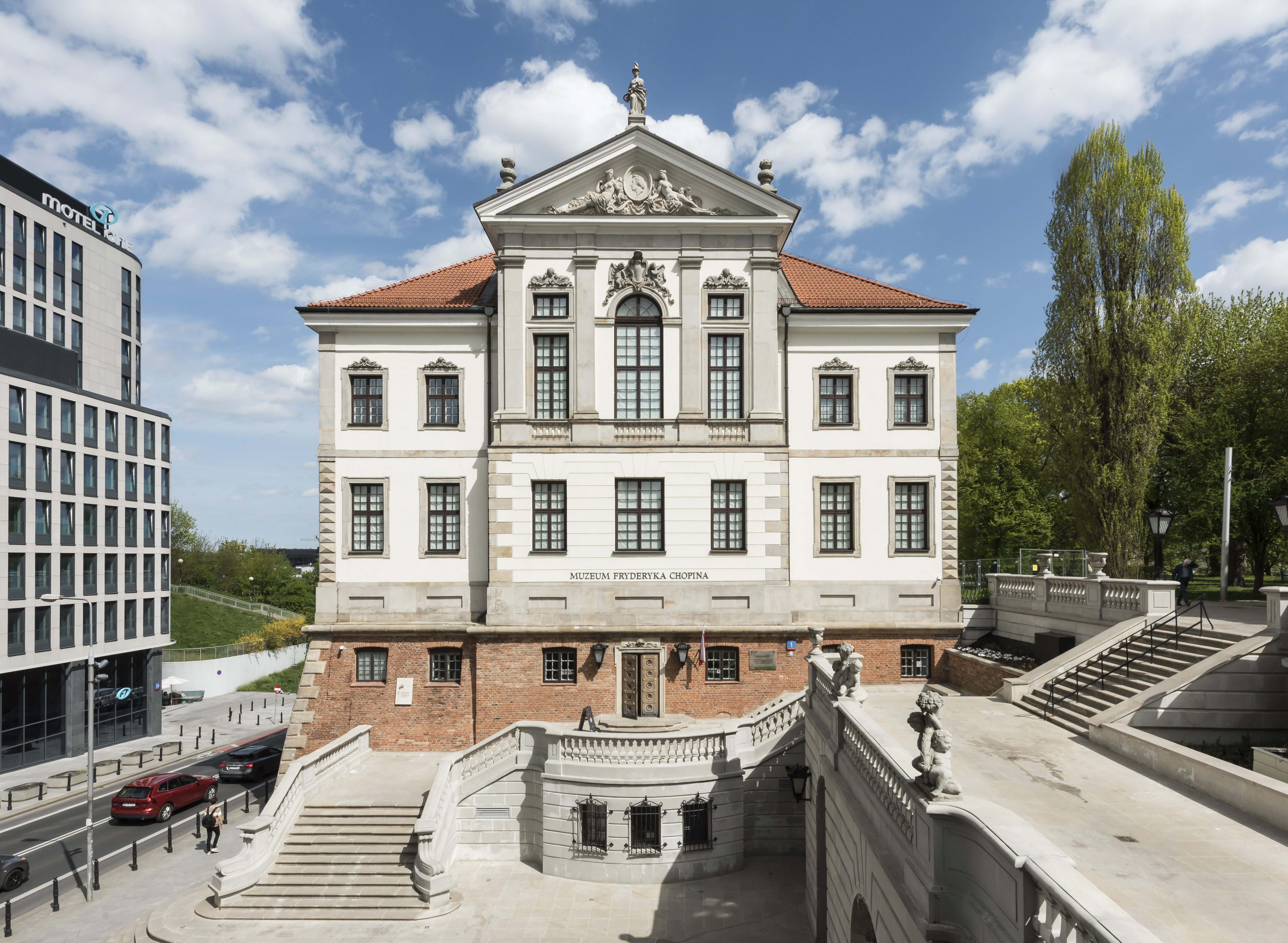
Zamek Ostrogskich, siedziba Muzeum Fryderyka Chopina

Obszar pomiędzy Traktem Królewskim a Wisłą od XVII wieku był zabudowywany przez rody szlacheckie, zaś w XIX wieku tereny te zamieszkiwali drobni rzemieślnicy i biedota. Z zachowanej do dziś zabudowy rezydencjonalnej wyróżnia się pałac Ostrogskich (proj. Tylman z Gameren). Ponadto renesansowy pałac Zamoyskiego (1870, proj. Leandro Marconi). W północnej części Powiśla, osiedle mieszkaniowe Mariensztat z lat 40. i 50. XX wieku. Na Solcu m.in. późnobarokowy pałac Symonowiczów w Warszawie i klasycystyczny pałacyk Branickich-Lubomirskich (po 1779, proj. Szymon Bogumił Zug). Przy Rynku Soleckim stoi barokowy dawny kościół Trynitarzy z 1726 roku. Jego metryka sięga XIV wieku. Wewnątrz m.in. obraz Michaela Willmanna „Męczeństwo św. Bartłomieja”.

#### Ujazdów i Łazienki Królewskie

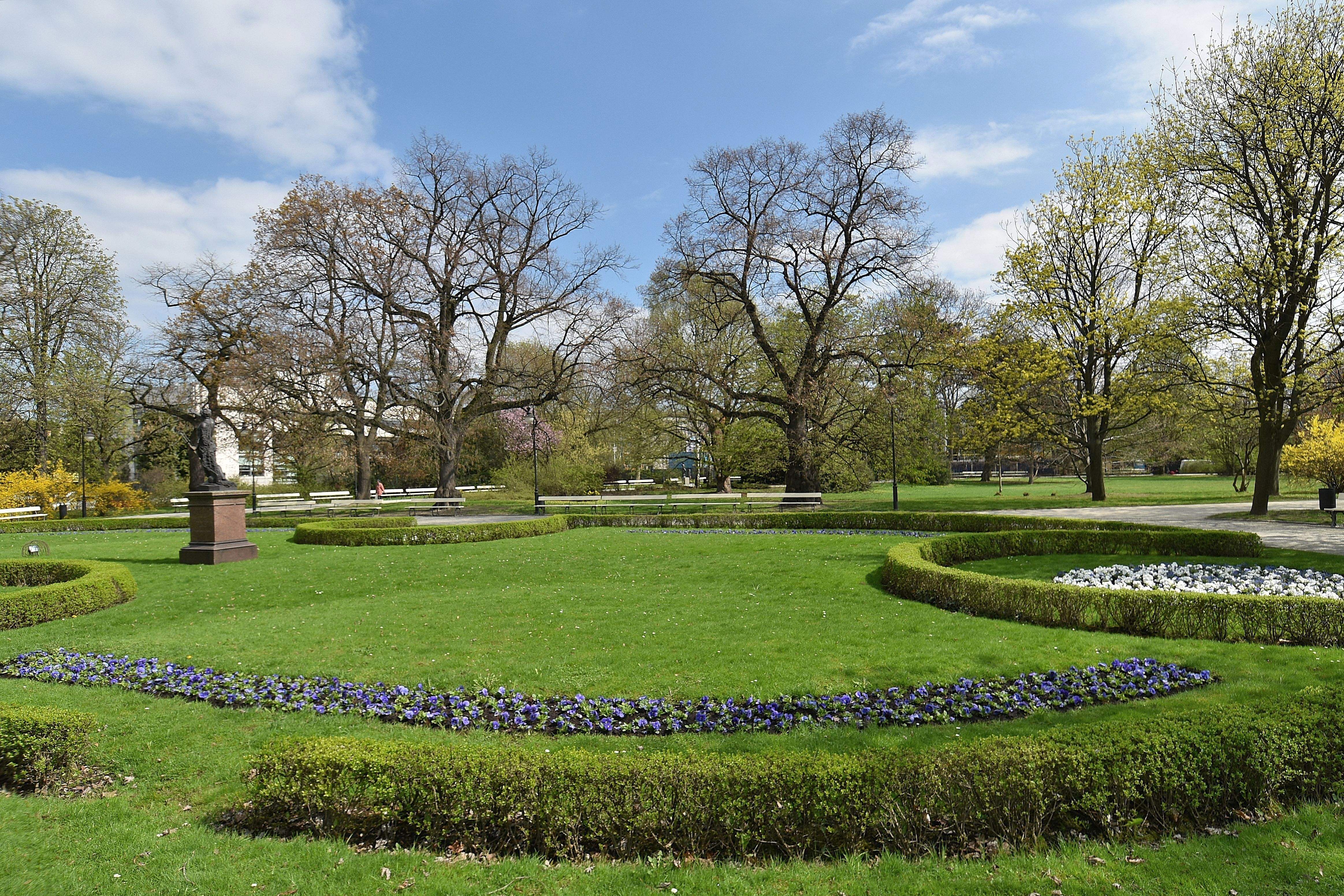
Park Ujazdowski

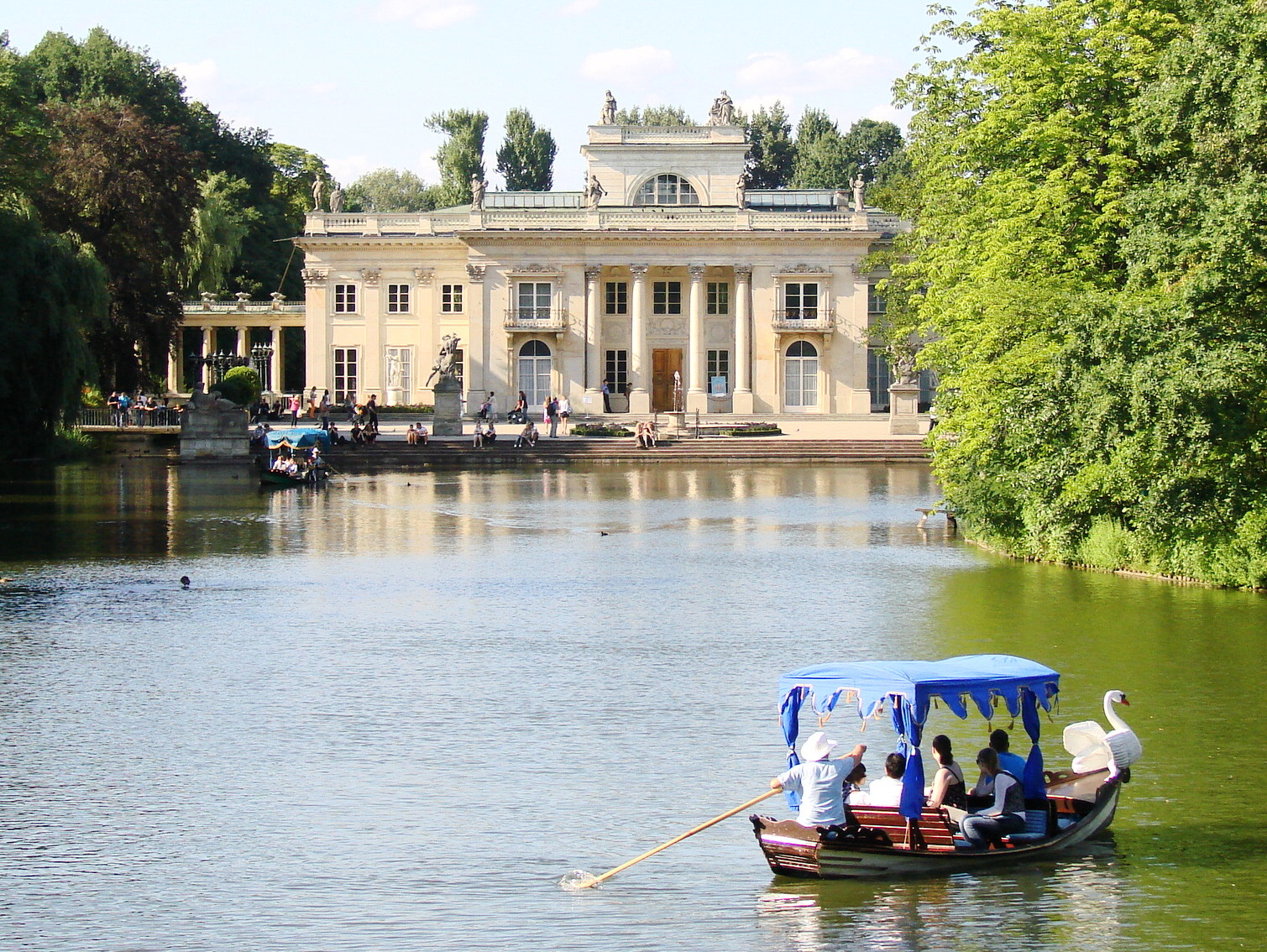
Pałac Na Wyspie w Łazienkach Królewskich

Głównym zabytkiem historycznego Ujazdowa jest barokowy Zamek Ujazdowski wzniesiony w 1624 przez Matteo Castellego na miejscu starszej rezydencji książęcej. Obecnie w Zamku ma swoją siedzibę Centrum Sztuki Współczesnej. Nieopodal, na Agrykoli, znajduje się pomnik Jana III Sobieskiego dłuta Franciszka Pincka z 1788.
Łazienki Królewskie założone zostały w drugiej połowie w XVIII wieku z inicjatywy króla Stanisława Augusta Poniatowskiego. Całe założenie było zrealizowane przez architektów królewskich: Dominika Merliniego i Jana Chrystiana Kamsetzera, kolejne zabudowania w pierwszej tercji XIX wieku zaprojektował Jakub Kubicki. Centrum założenia tworzy pałac Na Wyspie, z zachowanym w dużej części wystrojem wnętrz (m.in. Sala balowa, Gabinet Króla, Galeria Obrazów). Dekorację malarską i rzeźbiarską wykonali m.in. Marcello Bacciarelli i Jan Bogumił Plersch. Klasycystyczny wystrój wnętrz i wyposażenie zachował również Pałac Myślewicki (m.in. Sypialnia i Sala Jadalna) i Biały Domek (m.in. Pokój Bawialny, Sala Jadalna). W Starej Pomarańczarni mieści się Galeria Rzeźby Polskiej. Ponadto na terenie Łazienek znajdują się m.in. Ermitaż, Stara i Nowa Kordegarda, Amfiteatr i Podchorążówka. Z XIX-wiecznej zabudowy Łazienek wyróżnia się Belweder wzniesiony w latach 1818–1822 według projektu Jakuba Kubickiego. Tenże architekt wzniósł także m.in. Świątynię Egipską i stajnię.

### Bielany i Żoliborz

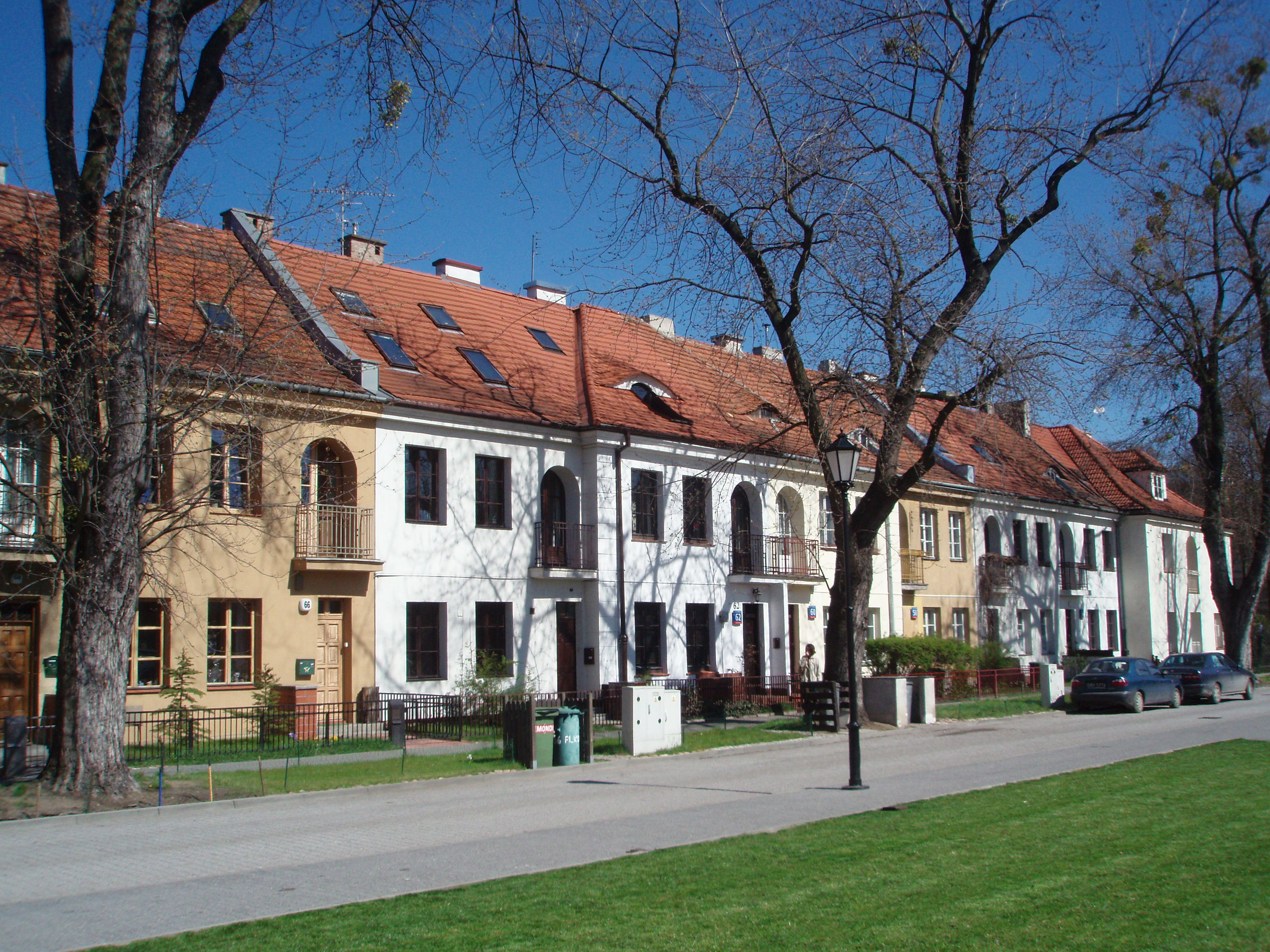
Plac Konfederacji na Bielanach

Najcenniejszymi zabytkami na terenie dzielnic Bielany i Żoliborz są Kościół Matki Bożej Królowej Polski na Marymoncie (XVII–XIX w. proj. m.in. Tylman z Gameren), kościół św. Marii Magdaleny na Wawrzyszewie (XVII–XIX w.), zespół kościelno-klasztorny Kamedułów (XVIII wiek) oraz Pałac Brühla na Młocinach. Wszystkie cztery obiekty cechuje styl późnobarokowy. Z obiektów militarnych do najcenniejszych obiektów zalicza się m.in. zabudowania warszawskiej Cytadeli oraz fortyfikacje Twierdzy Warszawa (m.in. fort Wawrzyszew). W centrum Żoliborza zachowała się modernistyczna zabudowa z okresu międzywojennego. Są to osiedla Żoliborz Dziennikarski, Żoliborz Oficerski i Żoliborz Urzędniczy, wzniesione w latach 20. i 30. XX wieku, według projektów m.in. Tadeusza Tołwińskiego, Kazimierza Tołłoczki, Aleksandra Bojemskiego i Romualda Gutta.

### Wola, Bemowo i Włochy
Na terenie przemysłowej Woli zachowała się częściowo zabudowa z okresu XIX-wiecznej industrializacji Warszawy. Są to m.in. dawna fabryka Norblina, Elektrownia Tramwajowa (od 2004 siedziba Muzeum Powstania Warszawskiego), Gazownia Warszawska, dawna Fabryka Garbarska Temler i Szwede oraz relikty fabryki Lilpop, Rau i Loewenstein.
Z zabytków o charakterze militarnym m.in. fragmenty zabudowań twierdzy Warszawa: forty P, Blizne i Chrzanów. Sztukę sakralną Woli egzemplifikują neoromański kościół św. Augustyna, neogotycki kościół św. Stanisława Biskupa i cerkiew prawosławna św. Jana Klimaka.
We wschodniej części dzielnicy znajduje się cmentarz Powązkowski z licznymi zabytkowymi nagrobkami i rzeźbami.

### Ochota

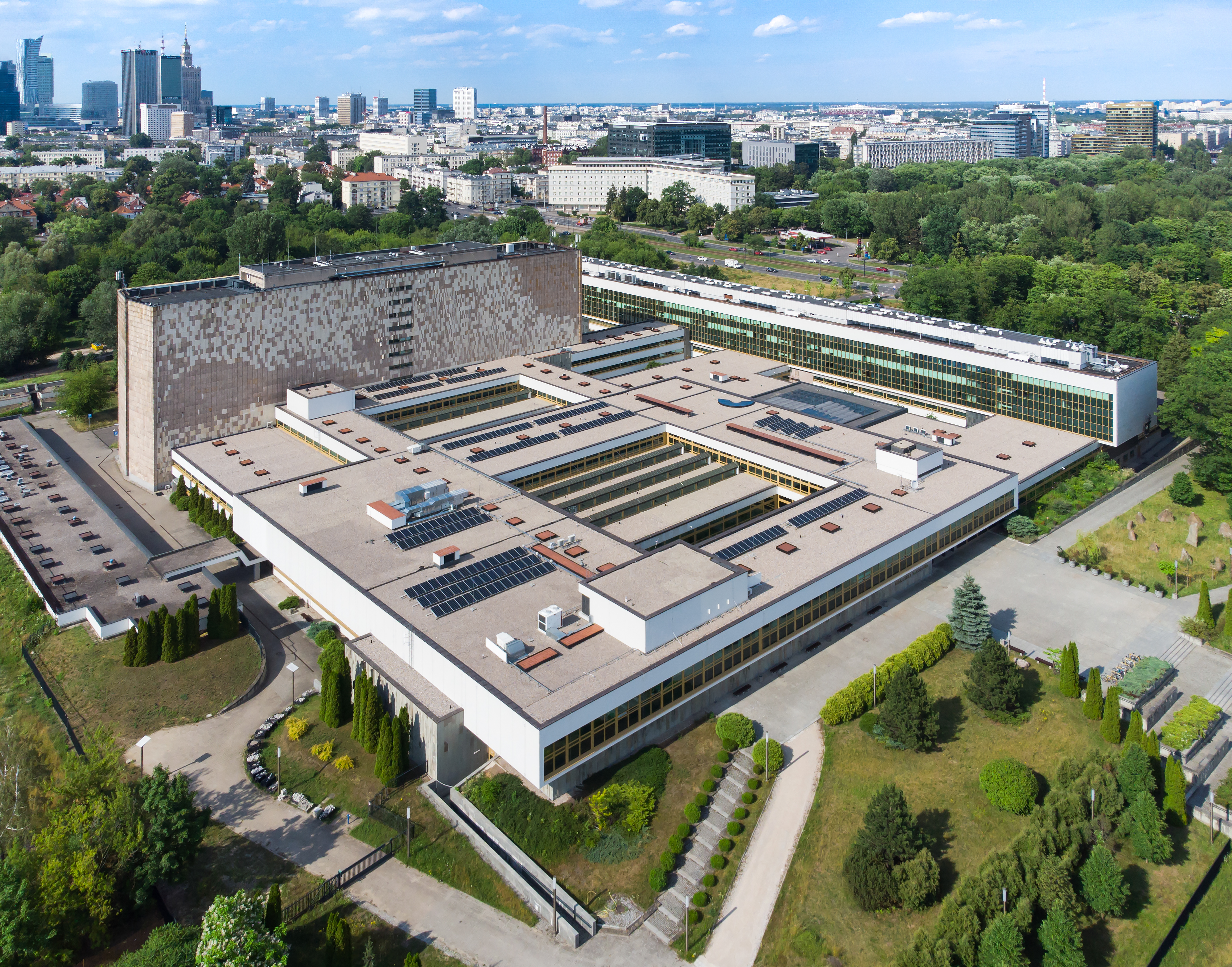
Biblioteka Narodowa

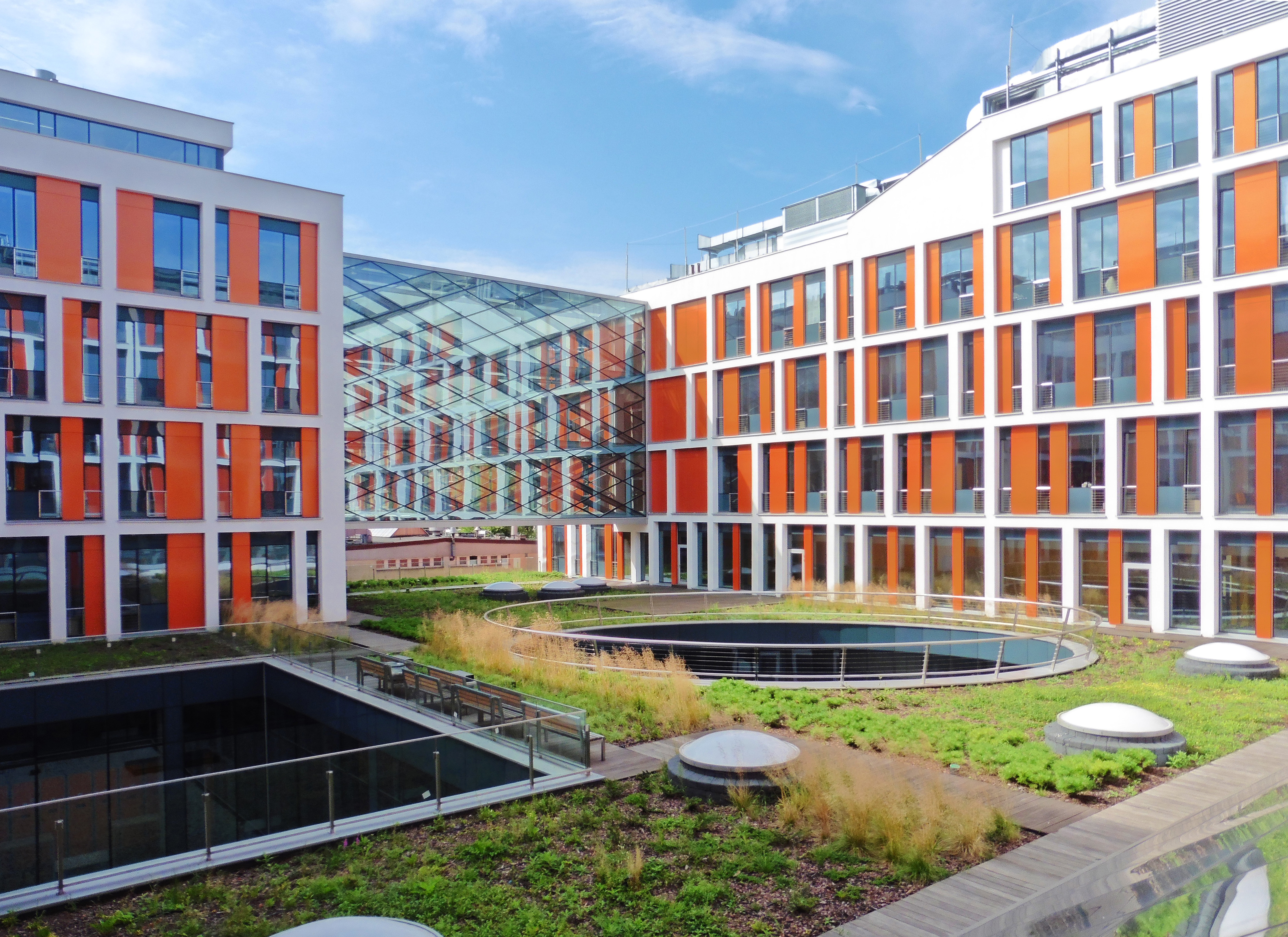
Budynki Wydziału Fizyki przy ul. Pasteura 5 na Ochocie

Na obszarze Ochoty zachowały się głównie zabytki architektury mieszkaniowej i przemysłowej z XIX i XX wieku. Do najcenniejszych zaliczane są Filtry Lindleya wzniesione w latach 1883–1886 według projektu Williama Heerleina Lindleya. Zachował się komplet zabudowań, m.in. siedziba dyrekcji, wieża ciśnień, hale filtrów powolnych, zakład filtrów pospiesznych, zbiorniki wodne i komory podziemne. Przy Alejach Jerozolimskich i pl. Narutowicza kilka eklektycznych kamienic czynszowych. W centrum Ochoty, przy pl. Narutowicza eklektyczny Kościół Niepokalanego Poczęcia NMP (proj. Oskar Sosnowski) wybudowany w latach 1911–1918 oraz przy ul. Barskiej Gmach Izb Rzemieślniczych im. św. Antoniego (Antonin) wybudowany w latach 1910–1913. Z okresu międzywojennego zachował się duży zespół osiedli mieszkaniowych (m.in. Kolonia Staszica, Kolonia Lubeckiego), willi oraz budynków użyteczności publicznej (m.in. Gmach Ministerstwa Komunikacji, XXI LO).

### Mokotów, Wilanów i Ursynów

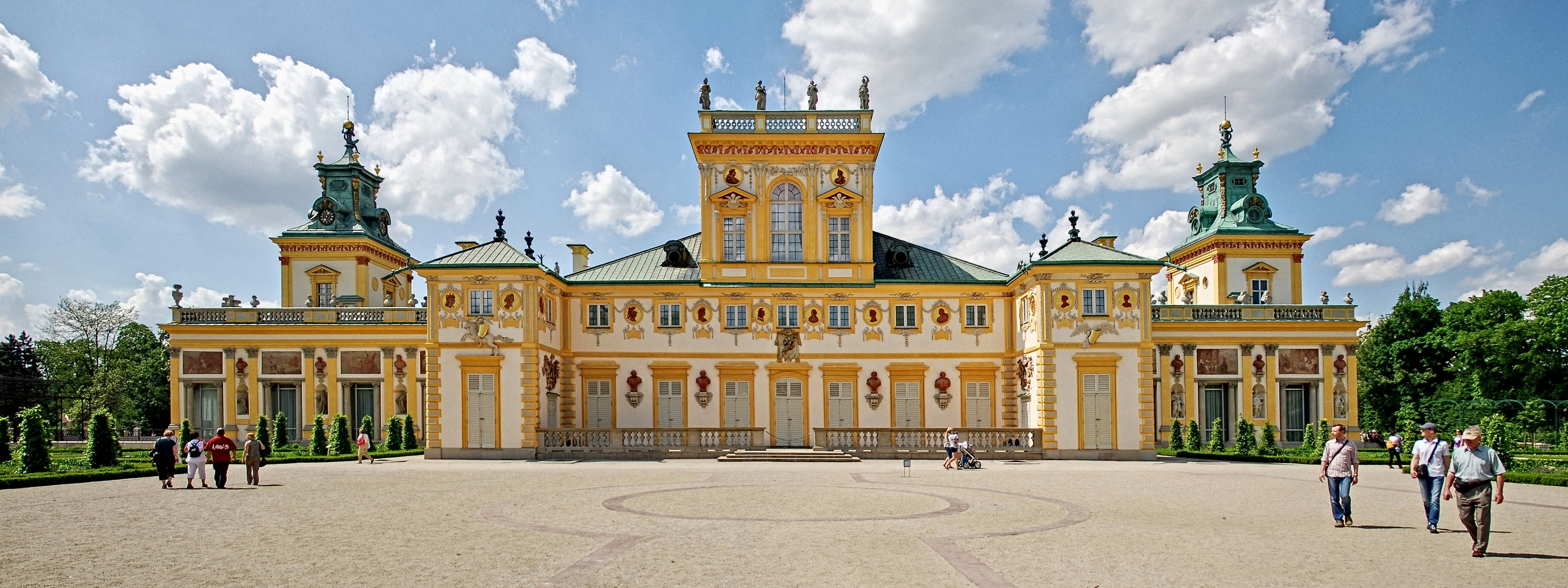
Pałac w Wilanowie

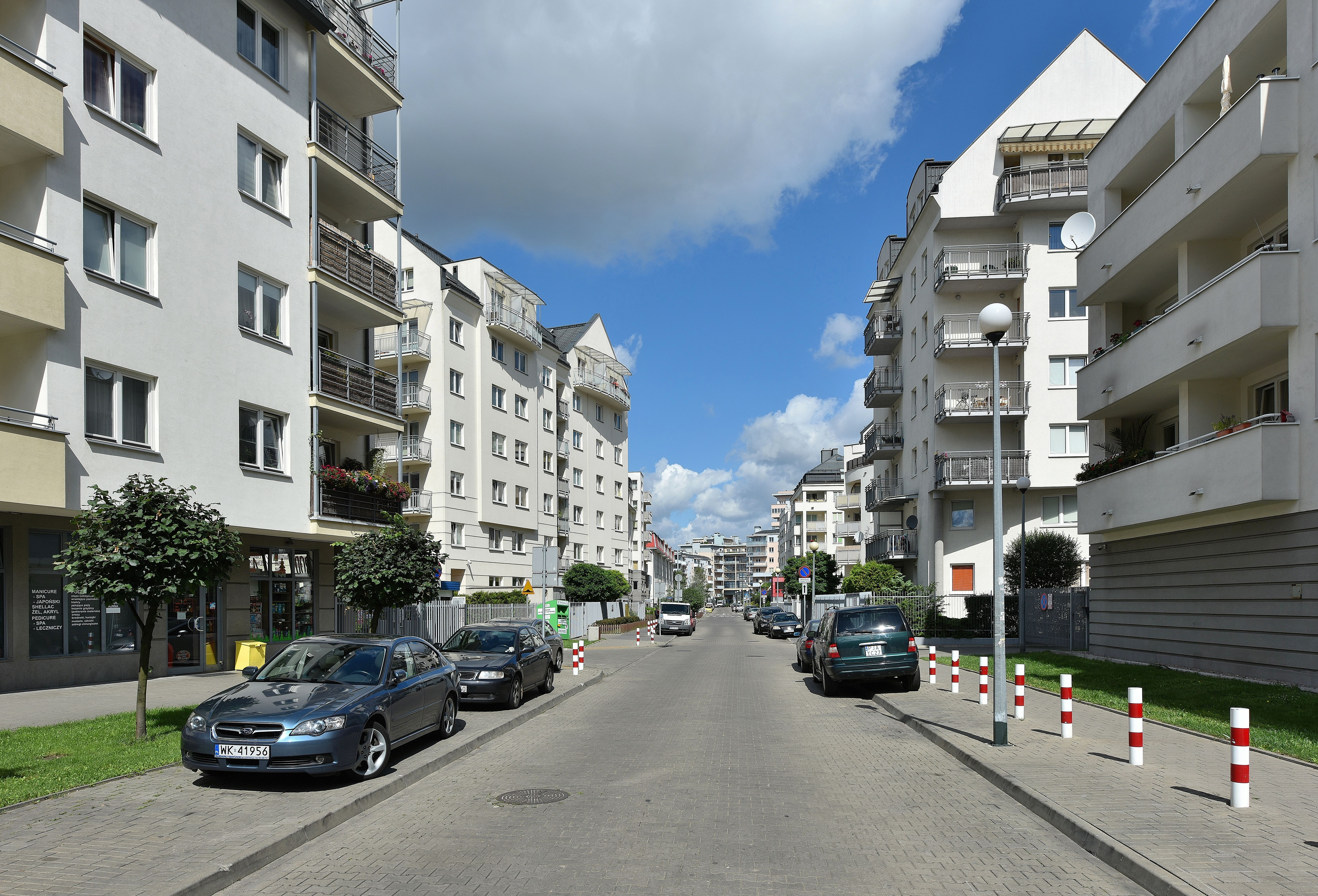
Ulica Kabacki Dukt na Ursynowie

W południowej części Warszawy (Mokotów, Wilanów i Ursynów) zachowało się kilka zabytków architektury sakralnej i rezydencjonalnej z XVII-XIX wieku o wysokiej klasie artystycznej i historycznej. Z okresu panowania Jana III Sobieskiego zachował się kościół Bernardynów na Czerniakowie (proj. Tylman z Gameren) oraz zespół pałacowo-parkowy na Wilanowie, którego pałac (1670–1686, proj. Augustyn Locci) z zachowanymi barokowymi komnatami (m.in. Wielki Salon Karmazynowy) i wystrojem (m.in. malowidła Jerzego Eleutera Siemiginowskiego) pełnił funkcję rezydencji zwycięzcy odsieczy wiedeńskiej. Z okresu klasycyzmu pochodzą Królikarnia na Mokotowie (proj. Dominik Merlini), Pałac Krasińskich na Ursynowie (proj. Piotr Aigner) oraz Pałac Potockich na Natolinie (proj. Szymon Bogumił Zug), klasycystyczny dwór Ksawerego Pusłowskiego, neogotycki Pałac Szustra i eklektyczna Żółta Karczma (proj. Francesco Maria Lanci, obecnie Muzeum Historii Polskiego Ruchu Ludowego). Z architektury militarnej zachowały się zabudowania Twierdzy Warszawa (m.in. forty Mokotów, Służew, Służew).

### Praga-Północ, Praga-Południe, Białołęka, Targówek, Wawer, Rembertów i Wesoła

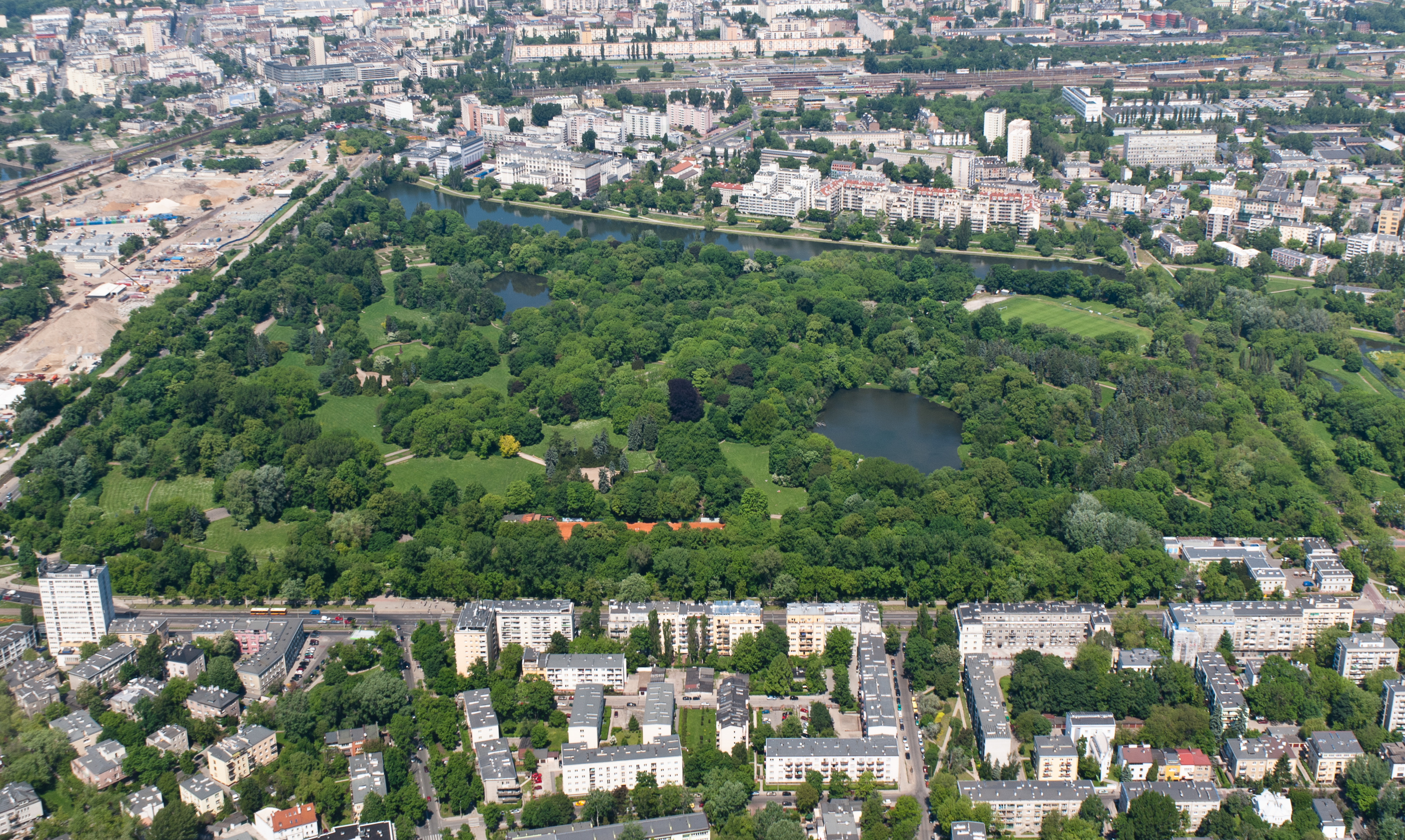
Park Skaryszewski im. Ignacego Jana Paderewskiego na Pradze-Południe

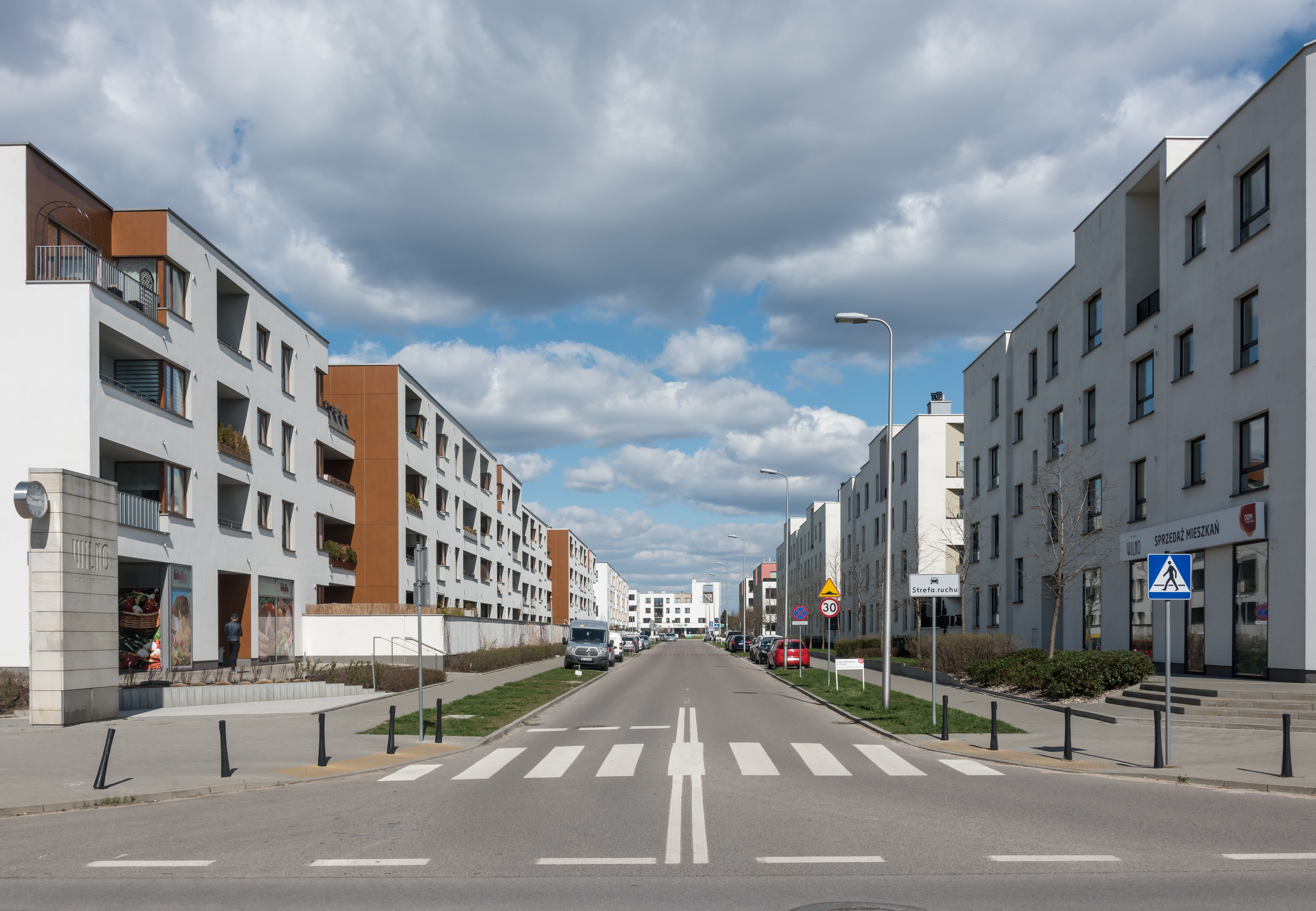
Osiedle Wilno na Targówku

Najstarszym zabytkiem na terenie prawobrzeżnej Warszawy jest kościół św. Jakuba na Białołęce, gotycki, z XIV i XV wieku. Cennym zabytkiem pozostaje drewniana willa letniskowa zbudowana w stylu nadświdrzańskim zlokalizowana na osiedlu Płudy. Pozostałe cenne zabytki sakralne znajdują się w centrum Pragi to: barokowy kościół Matki Bożej Loretańskiej z domkiem loretańskim (1642, proj. Constantino Tencalla), neogotycka katedra św. Michała i św. Floriana (1887–1904, Józef Pius Dziekoński) i cerkiew Marii Magdaleny (1867–1869, proj. Nikołaj Syczew).
W obrębie centrum Pragi zachowała się wielkomiejska zabudowa mieszkaniowa z XIX/XX wieku. Ponadto klasycystyczny gmach dawnej Komory Wodnej (proj. Antonio Corazzi). W południowej części Pragi zachowały się zabytki klasycystyczne: rogatki Grochowskie (proj. Jakub Kubicki) oraz Dworek Grochowski (proj. Fryderyk Albert Lessel). Z okresu międzywojennej awangardy najcenniejszym zespołem architektonicznych jest zabudowa Saskiej Kępy, a ponadto wille w Wawrze, Aninie i Międzylesiu. Z zabudowy militarnej ocalał Fort Śliwickiego na Pradze-Północ.

## Gospodarka

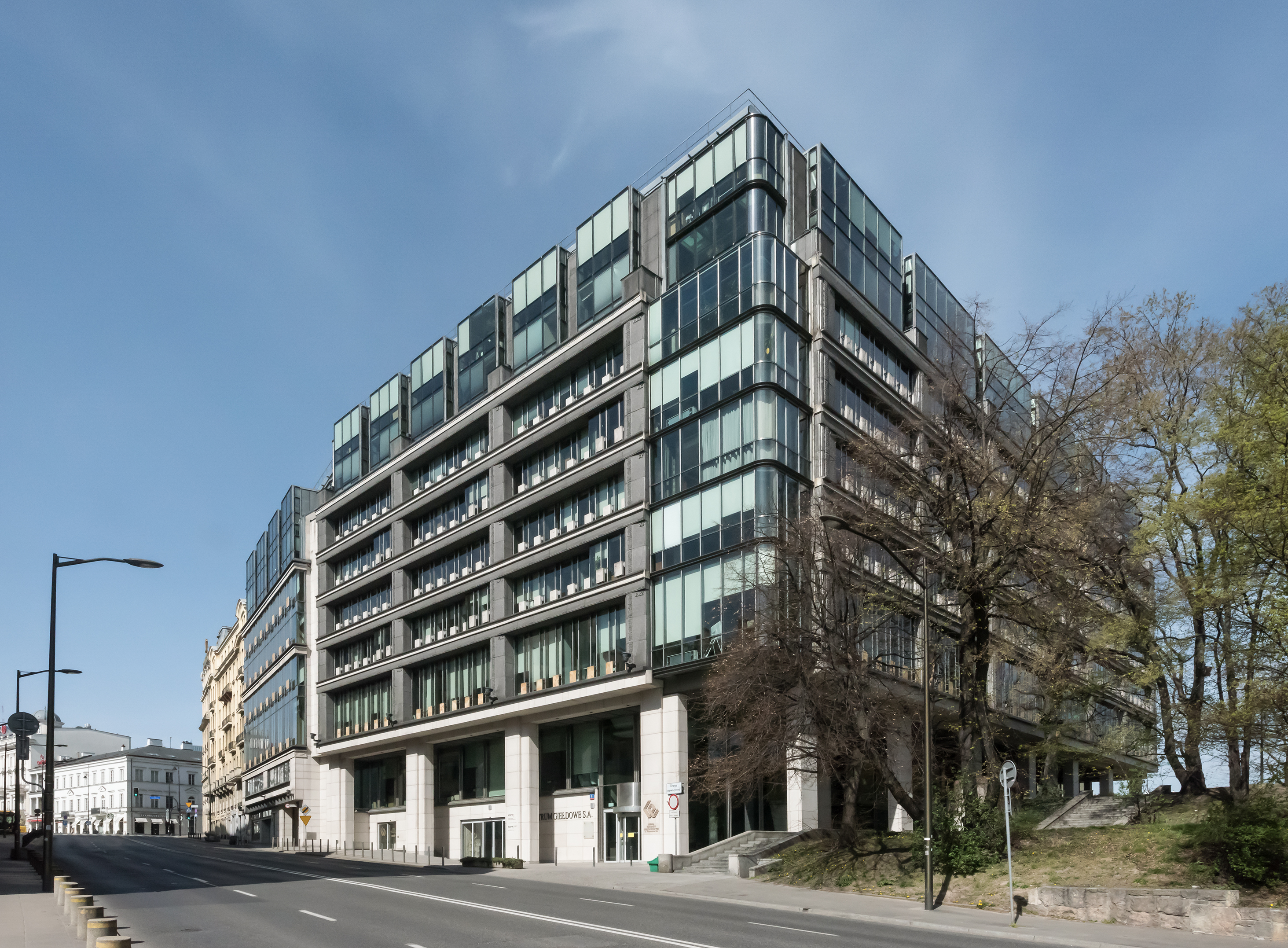
Centrum Giełdowe, siedziba Giełdy Papierów Wartościowych, Krajowego Depozytu Papierów Wartościowych i Towarowej Giełda Energii

### Historia
Od XIV w. funkcjonowało w Warszawie rzemiosło, z którego w 2. połowie XVIII w. rozwinął się przemysł manufakturowy – przed rozbiorami istniało kilkadziesiąt manufaktur. Po upadku insurekcji kościuszkowskiej i rozbiorach ponowny rozwój przemysłu nastąpił w okresie Królestwa Polskiego, gdy do Warszawy przybyło wielu przedsiębiorców z Europy Zachodniej, zaczęły też powstawać fabryki wyposażone w maszyny parowe, z częściowo zmechanizowanym procesem produkcyjnym. W strukturze przemysłu dominował przemysł włókienniczy, ponadto maszynowo-metalowy i spożywczy. Rozwój przemysłu ponownie zahamowały zniszczenia i represje celne po powstaniu listopadowym. W latach 60. XIX w. rozwinął się transport kolejowy, co umożliwiło zbyt towarów w całym Cesarstwie Rosyjskim. Budowa kolei obwodowej i mostu kolejowego pod Cytadelą przyspieszyła proces uprzemysłowienia Pragi umożliwiając dostarczanie do fabryk na prawym brzegu Wisły węgla oraz innych surowców z Zagłębia Dąbrowskiego.
Przed I wojną światową do największych zakładów należały Lilpop, Rau i Loewenstein, K. Rudzki i S-ka, Borman, Szwede i Spółka, Wulkan i Labor, istniało też bardzo wiele drobnych zakładów. Dominował przemysł maszynowo-metalowy. Największymi skupiskami przemysłu było Powiśle, Wola i Praga.
W okresie międzywojennym wybudowano wiele nowoczesnych zakładów. Do największych należały: Lilpop, Rau i Loewenstein, Państwowe Zakłady Tele- i Radiotechniczne, Fabryka Samochodów Osobowych i Półciężarowych Państwowych Zakładów Inżynierii, Państwowa Fabryka Karabinów oraz zakłady związane z lotnictwem. W 1938 w przemyśle Warszawy zatrudnionych było 108 tys. pracowników.
W obu wojnach światowych przemysł Warszawy poniósł olbrzymie straty – w I wojnie z powodu ewakuacji urządzeń produkcyjnych, w II wojnie wskutek bombardowań i wywozu urządzeń i materiałów przez okupanta.
Po II wojnie światowej władze przeprowadziły nacjonalizację przemysłu, w rękach prywatnych pozostały tylko zakłady rzemieślnicze. Produkcję skoncentrowano w wielkich fabrykach, z których największymi były Huta Warszawa w obecnej dzielnicy Bielany, ZPC Ursus oraz Fabryka Samochodów Osobowych (FSO) na Pradze-Północ. Dużymi skupiskami przemysłu były też Wola i Służewiec. Do lat 80. XX w. dominował przemysł maszynowo-metalurgiczny . Po 1989 rozpoczął się proces prywatyzacji przemysłu, niektóre zakłady upadły z powodu niskiej konkurencyjności ich wyrobów, inne rozwijały się dzięki inwestycjom firm zagranicznych.

### Budżet miasta
W budżecie na 2025 rok dochody miasta zaplanowano na 26 mld 279,5 mln zł, a wydatki na 29 mld 476,6 mln zł.
Od 2007 roku miasto wdrożyło budżet zadaniowy. W 2015 roku w Warszawie wprowadzono budżet partycypacyjny.

### Usługi biznesowe
Według danych Związku Liderów Sektora Usług Biznesowych (ABSL) biorąc pod uwagę kryterium zatrudnienia Warszawa jest drugim (po Krakowie) największym skupiskiem przedsiębiorstw z sektorów nowoczesnych usług biznesowych w Polsce. W I kwartale 2019 w Warszawie prowadziło działalność 238 przedsiębiorstw z tego sektora, które zatrudniały ogółem ok. 56,3 tys. pracowników. W ostatnich latach rozszerzyły one zakres i poziom zaawansowania swojej działalności.
W stolicy działają centra BPO, ITO oraz centra usług wspólnych m.in. spółek Accenture, Avon, BNP Paribas, Colgate-Palmolive, Citibank, Mars, J.P. Morgan i Roche.
Swoje centra badawczo-rozwojowe posiadają w Warszawie m.in. Samsung, General Electric (Engineering Design Center – wspólnie z Instytutem Lotnictwa) i Google.
Warszawa jest największym rynkiem powierzchni biurowej w Polsce (ponad 6,29 mln m² na koniec 2024 roku). Wskaźnik pustostanów w stolicy wynosił wtedy 10,6%.

### Przemysł

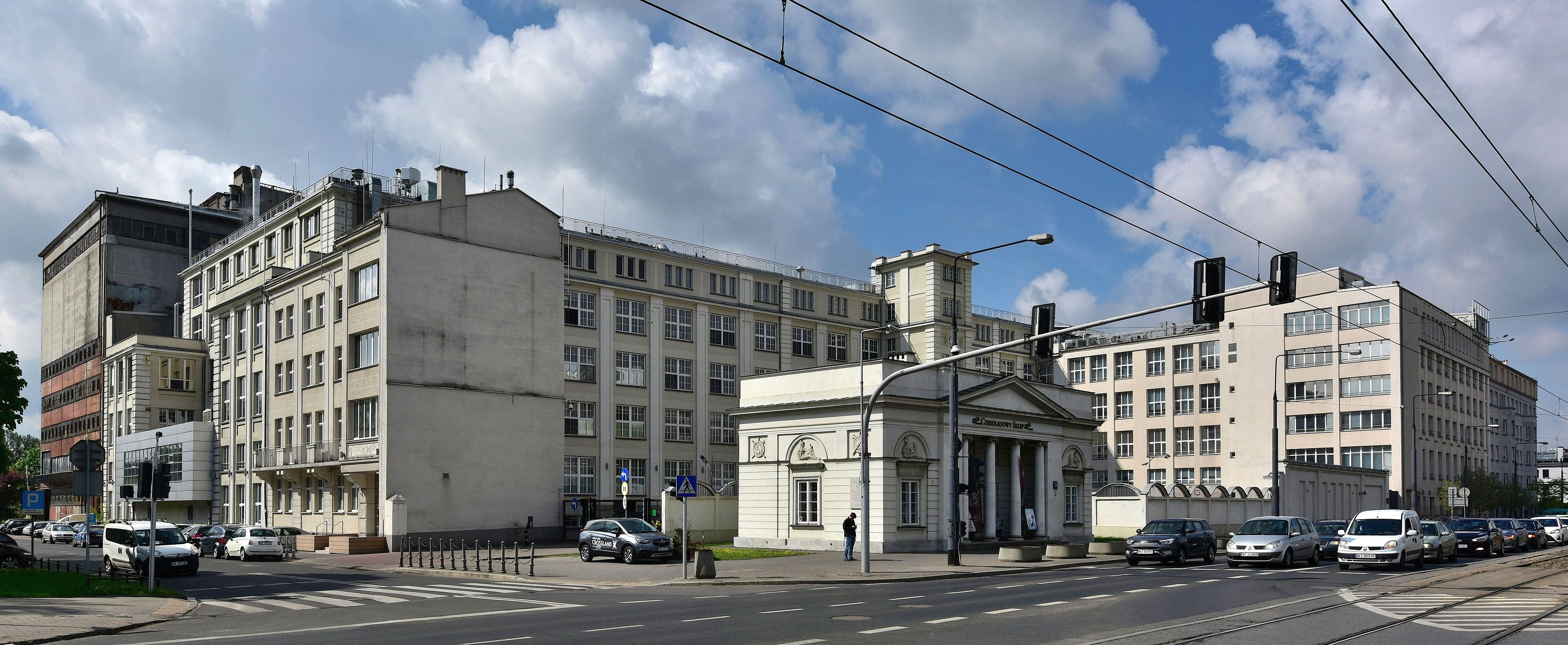
Kompleks produkcyjny spółki Lotte Wedel na Kamionku

W Warszawie znajdują się zakłady produkcyjne należące m.in. do spółek: Procter & Gamble, ArcelorMittal, Lotte Wedel, Polska Wytwórnia Papierów Wartościowych, Polfa Tarchomin, Servier (Anpharm), Krka, Agora, Fabryka Obrabiarek Precyzyjnych Avia, Smurfit Kappa, Trumpf Huettinger, Cetes Cosmetics Poland (Grupa Oriflame), Novartis i Essilor.
W mieście działa podstrefa Łódzkiej Specjalnej Strefy Ekonomicznej. Została nią objęta część kompleksu produkcyjnego spółki Procter & Gamble w dzielnicy Targówek.

### Handel

#### Historia

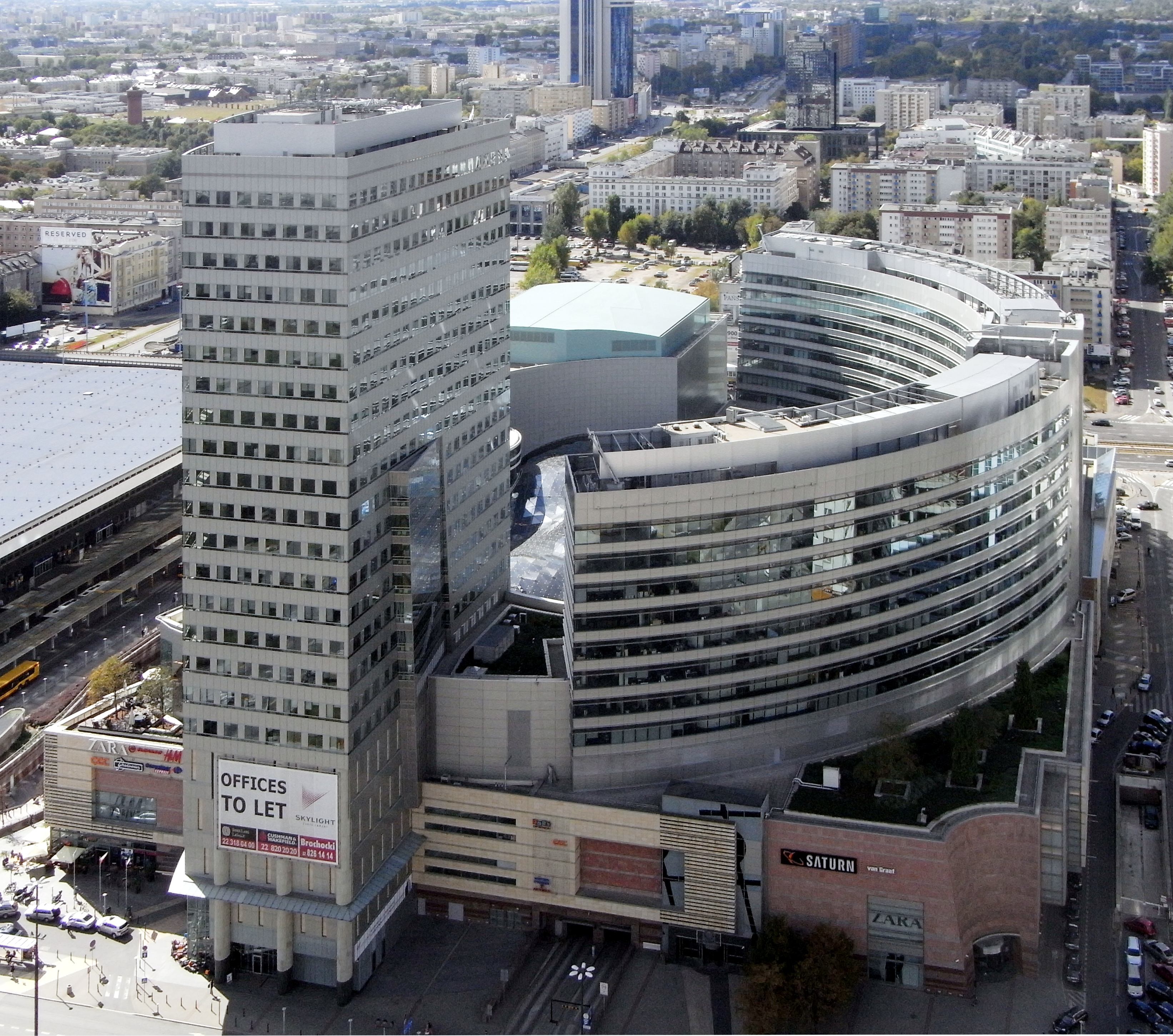
Centrum handlowe Złote Tarasy

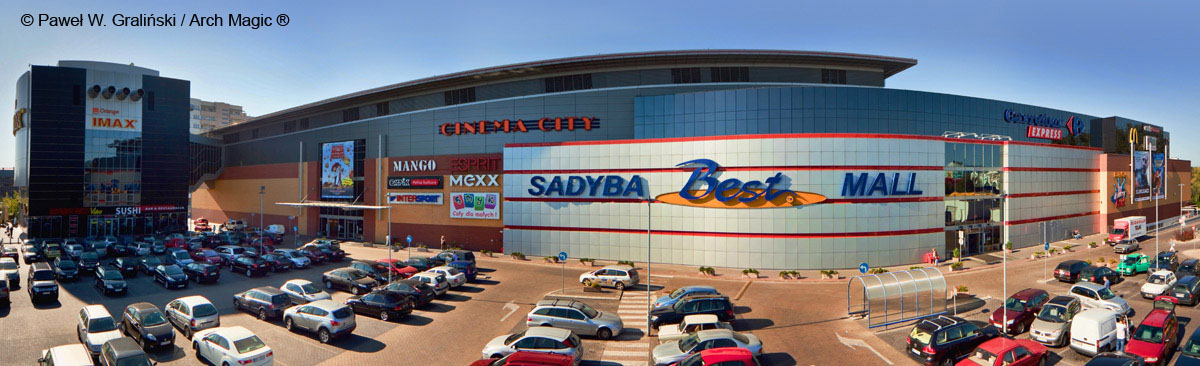
Centrum handlowe Sadyba Best Mall

Pierwszy dom handlowy w Warszawie powstał w 1785 w kamienicy Roeslera i Hurtiga na Krakowskim Przedmieściu. Na początku XX wieku w stolicy powstały trzy kompleksy hal targowych - na placu Mirowskim tzw. Hale Mirowskie (1902), na placu Witkowskiego (1908) oraz na Koszykach (1909). Ta ostatnia hala targowa posiadała łącznie 226 straganów. Do sprzedaży mięsa przeznaczono 70 stanowisk, sprzedaż ryb prowadzono na 12 stoiskach wyposażonych w baseny. W pozostałych 144 stanowiskach prowadzono handel warzywami i nabiałem. W 1914 przy ul. Brackiej 25 w Śródmieściu rozpoczął działalność Dom Towarowy Bracia Jabłkowscy, który został podzielony na 44 sklepy utworzone z 300 działów. W 1916 otwarto halę targową przy ul. Świętojerskiej 6, która dysponowała 600 straganami, 68 jatkami mięsnymi, około 60 wewnętrznymi sklepami oraz 14 sklepami dostępnymi od ul. Świętojerskiej i ul. Koźlej. Hala posiadała również 56 basenów rybnych i 8 basenów tylko do sprzedaży śledzi. 
W 1993 przy al. Witosa 31 otwarto pierwszą w Warszawie galerię handlową Panorama, a w 1994 przy ul. Górczewskiej 218 pierwszy hipermarket, należący do niemieckiej sieci HIT (w 2002 przejęty przez brytyjskie Tesco).

#### Współczesność
Do największych centrów handlowo-rozrywkowych należą: Galeria Młociny, Galeria Północna, Westfield Arkadia, Blue City, Galeria Mokotów, Promenada, Wola Park oraz Złote Tarasy. Największym centrum handlu detalicznego i hurtowego w granicach administracyjnych Warszawy do pożaru w 2024 było Centrum Handlowe Marywilska 44.
Na koniec 2023 w Warszawie funkcjonowało 4429 sklepów, 329 supermarketów, 33 hipermarkety, 9 domów handlowych, 8 domów towarowych, 45 targowisk stałych, 300 aptek i 177 stacji paliw. 

### Startupy
Według badania fundacji Startup Poland Warszawa jest największym skupiskiem startupów w Polsce.
W Warszawie od 2015 działa Google for Startups Campus Warsaw (do 2018 pod nazwą Campus Warsaw), wspierający programy i inicjatywy spółki Google na rzecz startupów technologicznych w Polsce oraz w państwach Europy Środkowej i Wschodniej. Jest to jedna z siedmiu takich przestrzeni na świecie.
Przedsiębiorczość innowacyjną od lat wspiera Urząd m.st. Warszawy, m.in. finansując programy akceleracyjne dla startupów i udostępniając powierzchnię biurową i konferencyjną w miejskich inkubatorach przedsiębiorczości. Jest on także wydawcą przewodnika po ekosystemie startupowym Warszawa – miasto startupów (2. wydanie w 2019).

### Turystyka
Stołeczne Biuro Turystyki co roku publikuje raporty na temat ruchu turystycznego w Warszawie.
Władze miasta stosują marketing terytorialny. Budowaniu wizerunku marki miasta służą: własny system identyfikacji wizualnej, znak promocyjny i hasło Zakochaj się w Warszawie. Według badania opinii Polaków TNS Polska z 2013 Warszawa ma najsilniejszą markę wśród wszystkich polskich miast (118 pkt na 300 możliwych). Na drugim miejscu sklasyfikowano Kraków (107 pkt), natomiast 3. miejsce zajął Gdańsk (89 pkt). W 2022 roku wprowadzono nowy znak promocyjny w postaci uproszczonego herbu miasta, z Syreną, która jest poważniejsza i ma profil Marii Skłodowskiej-Curie.

### Centra targowo-konferencyjne
W mieście i jego sąsiedztwie funkcjonuje kilka centrów targowo-konferencyjnych: Ptak Warsaw Expo, Warszawskie Centrum Expo XXI i Global Expo, pokazy i imprezy targowe odbywają się również na stadionie Stadionie Narodowym (PGE Narodowy).

### Stopa bezrobocia
W marcu 2025 roku liczba zarejestrowanych bezrobotnych wynosiła 19 734 osób, a stopa bezrobocia wynosiła 1,4%.
Liczba zarejestrowanych bezrobotnych kobiet wyniosła 9 235, co stanowiło 46,8% ogółu bezrobotnych.

### Środki Unii Europejskiej

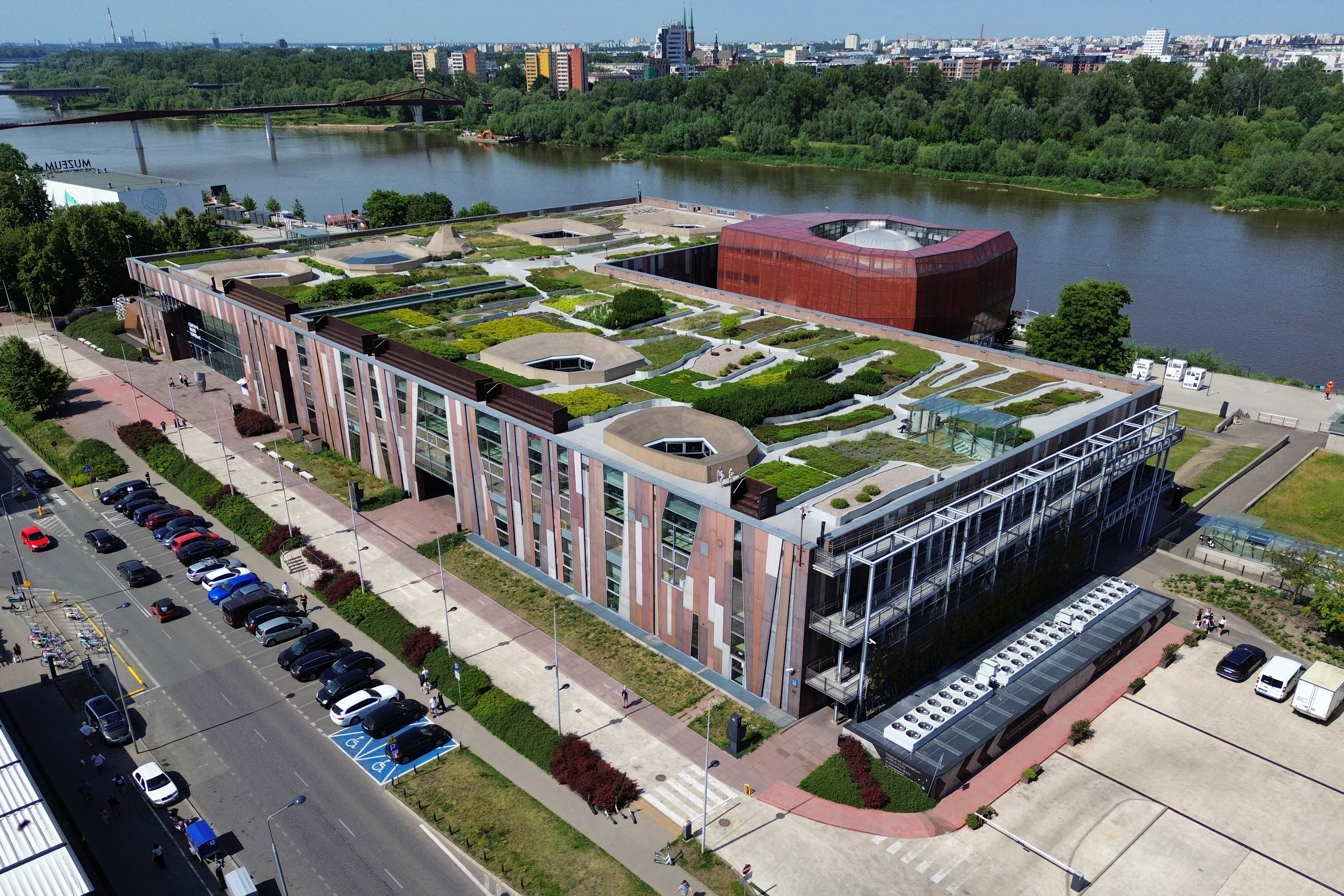
Centrum Nauki Kopernik

Wiele inwestycji i projektów uzyskało wsparcie finansowe ze środków Unii Europejskiej. W latach 2004–2022 roku miasto otrzymało z budżetu UE ponad 18 mld zł.
Największe środki finansowe pozyskano na realizację dużych projektów infrastrukturalnych: dokończenie linii M1 i budowę linii M2 metra (7,5 mld zł), budowę mostu Południowego wraz z Południową Obwodnicą Warszawy (1,7 mld zł), przebudowę mostu gen. Stefana Grota-Roweckiego wraz z fragmentem drogi ekspresowej S8 (1,5 mld zł), rozbudowę i unowocześnienie Oczyszczalni Ścieków „Czajka”(1,2 mld zł), budowę mostu Marii Skłodowskiej-Curie (375 mln zł) oraz budowę łącznicy i stacji kolejowej Warszawa Lotnisko Chopina (177,4 mln zł). Beneficjentami wsparcia są także m.in. Centrum Nauki Kopernik, Zarząd Dróg Miejskich (budowa dróg rowerowych) oraz Szybka Kolej Miejska (zakup taboru).

## Infrastruktura transportowa

Docelowy układ dróg klas S i GP w Warszawie

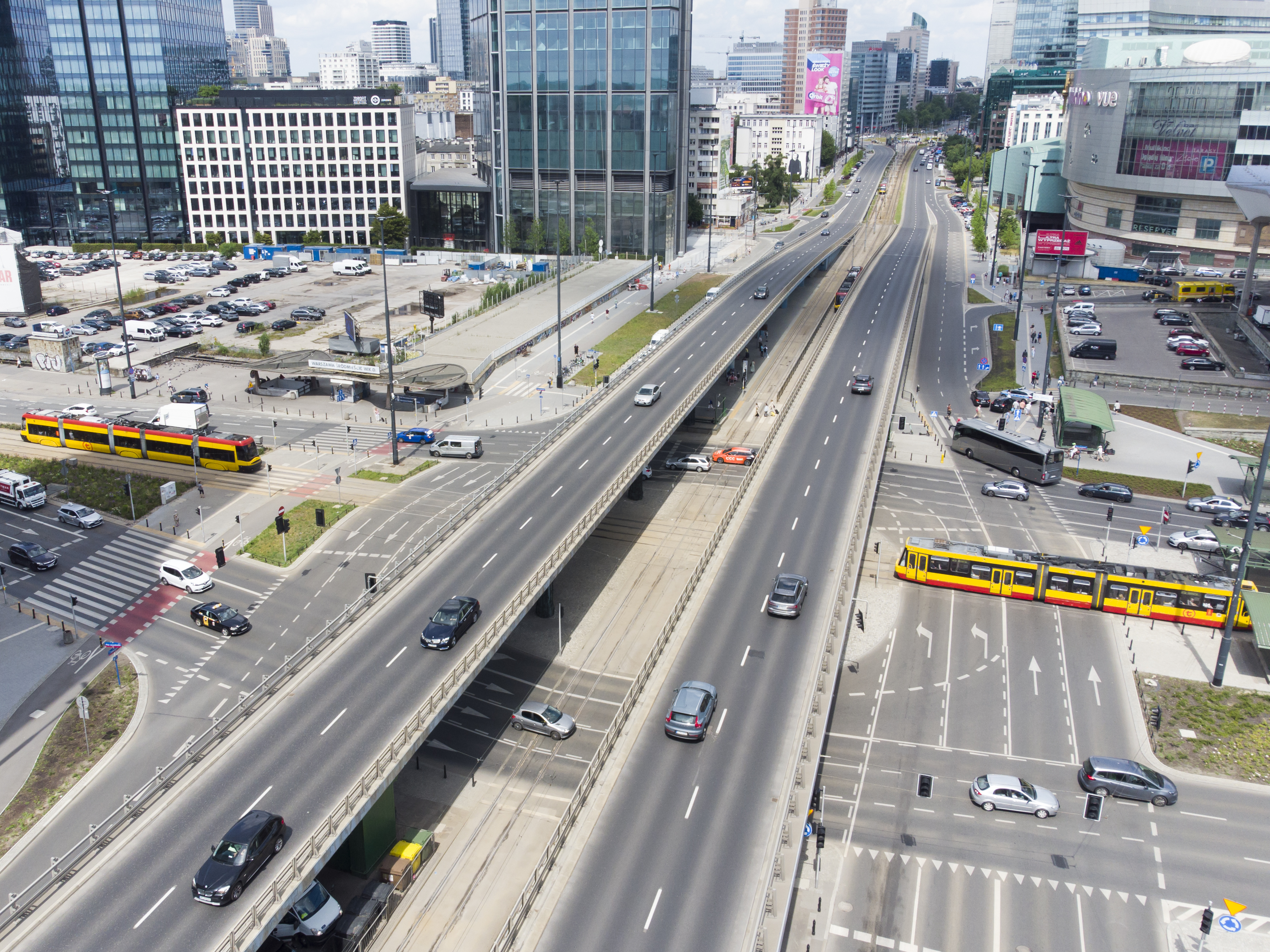
Rondo Czterdziestolatka i fragment trasy N-S

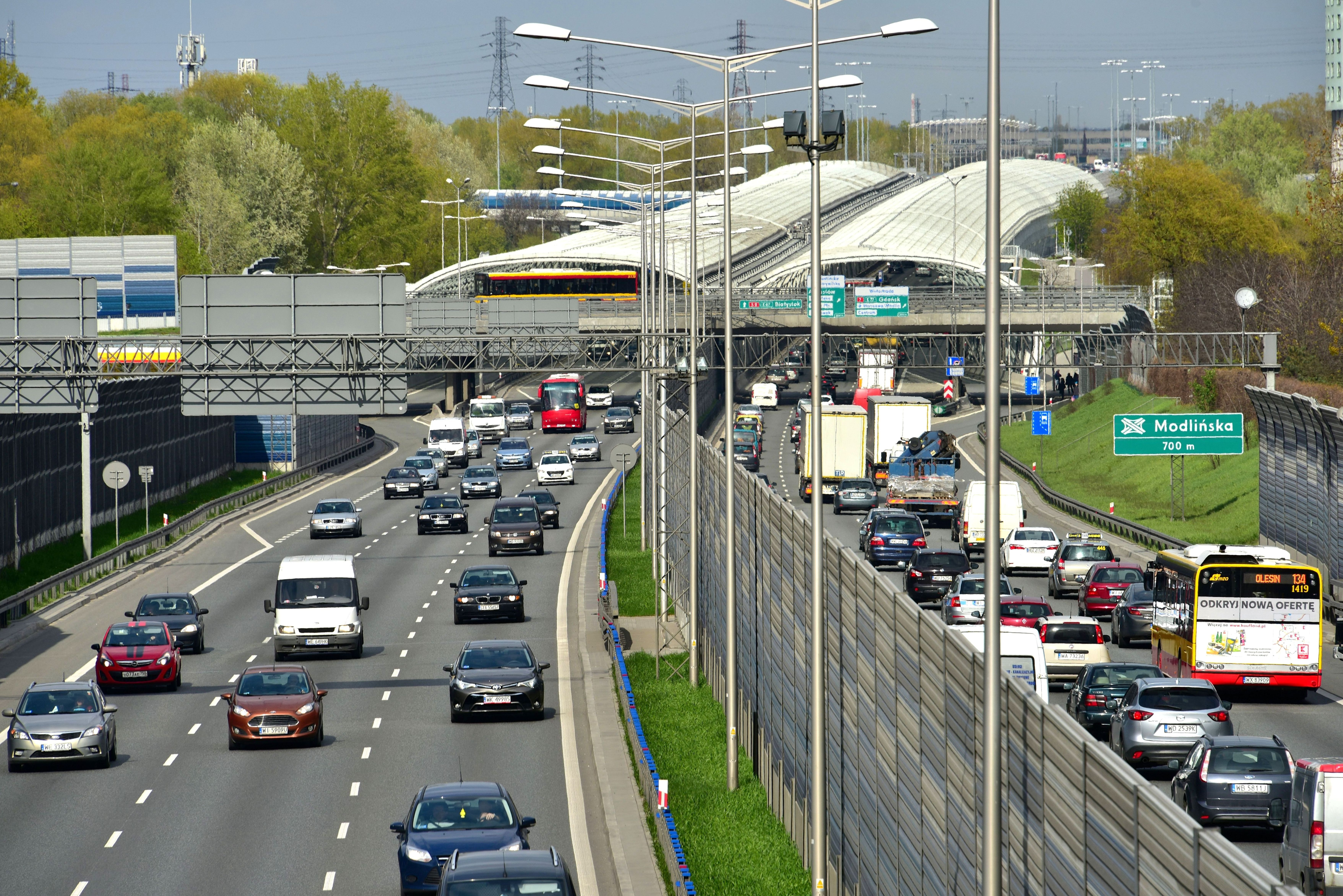
Trasa Armii Krajowej, fragment Ekspresowej Obwodnicy Warszawy

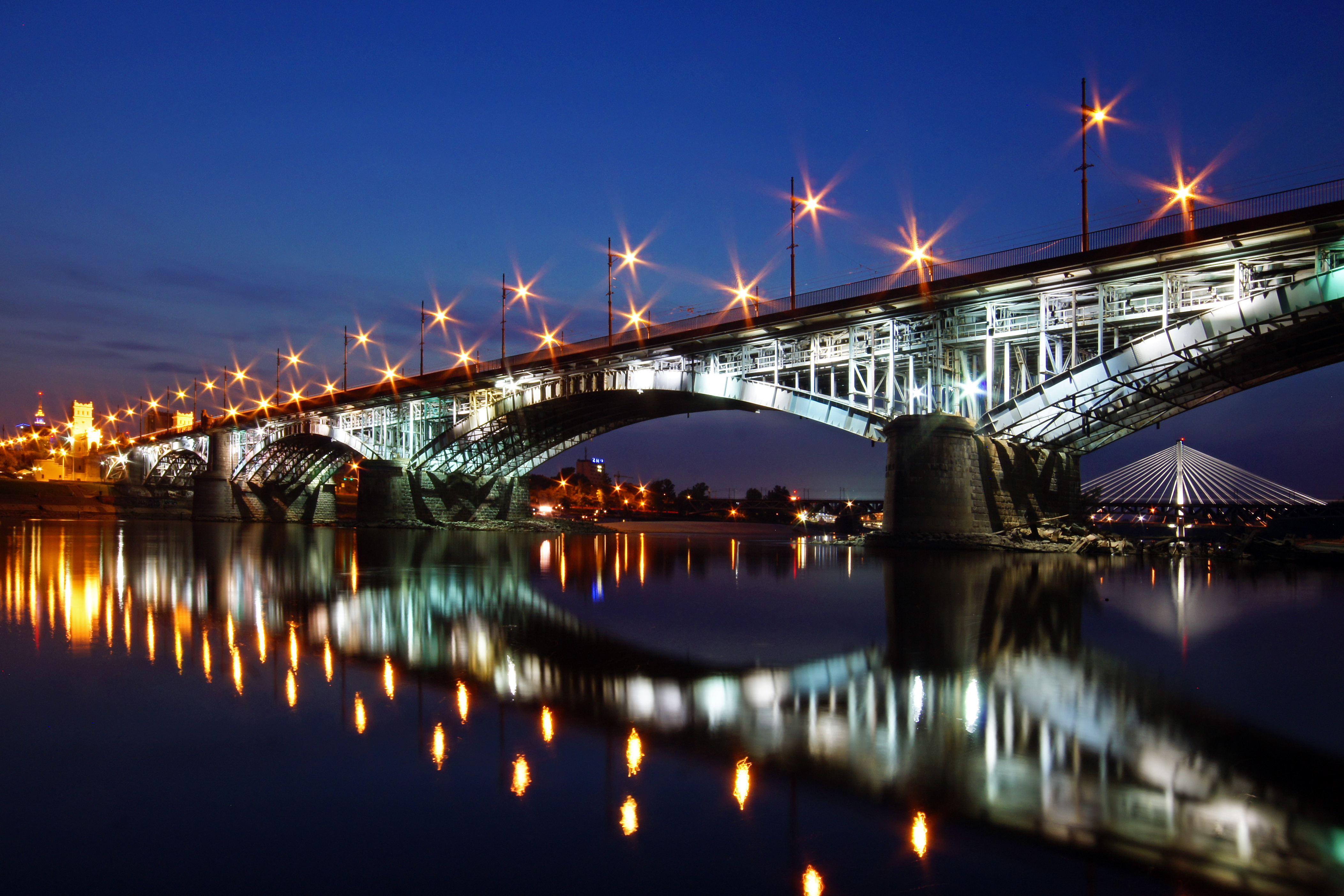
Na znajdującym się w granicach miasta 28-kilometrowym odcinku Wisły znajduje się 11 stałych mostów, dziewięć drogowych i dwa kolejowe. Most Poniatowskiego, w oddali most Świętokrzyski

Warszawa jest największym w Polsce węzłem komunikacyjnym w zakresie pasażerskiego ruchu samochodowego, kolejowego oraz lotniczego.

### Transport drogowy
Miasto jest głównym węzłem transportowym Mazowsza. Przez miasto przebiega 5 dróg ekspresowych: S2, S7, S8, S17, S79; 2 drogi krajowe: DK61 i DK79 oraz 10 dróg wojewódzkich: DW580, DW631, DW633, DW634, DW637, DW638, DW719, DW724, DW801 i DW898.
Po zniszczeniach II wojny światowej, powstania warszawskiego i powojennych rozbiórkach kamienic w mieście poprowadzono i poszerzono kilka ciągów transportowych. Jednak przez kolejne dziesięciolecia, aż do lat 90. XX wieku inwestycje transportowe były daleko niewystarczające – Warszawa długo była jedną z nielicznych stolic europejskich pozbawioną metra. Dopiero w 2012 roku miasto zostało połączone z europejską siecią autostrad, poprzez przedłużenie arterii A2 ze Strykowa. Obecnie istnieje ponad 55 km ekspresowej obwodnicy Warszawy. Planowo całość obwodnicy ma mieć długość ok. 85 km. Ponadto w odległości ok. 30 km od Warszawy biegnie obwodnica śladem DK50.
Jednym z głównych zadań miasta jest rozwój sieci transportu miejskiego, mogącego stać się alternatywą dla prywatnego transportu samochodowego, którego rola w centrum miasta będzie ograniczana. W 1999 powstała strefa płatnego parkowania w śródmieściu. Jednocześnie od początku XXI w. prowadzone są działania mające na celu zintegrowanie różnych środków transportu. Przy dużych węzłach przesiadkowych powstały parkingi typu Parkuj i jedź (Park and Ride).
Od 1 lipca 2024 część terytorium Warszawy objęta jest tzw. strefą czystego transportu, która oznacza ograniczenia wjazdu dla części pojazdów (przyjęto kryteria odnoszące się do wieku aut lub standardów emisji spalin) w celu zmniejszenia poziomu zanieczyszczenia powietrza.
Uruchomiono wspólny bilet ZTM-KM rozszerzając następnie jego zasięg na kolejne gminy podwarszawskie. Wydłużono sieć autobusów podmiejskich, na ciągach ulic pozbawionych transportu szynowego powstają wydzielone pasy dla autobusów, następuje też sukcesywna wymiana taboru i modernizacja linii tramwajowych i kolejowych.
Warszawa zajęła piąte miejsce w Rankingu Miast Przyjaznych Kierowcom 2024, opracowanym przez serwis Oponeo.pl we współpracy z aplikacją Yanosik. Ranking ocenia polskie miasta na podstawie takich kryteriów jak płynność ruchu, bezpieczeństwo, koszty utrzymania pojazdu oraz dostępność infrastruktury. Stolica wyróżnia się dobrą płynnością ruchu, osiągając średnią prędkość 39 km/h poza centrum, ale odnotowano w niej jedną z wyższych liczb kolizji, co obniża wynik w kategorii bezpieczeństwa. Warszawa oferuje atrakcyjne warunki ubezpieczenia OC i dobrze rozwiniętą infrastrukturę dla pojazdów elektrycznych, z 182 stacjami ładowania. Jednak kierowcy muszą liczyć się z najwyższymi cenami paliw w kraju oraz wysokimi opłatami za parkowanie w strefie płatnej. Dodatkowo, w stolicy funkcjonuje 17 parkingów Park & Ride, które oferują łącznie 4777 miejsc postojowych.

#### Tranzyt
Projektowane są trzy obwodnice – Obwodnica etapowa Warszawy, z której docelowo ma powstać Obwodnica Miejska (przez most Skłodowskiej-Curie (Północny) i Siekierkowski) oraz Ekspresowa obwodnica Warszawy prowadząca ruch tranzytowy z autostrady A2 (Berlin – Moskwa) i dróg ekspresowych S8 (Wrocław – Suwałki) i S17 (Warszawa – Lublin), przez most Grota i Południowy. Jej odcinek przez osiedla mieszkaniowe dzielnicy Ursynów został poprowadzony w tunelu.

#### Sieć rowerowa

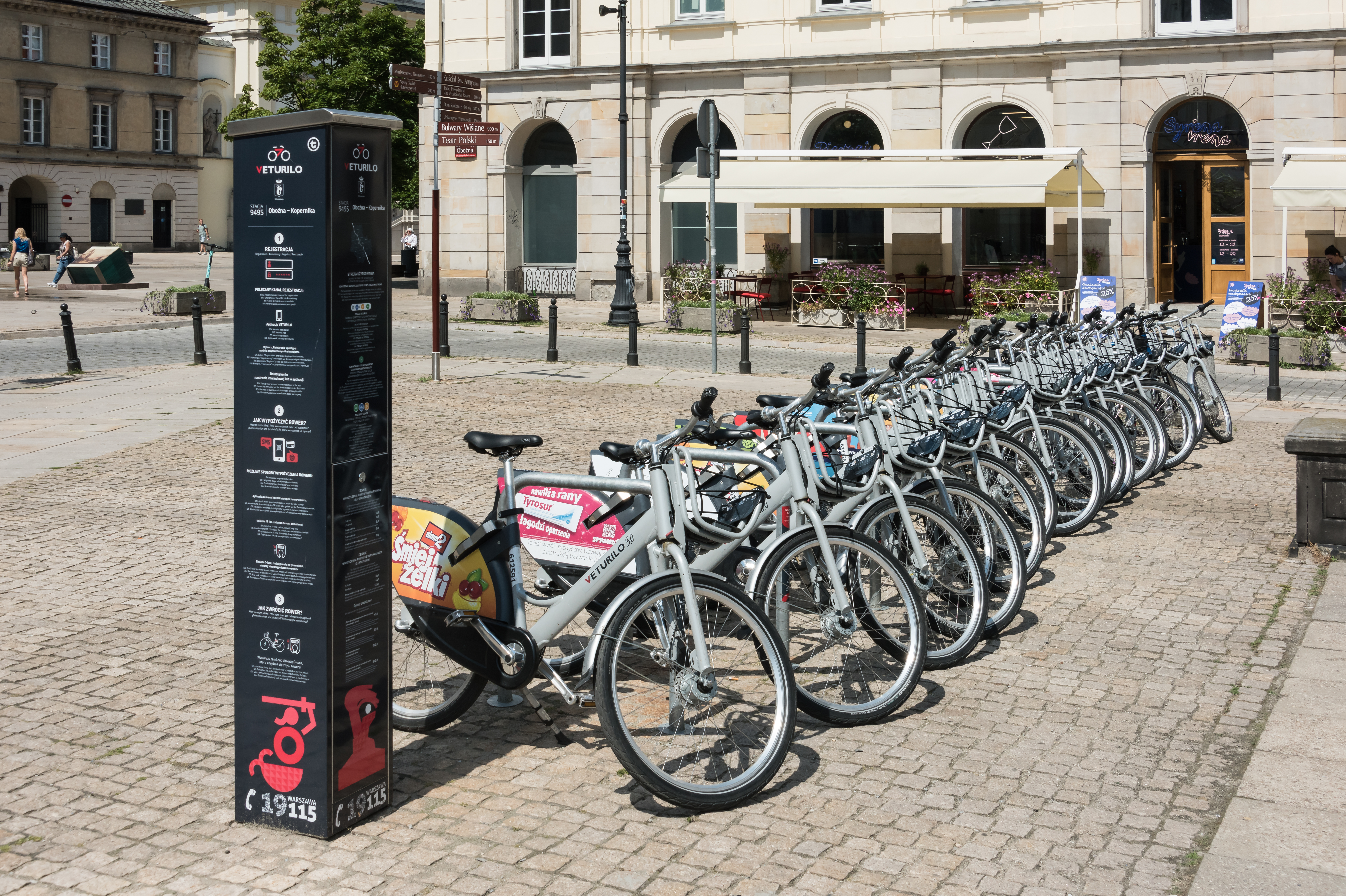
Stacja Veturilo, systemu warszawskiego roweru publicznego, uruchomionego w 2012

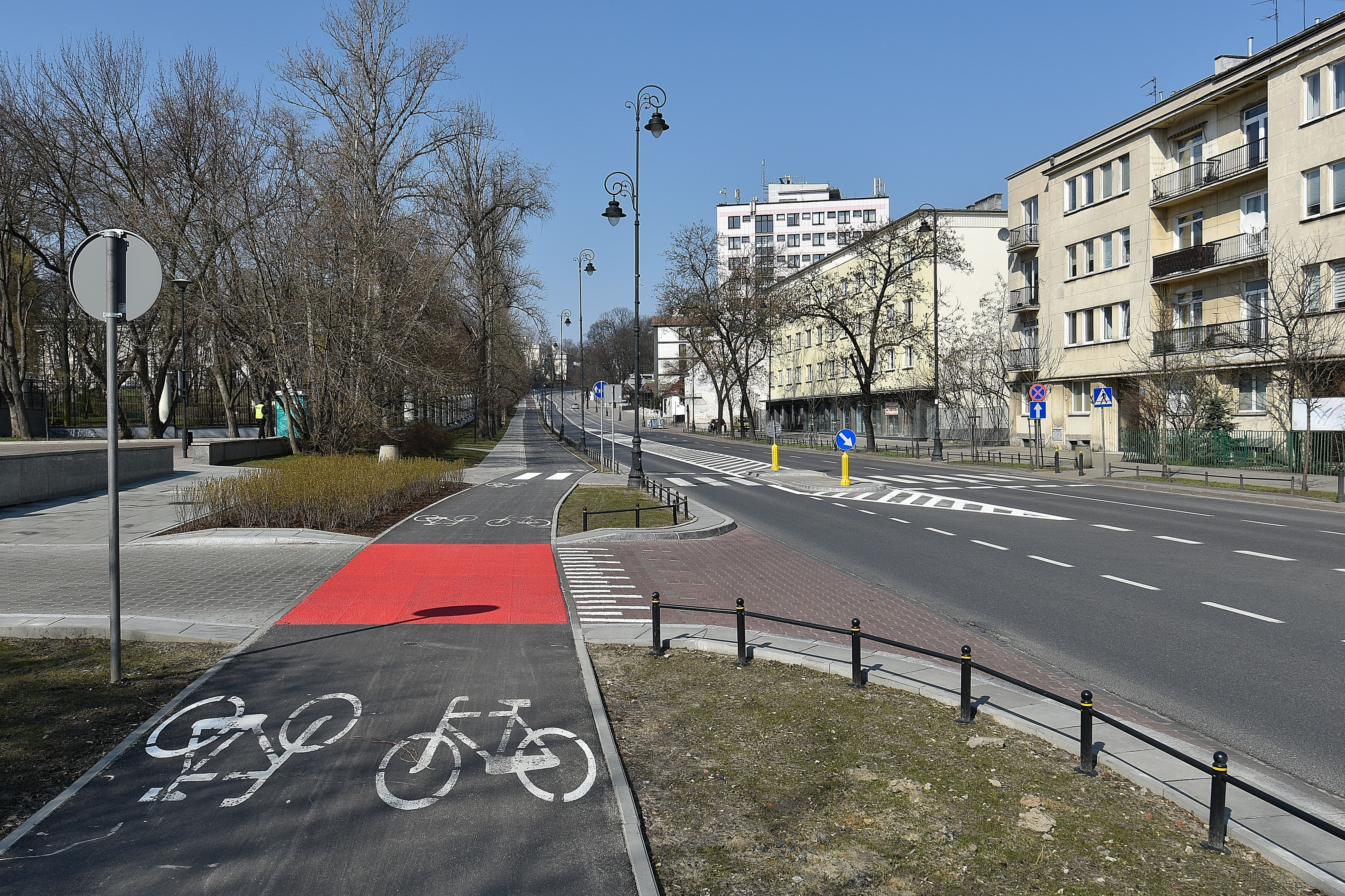
Droga dla rowerów na ul. Belwederskiej

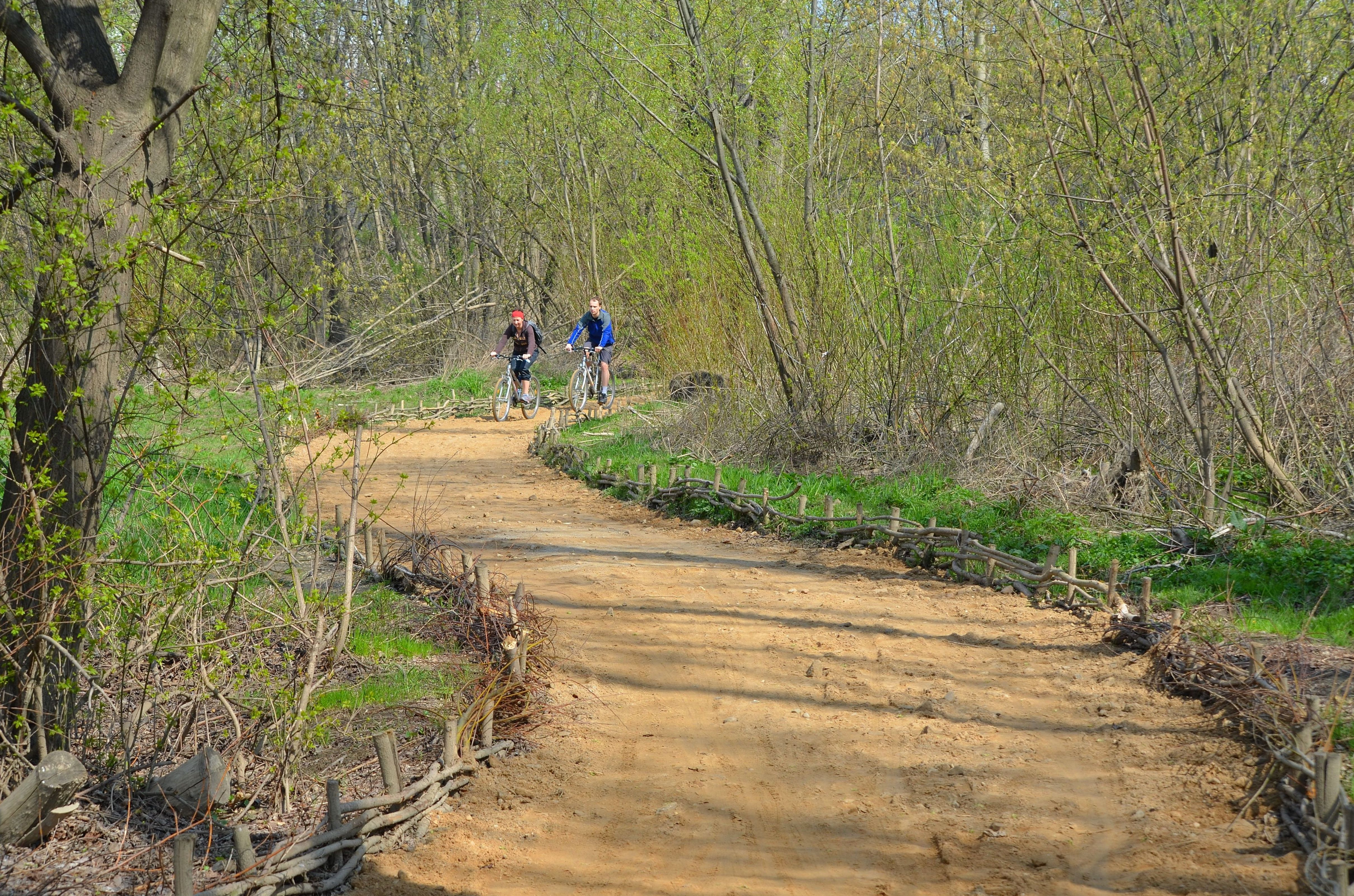
Ścieżka rowerowa biegnąca wzdłuż praskiego brzegu Wisły

Na dzień 30 kwietnia 2025 roku długość sieci rowerowej wynosiła 819,2 km, z tego 557 km stanowiły drogi dla rowerów, 130,6 km ulice z kontraruchem (w tym 5 km kontrapasy), 78,5 km ciągi pieszo-rowerowe, a 53,1 km pasy rowerowe. W ramach Zarządu Dróg Miejskich funkcjonuje stanowisko pełnomocnika Prezydenta m.st. Warszawy ds. komunikacji rowerowej. Działają również organizacje społeczne wspierające rozwój ruchu rowerowego, m.in. Warszawska Masa Krytyczna.

### Transport kolejowy

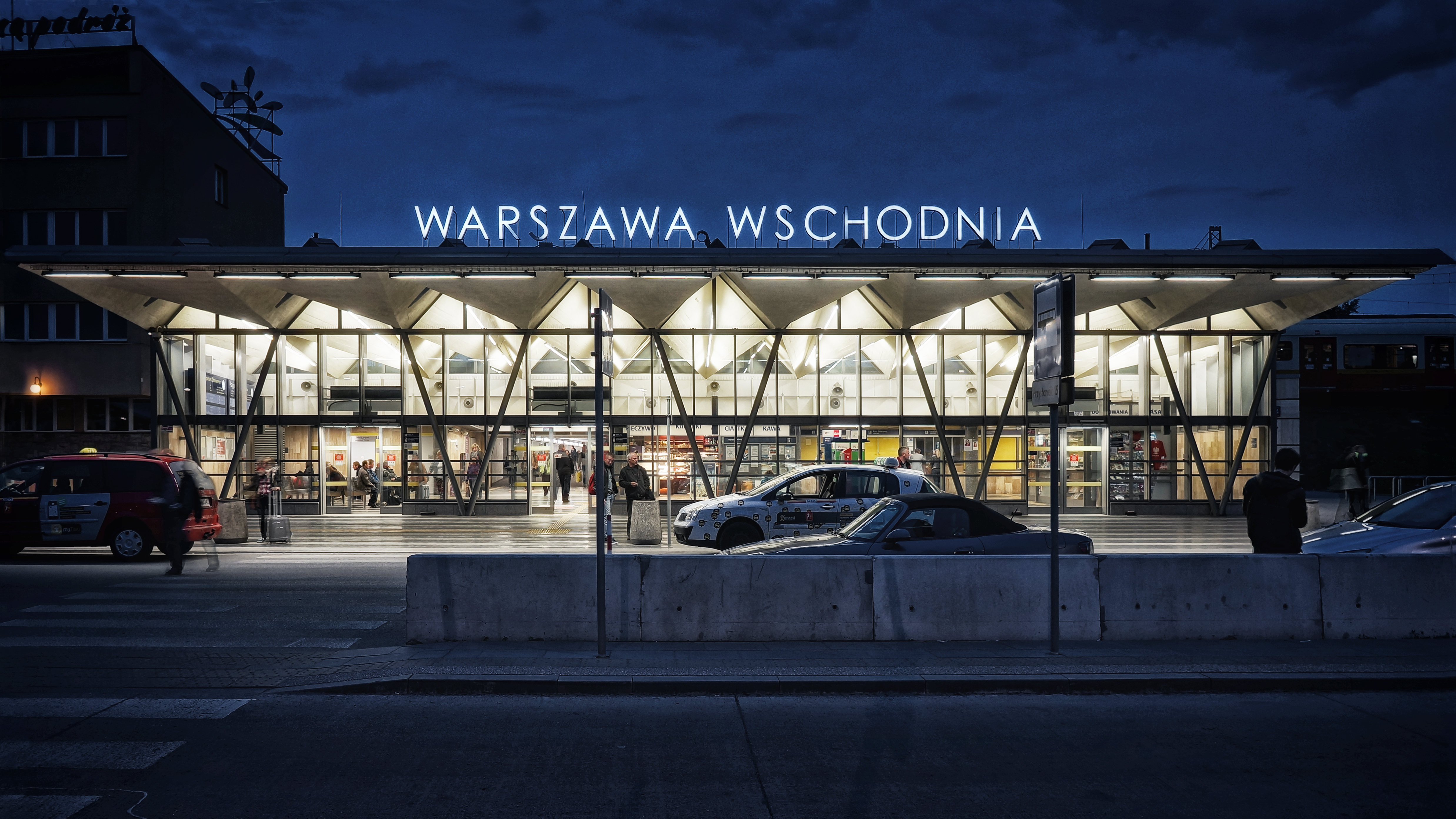
Warszawa Wschodnia, jeden z głównych dworców kolejowych Warszawy

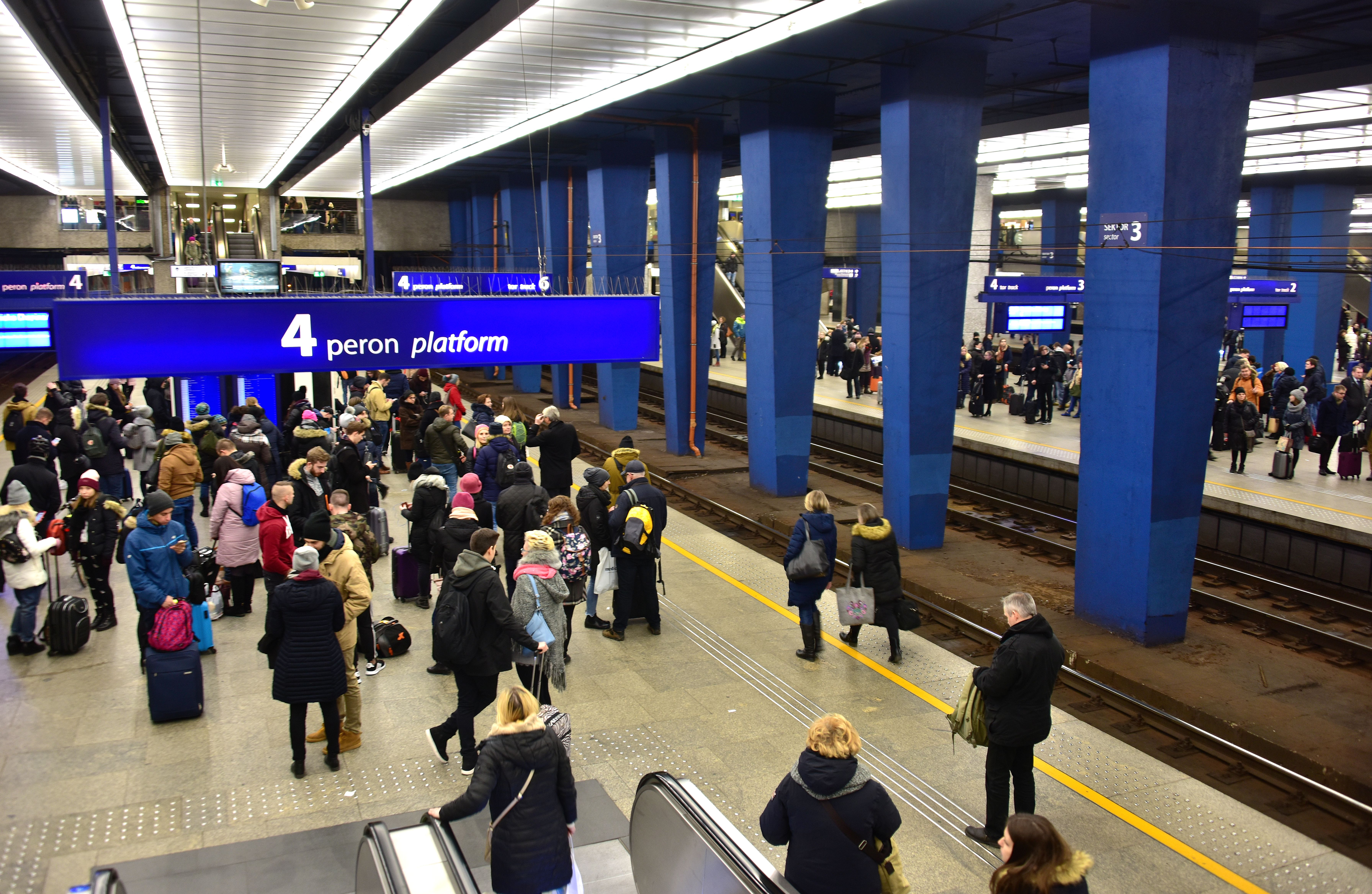
Dworzec Warszawa Centralna, hala peronowa (2018)

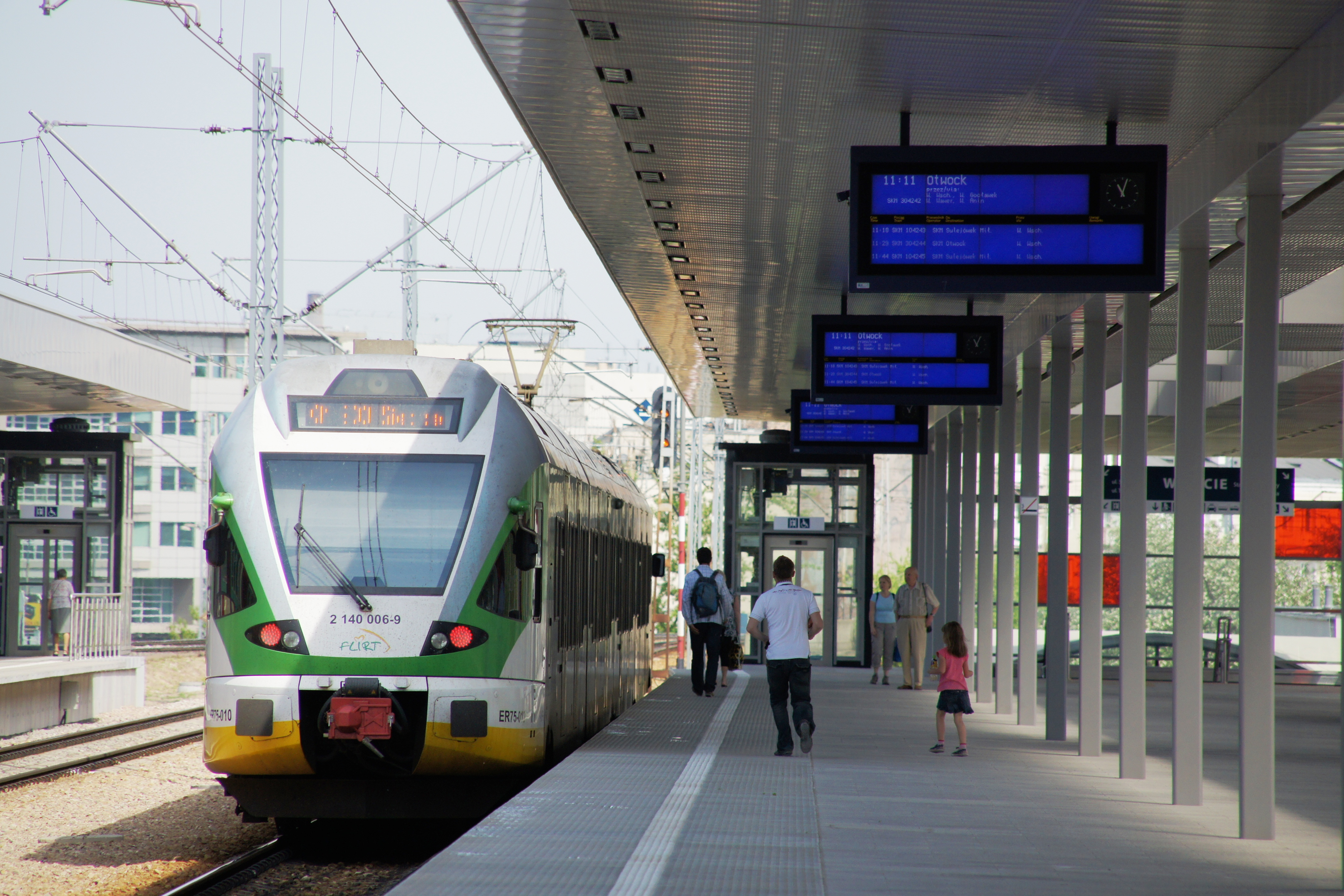
Pociąg ER75 FLIRT Kolei Mazowieckich na stacji Warszawa Stadion

Pierwszą linię kolejową w Warszawie otwarto w 1845 wraz z Dworcem Wiedeńskim.
Warszawski węzeł kolejowy skupia 8 linii dalekobieżnych oraz podmiejskie koleje dojazdowe wykorzystujące, z wyjątkiem Warszawskiej Kolei Dojazdowej, tę samą infrastrukturę. Jest on w całości zelektryfikowany. Zespół stacji i przystanków kolejowych tworzy Warszawski Węzeł Kolejowy. Cechuje go układ gwiaździsty, w obrębie miast równoleżnikowy z liniami: średnicową dla ruchu osobowego oraz obwodową dla ruchu towarowego i tranzytowego.
W Warszawie znajduje się 6 dużych dworców kolejowych – Dworzec Centralny, Warszawa Gdańska, Warszawa Śródmieście, Warszawa Wileńska, Warszawa Wschodnia i Warszawa Zachodnia – oraz ponad 40 mniejszych stacji i przystanków osobowych, z których korzystają pociągi Szybkiej Kolei Miejskiej, WKD i Kolei Mazowieckich. W ostatnich latach oddano do użytku siedem nowych przystanków kolejowych: Warszawa Aleje Jerozolimskie (2008), Warszawa Żwirki i Wigury (2008), Warszawa Lotnisko Chopina (2012), Warszawa Zacisze Wilno (2013), Warszawa Ursus-Niedźwiadek (2014), Warszawa Mokry Ług (2016) oraz Warszawa Grochów (2023).

### Mosty
W historii miasta istniało wiele przepraw tymczasowych m.in. sezonowe mosty łyżwowe, takie jak most Ponińskiego, a w XX wieku – dwa mosty wysokowodne zbudowane w 1945 przez radzieckich saperów, a w latach 1985–2000 most Syreny. Pierwszy stały most (most Zygmunta Augusta), którego budowę zakończono w 1573, został zniszczony przez krę w 1603. W sierpniu 1915 oraz we wrześniu 1944 wszystkie warszawskie przeprawy zostały wysadzone.
Obecnie na znajdującym się w granicach administracyjnych miasta 28-kilometrowym odcinku Wisły istnieje 11 stałych mostów: 9 drogowych (Skłodowskiej-Curie, Grota-Roweckiego, Gdański, Śląsko-Dąbrowski, Świętokrzyski, Poniatowskiego, Łazienkowski, Siekierkowski i Południowy) oraz 2 kolejowe – most przy Cytadeli i most średnicowy.
Władze miasta planują w przyszłości budowę kolejnych mostów i kładek: Krasińskiego, Na Zaporze oraz mostów dla ruchu lokalnego na przedłużeniu ulic Ratuszowej.
W 2024 otwarto most pieszo-rowerowy na Wiśle na wysokości ulic Karowej i Stefana Okrzei, łączący dwie warszawskie dzielnice – Śródmieście i Pragę-Północ.

### Transport lotniczy

#### Lotnisko Chopina

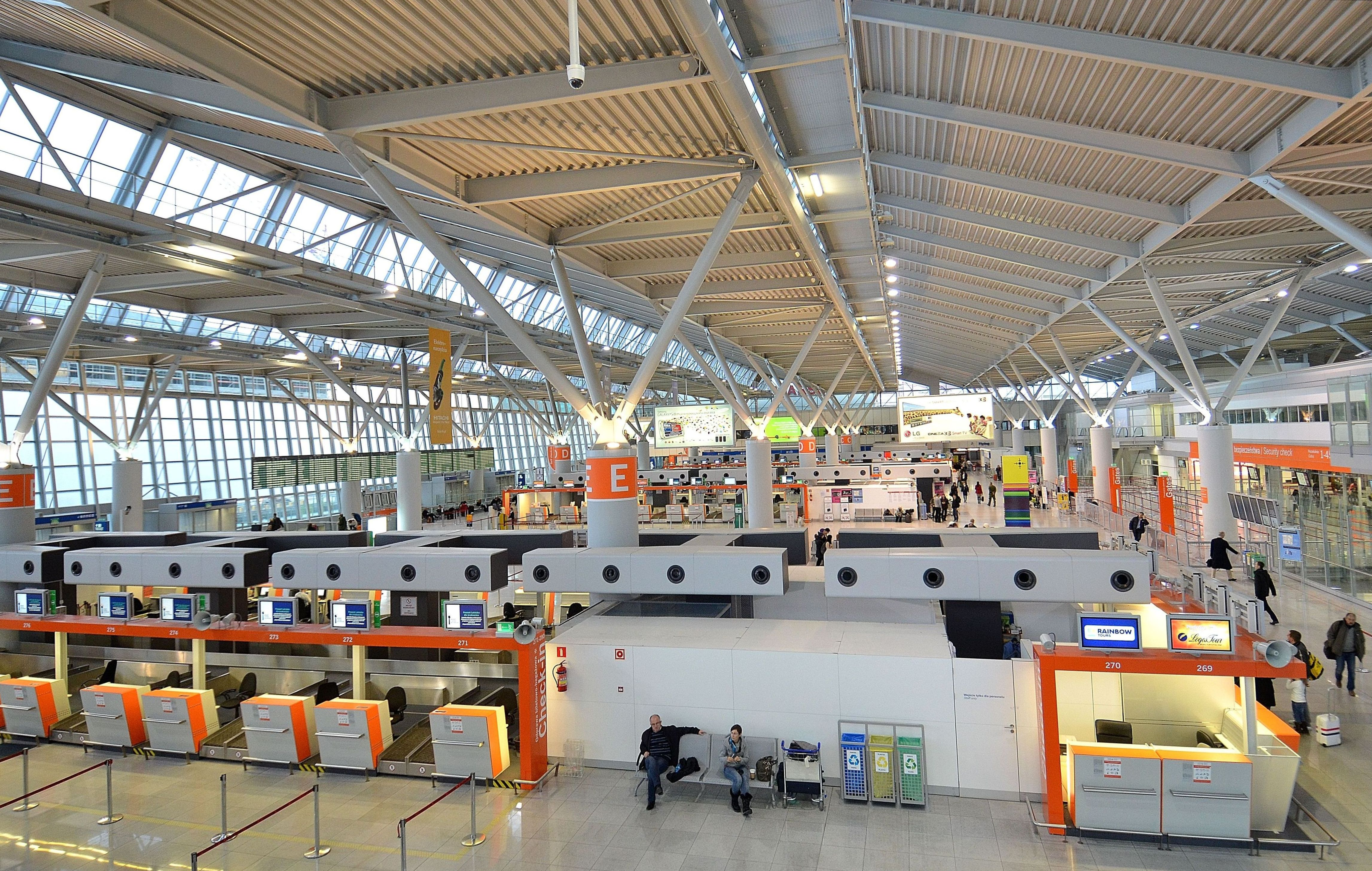
Terminal A na Lotnisku Chopina w Warszawie

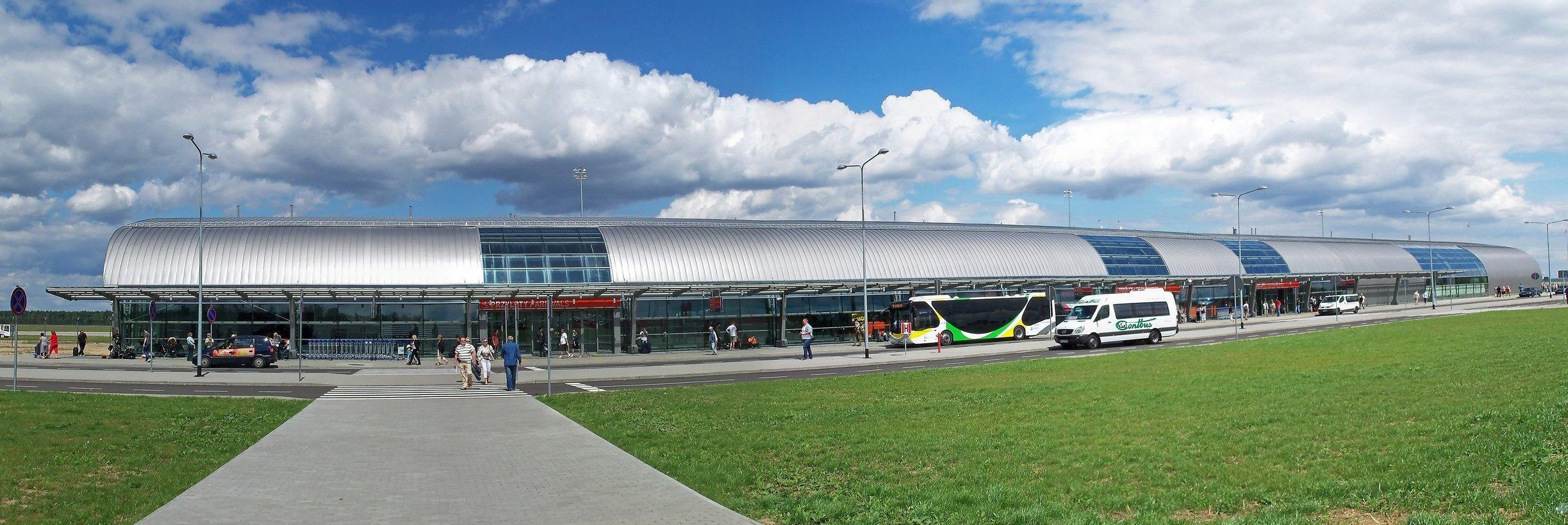
Port lotniczy Warszawa-Modlin

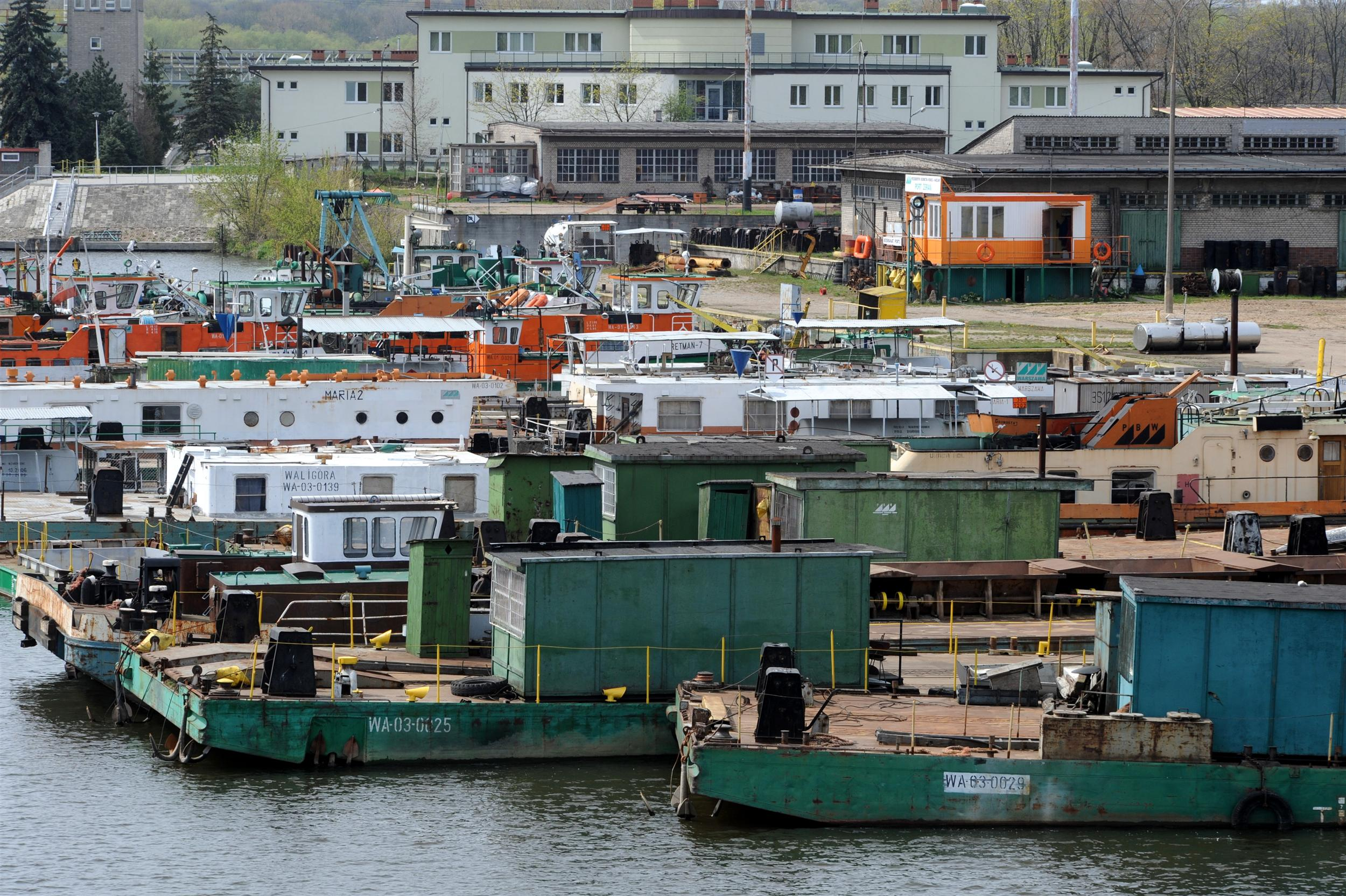
Port Żerański

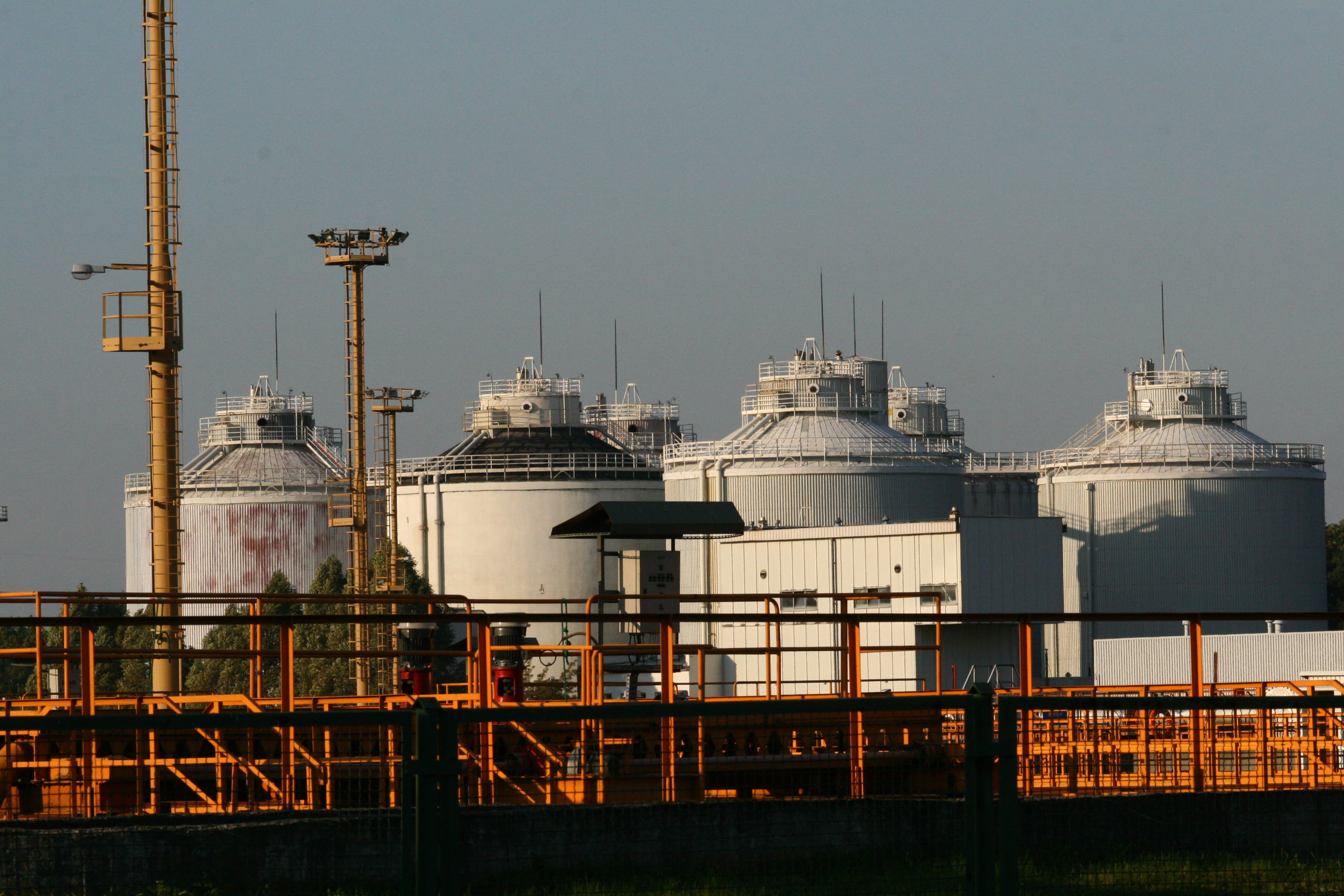
Oczyszczalnia Ścieków „Czajka”, największa oczyszczalnia ścieków w Polsce

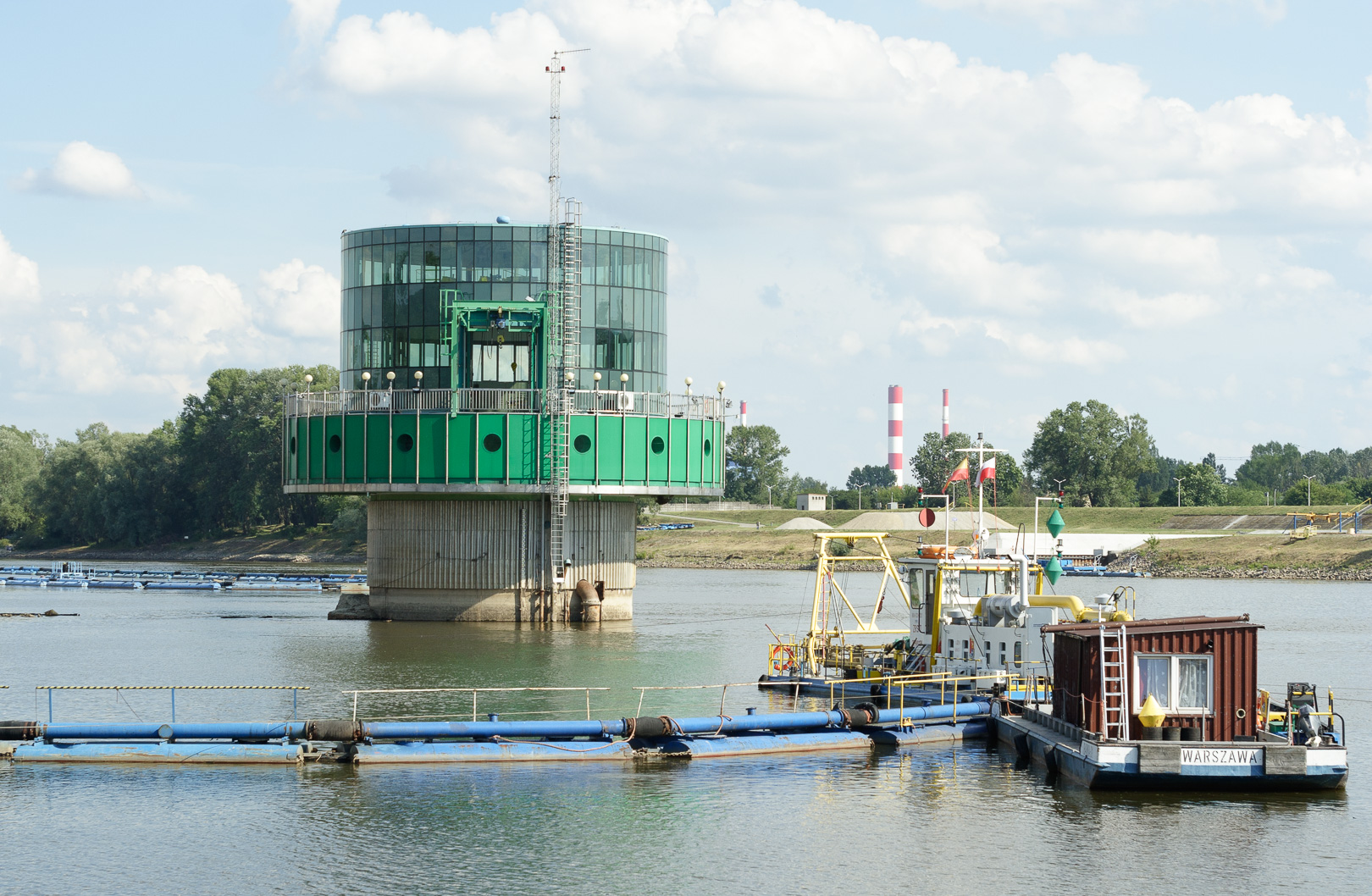
Gruba Kaśka

Lotnisko Chopina jest położone ok. 8 km od centrum Warszawy, w południowo-zachodniej części miasta, w dzielnicy Włochy. Jest największym portem lotniczym w Polsce pod względem liczby obsługiwanych pasażerów i wykonywanych operacji lotniczych. Składa się z dwóch terminali pasażerskich („A” oraz General Aviation), dworca towarowego (cargo) i wojskowego portu lotniczego.

#### Lotnisko w Modlinie
Drugim lotniskiem obsługującym aglomerację warszawską jest port lotniczy Warszawa-Modlin. Znajduje się ono poza granicami administracyjnymi miasta w Modlinie-Twierdzy, osiedlu Nowego Dworu Mazowieckiego, ok. 36 km na północny zachód od centrum stolicy. Lotnisko rozpoczęło działalność w lipcu 2012.

#### Lotnisko Warszawa-Babice
W Warszawie funkcjonuje również lotnisko Warszawa-Babice na Bemowie. Korzysta z niego Aeroklub Warszawski, Lotnicze Pogotowie Ratunkowe, a także wielu właścicieli mniejszych samolotów i śmigłowców prywatnych lotnictwa ogólnego.

#### Lądowiska
W 2011 przy ul. Banacha oddano do użytku sanitarne lądowisko Banacha, a rok później zmodernizowano przy ul. Szaserów – lądowisko Szaserów, a drugie przy ul. Wołoskiej – lądowisko CSK MSWiA-Wołoska. W tym samym roku zarejestrowano również wielofunkcyjne lądowisko Sokół dla śmigłowców, położone na dachu budynku Biura Bezpieczeństwa Narodowego przy ul. Karowej 10. Od 2013 przy ul. Kondratowicza działa sanitarne lądowisko Mazowiecki Szpital Bródnowski, a od 2014 lądowisko Banacha-Szpital Pediatryczny. W roku 2015 oddano do użytku nowe lądowisko Instytut „Pomnik – Centrum Zdrowia Dziecka”. Od 2022 w rejestrze ULC znajdują się lądowisko Szpital Południowy – SOR oraz Warszawa-Ferrari.

## Warszawski Transport Publiczny
Warszawski Transport Publiczny zarządzany przez stołeczny Zarząd Transportu Miejskiego składa się z linii autobusowych, tramwajowych, metra oraz Szybkiej Kolei Miejskiej. Wszystkie linie koordynowane są przez Zarząd Transportu Miejskiego. Do przejazdów środkami komunikacji miejskiej uprawniają bilety z paskiem magnetycznym (lub ich odpowiedniki z aplikacji mobilnych) i wprowadzona w 2001 Warszawska Karta Miejska. W 2018 miasto we współpracy z zainteresowanymi samorządami, organizowało komunikację miejską w aglomeracji liczącej 33 podwarszawskie gminy, które partycypowały w jej finansowaniu. Na terenie miasta istnieją również inne spółki kolejowe współpracujące w ramach Wspólnego Biletu ZTM-KM-WKD – Warszawska Kolej Dojazdowa oraz Koleje Mazowieckie.
W 2024 roku z komunikacji miejskiej skorzystało ponad 956 mln pasażerów. 46,75% z nich wybrało autobusy, 26,39% tramwaje, a 20,63% metro. 4,05% pasażerów korzystało ze wspólnego biletu ZTM-KM-WKD. Liczba sprzedanych biletów w Warszawie osiągnęła wysokość powyżej 115 mln, co skutkowało wpływami na poziomie ponad 886 mln zł.
W badaniu przeprowadzonym w 2018 roku 84 proc. osób oceniło komunikację miejską w Warszawie dobrze i bardzo dobrze, z kolei w badaniu z 2020 roku ocen dobrych i bardzo dobrych było 93 proc., dodatkowo 45 proc. ankietowanych zadeklarowało, że korzysta z niej codziennie lub prawie codziennie.

### Autobusy
ZTM prowadzi ok. 250 linii autobusowych: zwykłych, przyspieszonych i okresowych, strefowych (podmiejskich) i nocnych. Okresowo uruchamiane są linie dodatkowe, np. linie cmentarne w okresie Wszystkich Świętych. W 2018 w granicach miasta znajdowało się 3765 przystanków autobusowych.
Warszawskie autobusy obsługiwane są przez spółkę m.st. Warszawy Miejskie Zakłady Autobusowe oraz przez przewoźników prywatnych: Arriva, Mobilis, KM Łomianki i PKS Grodzisk Mazowiecki. Mieszkańcy Warszawy mogą również, dzięki umowie o wspólnym bilecie, korzystać z autobusów niektórych przewoźników obsługujących podwarszawskie gminy, których część trasy przebiega na terenie miasta. Większość linii posiada trzycyfrowy numer – odstępstwem od tej reguły są linie cmentarne, ekspresowe, nocne, zastępcze i podmiejskie lokalne, gdzie litera poprzedza jedną lub dwie cyfry.

### Tramwaje

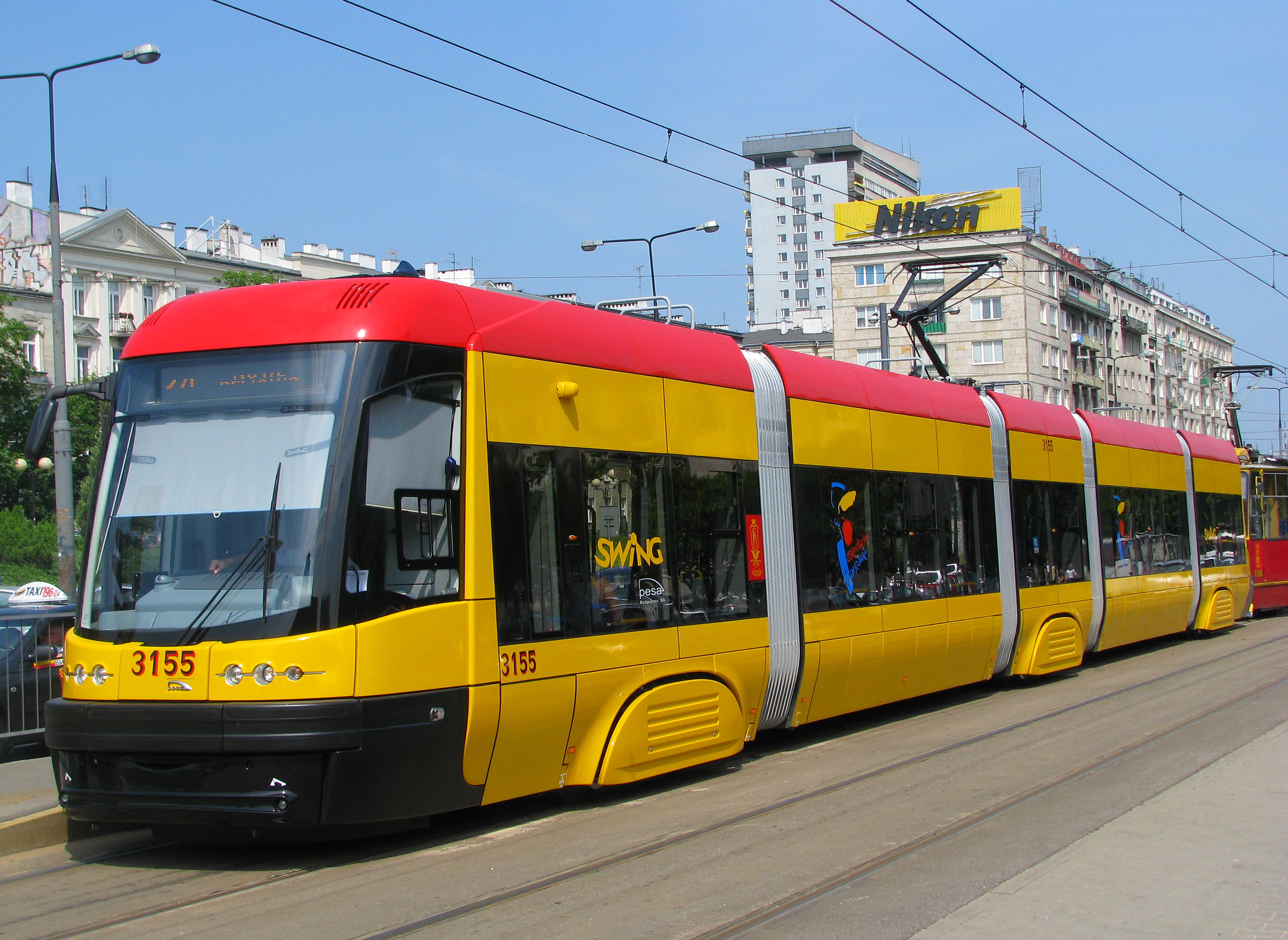
Tramwaj Pesa Swing w Alejach Jerozolimskich

Pierwszą linię tramwaju konnego otwarto w Warszawie 11 grudnia 1866. 26 marca 1908 na trasę wyruszył pierwszy tramwaj elektryczny.
W okresie międzywojennym tramwaje znacjonalizowano i wybudowano wiele nowych linii, które jednak uległy zniszczeniu w latach II wojny światowej. Po wojnie wiele z nich odbudowano, lecz później część uległa likwidacji.

Obecnie sieć tramwajowa w Warszawie jest zarządzana przez spółkę Tramwaje Warszawskie.
Sieć liczy ponad 130 km torów (ok. 276,5 km toru pojedynczego). Około 25 linii tramwajowych obsługiwanych przez kilkaset wagonów. W 2018 w granicach miasta znajdowało się 577 przystanków tramwajowych.

### Metro

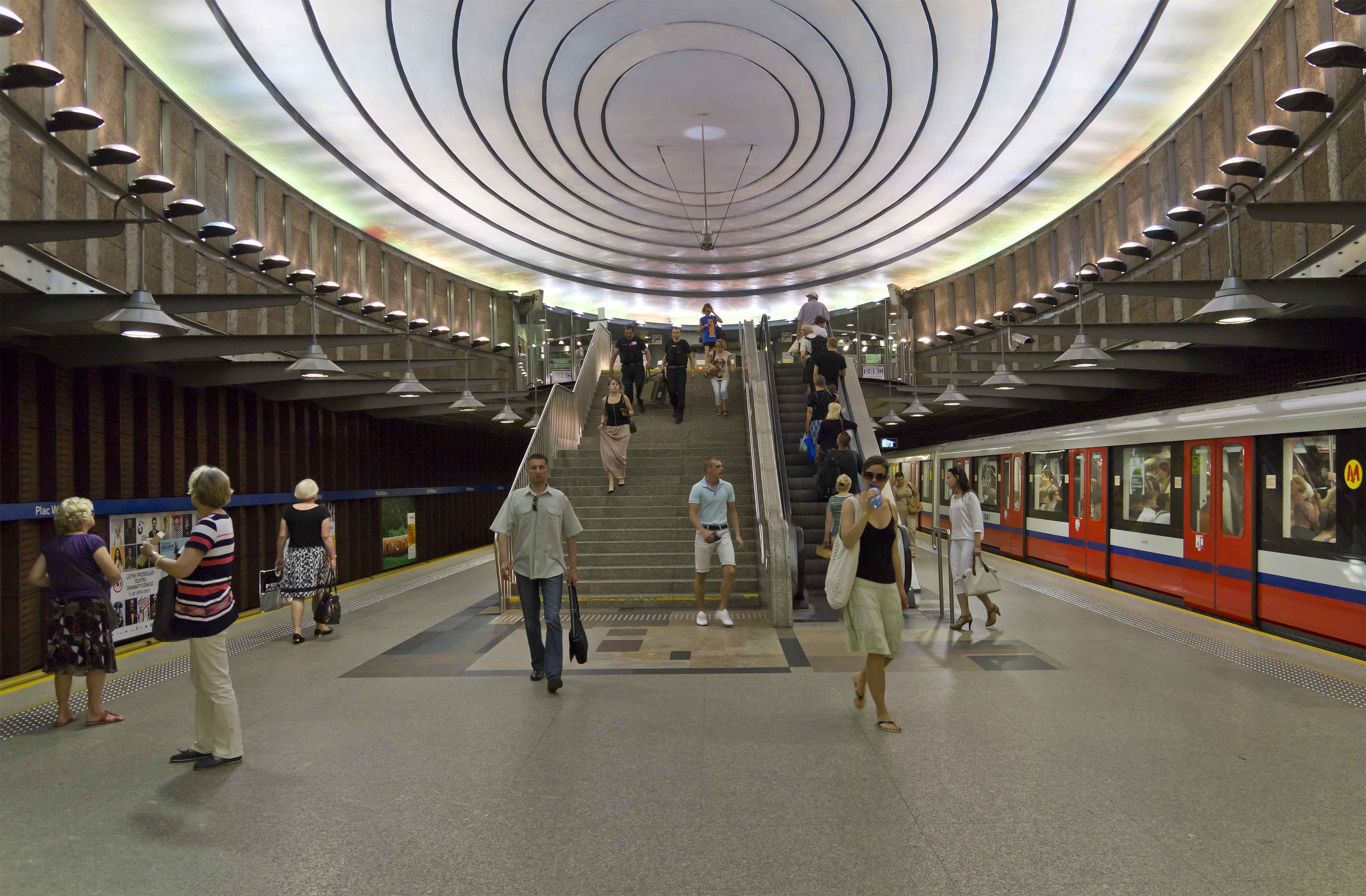
Stacja metra Plac Wilsona

Pierwsze plany budowy metra w Warszawie powstały w latach 20. XX wieku. Kilkakrotnie je zmieniano, rozpoczynano i przerywano prace.
Budowę istniejącej dziś kolei podziemnej rozpoczęto dopiero 15 kwietnia 1983. Pierwszy odcinek został otwarty 7 kwietnia 1995, a budowę całej pierwszej linii o przebiegu północ-południe i długości 23,1 km, z 21 stacjami, zakończono 25 października 2008 (budowa kolejnych dwóch stacji została odłożona na bliżej nieokreśloną przyszłość).
We wrześniu 2010 rozpoczęła się budowa II linii (docelowo 31 km, 21 stacji), której odcinek centralny został uruchomiony 8 marca 2015 roku. 15 września 2019 roku oddano do użytku trzy stacje na Pradze-Północ i Targówku, a 4 kwietnia 2020 roku trzy stacje na Woli. 30 czerwca 2022 roku oddano do użytku dwie stacje (na Woli i Bemowie), a 28 września 2022 roku trzy kolejne na Targówku.

### Szybka Kolej Miejska

Linie SKM Warszawa (2013)

Szybka Kolej Miejska to naziemna sieć kolei łączącej centrum Warszawy z jej przedmieściami i sąsiednimi miejscowościami. Ma być uzupełnieniem metra i alternatywą dla transportu autobusowego. SKM kursuje po torach należących do PKP Polskich Linii Kolejowych. Pierwsza linia S1 ruszyła w 2005 na trasie do Falenicy. Obecnie kursują 4 linie, łączące Warszawę z Sulejówkiem Miłosną, Pruszkowem, Otwockiem i Wieliszewem, a także Lotniskiem Chopina (linią uruchomioną w czerwcu 2012).

### Koleje dojazdowe
Na terenie aglomeracji warszawskiej funkcjonowało w przeszłości kilka dojazdowych kolei wąskotorowych: Jabłonowsko-Karczewska, Piaseczyńsko-Wilanowska, Marecka i Łomiankowska, zlikwidowanych w latach 60. i 70. XX wieku. Obecnie funkcjonuje jedynie normalnotorowa Warszawska Kolej Dojazdowa (WKD) działająca od 1927 roku, pierwotnie jako Elektryczne Koleje Dojazdowe. Wykonuje ona przewozy pasażerskie na trasie Warszawa Śródmieście – Podkowa Leśna – Grodzisk Mazowiecki z odgałęzieniem Podkowa Leśna – Milanówek.

### Trolejbusy
Transport trolejbusowy funkcjonował w Warszawie w okresach 1946–1973 i 1983–1995.

### Tramwaje wodne

#### Rowery publiczne
W 2012 uruchomiono system roweru publicznego Veturilo.

## Usługi komunalne

### Gospodarka odpadami
Najstarszym zakładem gospodarowania odpadami komunalnymi jest Miejskie Przedsiębiorstwo Oczyszczania w m.st. Warszawie sp. z o.o. (MPO), które powstało w 1927 roku jako Zakład Oczyszczania Miasta. Do dyspozycji MPO pozostaje 127 pojazdów służących do odbierania odpadów tzw. śmieciarek. W zasobach przedsiębiorstwa znajdują się ponadto 3 bazy transportowo-sprzętowe zlokalizowane na Woli, Targówku oraz w Ursusie, jak również 4 instalacje przeznaczone do przetwarzania odpadów komunalnych, w skład których wchodzi Zakład Kampinoska (dysponujący instalacjami do zagospodarowania odpadów zielonych oraz wielkogabarytowych) oraz Warszawska Wytwórnia Energii (poprzednio Zakład Unieszkodliwiania Stałych Odpadów Komunalnych), służąca do termicznego przekształcania odpadów komunalnych.
Zadania dotyczące gospodarowania odpadami komunalnymi w 2023 realizowało na terenie Warszawy 5 operatorów.
W Warszawie funkcjonują 4 Punkty Selektywnego Zbierania Odpadów Komunalnych (PSZOK-i), które wspomagane są przez Mobilne Punkty Selektywnego Zbierania Odpadów Komunalnych (MPSZOK-i).

### Gospodarka wodno-kanalizacyjna
Zadania związane z zaopatrzeniem mieszkańców Warszawy w wodę oraz oczyszczanie ścieków od 1924 roku, realizuje Miejskie Przedsiębiorstwo Wodociągów i Kanalizacji w m.st. Warszawie (MPWiK), funkcjonujące do 1951 roku pod nazwą Wodociągi i Kanalizacja. Sieć wodociągowa magistralna i rozbiorcza wraz z przyłączami na koniec 2023 roku wynosiła w Warszawie 4 125,9 km.
W skład infrastruktury wodociągowej Warszawy wchodzą 3 zakłady uzdatniania wody, tj. Zakład Centralny z siedzibą przy ul. Koszykowej 81, który tworzą Stacja Uzdatniania Wody „Filtry” i Stacja Uzdatniania Wody „Praga” oraz lokalne stacje SUW „Radość”, SUW „Falenica”, SUW „Stara Miłosna”, SUW „Wola Grzybowska”, a także hydrofornie w dzielnicy Wesoła. Infrastrukturę wodociągową uzupełnia Zakład Północny z siedzibą w Wieliszewie. Za stan techniczny sieci wodociągowej odpowiedzialny jest Zakład Sieci Wodociągowej położony przy ul. Mikkego 4.
W skład infrastruktury kanalizacyjnej obsługiwanej przez MPWiK wchodzą 3 zakłady oczyszczania ścieków, tj. Zakład „Czajka” z siedzibą przy ul. Czajki 4/6 w dzielnicy Białołęka, który obsługuje proces oczyszczania ścieków z prawobrzeżnych dzielnic Warszawy i północnych dzielnic lewobrzeżnych, Zakład „Południe” położony w dzielnicy Wilanów i odpowiedzialny za południową część lewobrzeżnej Warszawy (dzielnice Mokotów, Ursynów oraz Wilanów), oraz Zakład „Pruszków” odpowiedzialny za ścieki z dzielnicy Ursus. Komórką odpowiedzialną za eksploatację przewodów kanalizacyjnych ogólnospławnych, sanitarnych oraz deszczowych jest Zakład Sieci Kanalizacyjnej z siedzibą przy ul. Jagiellońskiej 65/ 67.
Na terenie Warszawy od 1996 roku funkcjonuje również prywatna oczyszczalnia ścieków „Cyraneczka” położona na terenie dzielnicy Wesoła. 

### Ciepłownictwo
W 1960 z połączenia Stołecznego Przedsiębiorstwa Gospodarki Cieplnej i Przedsiębiorstwa Warszawskich Inwestycji Cieplnych powstało Stołeczne Przedsiębiorstwo Energetyki Cieplnej (SPEC). W 2011 85% akcji SPEC zostało sprzedanych Dalkia Polska, spółce z większościowym udziałem kapitału francuskiego. Od 2015 świadczy ona usługi pod nazwą Veolia Energia Warszawa i dostarcza ciepło systemowe i ciepłą wodę do ok. 80% budynków w mieście. Ciepło jest wytwarzane w dwóch stołecznych elektrociepłowniach, Żerań i Siekierki, oraz, w przypadku dużego zapotrzebowania, dodatkowo w dwóch ciepłowniach (Wola i Kawęczyn).
W skład Warszawskiego Systemu Ciepłowniczego (o długości ok. 1851 km sieci) wchodzą także otwarta w 2025 roku Warszawska Wytwórnia Energii (poprzednio Zakład Unieszkodliwiania Stałych Odpadów Komunalnych), Kolektory słoneczne Puławska, jak również uruchomione w 2022 roku dwie jednostki kogeneracyjne położone przy ul. Jutrzenki w dzielnicy Włochy oraz przy ul. Nocznickiego w dzielnicy Bielany (odpowiednio Elektrociepłownia Jutrzenki i Elektrociepłownia Nocznickiego).
Na terenie Warszawy funkcjonuje też Międzyleski System Ciepłowniczy (o długości ok. 15,4 km), który obsługiwany jest przez Ciepłownię Międzylesie przy ul. Pożaryskiego. Elementem układu ciepłowniczego w Warszawie jest ponadto Sieć pary technologicznej (o długości ok. 4,8 km sieci), która pozyskuje ciepło z Elektrociepłowni Żerań.

### Miejskie Centrum Kontaktu Warszawa 19115
W 2013 uruchomiono wspólne centrum kontaktu Urzędu m.st. Warszawy, urzędów dzielnic i miejskich jednostek pod nazwą Warszawa 19115, którego zadaniem jest usprawnienie i uproszczenie komunikacji między mieszkańcami i warszawskim samorządem. Centrum działa 24 godziny na dobę przez 7 dni w tygodniu i umożliwia kilkoma kanałami uzyskanie informacji o usługach realizowanych przez Urząd Miasta i jednostki podległe, zgłoszenie problemu, którym powinny zająć się służby miejskie, oraz jego monitorowanie, a także zgłaszanie pomysłów na ulepszenie miasta.
Przez 10 lat funkcjonowania, Miejskie Centrum Kontaktu Warszawa 19115, zajęło się obsługą ponad 5 mln zgłoszeń, w tym ponad 2 mln pytań oraz ponad 3 mln interwencji i pomysłów mieszkańców stolicy.

## Bezpieczeństwo publiczne
W Warszawie znajduje się centrum powiadamiania ratunkowego (CPR), które obsługuje zgłoszenia alarmowe kierowane do europejskiego numeru alarmowego 112 z terenu m.st. Warszawy. Centrum, jedno z 17 w Polsce, ma siedzibę w Stołecznym Centrum Bezpieczeństwa Urzędu m.st. Warszawy przy ul. Młynarskiej 43/45. Stołeczne CPR jest jedynym w kraju centrum zorganizowanym poza strukturami Ministerstwa Spraw Wewnętrznych i Administracji i prowadzonym przez samorząd.
W 2018 roku 90% mieszkańców Warszawy w wieku 15 i więcej lat dobrze oceniało bezpieczeństwo w mieście.

### Ochrona bezpieczeństwa

#### Policja
Działania w zakresie ochrony bezpieczeństwa mieszkańców Warszawy oraz utrzymania bezpieczeństwa i porządku publicznego na obszarze stolicy realizuje Komenda Stołeczna Policji z siedzibą w pałacu Mostowskich przy ul. Nowolipie 2, której podlega 7 Komend Rejonowych Policji, oznaczonych numerami I-VII. W ramach komend rejonowych funkcjonuje 6 Komisariatów Policji. Na terenie Warszawy funkcjonują też jednostki specjalistyczne w postaci Komisariatu Rzecznego Policji w Warszawie, Komisariatu Kolejowego Policji w Warszawie, Komisariatu Policji Metra Warszawskiego i Komisariatu Policji Portu Lotniczego Warszawa-Okęcie.
Zadania w zakresie kontrterroryzmu prowadzi Samodzielny Pododdział Kontrterrorystyczny Policji w Warszawie. Czynności w zakresie ochrony porządku publicznego i bezpieczeństwa realizuje również Oddział Prewencji Policji w Warszawie z siedzibą w Piasecznie.

#### Straż Miejska
Zadania związane z zapewnieniem porządku publicznego na terenie stolicy od 1 czerwca 1991 roku wykonuje także Straż Miejska m.st. Warszawy z siedzibą przy ul. Młynarskiej 43/45. Komórkami organizacyjnymi dla poszczególnych dzielnic są Oddziały Terenowe, których w Warszawie jest 7. Na dzień 31 grudnia 2023 roku, w Straży Miejskiej m.st. Warszawy łącznie było zatrudnionych 1629 osób, w tym 1289 strażników miejskich oraz 340 pracowników pionów administracyjnych.

### Ochrona przeciwpożarowa
Ochronę przeciwpożarową i działania ratowniczo-gaśnicze w Warszawie realizuje Komenda Miejska Państwowej Straży Pożarnej m.st. Warszawy z siedzibą przy ul. Polnej 1, której podlega 17 Jednostek Ratowniczo-Gaśniczych oraz 6 jednostek Ochotniczej Straży Pożarnej, zlokalizowanych na Białołęce, w Radości, Starej Miłosnej, Ursusie i Wesołej.
Czynności w zakresie zadań ratowniczych na poziomie specjalistycznym w Warszawie wykonuje sekcja ratownictwa specjalistycznego złożona z 6 grup, w skład której wchodzi Specjalistyczna Grupa Poszukiwawczo-Ratownicza, Specjalistyczna Grupa Ratownictwa Technicznego, Specjalistyczna Grupa Ratownictwa Chemiczno-Ekologicznego, Specjalistyczna Grupa Ratownictwa Wodno-Nurkowego, Specjalistyczna Grupa Ratownictwa Wysokościowego oraz Specjalistyczna Grupa Ratownictwa Medycznego.

## Opieka zdrowotna
Początek szpitalnictwa w obecnych granicach Warszawy datuje się na co najmniej na rok 1388, kiedy to pojawia się pierwsza wzmianka o prepozyturze szpitalna św. Ducha za murami obronnymi Starej Warszawy. W 1411 roku powstał dom szpitalny Najświętszej Maryi Panny w Nowej Warszawie. Pierwszym szpitalem w Starej Warszawie był Szpital św. Ducha położony przy ul. Piwnej, który został otwarty w 1444 roku.  
W XVI w. powstały: szpital św. Trójcy przy ul. Długiej (1544 rok), szpital Św. Krzyża, który otwarto w 1572 roku, szpital dla żołnierzy (alumnat, 1582 rok) oraz szpital Gnojników (następnie św. Łazarza), prowadzony przez Bractwo Miłosierdzia, którego otwarcie datuje się na 1591 rok.  
W XVII w. otwierano kolejno następujące placówki: szpital św. Benona (1623 rok), szpital bonifratrów (1650 rok), dom schronienia dla wdów panien i sierot (1653 rok) i Instytut św. Kazimierza sióstr miłosierdzia przy ul. Tamka (1659 rok). W kolejnym stuleciu otwarto Szpital św. Rocha (1707 rok), Szpital Ewangelicki przy ul. Karmelickiej (1736) oraz Szpital Generalny Piotra Gabriela Baudouina, który został utworzony w 1758 roku (współcześnie Szpital Kliniczny Dzieciątka Jezus); szpitale pełniły w tamtym czasie głównie funkcję przytułków dla ubogich i osób starszych. 
31 grudnia 2023 roku w Warszawie działały 52 szpitale, które łącznie dysponowały 11 681 łóżkami dla pacjentów. W stolicy funkcjonowało również 1668 przychodni lekarskich, 52 zespoły ratownictwa medycznego, 12 szpitalnych oddziałów ratunkowych i Lotnicze Pogotowie Ratunkowe.

## Oświata i szkolnictwo wyższe

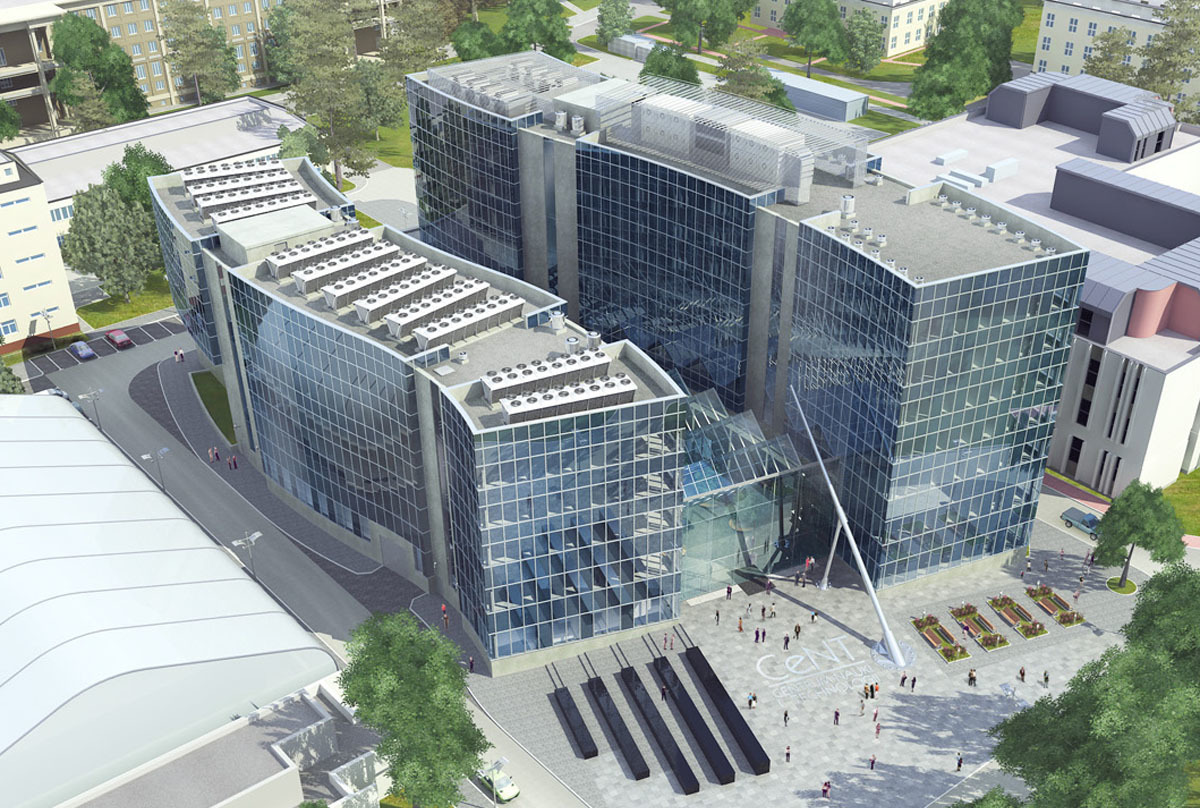
Centrum Nowych Technologii w Kampusie Ochota

W Warszawie w roku szkolnym 2023/2024 funkcjonowało 417 szkół podstawowych, 219 liceów ogólnokształcących, 40 szkół branżowych I stopnia, 4 szkoły branżowe II stopnia, 66 techników oraz 56 szkół policealnych, do których uczęszczało łącznie ponad 309 tysięcy uczniów. 
Warszawa jest największym ośrodkiem akademickim w Polsce. W roku akademickim 2023/2024 w mieście działało 68 uczelni, w skład których wchodziło 16 uczelni prowadzonych przez jednostki administracji centralnej, 4 uczelnie prowadzone przez organizacje wyznaniowe oraz 48 uczelni prywatnych. Łączna liczba studentów przekroczyła wysokość 261 tysięcy.
Do najstarszych państwowych uczelni wyższych w Warszawie należą: 
- Warszawski Uniwersytet Medyczny (1809);
- Uniwersytet Muzyczny Fryderyka Chopina (1810);
- Szkoła Główna Gospodarstwa Wiejskiego w Warszawie (wrzesień 1816)
- Uniwersytet Warszawski (listopad 1816);
- Politechnika Warszawska (1826);
- Szkoła Główna Handlowa w Warszawie (1906);
- Akademia Pedagogiki Specjalnej im. Marii Grzegorzewskiej w Warszawie (1922);
- Akademia Sztuk Pięknych w Warszawie (1923);
- Akademia Wychowania Fizycznego Józefa Piłsudskiego w Warszawie (1929);

Uczelnie wyższe założone po II wojnie światowej:
- Akademia Teatralna im. Aleksandra Zelwerowicza w Warszawie (1946);
- Wojskowa Akademia Techniczna im. Jarosława Dąbrowskiego (1951);
- Chrześcijańska Akademia Teologiczna w Warszawie (1954);
- Akademia Pożarnicza (1971);
- Akademia Katolicka w Warszawie (1988);
- Uniwersytet Kardynała Stefana Wyszyńskiego w Warszawie (1999);
- Akademia Sztuki Wojennej (2016).

## Kultura

### Teatry

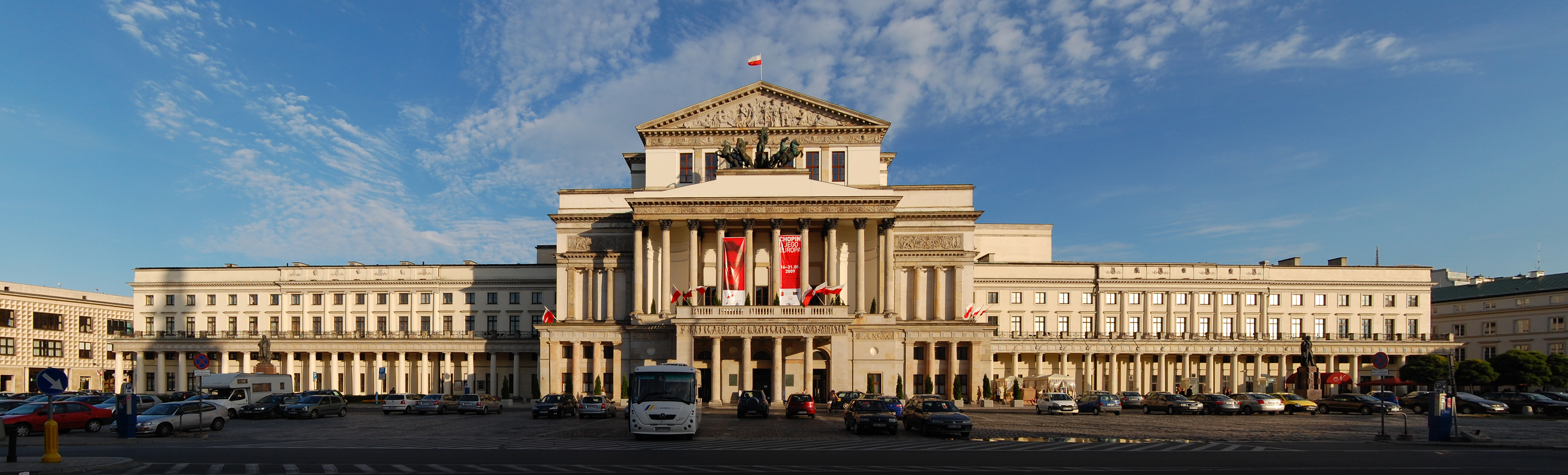
Teatr Wielki – Opera Narodowa

Pierwszą salę teatralną w Warszawie urządzono w letnim dworze Anny Jagiellonki w Jazdowie. Tam 12 stycznia 1578, podczas uroczystości weselnych Jana Zamoyskiego i Krystyny Radziwiłłówny, w obecności królowej i króla Stefana Batorego, wystawiono Odprawę posłów greckich Jana Kochanowskiego. Pierwszy budynek teatru publicznego, nazywanego Operalnią, wzniesiono w 1748.
W Warszawie znajduje się ok. 30 większych stałych teatrów. Wśród nich największymi są Teatr Narodowy (założony w 1765) oraz Teatr Wielki – Opera Narodowa (założony w 1778).
Co roku na początku lipca odbywa się Międzynarodowy Festiwal Sztuka Ulicy.

### Muzyka

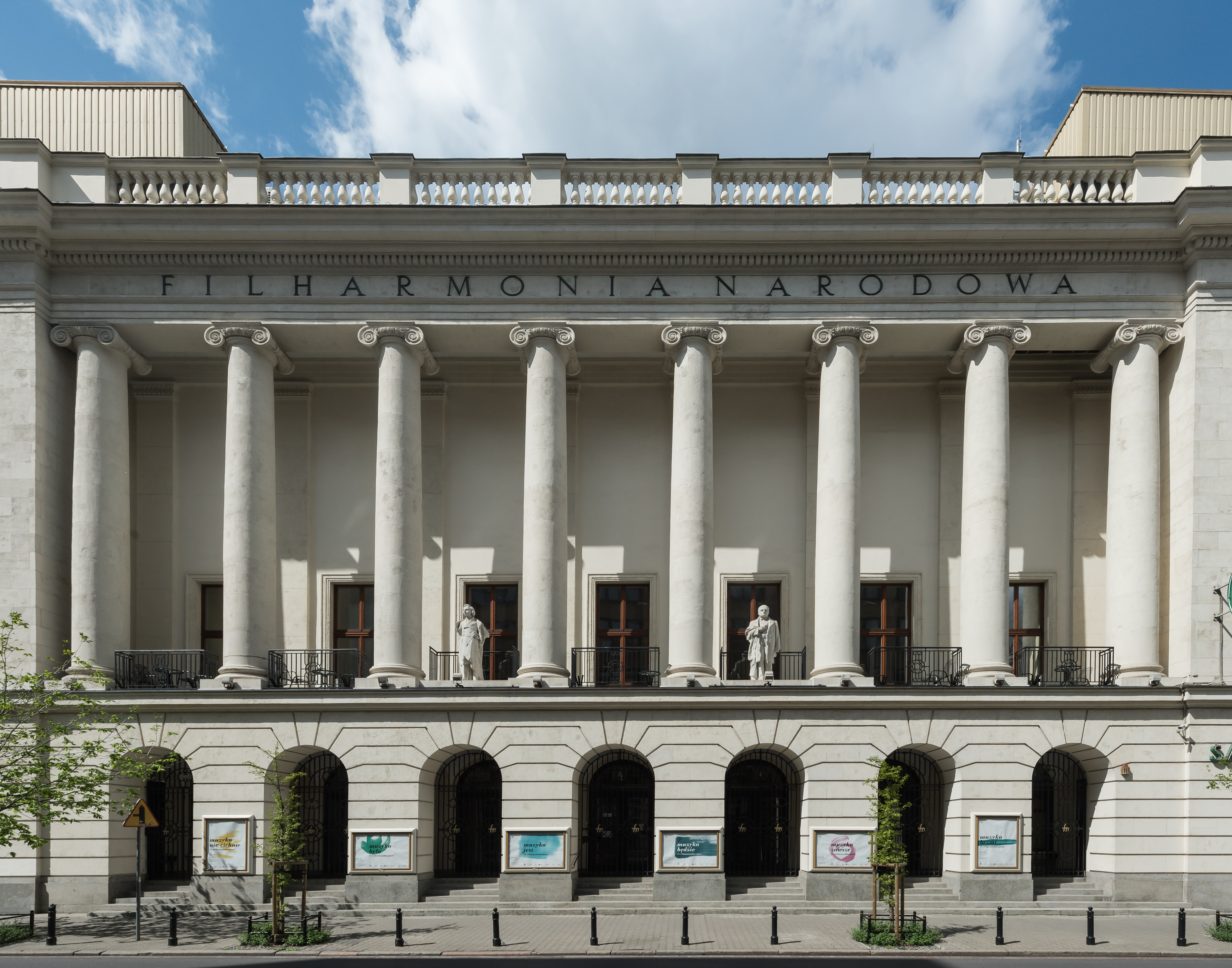
Filharmonia Narodowa, gdzie od ponad 80 lat odbywa się Międzynarodowy Konkurs Pianistyczny im. Fryderyka Chopina, a od półwiecza – festiwal „Warszawska Jesień”

W Warszawie znajduje się Filharmonia Narodowa oraz trzy teatry operowe: Teatr Wielki - Opera Narodowa, Polska Opera Królewska i Warszawska Opera Kameralna.
Duże koncerty muzyczne urządza się głównie w Sali Kongresowej (obecnie w remoncie), na Stadionie Narodowym, w hali Torwar, na służewieckim torze wyścigów konnych i lotnisku na Bemowie, a mniejsze m.in. w klubie Stodoła, klubie Proxima", klubie Hybrydy oraz w teatrach.
Festiwale i konkursy muzyczne w Warszawie:
- Międzynarodowy Konkurs Pianistyczny im. Fryderyka Chopina
- Międzynarodowy Festiwal Muzyki Współczesnej „Warszawska Jesień”
- Jazz Jamboree
- Warsaw Summer Jazz Days
- Międzynarodowy Konkurs Wokalny im. Stanisława Moniuszki
- Festiwal Mozartowski
- Festiwal Muzyki Dawnej
- Festiwal Muzyki Filmowej Krzysztofa Komedy

### Literatura
Co roku przyznawana jest Nagroda Literacka m.st. Warszawy.

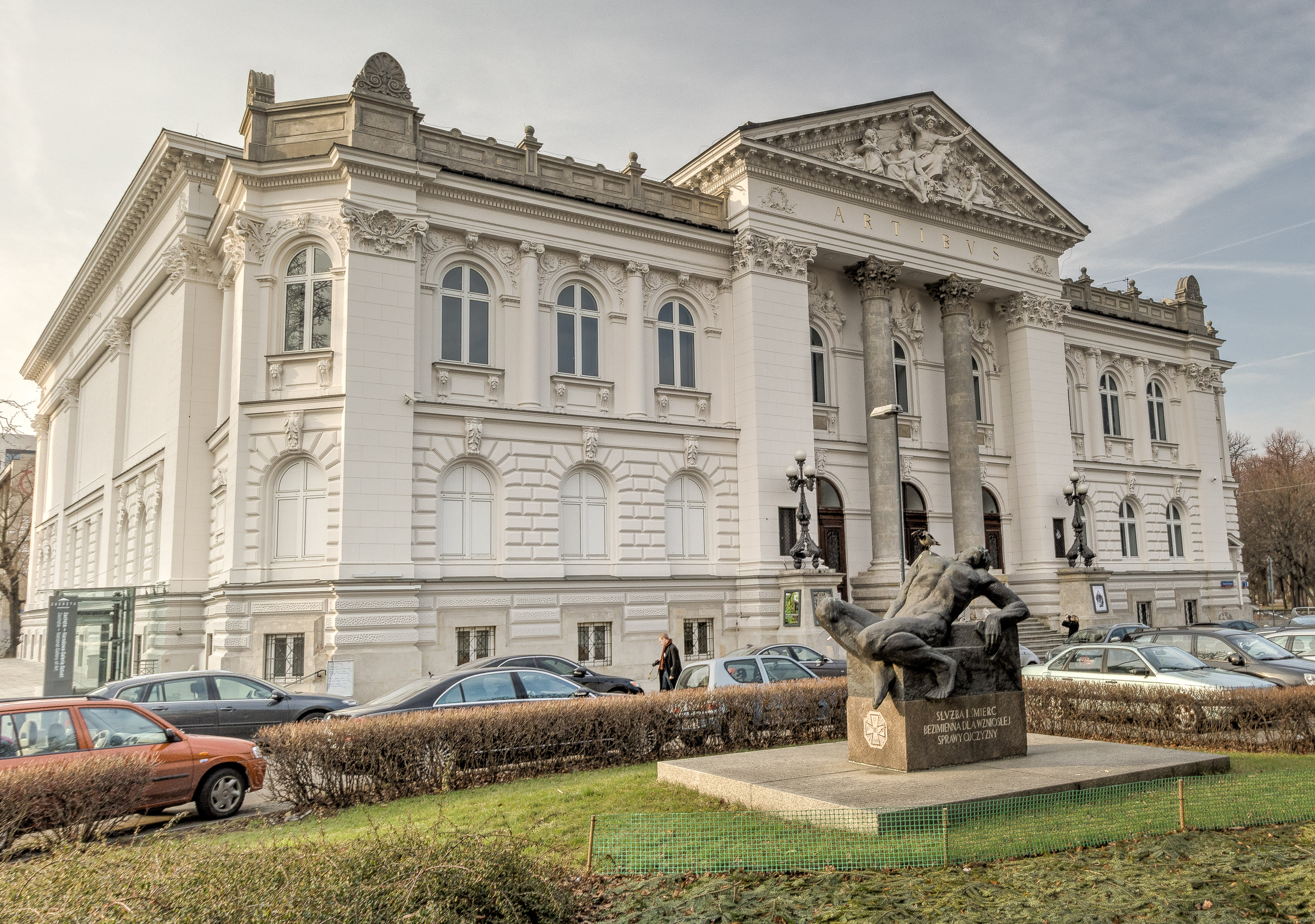
„Zachęta” – gmach dawnego Towarzystwa Zachęty Sztuk Pięknych, jedno z najważniejszych polskich centrów sztuki

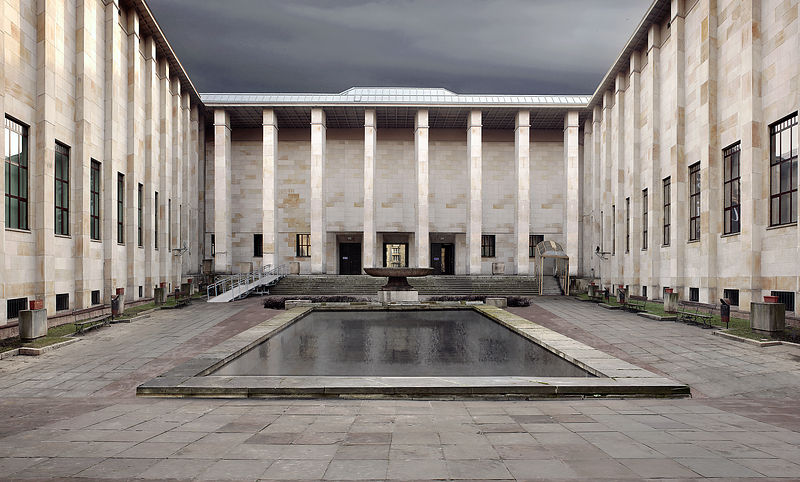
Muzeum Narodowe w Warszawie

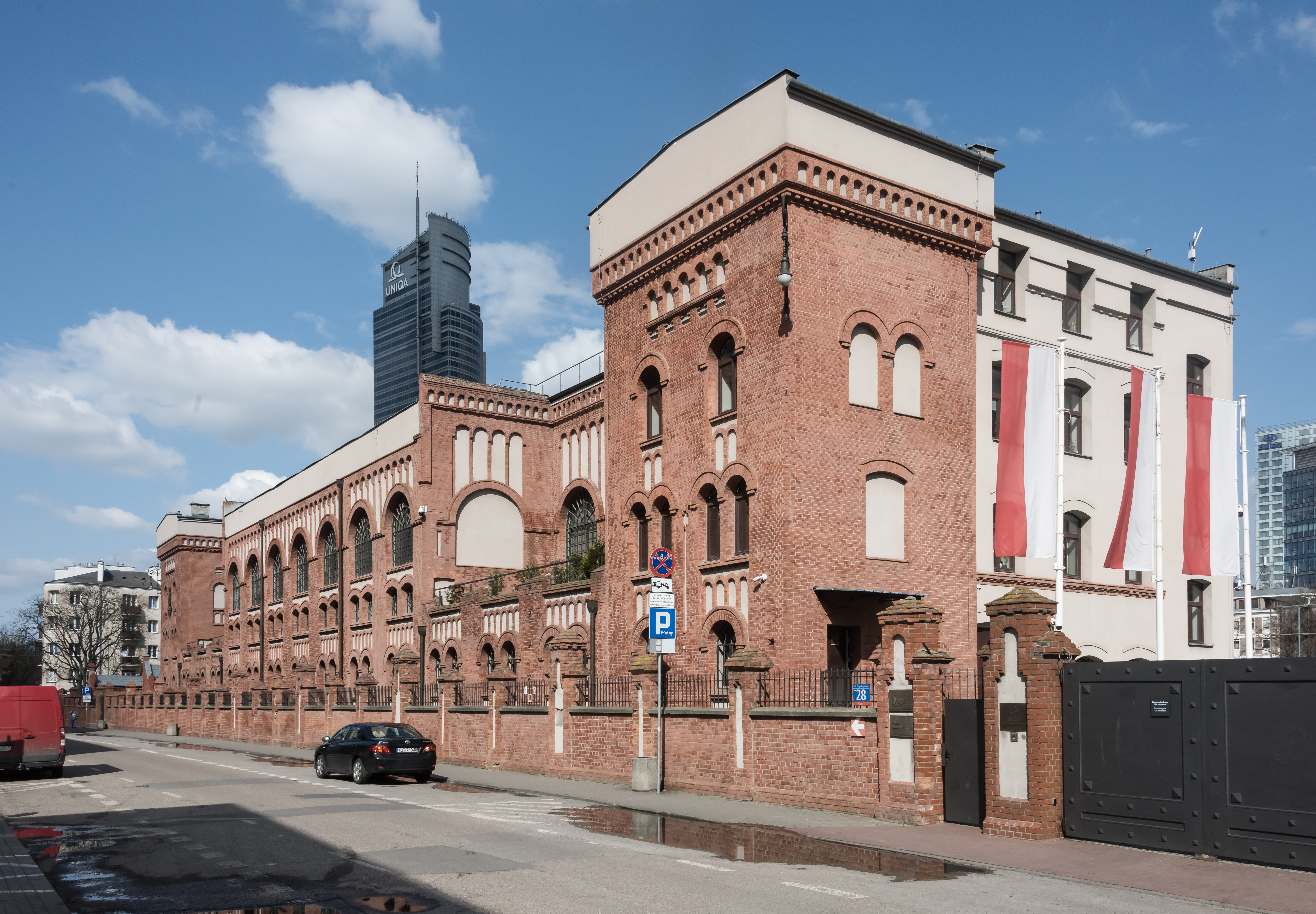
Muzeum Powstania Warszawskiego

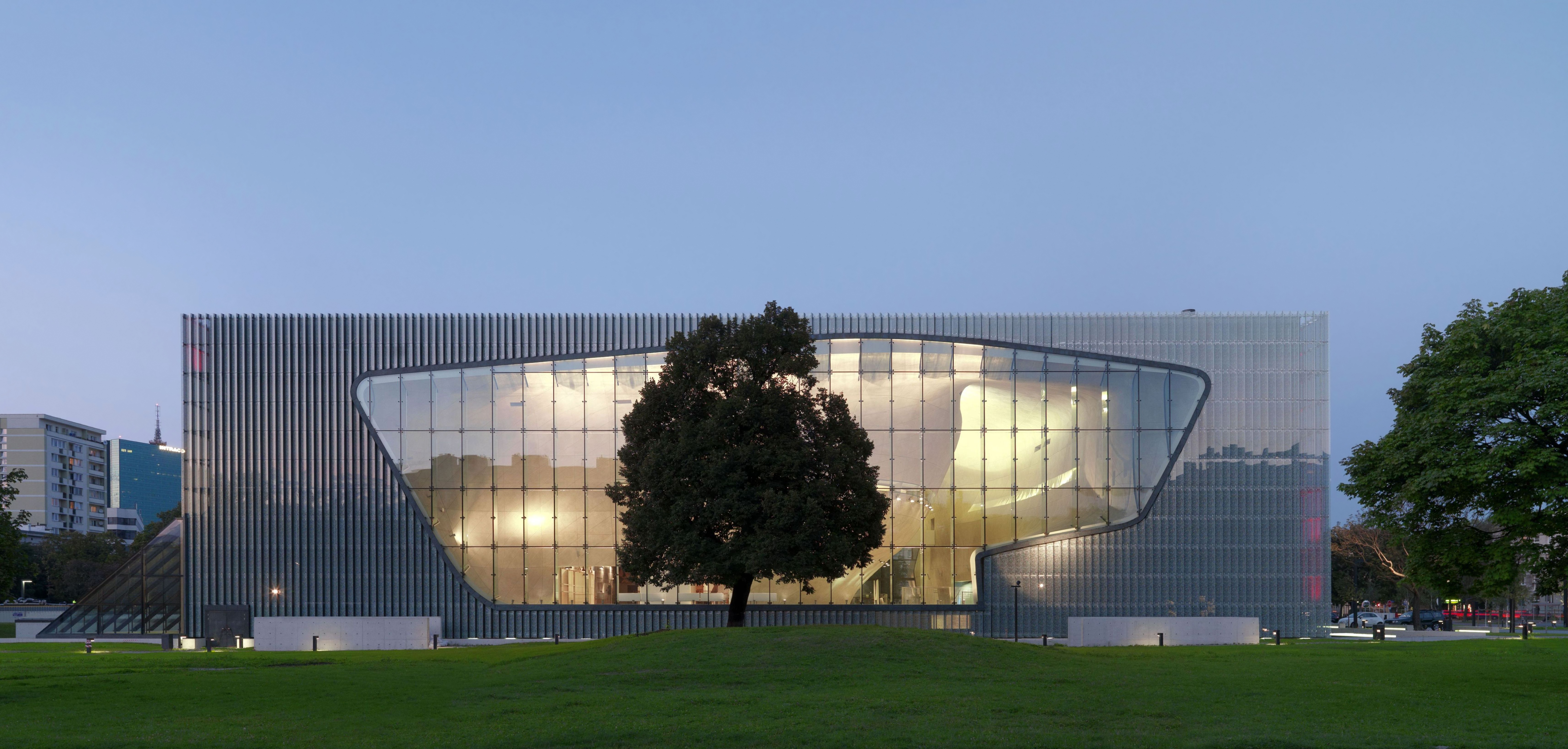
Gmach Muzeum Historii Żydów Polskich, widok od strony ul. Karmelickiej

### Muzea i galerie
Pierwsze muzeum na terenie obecnej Warszawy zostało otwarte w sierpniu 1805 przez Stanisława Kostkę Potockiego w Pałacu w Wilanowie. Było to drugie muzeum na ziemiach polskich (po otwartym w 1801 muzeum w Puławach).
Największe stołeczne muzea to: Muzeum Narodowe, Zamek Królewski, Muzeum Pałacu Króla Jana III w Wilanowie, Muzeum Warszawy, Łazienki Królewskie, Muzeum Powstania Warszawskiego oraz Muzeum Historii Żydów Polskich, a największe galerie – Zachęta i Centrum Sztuki Współczesnej Zamek Ujazdowski.
W marcu 2010, z okazji Roku Chopinowskiego, zwiedzającym udostępniono zmodernizowane Muzeum Fryderyka Chopina. W 2017 zakończono remont siedziby głównej Muzeum Warszawy, a w listopadzie 2014 otwarto jego nowy oddział – Muzeum Warszawskiej Pragi.
W warszawskiej Cytadeli mają siedziby Muzeum Wojska Polskiego i Muzeum Historii Polski. W sąsiedztwie Pałacu Kultury i Nauki powstało Muzeum Sztuki Nowoczesnej.
Warszawskie muzea i galerie uczestniczą co roku w Nocy Muzeów.

### Kina
Pierwsze kina uruchomiono w Warszawie w latach 1903–1904. W 1938 w mieście funkcjonowało 69 stałych kin. Obecnie w Warszawie działa ok. 30 kin, w tym 10 multipleksów należących do operatorów Cinema City i Multikino.

### Biblioteki

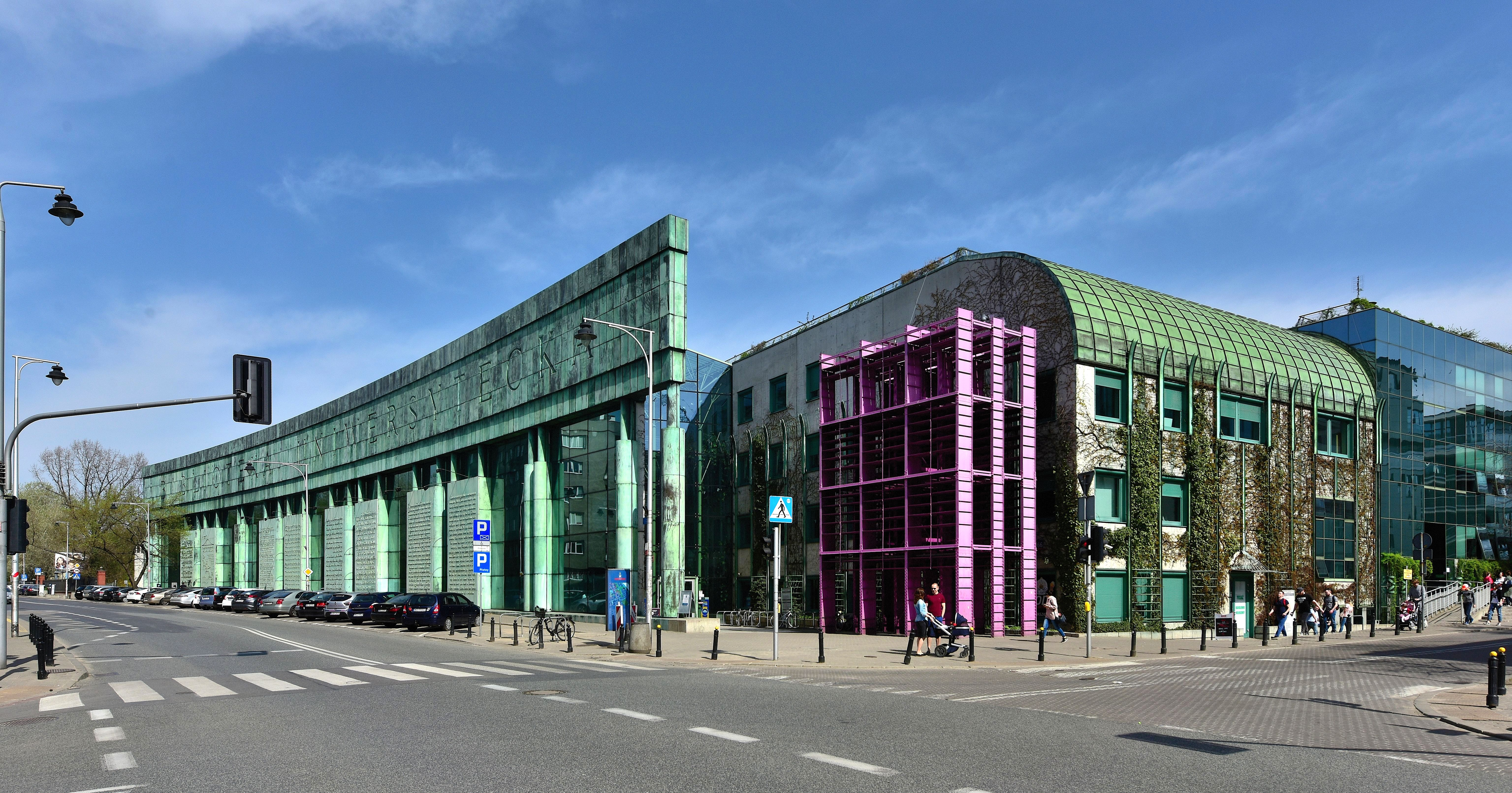
Biblioteka Uniwersytecka – widok od strony ul. Dobrej

Na koniec 2023 roku w Warszawie funkcjonowało 265 placówek bibliotecznych, na które składało się 208 bibliotek (łącznie z filiami) i 57 punktów bibliotecznych. Zbiory biblioteczne liczyły ponad 6,6 mln woluminów. 
W Warszawie znajduje się centralna biblioteka państwa – Biblioteka Narodowa, która na koniec 2024 roku w swoich zasobach posiadała ponad 10,6 mln jednostek materiałów bibliotecznycha ponadto powstała w 1907 roku Biblioteka Publiczna m. st. Warszawy Biblioteka Główna Województwa Mazowieckiego, posiadająca w swoich zbiorach ponad 1,7 mln woluminów.
W stolicy funkcjonują ponadto biblioteki uczelni wyższych, z największą – Biblioteką Uniwersytecką, cześcią Uniwersytetu Warszawskiego, którego zasoby biblioteczne na koniec 2022 roku, szacowano na ponad 6,3 mln książek, czasopism, zbiorów specjalnych oraz zinwentaryzowanych zasobów elektronicznych. Zbiory Biblioteki Głównej Politechniki Warszawskiej (wraz z filiami, bibliotekami domów studenckich oraz bibliotekami specjalistycznymi), wynosiły na koniec 2023 roku ponad 783 tys. woluminów książek, niemal 270 tys. czasopism i przeszło 346 tys. zbiorów specjalnych. 
Ważnymi bibliotekami w Warszawie są ponadto Biblioteka Sejmowa, dysponująca na koniec 2022 roku zbiorami na poziomie ponad 580 tys. jednostek oraz Centralna Biblioteka Wojskowa im. Marszałka Józefa Piłsudskiego posiadająca przeszło 355 tys. woluminów książek i ponad 164 tys. woluminów czasopism.

### Warszawskie legendy
- Legenda o Warsie i Sawie – legenda o powstaniu Warszawy[18]
- Legenda o Syrenie – legenda o postaci z herbu Warszawy, Warszawskiej Syrence[18]
- Legenda o Złotej Kaczce – legenda związana z ulicą Tamka[18]
- Legenda o Bazyliszku – legenda o potworze, który zabijał wzrokiem intruzów w podziemiach kamienicy na Krzywym Kole[317]

### Warszawa w kulturze masowej
- Jeden z utworów Davida Bowiego pochodzący z płyty Low zatytułowany jest Warszawa.
- Brytyjski zespół rockowy Joy Division początkowo nosił nazwę Warsaw (ang. Warszawa). Grupa nagrała też album Warsaw zawierający piosenkę pt. Warsaw. W 2007 polscy artyści wydali tribute album Warszawa. Tribute to Joy Division.
- Istnieje duński zespół rockowy o nazwie Red Warszawa.
- Istnieje polski zespół Kapela ze Wsi Warszawa.
- Zespół Marduk na płycie Plague Angel ma utwór Warschau (niem. Warszawa) opowiadający o powstaniu warszawskim.
- W 2009 amerykańsko-brytyjska supergrupa Them Crooked Vultures zamieściła utwór Warsaw or the First Breath You Take After You Give Up na swoim debiutanckim albumie.
- W 2001 brytyjski zespół rockowy Porcupine Tree wydał album Warszawa.
- W 2001 powstała płyta Ireny Santor, zawierająca nagrania artystki z lat 1960–1980, poświęcone w całości stolicy (Halo Warszawo, Moja Warszawa, Warszawa, ja i ty).
- W 2004 Lady Pank wydało album Teraz, gdzie singlem promującym była piosenka Stacja Warszawa.
- W 2004 osiedle Chomiczówka w Warszawie stało się tematem piosenki Sidneya Polaka, który tam dorastał.
- W 2010 szwedzka grupa Sabaton nagrała album Coat of Arms, na której ukazała się m.in. kompozycja pt. Uprising opowiadająca o powstaniu warszawskim. Teledysk do tej piosenki z udziałem generała Waldemara Skrzypczaka oraz Petera Stormare został nakręcony w maju tego samego roku w Fabryce Norblina w Warszawie. Jego premiera odbyła się 1 sierpnia 2010.
- W 2012 powstał utwór o tytule jednej z nazw dzielnic Warszawy – Mokotów zespołu Strachy na Lachy. Był to singiel promujący album !TO! w 2013 roku.
- W 2015 raper Taco Hemingway napisał utwór Następna stacja który opisuje podróż metrem w Warszawie linią M1 i M2[318].
- Inne utwory: Piosenka o mojej Warszawie, Autobus czerwony (sł. Kazimierz Winkler, wyk. Andrzej Bogucki), Ja mam to co Ty (Wzgórze Ya-Pa 3), Warszawa i ja (Partia), Warszawa (T.Love), Taka Warszawa (Beata Kozidrak), Światła miasta (Partia), Durna 6, Mądra 11 (Pidżama Porno), Varsovie (Monika Brodka), Widok (Marika & Spokoarmia), „Mój hymn o Warszawie” (Ralph Kaminski), „+4822”, „Wiatr”, „Nostalgia” (Taco Hemingway), „Eldorado” (Sanah).
- Albumy: Sen o Warszawie (Czesław Niemen), Trójkąt Warszawski, Pocztówka z WWA, lato ’19 (Taco Hemingway).

Powstała znaczna liczba filmów o mieście – zarówno dokumentalnych, jak i fabularnych (np. Warszawa w reż. Dariusza Gajewskiego).

## Media

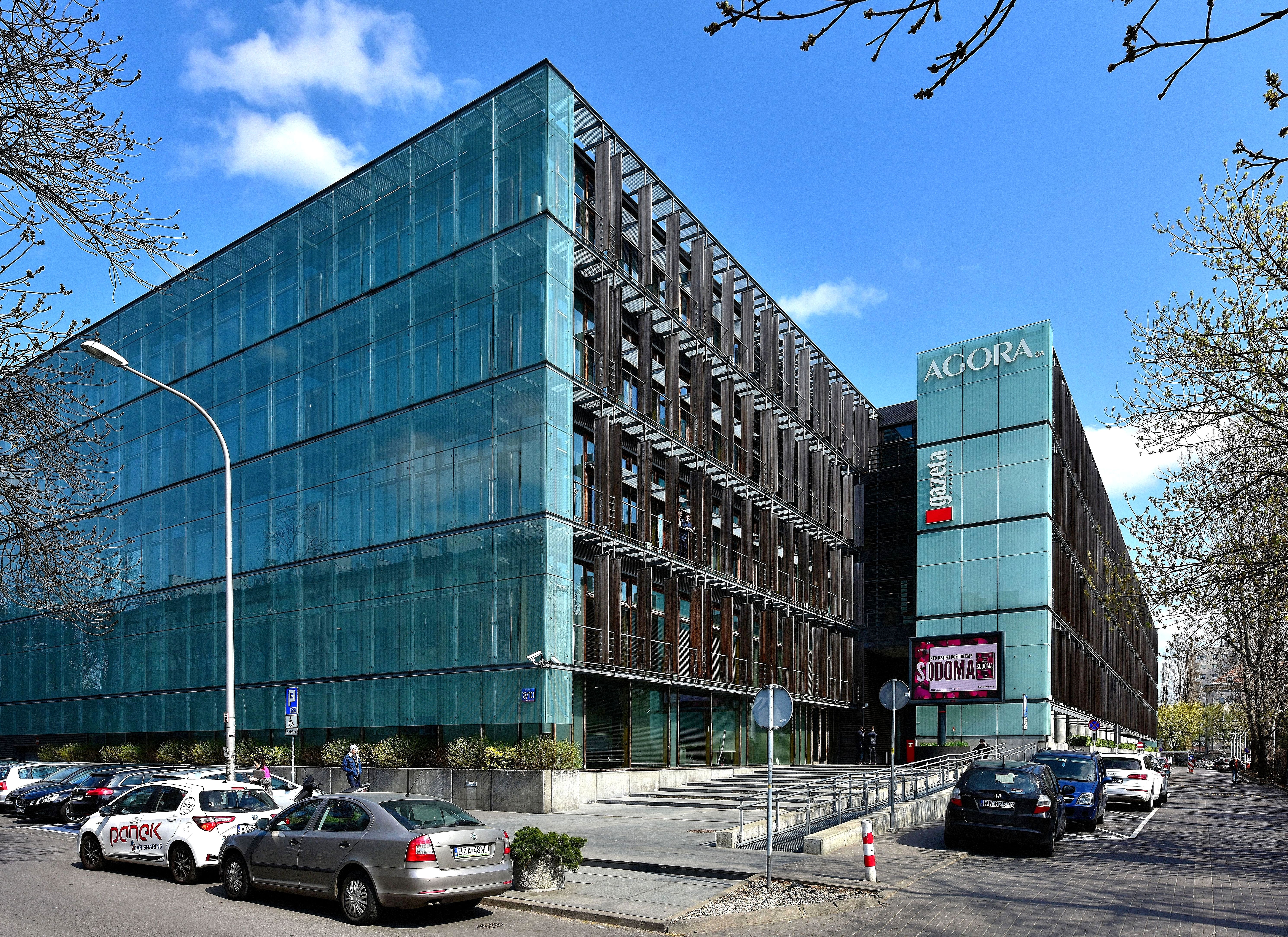
Biurowiec Agory przy ul. Czerskiej 8/10, siedziba „Gazety Wyborczej”

### Prasa
W Warszawie mieszczą się siedziby wydawców i redakcje większości największych polskich dzienników, między innymi „Faktu”, „Gazety Wyborczej”, „Super Expresu”, „Rzeczpospolitej”, „Dziennika Gazety Prawnej”, „Przeglądu Sportowego” i „Gazety Polskiej Codziennie” oraz tygodników, takich jak: „Polityka”, „Newsweek Polska”, „W Sieci”, „Do Rzeczy”, „Wprost”, „Gazeta Polska” i „Przegląd”.
Tematyką lokalną zajmują się przede wszystkim dodatek do „Gazety Wyborczej” – „Gazeta Stołeczna”, jak i również lokalne gazety np. miesięczniki: „Skarpa Warszawska”, „Kurier Warszawski” i „Stolica” (dawniej tygodnik) oraz półrocznik „Kronika Warszawy”. Wydawane są także bezpłatne: półtygodnik „Nasze Miasto” oraz gazety dzielnicowe i osiedlowe: np. „Głos Pragi”, „Nowa Gazeta Praska” oraz „Południe”. Jedna z największych dawnych gazet skierowana do warszawiaków, „Życie Warszawy”, przestała ukazywać się w wersji papierowej w 2011 roku. Realizowane w Warszawie wkładki diecezjalne mają również „Gość Niedzielny” czy „Niedziela”, ograniczające się głównie do informacji z życia archidiecezji warszawskiej.

### Stacje radiowe
Z uwagi na swój status, Warszawa jest siedzibą kilkudziesięciu stacji radiowych, skierowanych zarówno do całego kraju, jak i na rynek lokalny. W mieście znajduje się siedziba Polskiego Radia, gdzie przygotowywane jest osiem programów ogólnopolskich: cztery analogowe oraz nadawane wyłącznie w radiofonii cyfrowej oraz przez internet. Ponadto, z Warszawy nadaje lokalna rozgłośnia Polskie Radio RDC.
Poza stacjami publicznymi, Warszawa jest siedzibą Eurozetu (nadawcy Radia Zet, Antyradia, Meloradia, Chillizet i Radia Plus), Grupy Radiowej Time (Radio Eska, Eska Rock, Eska2, Vox FM) i Agory (Tok FM, Rock Radio, Radio Złote Przeboje, Radio Pogoda). Oddział w Warszawie posiada również Grupa RMF (gdzie przygotowane są lokalne mutacje RMF Classic i RMF Maxx, jak i wywiady z politykami na antenę RMF FM). Dodatkowo, z Warszawy nadają ponadregionalne Radio Wnet i Eska Rock oraz nadawane lokalnie Radio Jutrzenka, Akademickie Radio Kampus, Radio Kolor oraz Radio Warszawa. Na terenie miasta swoje centrale mają także stacje internetowe takie jak Radio 357 i Radio Nowy Świat.
Z terenu Warszawy emitowanych jest dwadzieścia osiem analogowych stacji radiowych (dwie z wieżowca Rondo 1, trzy z Centrum LIM, dziesięć z Pałacu Kultury i Nauki i kilka stacji z innych lokalizacji). Trzy stacje nadawane są także z RTCN Raszyn, kilkanaście kilometrów od granicy miasta (nadajniki w mieście są tylko ich uzupełnieniem). Ponadto, w Warszawie odebrać można dwa multipleksy radia cyfrowego DAB+, zawierające piętnaście stacji. Dziesięć z nich znajduje się w multipleksie Polskiego Radia, zaś pięć w multipleksie testowym firmy komercyjnej. Osiem stacji radiowych dostępnych jest na terenie miasta wyłącznie cyfrowo. Na antenie Warszawy można również uzyskać dobry odbiór radiowej Jedynki na falach długich z nadajnika w Solcu Kujawskim oraz, zależnie od posiadanego sprzętu i warunków rozgłośnie zagraniczne.

### Stacje telewizyjne[324]
W stolicy swoje centrale mają główne stacje telewizyjne w kraju, w tym Telewizja Polsat, Telewizja Polska, TVN czy TV Puls. Na początku 2022 roku spośród stacji nadających na ogólnopolskich multipleksach telewizji naziemnej (multipleksy 1, 2, 3, 4, 6 i 8) wyłącznie dwie z ponad trzydziestu oferowanych stacji miały siedziby poza Warszawą. Swoje siedziby w Warszawie mają również inne stacje telewizyjne emitowane satelitarnie, jak Telewizja Republika czy kanały grupy Canal+.
Jedyny dostępny naziemnie w telewizji program skierowany dla mieszkańców Warszawy tworzy lokalny oddział TVP3 Warszawa – od 2008 do 2011 roku jego konkurentem był TVN Warszawa, istniejący obecnie jako platforma internetowa. Emisję programów telewizyjnych dla Warszawy prowadzi Pałac Kultury i Nauki (w lutym 2022 roku pięć multipleksów w standardzie DVB-T i jeden w DVB-T2), podczas gdy emisje dużej mocy przeznaczone dla regionu Mazowsza realizowane są z RTCN Raszyn (pięć multipleksów w standardzie DVB-T i jeden w DVB-T2). Ponadto, dodatkowe programy oferuje emisja testowa Grupy Polsat realizowana z Warsaw Trade Tower. Łącznie, w Warszawie można odebrać naziemnie do czterdziestu siedmiu programów telewizyjnych – dwadzieścia osiem niekodowanych w standardzie DVB-T, dodatkowe siedem w standardzie DVB-T2 oraz kolejne dwanaście w ramach kodowanej części MUX-4.

## Sport i rekreacja

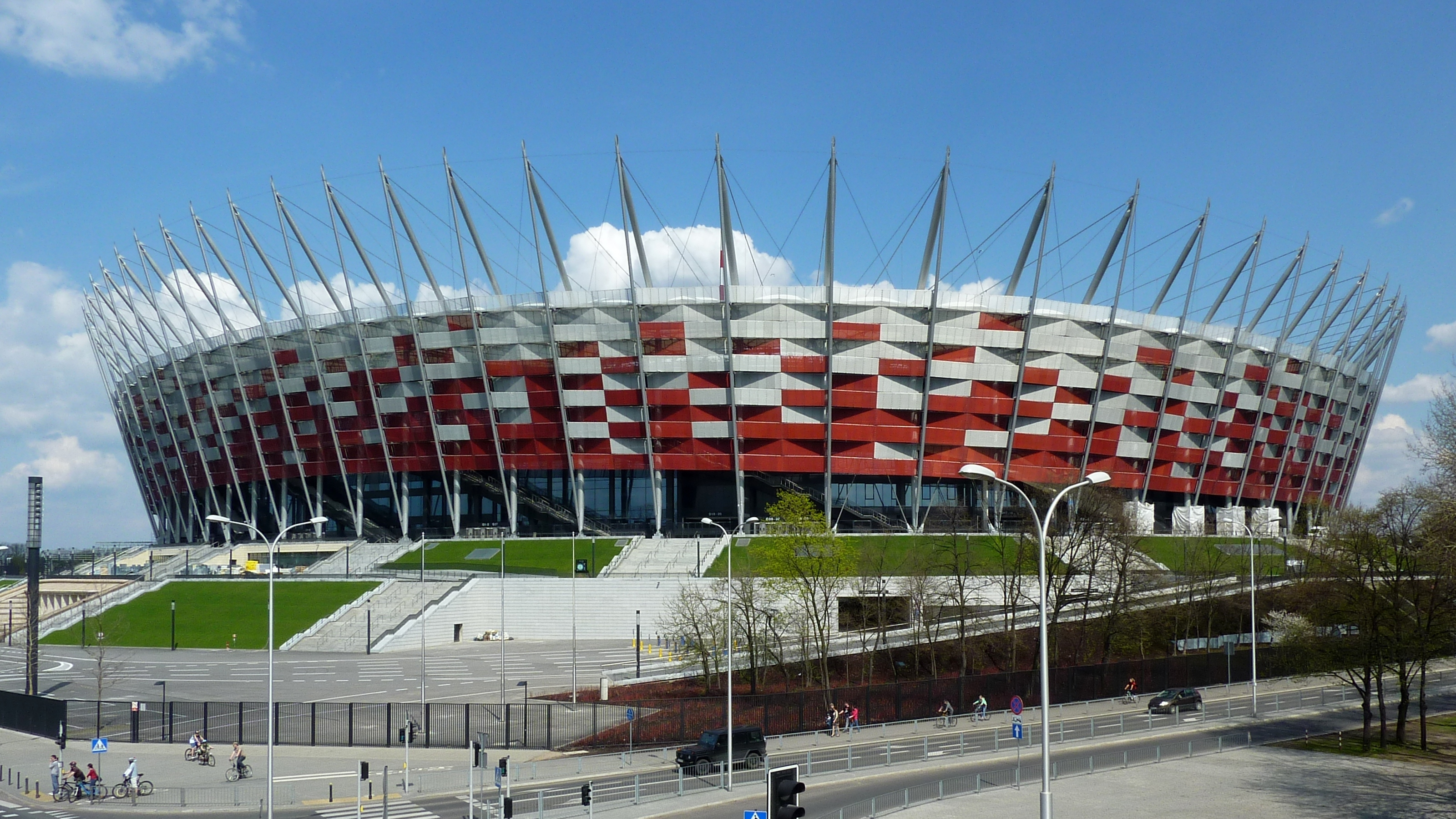
Stadion Narodowy

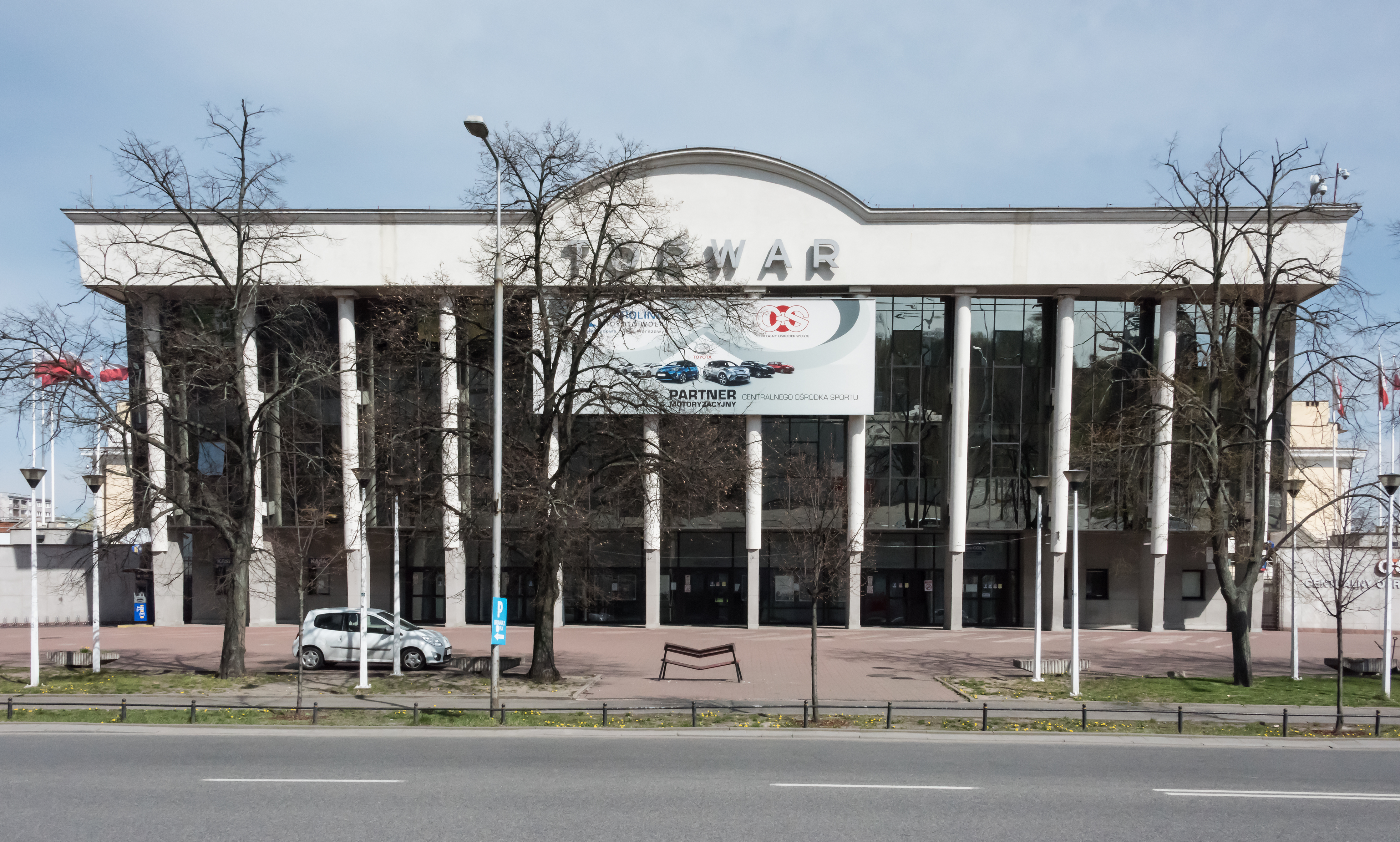
Hala Torwar – największa hala w Warszawie (4824 miejsca na trybunach)

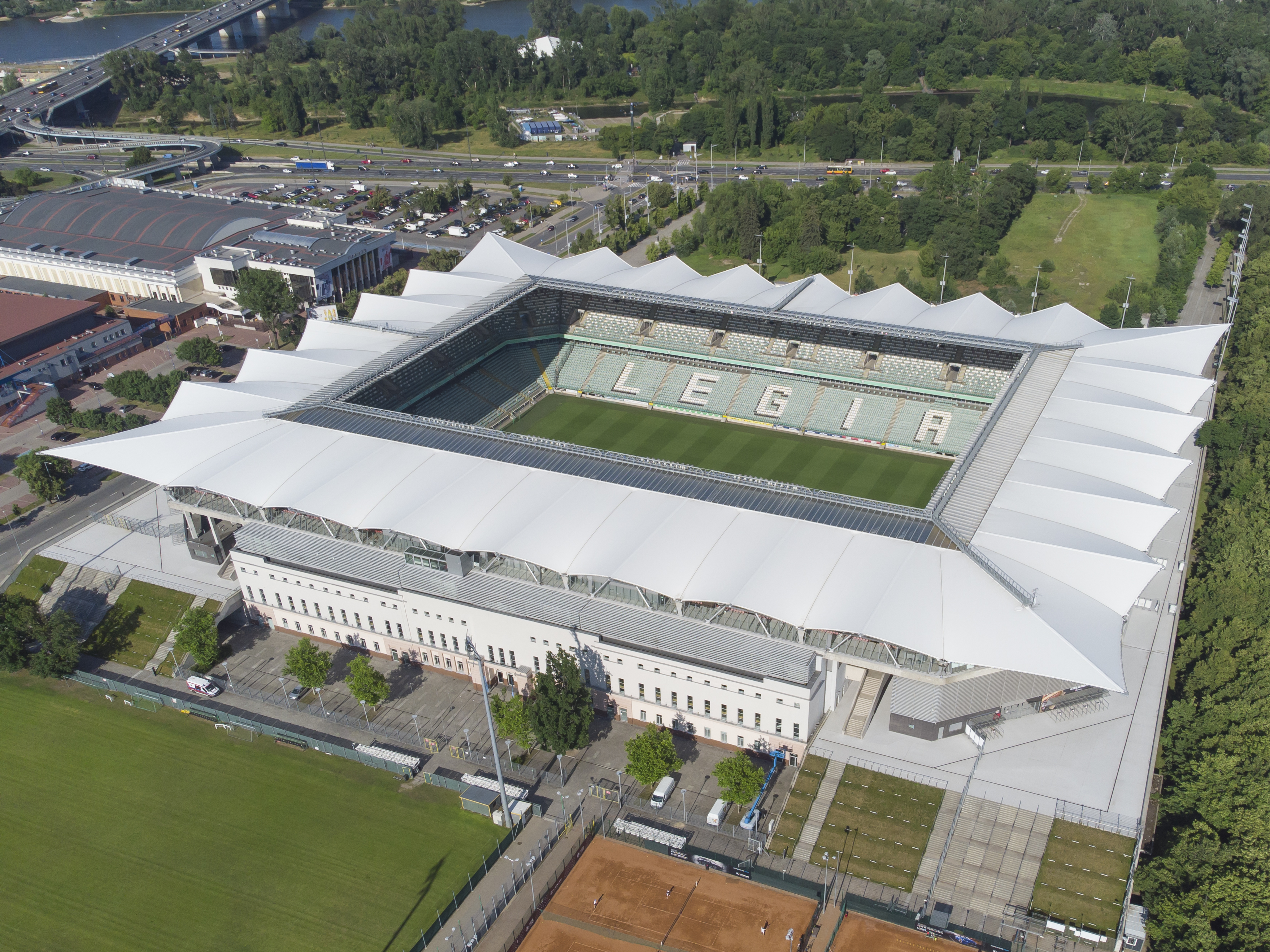
Stadion Wojska Polskiego im. Marszałka Józefa Piłsudskiego

### Historia
Pierwsze warszawskie organizacje sportowe zaczęły powstawać w drugiej połowie XIX wieku. W 1878 powstało Warszawskie Towarzystwo Wioślarskie. W 1886 zorganizowano Warszawskie Towarzystwo Cyklistów (WTC). Wtedy też odbyły się pierwsze większe imprezy sportowe. Pojawiła się również prasa sportowa, jak np. czasopismo „Kolarz, Wioślarz, Łyżwiarz”.
Dynamiczny rozwój warszawskiego sportu przypada jednak na pierwsze lata XX wieku. 25 sierpnia 1900 WTC wraz z pismem „Kolarz, Wioślarz, Łyżwiarz” zorganizowało pierwszy długodystansowy wyścig kolarski na trasie Warszawa – Lublin – Warszawa. Najlepszą polską cyklistką przełomu wieków była Karolina Kocięcka, która w 1900 wyruszyła rowerem z Warszawy do Paryża na II Igrzyska Olimpijskie i Wystawę Światową. Pierwsze na ziemiach polskich wyścigi kolarskie z udziałem prowadzącego motocykla odbyły się na torze kolarskim WTC na Dynasach podczas Wystawy Sportowej, którą otwarto 30 maja 1903. 4 czerwca miał miejsce wyścig amatorski, a 18 czerwca bito rekord przejazdu w ciągu jednej godziny. WTC brało też udział w przygotowaniu pierwszego na ziemiach polskich motocyklowego wyścigu szosowego na trasie o długości 100 kilometrów. Odbył się on pod Warszawą 2 sierpnia 1903.
21 maja 1901 na terenie parku w Łazienkach otwarto tor wyścigów konnych o długości 2200 metrów. Posiadał on 24 przeszkody stałe oraz rowy i skarpy. Konkursy hippiczne odbywały się tam corocznie do wybuchu I wojny światowej.
10 listopada 1905 rozpoczęło działalność w Warszawie pierwsze „gniazdo” „Sokoła” im. Tadeusza Kościuszki. 4 marca 1906 ukazał się natomiast pierwszy numer tygodnika „Sokół”. Było to skierowane do młodzieży pismo propagujące usprawniające i niezbędne w prawidłowym rozwoju ćwiczenia gimnastyczne. W październiku 1906 powstała zaś pierwsza kobieca organizacja gimnastyczna – gniazdo „Sokoła” o nazwie „Grażyna”, którego członkiniami mogły być tylko kobiety. Inicjatorką jej powstania była Helena Kuczalska-Prawdzic.
29 września 1909 na Agrykoli w ramach Dni Sportu zorganizowanych przez sekcję gier Warszawskiego Koła Sportowego odbył się po raz pierwszy mecz drużyny Warszawskiego Klubu Sportowego z reprezentacją krakowskiej Wisły (7:0 dla Wisły). W październiku 1912 utworzono pierwszy wyłącznie kobiecy klub sportowy na ziemiach polskich – Warszawski Klub Wioślarek. W listopadzie 1912 przy Nowym Świecie otwarto natomiast sztuczne lodowisko Palais de Glace z płytą lodową o powierzchni 1500 m kw.
Wybuch pierwszej wojny światowej nie zahamował rozwoju warszawskiego sportu. Obok już działających Klubu Sportowego „Polonia”, Akademickiego Związku Sportowego i Klubu Sportowego „Korona”, utworzono Związek Polskich Stowarzyszeń Sportowych i Gimnastycznych, którego zjazd połączony z zawodami sportowymi odbył się w parku Agrykola w dniach 20–22 września 1918. W lutym 1917 powstało natomiast Polskie Towarzystwo Żeglugi Napowietrznej. W czerwcu 1917 utworzono pierwszą szkołę pływania dla kobiet, którą kierowała p. Łączewska – ówczesna mistrzyni pływacka. Od 29 kwietnia 1915 zaczął ukazywać się w Warszawie „Sport Polski” – jedyne pismo sportowe na ziemiach polskich podczas I wojny światowej. Wcześniej ukazywał się tygodnik ilustrowany „Sport”.

### Obiekty sportowe
Największy obiekt sportowy w Warszawie to wielofunkcyjny Stadion Narodowy mieszczący 58 tys. widzów, na którym mogą się odbywać mecze piłkarskie, rugby, footballu amerykańskiego oraz widowiska rozrywkowe. Zastąpił dawny lekkoatletyczny Stadion Dziesięciolecia, który funkcjonował 1955–2007 i mieścił maksymalnie 100 tys. widzów. W Warszawie istnieją również: 31-tysięczny piłkarski Stadion Wojska Polskiego w Warszawie, lekkoatletyczne stadiony Gwardii Warszawa oraz Skry Warszawa oraz 7-tysięczny piłkarski Stadion Polonii.
W Warszawie jest także zlokalizowane kilkanaście hal sportowych, w tym największa, mogąca pomieścić na swoich trybunach 4 tys. widzów Hala Torwar, Tor wyścigów konnych na Służewcu, Tor łyżwiarski Stegny, kilka krytych lodowisk, kilkadziesiąt całorocznych basenów i kortów tenisowych, m.in. klubu sportowego Warszawianka. Mieszczą się tu siedziby Narodowego Centrum Sportu oraz Centrum Olimpijskiego.

### Kluby sportowe
Do sezonu 2012/2013 dwa warszawskie kluby piłkarskie występowały w Ekstraklasie: Legia Warszawa oraz Polonia Warszawa (klub został rozwiązany po sezonie 2012/2013 za długi).
Główne warszawskie kluby sportowe, w których uprawia się różne dyscypliny sportowe (alfabetycznie):
| Poz. | Klub                 | Zał. | Dyscypliny                                                                                   | Obiekty                  | Pojemność | Lokalizacja        |
| ---- | -------------------- | ---- | -------------------------------------------------------------------------------------------- | ------------------------ | --------- | ------------------ |
| 1.   | CWKS Legia Warszawa  | 1916 | piłka nożna, koszykówka, hokej na lodzie, siatkówka, lekkoatletyka, tenis ziemny, szermierka | Stadion Wojska Polskiego | 30 967    | ul. Łazienkowska 3 |
| 2.   | Polonia Warszawa     | 1911 | piłka nożna, koszykówka, szachy, pływanie, tenis stołowy, lekkoatletyka                      | Stadion Polonii Warszawa | 7150      | ul. Konwiktorska 6 |
| 3.   | KS Warszawianka      | 1921 | pływanie, tenis ziemny, piłka ręczna, szermierka                                             | Basen olimpijski i korty | 4 400     | ul. Merliniego 2   |
| 4.   | RKS Skra Warszawa    | 1921 | lekkoatletyka, rugby, rzut młotem, piłka nożna                                               | Stadion Skry             | 15 000    | ul. Wawelska 5     |
| 5.   | WKS Gwardia Warszawa | 1948 | piłka nożna, boks, lekkoatletyka, strzelectwo, judo, zapasy                                  |                          |           |                    |

### Imprezy sportowe

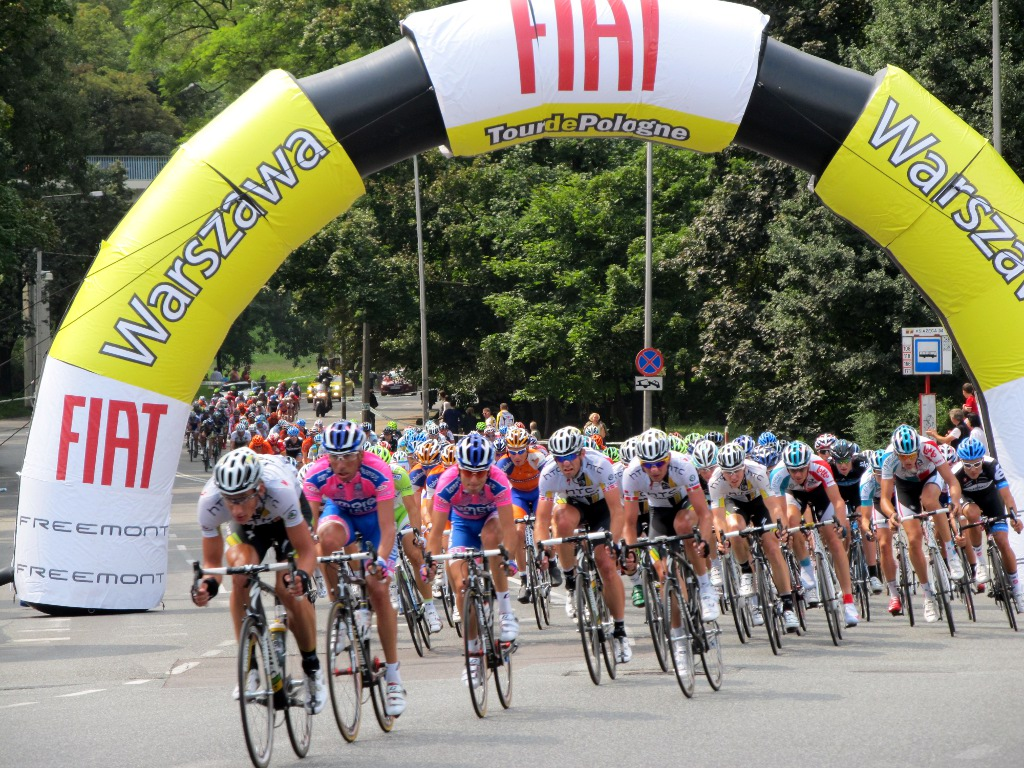
TdP'2011 w Warszawie

Przez Warszawę prowadzi trasa dorocznych zawodów kolarskich Tour de Pologne. Miasto jest również gospodarzem biegów masowych: Półmaratonu Warszawskiego (marzec), Maratonu Warszawskiego (maj/wrzesień), Biegu Wisły, Irena Run i Biegnij Warszawo (październik).
Korty KSP Warszawianka goszczą regularnie turnieje tenisowe m.in.: J&S Cup, Suzuki Warsaw Masters 2008 oraz Polsat Warsaw Open. Od 1921 odbywają się piłkarskie Derby Warszawy rozgrywane pomiędzy warszawskimi klubami Legią Warszawa i Polonią Warszawa. Na torze Służewiec odbywają się gonitwy konne – Wielka Warszawska. Regularnie odbywają się tu Halowe Mistrzostwa Polski Seniorów w Lekkoatletyce, Mistrzostwa Polski Seniorów w Lekkoatletyce, Memoriały Janusza Kusocińskiego oraz Kamili Skolimowskiej.
W 2008 Warszawa otrzymała tytuł Europejskiej Stolicy Sportu. W Warszawie funkcjonują sportowe towarzystwa: Cyklistów, Wioślarskie, Szachistów oraz Łyżwiarskie.
W 2012 stolica była jednym z ośmiu miast-gospodarzy największego sportowego wydarzenia w Polsce – Mistrzostw Europy w Piłce Nożnej. Na Stadionie Narodowym rozegrano łącznie pięć meczów: trzy w fazie grupowej (w tym dwa z udziałem reprezentacji Polski, z czego jeden był meczem otwarcia) oraz po jednym ćwierćfinale i półfinale.
Warszawa ubiegała się o zorganizowanie IX Igrzysk Frankofonii w 2021.

### Rekreacja

#### Baseny
W Warszawie funkcjonuje ponad 30 basenów, w tym – w sezonie letnim – cztery odkryte: Moczydło przy Górczewskiej, WOW Wisła Inflancka przy ul. Inflanckiej, Park Kultury w Powsinie przy ul. Maślaków i w parku Szczęśliwickim.

#### Porty
W Warszawie funkcjonują trzy porty rzeczne: port Czerniakowski, port Praski i port Żerański.

#### Brzegi Wisły
W ostatnich latach oba brzegi Wisły stały się popularnym miejscem wypoczynku, rozrywki i rekreacji. Przebudowano bulwary wiślane, urządzono kilka plaż, a w sezonie letnim działają tam liczne klubokawiarnie. Na praskim brzegu rzeki, który zachował charakter zbliżony do naturalnego, powstała m.in. nadwiślańska ścieżka rekreacyjna, a w 2019 wybudowano pawilon edukacyjny w formie głazu.

## Religia

### Kościoły i związki wyznaniowe
Warszawa jest siedzibą władz zwierzchnich i jednostek administracyjnych wielu Kościołów i związków wyznaniowych: Konferencji Episkopatu Polski, archidiecezji warszawskiej i diecezji warszawsko-praskiej Kościoła rzymskokatolickiego, władz zwierzchnich: Kościoła Adwentystów Dnia Siódmego, Kościoła Chrześcijan Baptystów, Kościoła Ewangelicko-Augsburskiego, Kościoła Ewangelicko-Reformowanego, Kościoła Ewangelicko-Metodystycznego, Kościoła Zielonoświątkowego, Armii Zbawienia, władz zwierzchnich oraz diecezji warszawskiej Kościoła Polskokatolickiego, kustodii warszawskiej Kościoła Katolickiego Mariawitów, władz zwierzchnich (metropolii warszawskiej i całej Polski) oraz diecezji warszawsko-bielskiej i ordynariatu polowego Polskiego Autokefalicznego Kościoła Prawosławnego. Z tego względu w stolicy znajdują się: jedna archikatedra, sześć katedr i dwie konkatedry.
W Warszawie znajdują się także parafie i zbory innych wyznań katolickich (w tym starokatolickich) i protestanckich, siedziby gmin żydowskich, wspólnot buddyjskich i gminy muzułmańskiej. Świadkowie Jehowy należeli w 2022 do 58 zborów.

### Religijność mieszkańców Warszawy
Podczas badania sondażowego, przeprowadzonego w 2010 przez zespół socjologów z UKSW, 66% ankietowanych mieszkańców Warszawy zadeklarowało się jako osoby wierzące, a 6% jako osoby niewierzące. Na msze uczęszczało 32% wiernych archidiecezji warszawskiej, oraz 34% wiernych diecezji warszawsko-praskiej. W 2016 Eucharystię przyjmowało ok. 15% wiernych.
Według Narodowego Spisu Powszechnego w 2021 roku 52,27% mieszkańców Warszawy deklarowało się jako osoby wierzące, w tym 50,76% należało do Kościoła rzymskokatolickiego; 18,84% osób nie należało do żadnego wyznania, 28,77% osób odmówiło odpowiedzi na pytanie.
Z Warszawy co roku wyrusza kilka pieszych pielgrzymek na Jasną Górę, w tym najliczniejsza w Polsce, 300-letnia Warszawska Pielgrzymka Piesza, a także Warszawska Akademicka Pielgrzymka Metropolitalna i Praska Pielgrzymka Piesza Pomocników Matki Kościoła.
W stolicy znajduje się kilka sanktuariów maryjnych – m.in. sanktuarium Matki Boskiej Łaskawej z jej obrazem koronowanym w 1651 w obecności króla Jana Kazimierza. Matka Boska Łaskawa jest główną patronką Warszawy. Innym patronem miasta jest bł. Władysław z Gielniowa, bernardyn z kościoła św. Anny. Największym kultem jest otaczany św. Andrzej Bobola, patron metropolii warszawskiej, którego relikwie znajdują się w sanktuarium św. Andrzeja Boboli na Mokotowie.

### Galeria

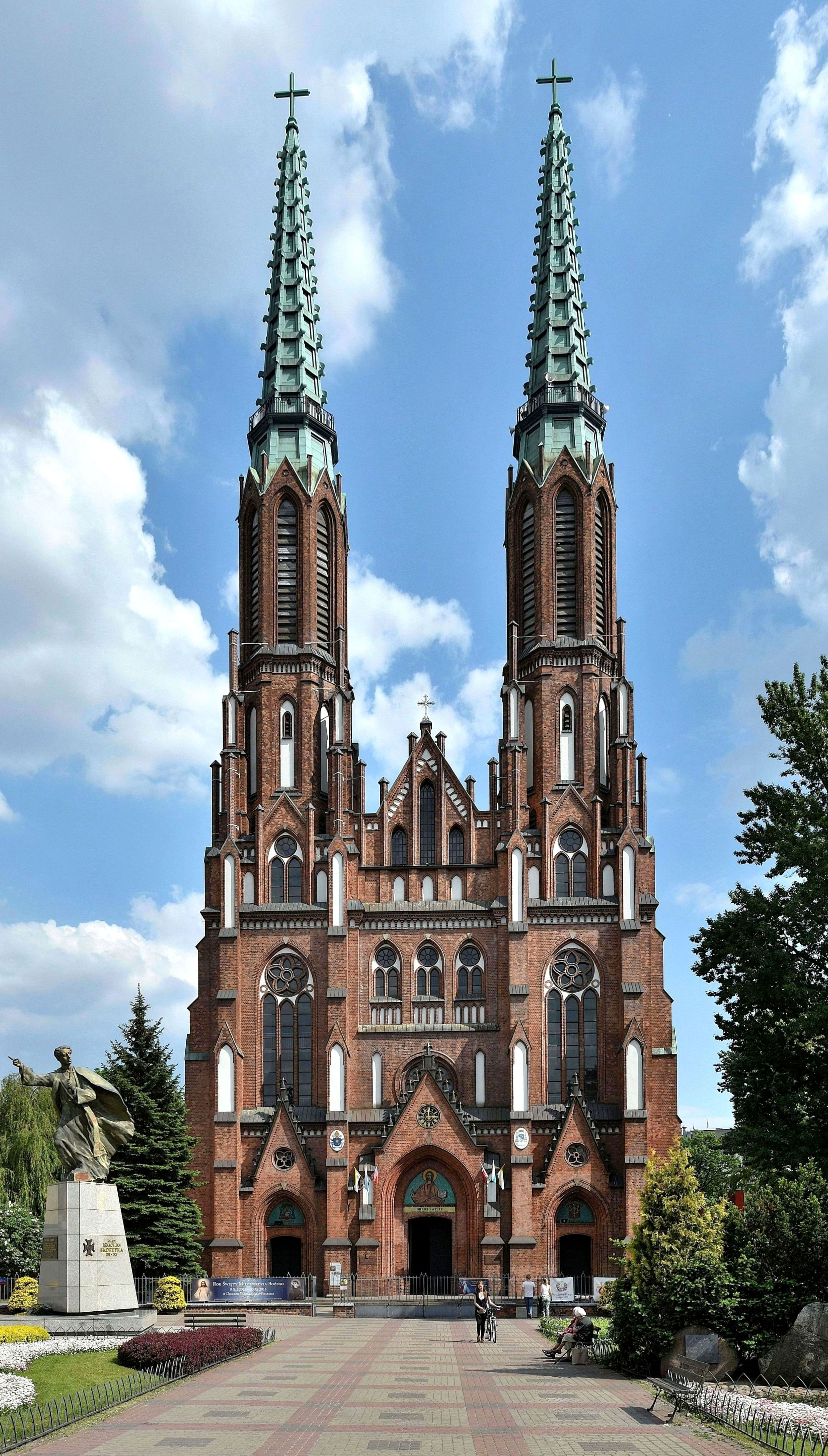
Bazylika katedralna św. Michała i św. Floriana, katedra diecezji warszawsko-praskiej
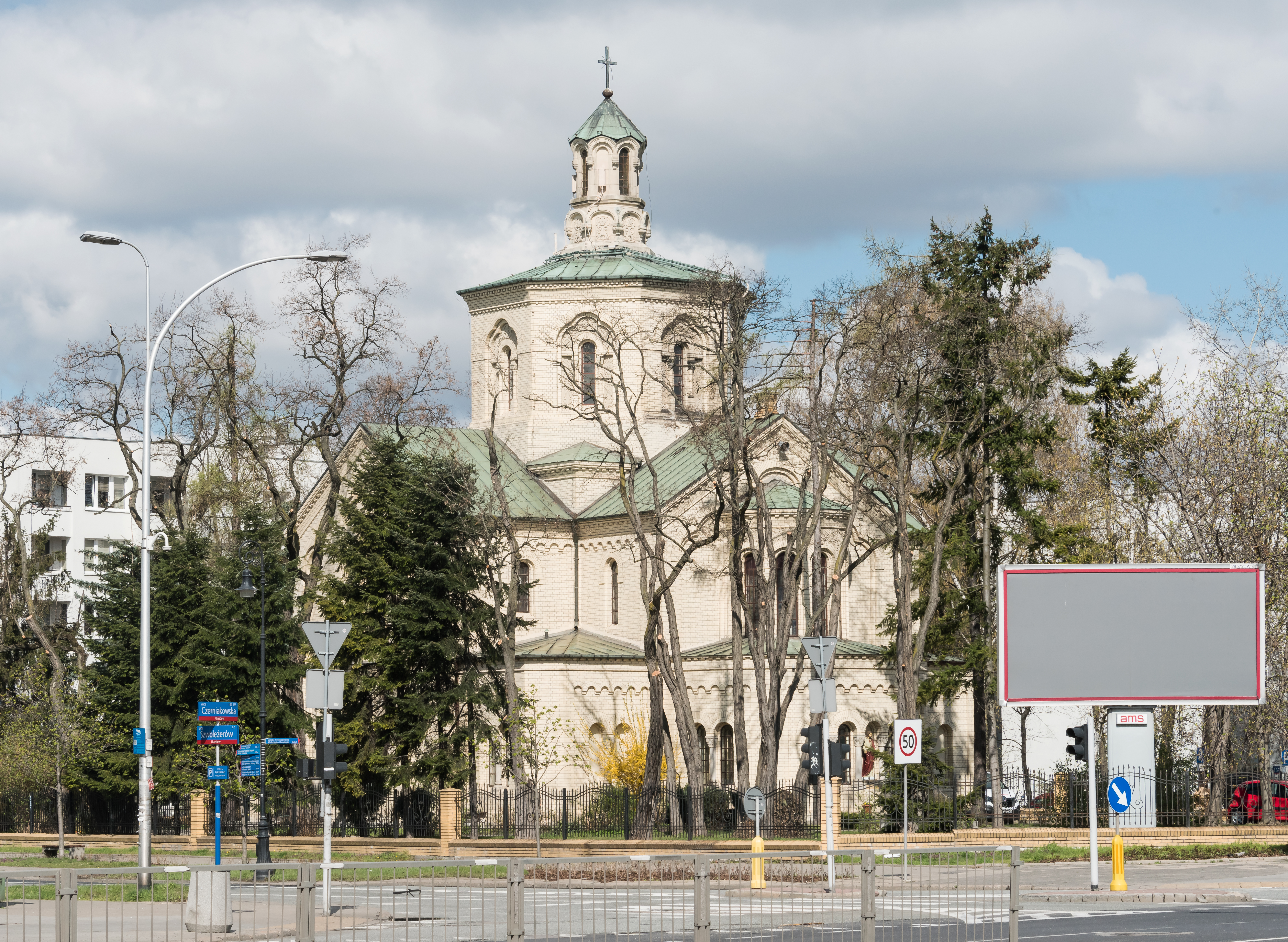
Katedra Świętego Ducha, główna świątynia Kościoła polskokatolickiego
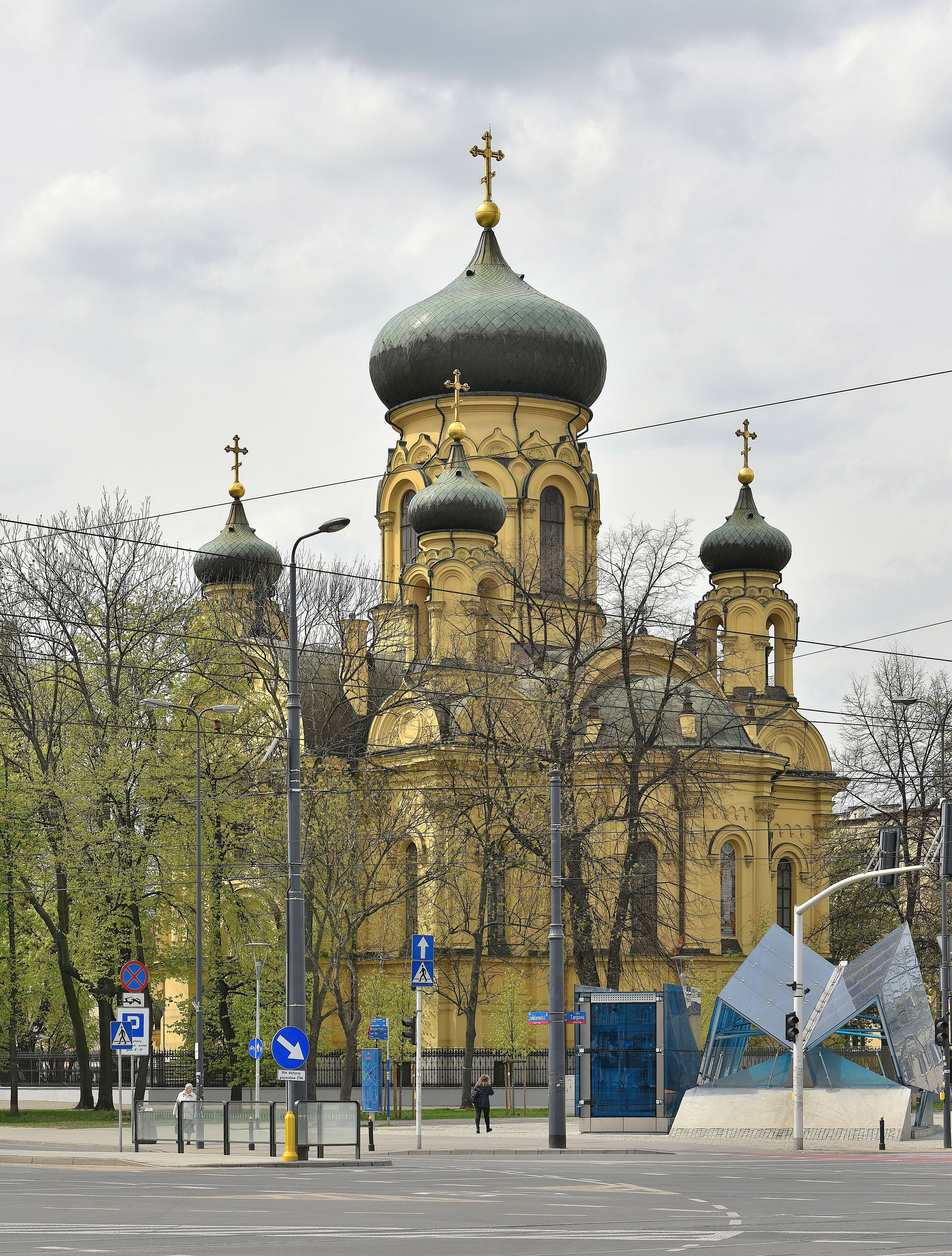
Sobór Świętej Marii Magdaleny, główna świątynia polskiej Cerkwi Prawosławnej
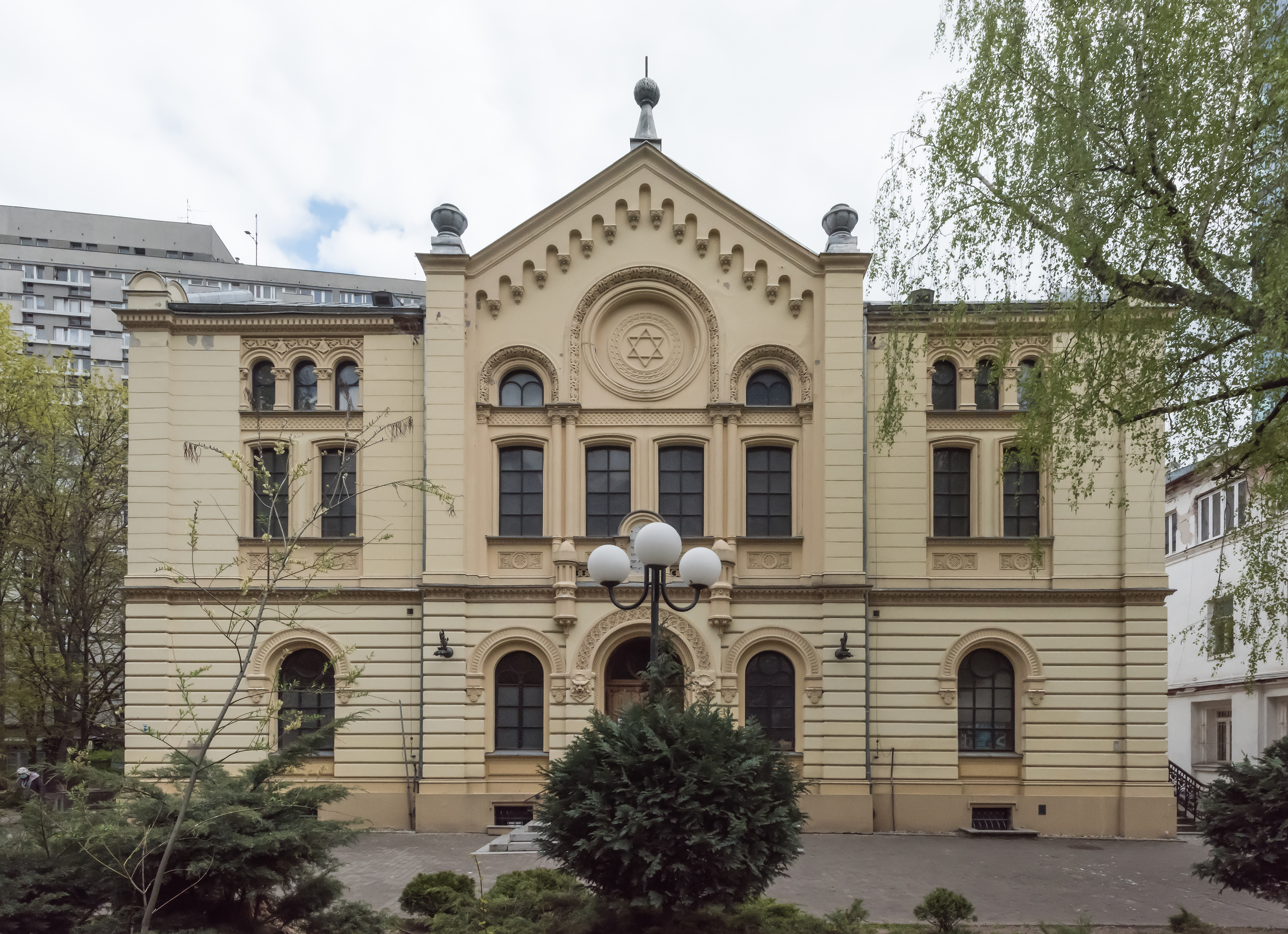
Synagoga Nożyków, główna synagoga Gminy Wyznaniowej Żydowskiej w Warszawie
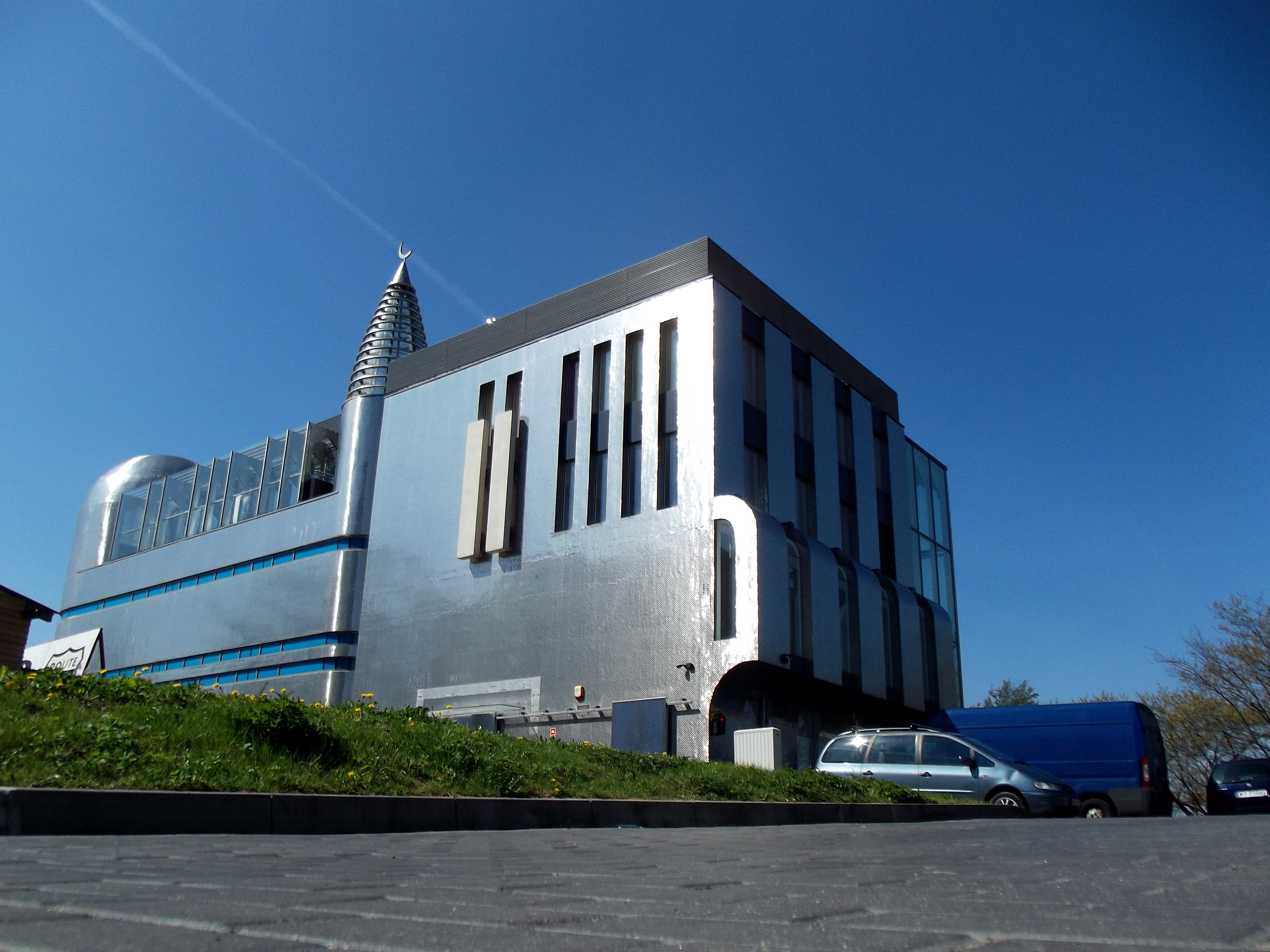
Ośrodek Kultury Muzułmańskiej i meczet Ligi Muzułmańskiej w RP
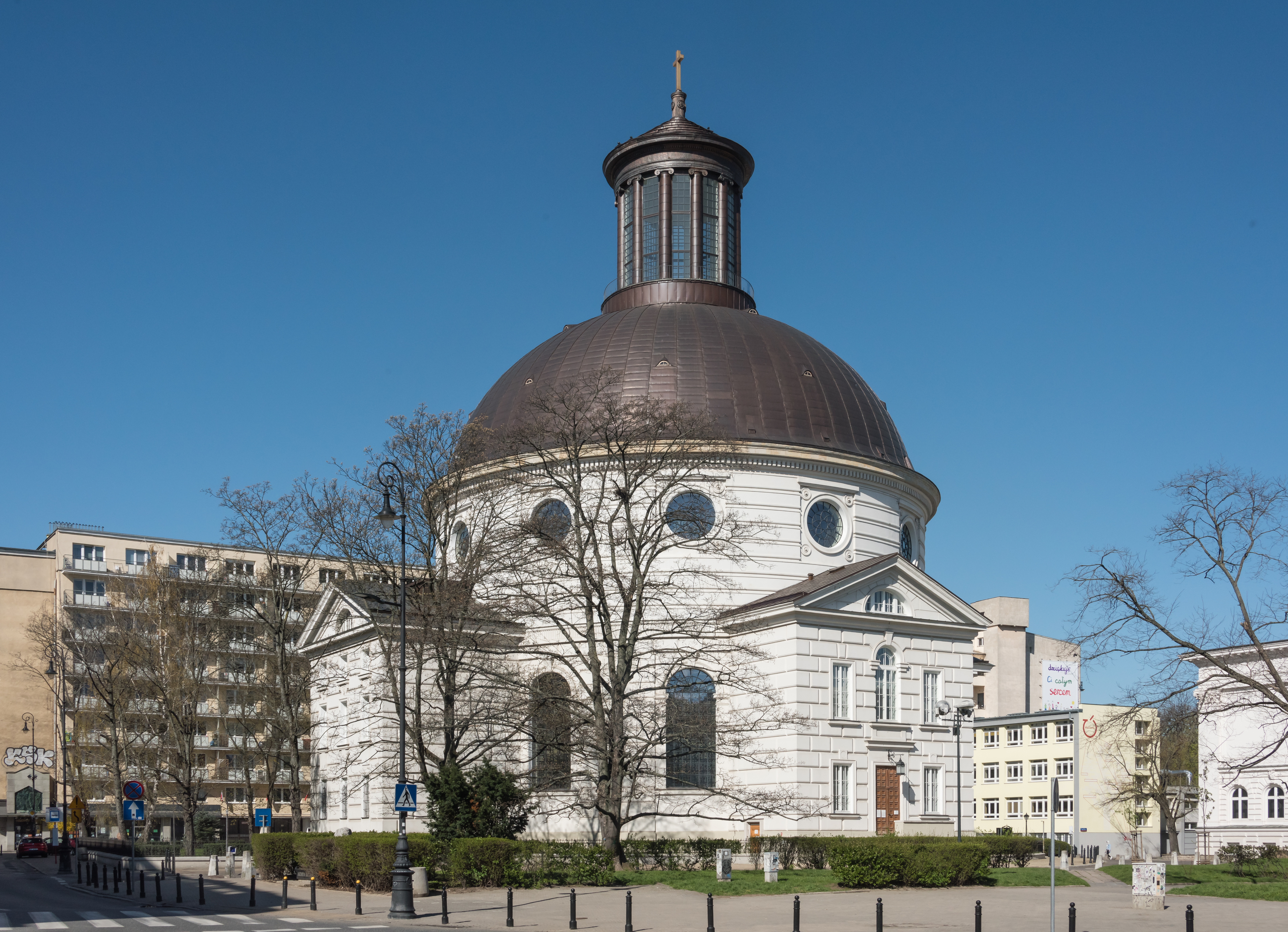
Kościół parafii ewangelicko-augsburskiej
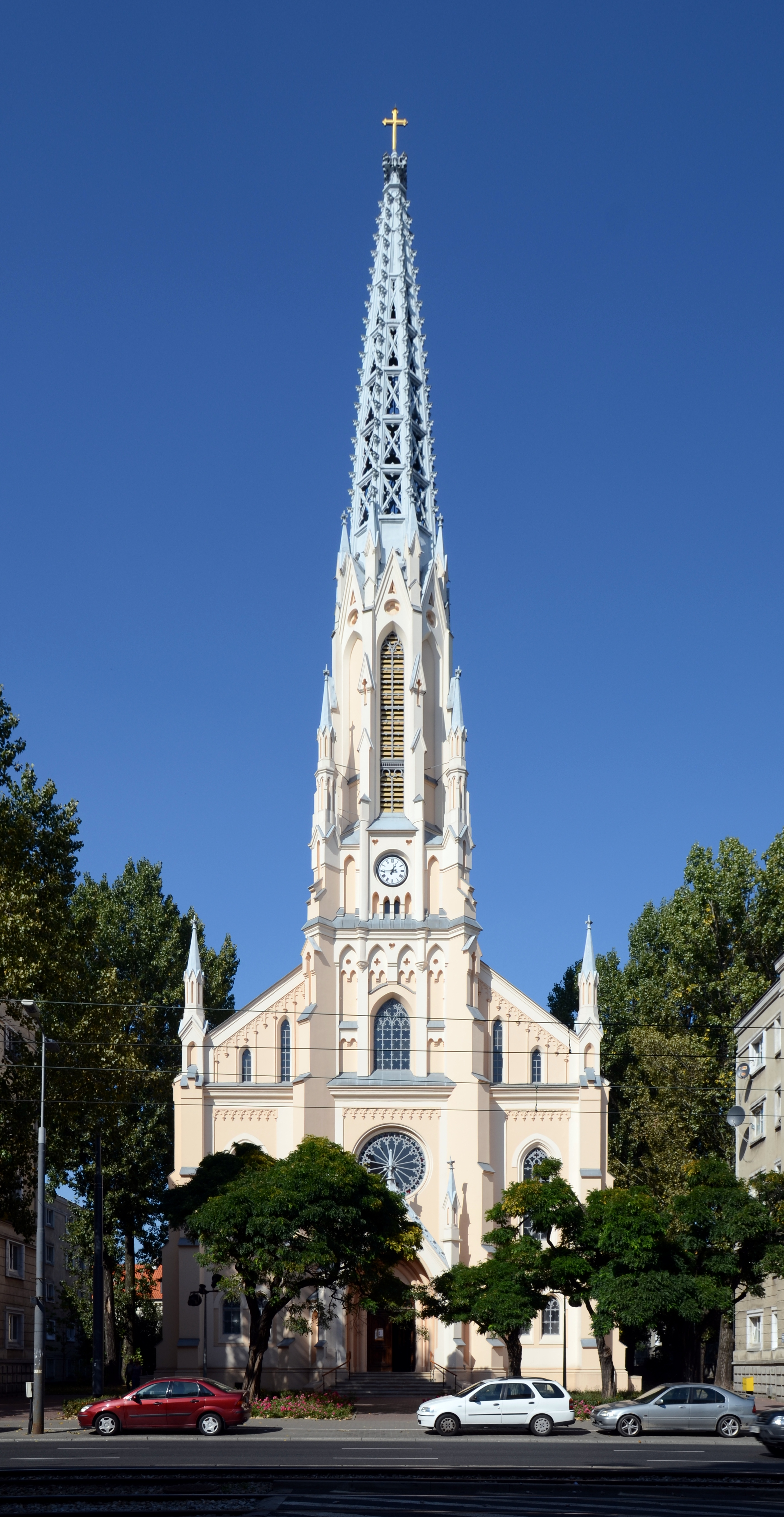
Kościół ewangelicko-reformowany
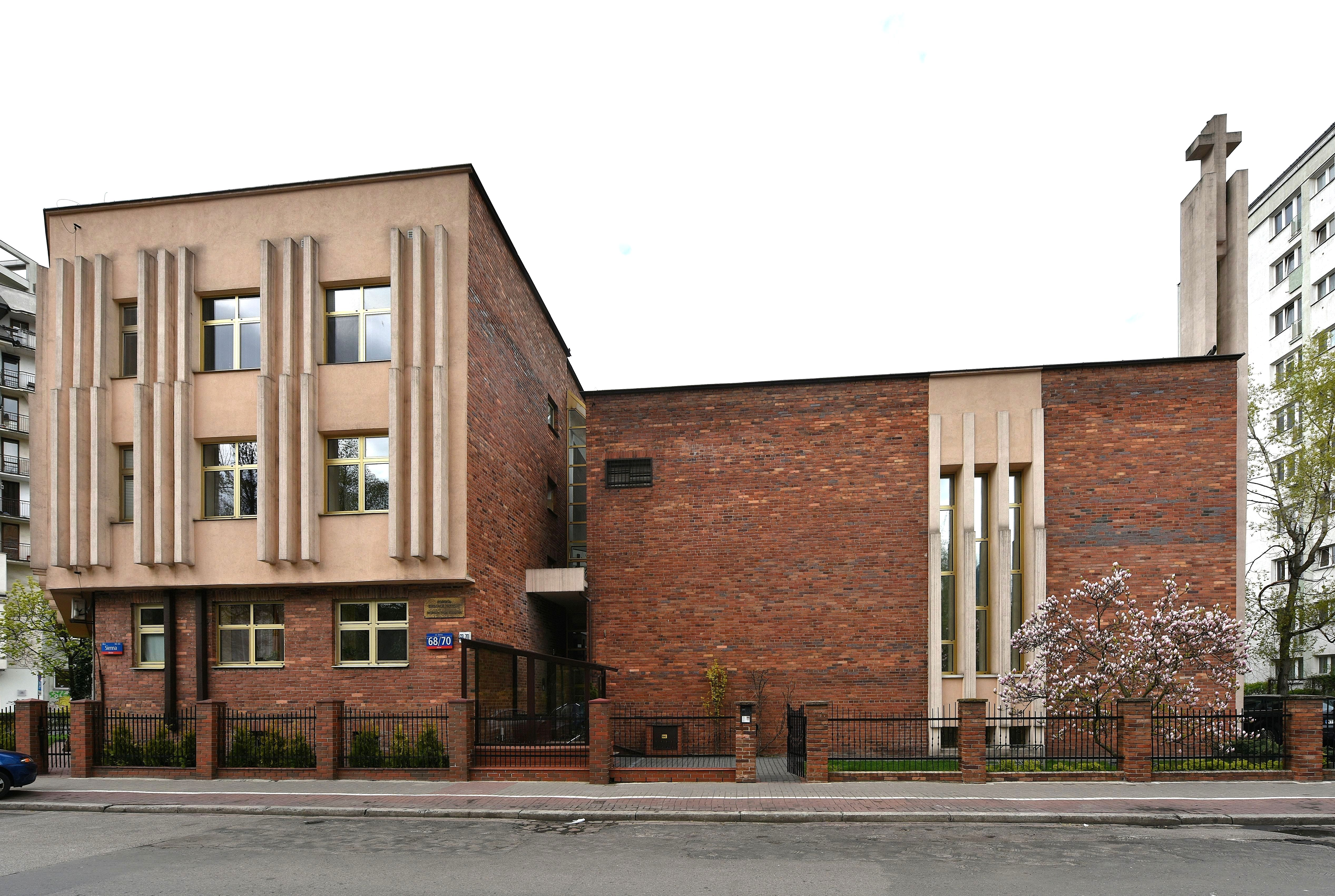
Zbór Stołeczny Kościoła Zielonoświątkowego
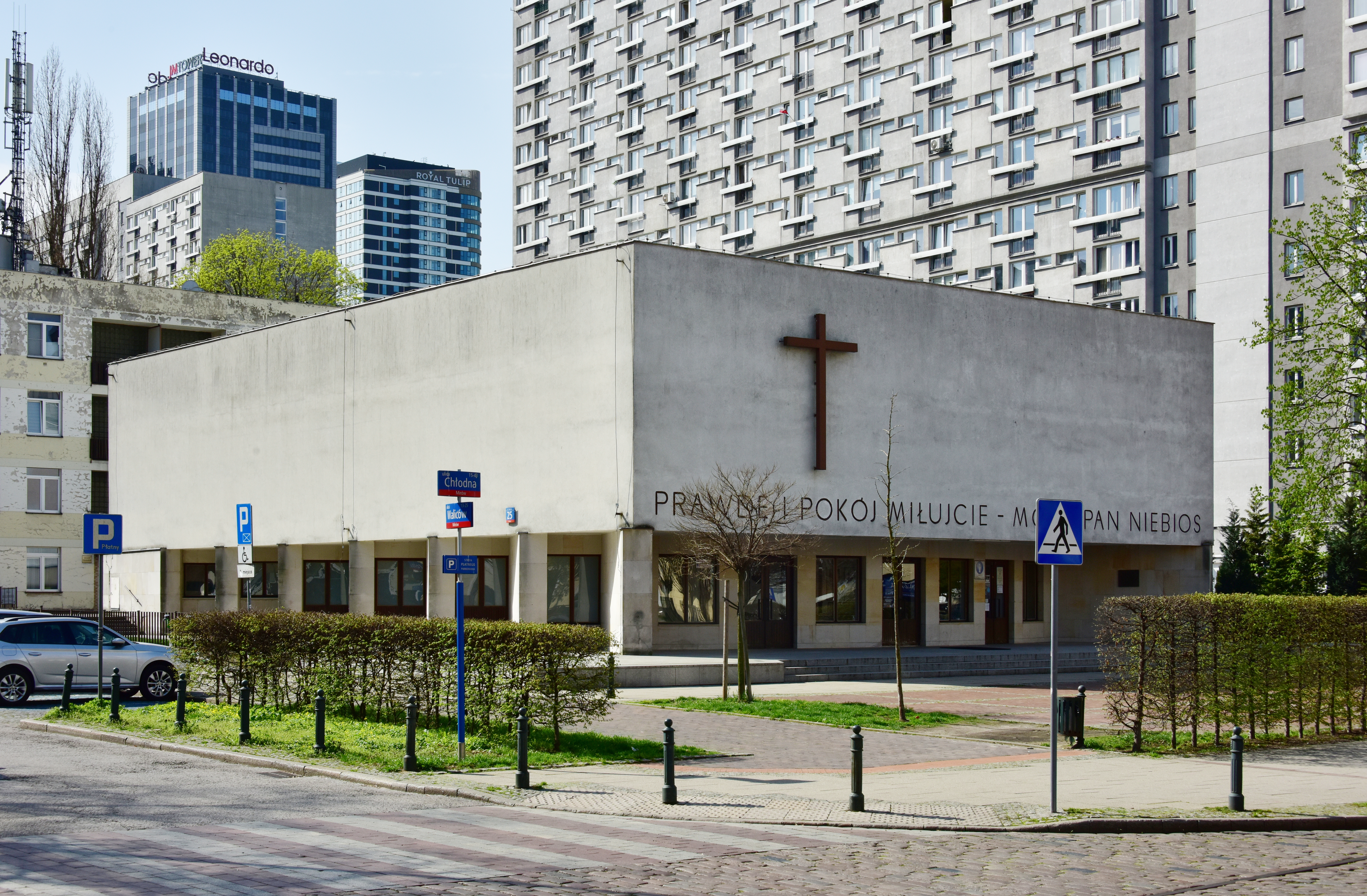
Zbór Kościoła Chrześcijan Baptystów
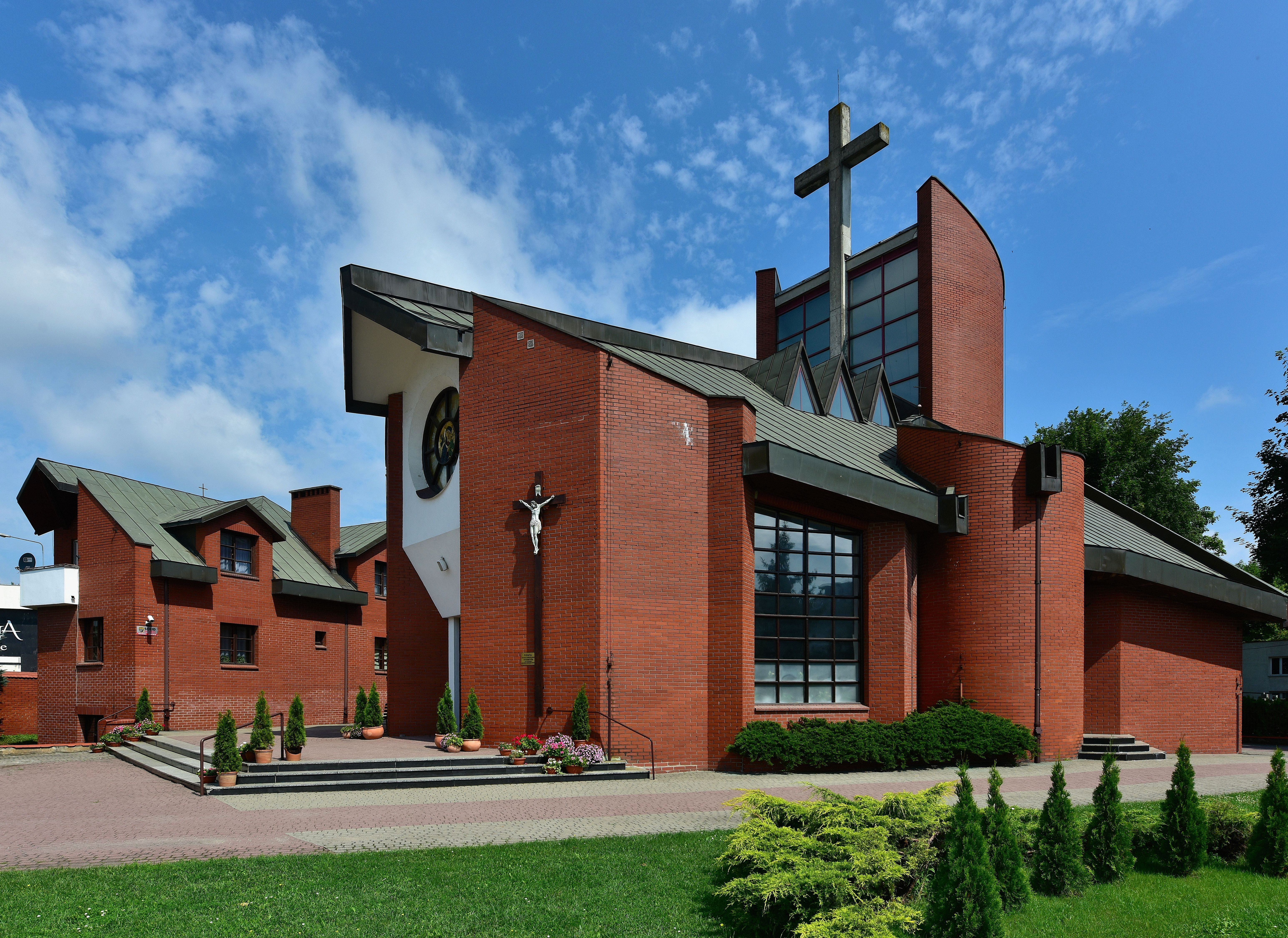
Kościół Matki Boskiej Nieustającej Pomocy parafii starokatolickiej mariawitów

## Przyroda

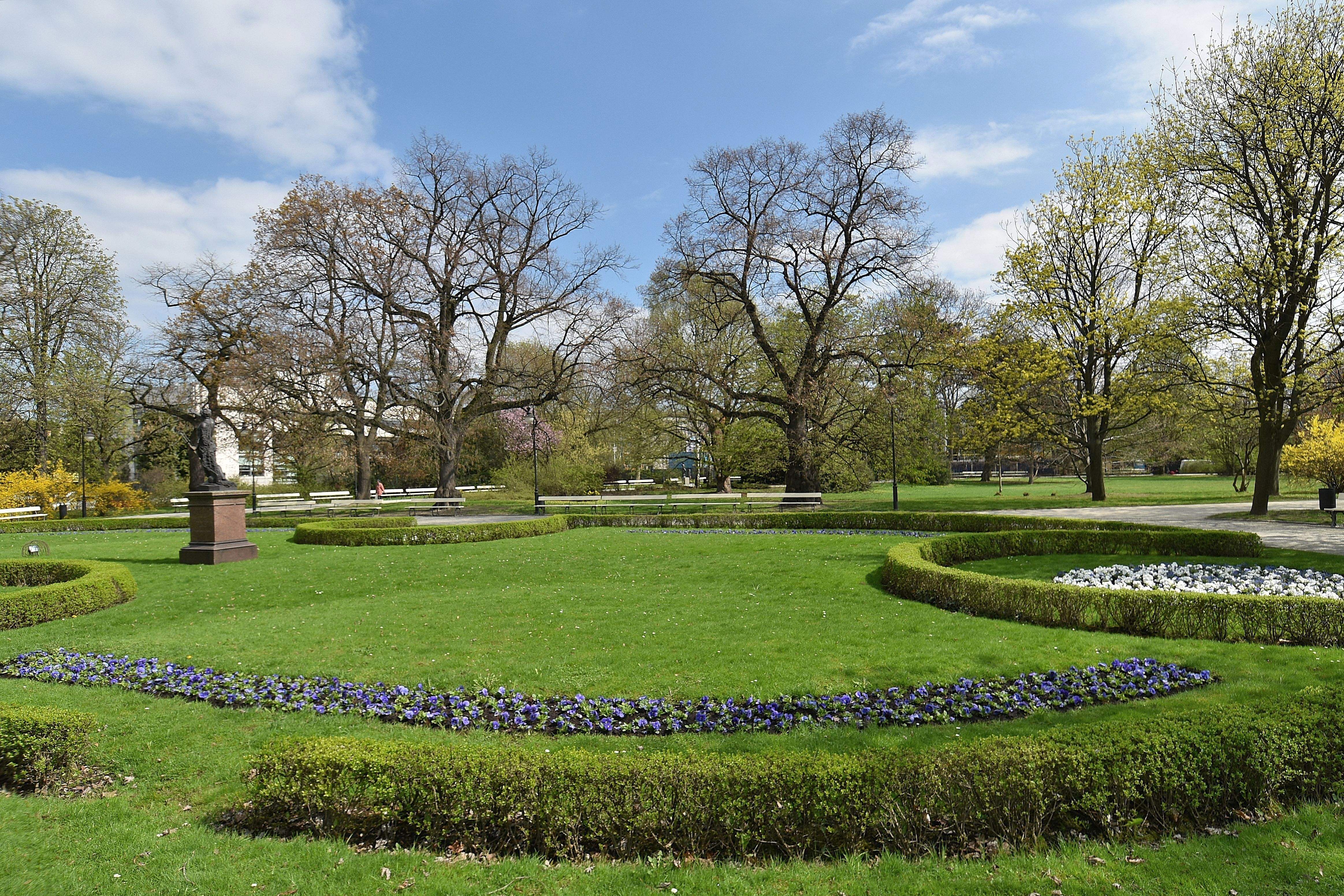
Park Ujazdowski

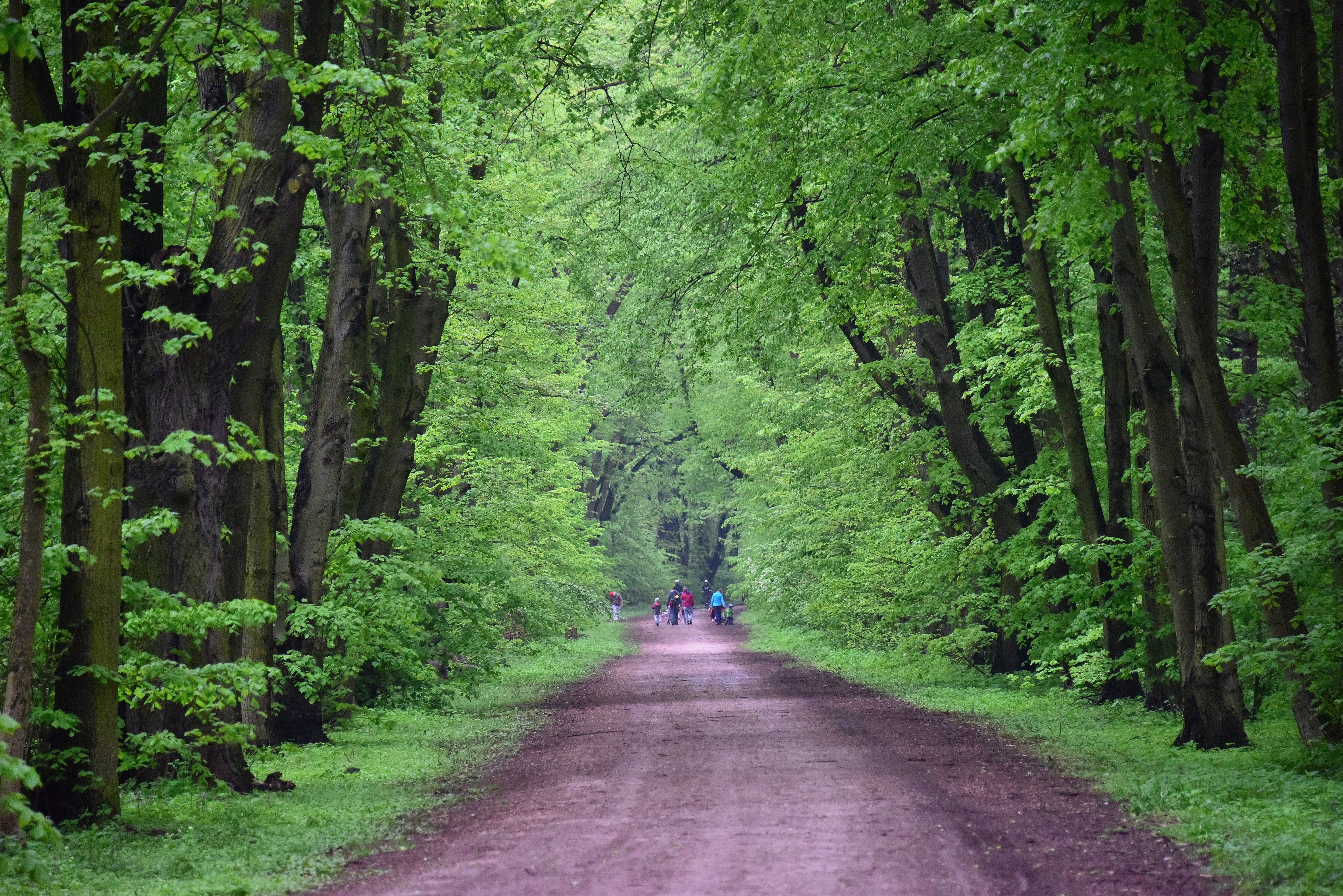
Park Młociński

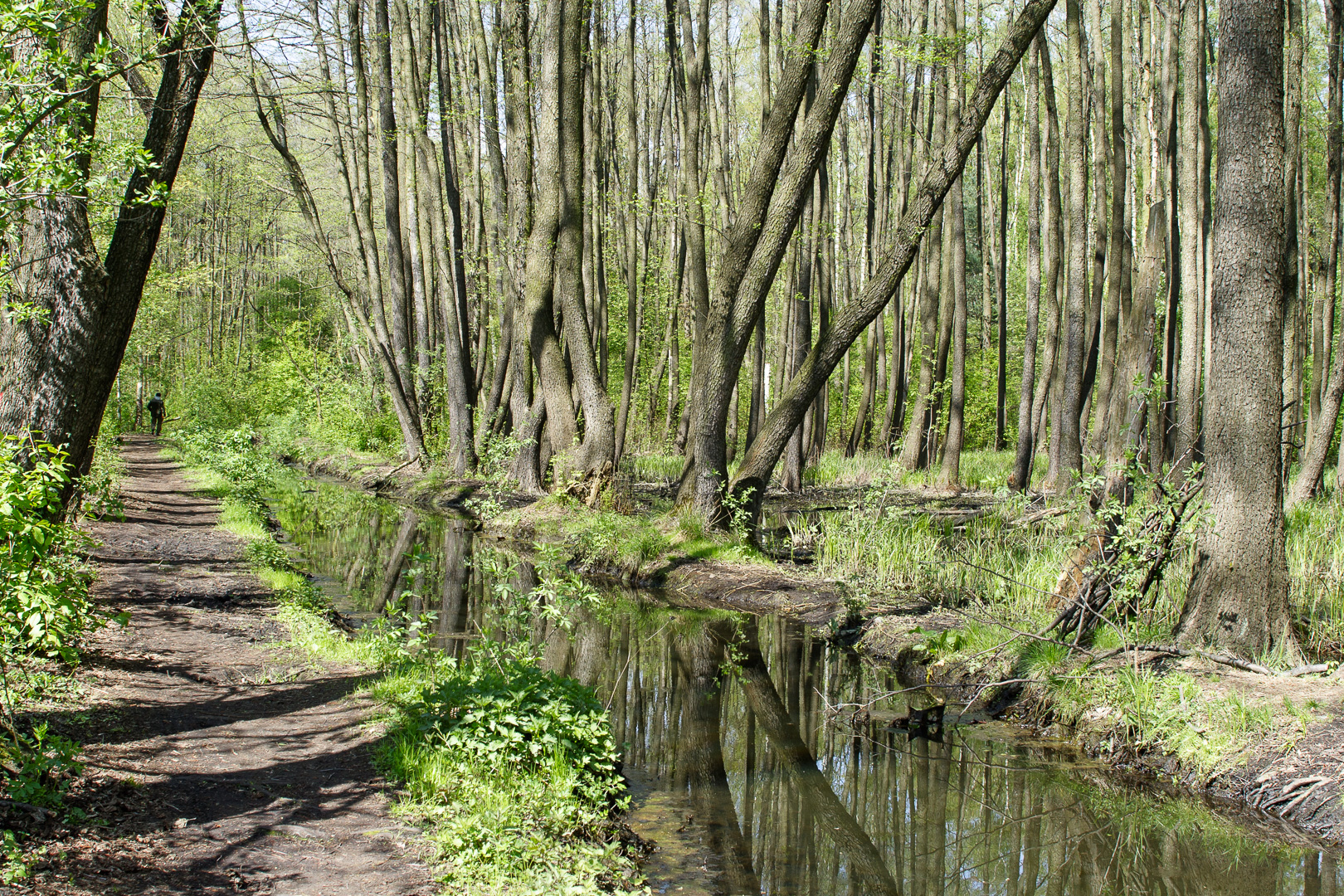
Rezerwat przyrody Olszynka Grochowska

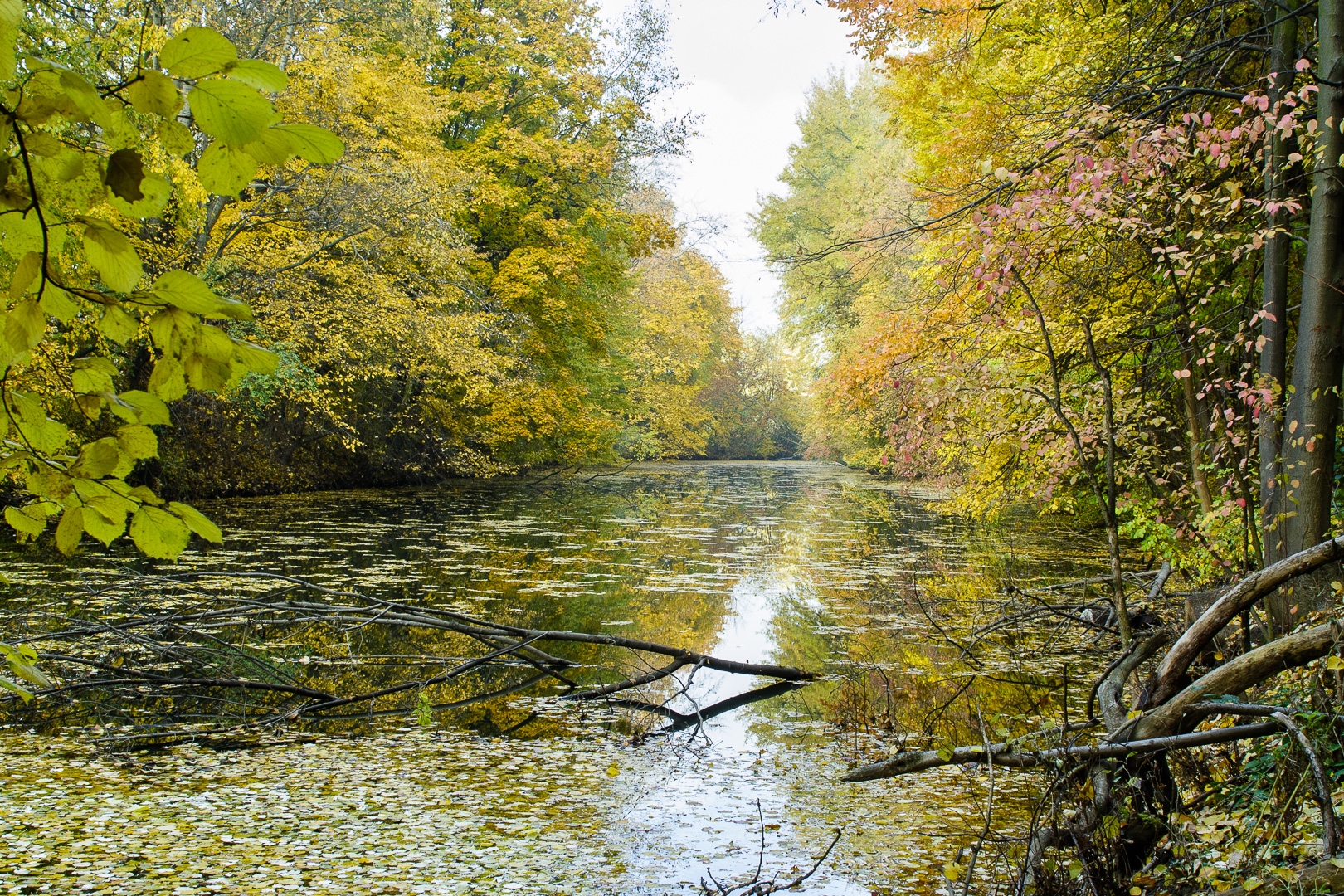
Rezerwat przyrody Morysin

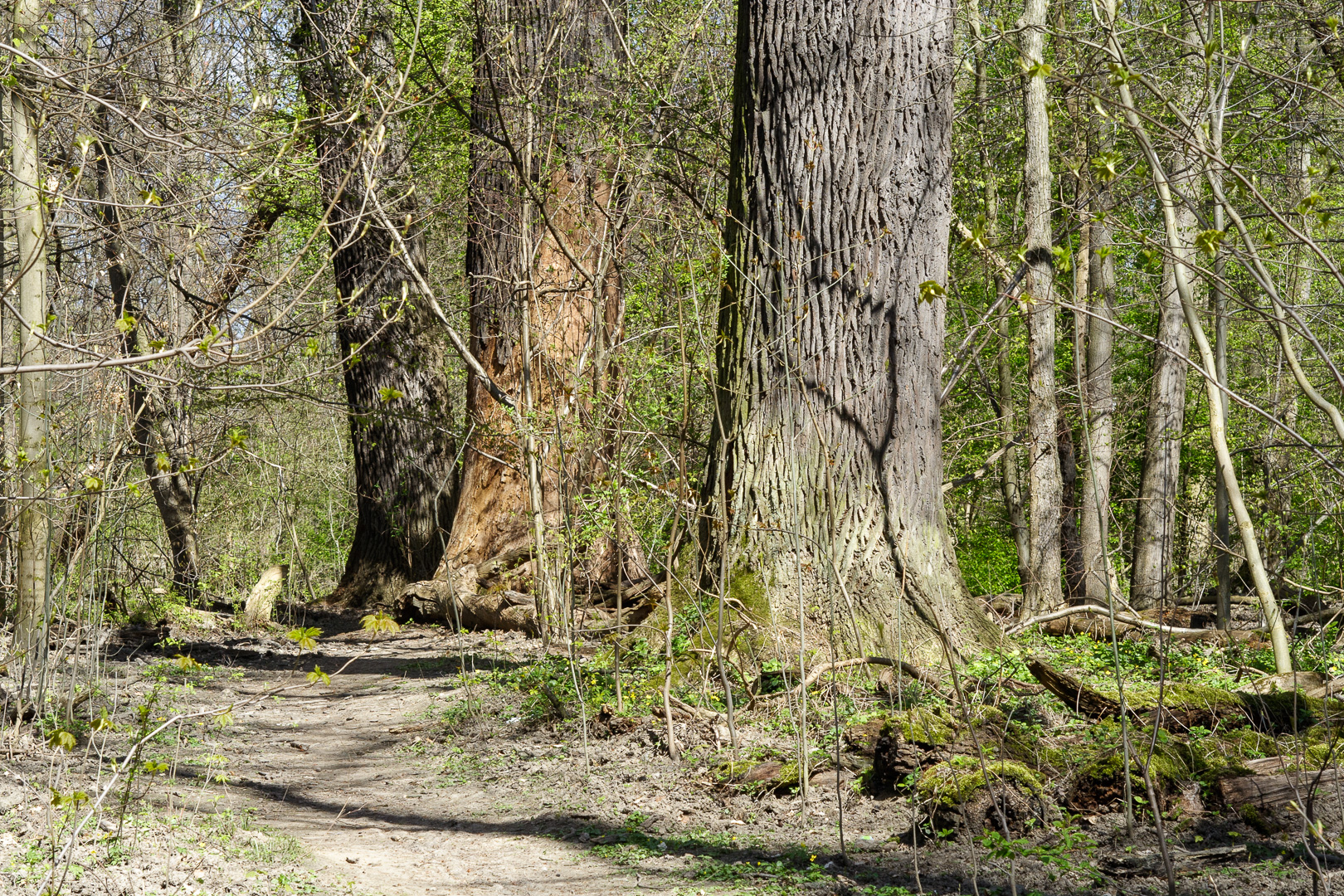
Rezerwat przyrody Las Bielański

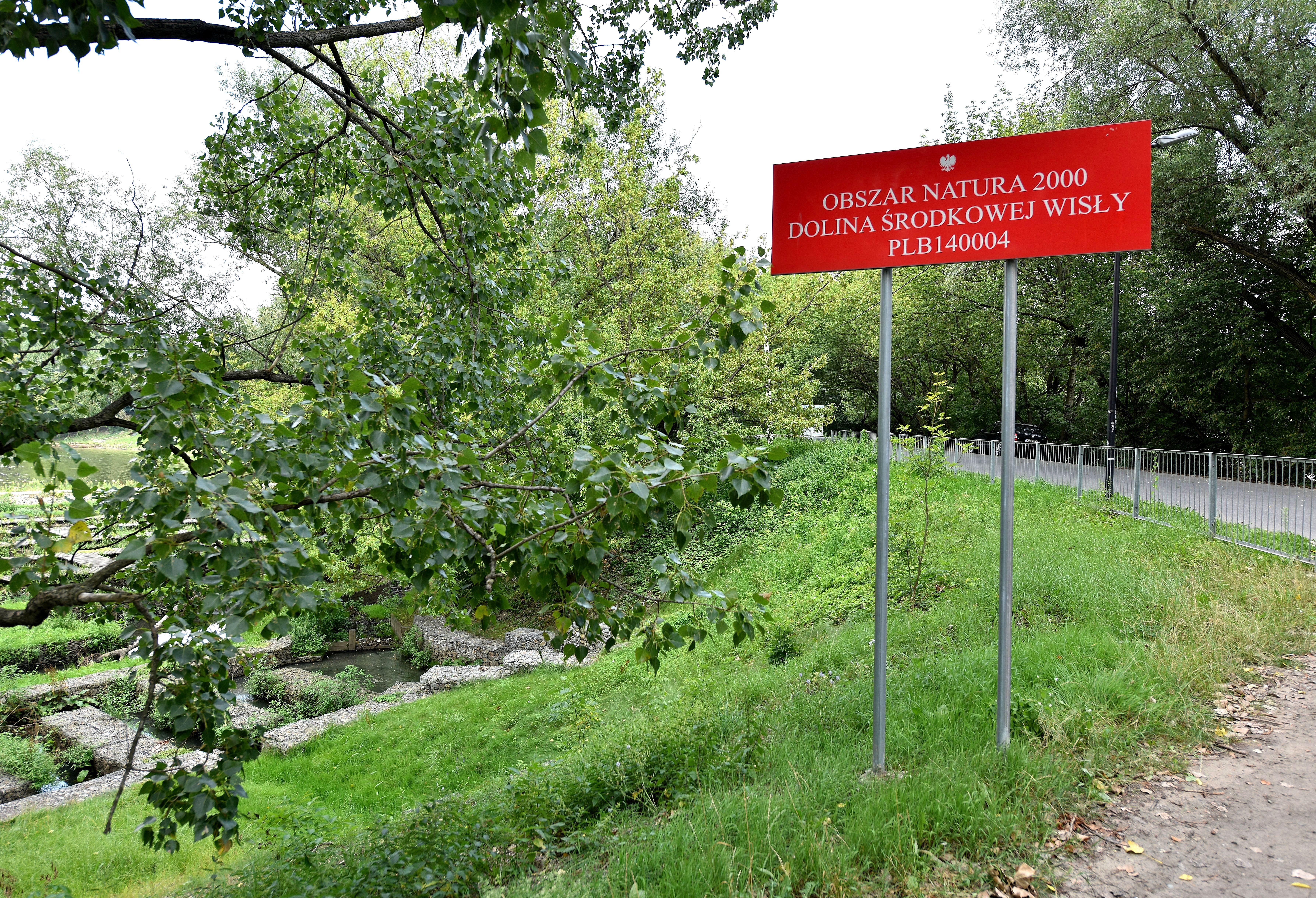
Część terenów przybrzeżnych w granicach administracyjnych miasta po obu stronach rzeki jest objętych siecią Natura 2000 – obszar Dolina Środkowej Wisły

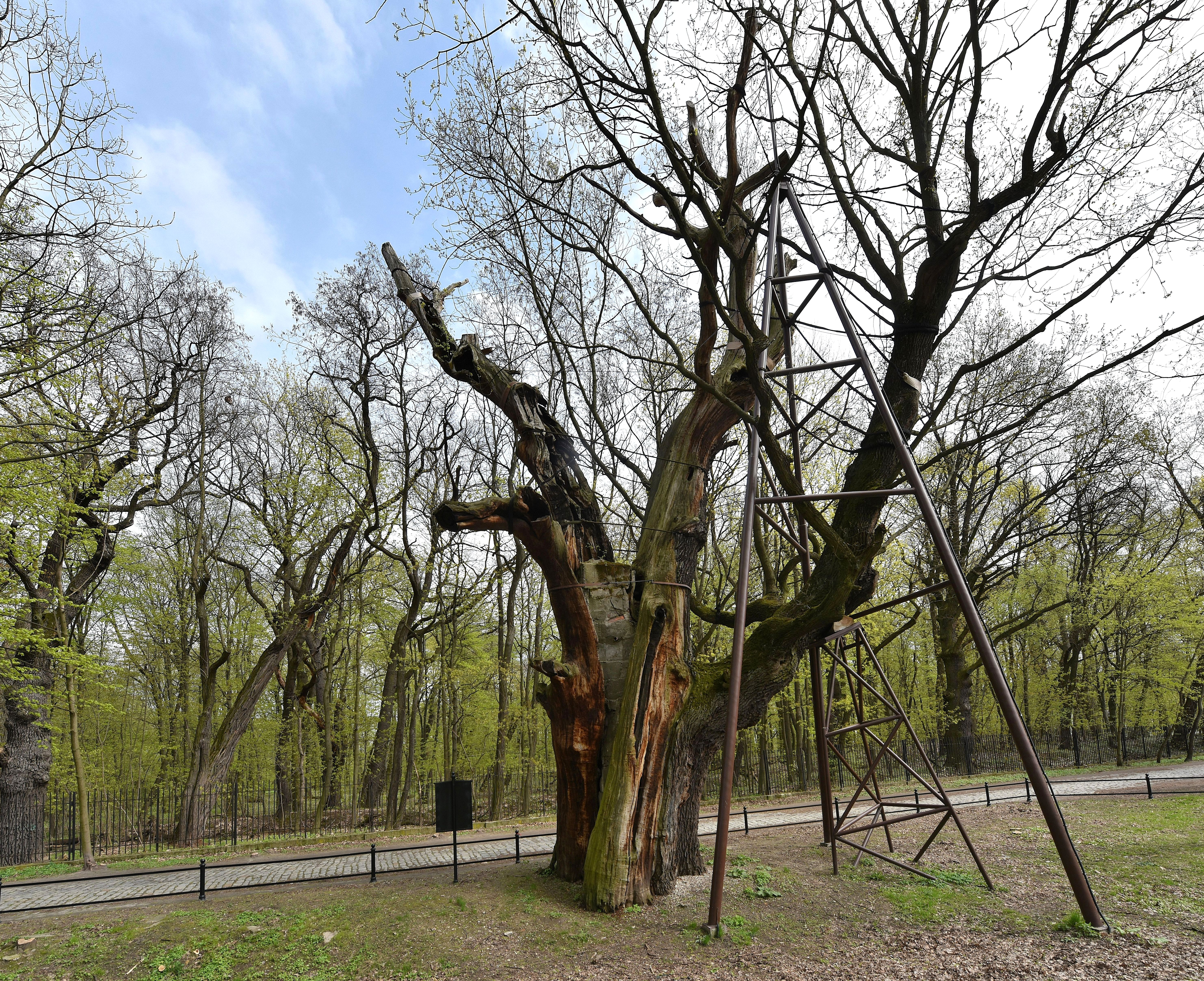
Dąb Mieszko I w dzielnicy Ursynów – najstarsze drzewo tego gatunku na Mazowszu (ok. 600 lat)

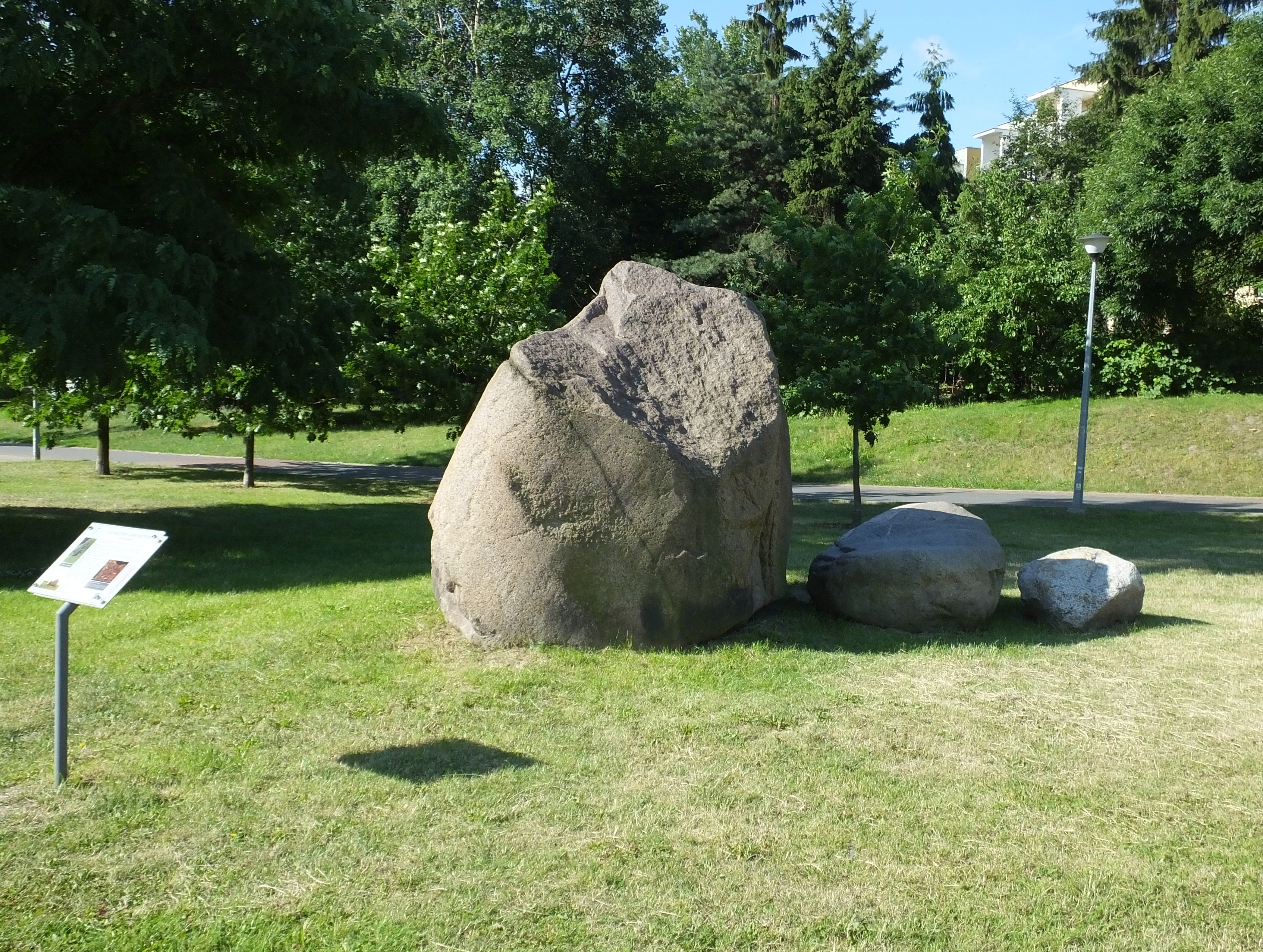
Głaz Ursynowski – największy głaz narzutowy na terenie Warszawy

Około 223,26 km² (czyli ponad 43% Warszawy) miasta zajmują tereny zieleni: parki, lasy, zieleń uliczna oraz zieleń osiedlowa i zieleń wokół obiektów użyteczności publicznej. W 2023 w mieście rosło ok. 9 mln drzew.
W 2025 Warszawa zajęła 5. miejsce w rankingu najbardziej zielonych miast Europy (European Best Green Capitals).

### Obszary chronione
Na północny zachód od Warszawy rozciąga się Puszcza Kampinoska. Większość terenów puszczy zajmuje Kampinoski Park Narodowy, stanowiący od 2000 rezerwat biosfery UNESCO. Warszawa jest jedyną stolicą w Europie graniczącą bezpośrednio z parkiem narodowym i częściowo wchodzącą w skład jego strefy ochronnej (dzielnice Bemowo i Bielany).
Na terenie miasta istnieje wiele obszarów i obiektów cennych przyrodniczo, objętych ochroną na mocy ustawy o ochronie przyrody:
- 12 rezerwatów przyrody
- 5 użytków ekologicznych
- 5 zespołów przyrodniczo-krajobrazowych
- 486 pomników przyrody (2018), z czego 406 to aleje, grupy drzew i pojedyncze drzewa (z największą aleją lipową wzdłuż ul. Żwirki i Wigury), a 74 – pomniki przyrody w formie głazów (149 okazów), z których największy jest Głaz Ursynowski przy ul. Nutki – 9,6 m obwodu[350][354].

W granicach administracyjnych miasta znajduje się 6 obszarów Natura 2000.
Ponadto inne wartościowe tereny – dolina Wisły, Wilanówki, ciąg jezior oraz kompleksy leśne – weszły w skład Warszawskiego Obszaru Chronionego Krajobrazu. Tereny leśne we wschodniej części Warszawy objęto granicami Mazowieckiego Parku Krajobrazowego.

### Lasy
Lasy zajmują ok. 8 tys. ha, co stanowi ok. 15% powierzchni Warszawy. W obrębie miasta znajduje się kilkanaście kompleksów leśnych. Część (np. Las Bielański) jest pozostałością Puszczy Mazowieckiej. Inne są kompleksami silnie przekształconymi, pochodzącymi z zalesień. Większość lasów znajdujących się w granicach administracyjnych Warszawy to bory sosnowe z domieszką brzóz i dębów. Niektóre mają dużą wartość przyrodniczą i chronione są w formie rezerwatów przyrody.
Największą część obszarów leśnych zajmują lasy prywatne pod nadzorem Prezydenta m.st. Warszawy (44%), pozostałe to lasy miejskie (38%) zarządzany przez jednostkę budżetową miasta pod nazwą Lasy Miejskie-Warszawa oraz lasy stanowiące własność Skarbu Państwa administrowane przez Lasy Państwowe (18%).
Największe zwarte obszary leśne Warszawy zlokalizowane są w obrębie Mazowieckiego Parku Krajobrazowego. Składają się z kilku dużych kompleksów leśnych, częściowo od siebie izolowanych, leżących na południowo-wschodnim skraju miasta: w dzielnicach Wesoła i Wawer i częściowo w podwarszawskich gminach. W skład Mazowieckiego Parku Krajobrazowego wchodzi m.in. rezerwat im. Króla Jana Sobieskiego z fragmentami dąbrów i grądów. Na północ od terenów Mazowieckiego Parku Krajobrazowego położone są rozległe Lasy Rembertowskie z rezerwatem Bagno Jacka, częściowo użytkowane przez siły zbrojne. Na ich południowym skraju leży leśny rezerwat Kawęczyn, a blisko niego rezerwat Olszynka Grochowska. Duże obszary leśne, sąsiadujące z Lasami Legionowskimi, znajdują się w dzielnicy Białołęka, m.in. Las Białołęka Dworska.
W lewobrzeżnej części Warszawy również znajduje się kilka rozległych obszarów leśnych, m.in.:
- Rezerwat przyrody Las Kabacki im. Stefana Starzyńskiego,
- Las Bielański
- Las Młociński,
- Park Leśny Bemowo.

Są tu także mniejsze fragmenty zbiorowisk leśnych o charakterze leśno-parkowym:
- Las Natoliński – rezerwat przyrody wchodzący w skład zespołu pałacowo-parkowego Park Natoliński. Przy granicy rezerwatu rośnie Dąb Mieszko I – najstarszy dąb w województwie mazowieckim[357].
- Morysin – rezerwat przyrody w rejonie Wilanowa,
- Lasek na Kole.

### Wody

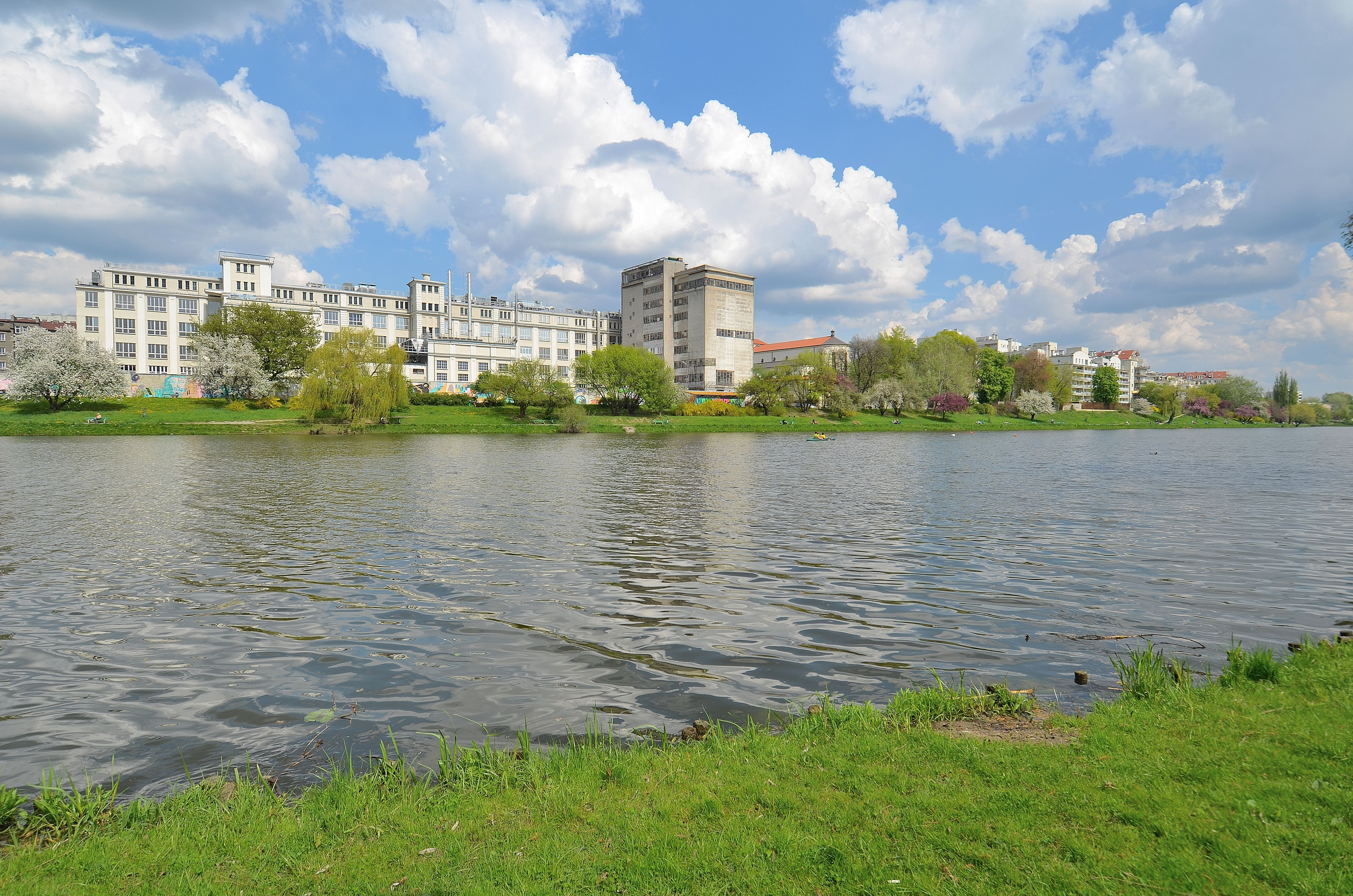
Jeziorko Kamionkowskie

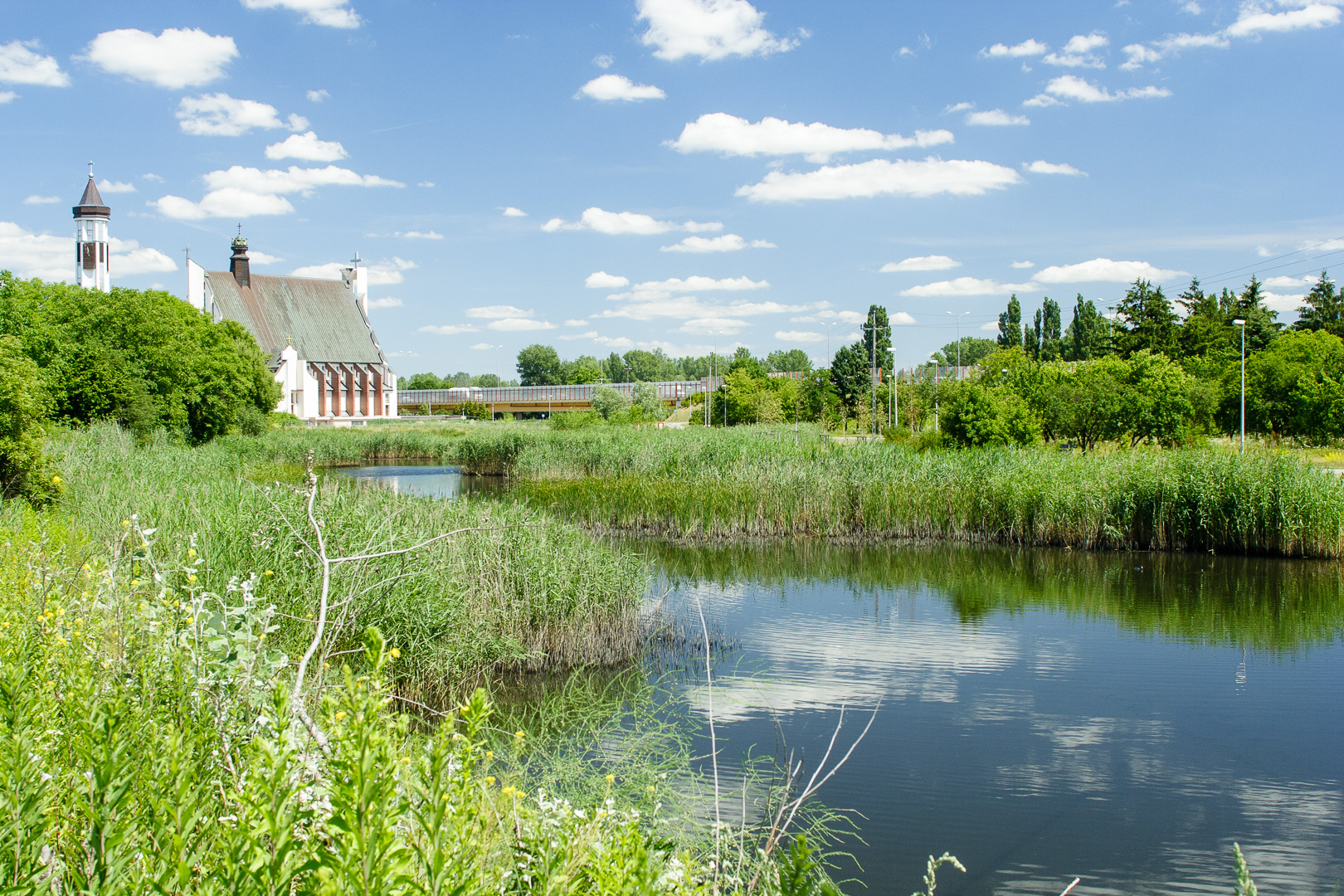
Łacha Siekierkowska, po lewej widoczne Sanktuarium Matki Bożej Nauczycielki Młodzieży

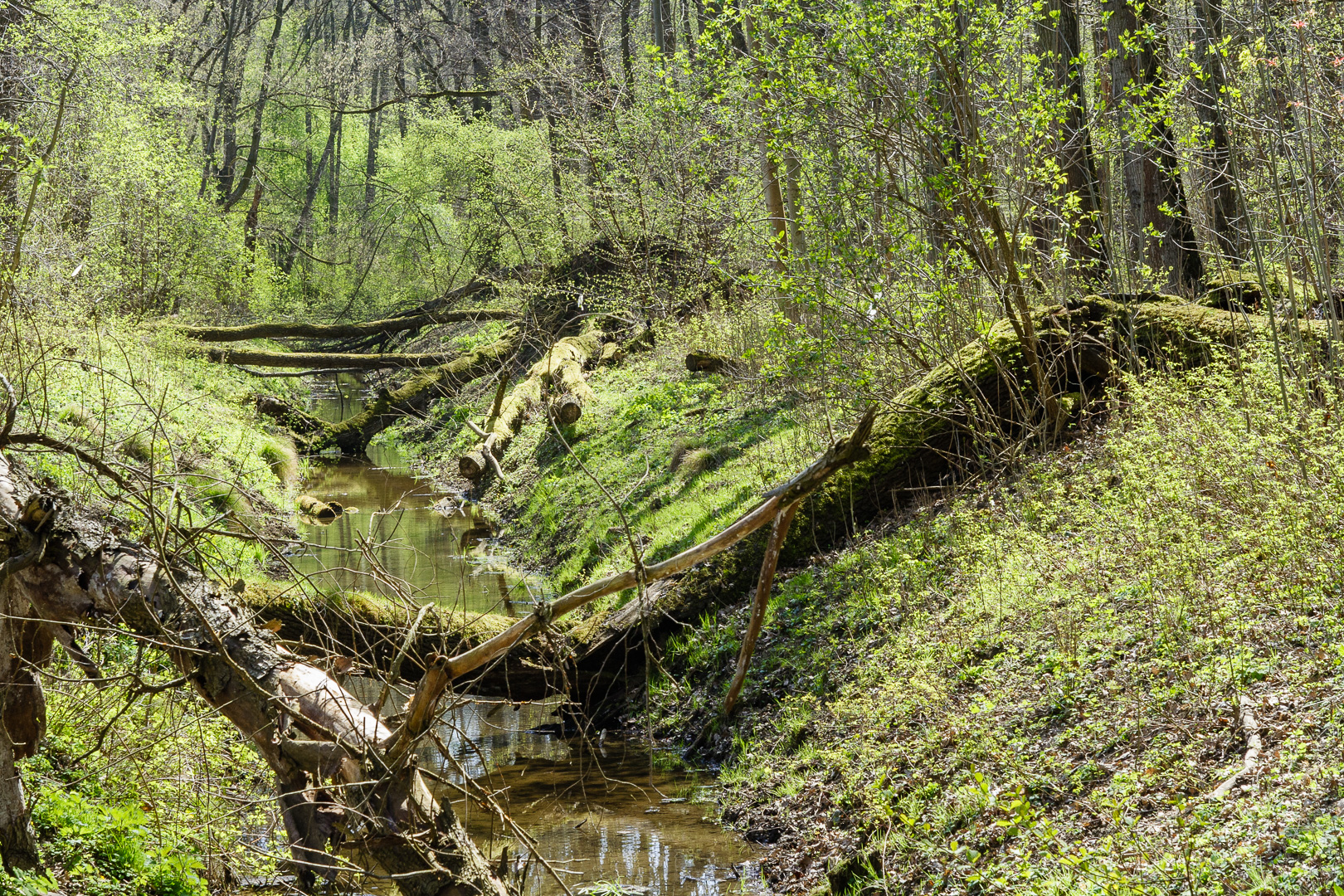
Rzeka Rudawka w rezerwacie przyrody Las Bielański

Na terenie Warszawy znajduje się kilkadziesiąt zbiorników wodnych i cieków, niektóre z nich mają dużą wartość przyrodniczą i krajobrazową. W skład wód stojących wchodzi m.in. kilka zbiorników o charakterze jezior, będących starorzeczami Wisły (Jezioro Wilanowskie, Jeziorko Czerniakowskie, Jezioro Powsinkowskie, Jezioro Kamionkowskie, Jezioro Gocławskie, Łacha Potocka), kilka zbiorników torfowiskowych, kilkanaście stawów parkowych i sztuczne zbiorniki (przeważnie fosy) będące pozostałościami XIX-wiecznych fortyfikacji Warszawy, a także pozostałości po wyrobiskach gliny w formie glinianek (w parku Szczęśliwickim, parku Moczydło, Glinianki Sznajdra, Staw Koziorożca, Stawy Cietrzewia itd.).
Największym (ok. 19,5 ha) naturalnym zbiornikiem wodnym w Warszawie jest Jeziorko Czerniakowskie, mające status rezerwatu przyrody. Inne duże zbiorniki (o powierzchni kilkunastu ha) to także Jezioro Powsinkowskie (cenne przyrodniczo: m.in. jako ostoja ptaków wodno-błotnych i ze względu na rzadkie gatunki bentosowych bezkręgowców) i Jezioro Wilanowskie. W dużych warszawskich parkach znajduje się wiele stawów parkowych, jednak tylko niektóre z nich mają charakter zbiorników trwałych (Łazienki Królewskie, park Moczydło, park Szczęśliwicki, park Skaryszewski, Dolinka Służewiecka), z pozostałych (np. Pole Mokotowskie, park Ujazdowski, Kanał Piaseczyński) woda jest regularnie spuszczana, okresowo usuwane są rośliny i osady, co uniemożliwia występowanie w nich większości typowych przedstawicieli słodkowodnej fauny i flory.
Na terenie Warszawy występują chronione prawem torfowiska, na których znajdują się malownicze zbiorniki wodne (m.in. Macierowe Bagno i Bagno Jacka w Wesołej oraz Torfy i Biały Ług w Wawrze). Częściową ochroną prawną jako użytek ekologiczny objęte jest Jeziorko Imielińskie na Ursynowie.
Na terenie miasta znajduje się wiele sztucznych zbiorników wodnych będących pozostałościami po XIX-wiecznych fortyfikacjach. Należą do nich m.in.:
- fosa Fortu Wawrzyszew – obecnie jeden z bardziej czystych zbiorników tej części Warszawy
- fosa Fortu Bema – dostępna dla zwiedzających wraz z parkiem utworzonym na terenie fortyfikacji, w ostatnich latach uregulowana i odnowiona łączenie z całym kompleksem
- Fosa Babicka wokół Fortu Babice – zbiornik niedostępny dla publiczności (zajęty przez Wojsko Polskie)
- fosa Fortu Blizne
- fosa Fortu Okęcie – znajdująca się w rękach prywatnych
- fosa Fortu Zbarż – publicznie dostępna, obfitująca w ryby
- fosa Fortu Piłsudskiego
- fosa Fortu Czerniaków, obecnie park im. Czesława Szczubełka
- Bernardyńska Woda.

Wiele fragmentów przepływającej przez Warszawę Wisły, zwłaszcza na wschodnim brzegu, jest bardzo cennych przyrodniczo, zarówno ze względu na gnieżdżące się tu ptaki (np. Rezerwat Wyspy Zawadowskie w Wilanowie i Wawrze), jak i liczne populacje ryb, a także rzadkich bezkręgowców. Około 20 trwałych cieków i kanałów jest elementem środowiska przyrodniczego Warszawy, m.in. silnie zdegradowany, choć wciąż atrakcyjny przyrodniczo kilkunastokilometrowy Kanał Żerański (Królewski) łączący Wisłę z Jeziorem Zegrzyńskim i malownicza rzeka Wilanówka, płynąca fragmentami wśród wiejskiego i półnaturalnego krajobrazu. Wiele starych cieków wodnych, takich jak Drna, Rudawka i Żurawka, zostało skanalizowanych.
Środowiska słodkowodne Warszawy i ich otoczenie to, jak w przypadku innych wielkich miast rezerwuary różnorodności biologicznej, podlegają coraz większej presji ze strony otaczających silnie zurbanizowanych obszarów (rozpełzanie się miasta).

### Ogrody działkowe
W 2018 w Warszawie istniało ok. 170 ogrodów działkowych, które zajmowały ponad 2% powierzchni miasta.

### Fauna
W Warszawie żyje co najmniej 4000 gatunków zwierząt, w tym: wydra, bóbr, bączek zwyczajny, rzekotka drzewna, traszka grzebieniasta, bocian czarny, kumak nizinny.

## Sąsiednie gminy
Izabelin, Jabłonna, Józefów, Konstancin-Jeziorna, Lesznowola, Łomianki, Marki, Michałowice, Nieporęt, Ożarów Mazowiecki, Piaseczno, Piastów, Raszyn, Stare Babice, Sulejówek, Wiązowna, Ząbki, Zielonka

## Miasta partnerskie
Lista miast partnerskich Warszawy:
| - Düsseldorf, Niemcy (1989) - Hamamatsu, Japonia (1990) - Île-de-France, Francja (1990) - Toronto, Kanada (1990) - Berlin, Niemcy (1991) - Stambuł, Turcja (1991) - Tel Awiw-Jafa, Izrael (1992) - Harbin, Chiny (1993) - Kijów, Ukraina (1994) - Tajpej, Tajwan (1995) - Chicago, Stany Zjednoczone (1995) - Seul, Korea Południowa (1996) - Rio de Janeiro, Brazylia (1997) | - Wilno, Litwa (1998) - Paryż, Francja (1999) - Hanoi, Wietnam (2000) - Wiedeń, Austria (2001) - Astana, Kazachstan (2002) - Ryga, Łotwa (2002) - Budapeszt, Węgry (2005) - Oslo, Norwegia (2006) - Odessa, Ukraina (2010) - Tbilisi, Gruzja (2010) - Charków, Ukraina (2011) - Zagrzeb, Chorwacja (2011) |